# Emléktáblák Budapest I. kerületében
Budapest I. kerülete szócikkhez kapcsolódó képgaléria, mely helyi, országos vagy nemzetközi hírű személyekkel, valamint épületekkel, műtárgyakkal, helynevekkel és eseményekkel összefüggő emléktáblákat tartalmaz.

## Galéria

### Emléktáblák

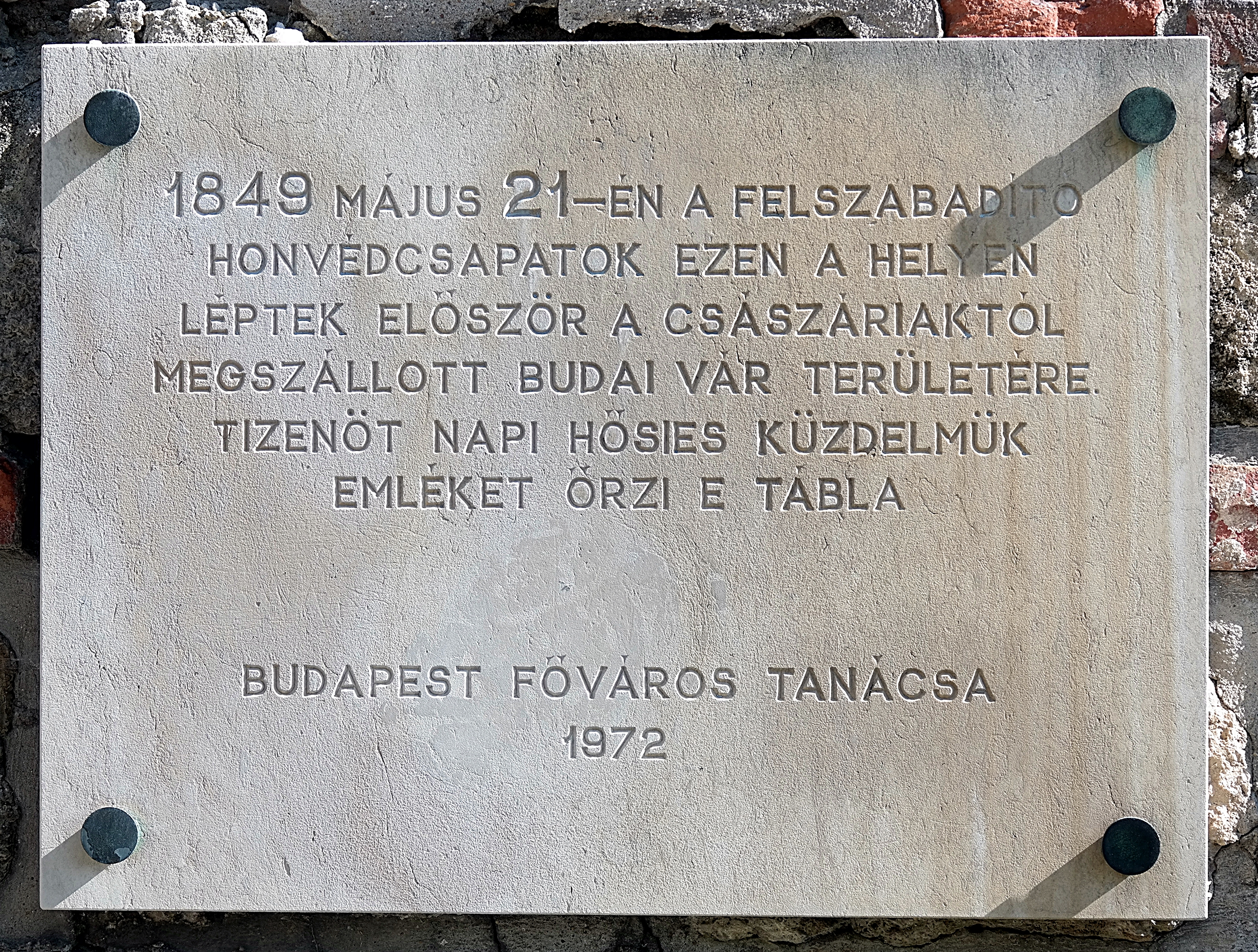
1849, május 21. Palota út 1.
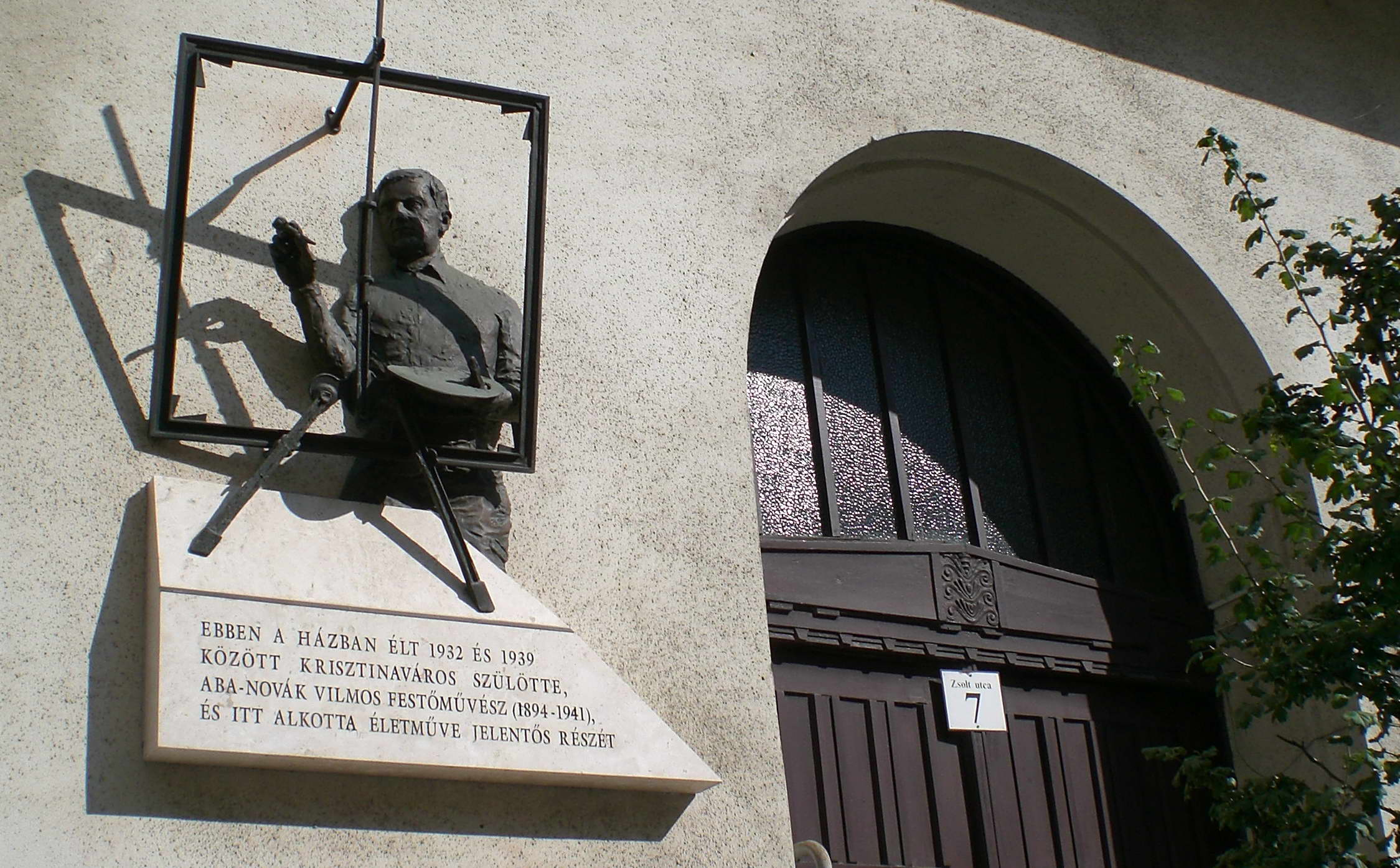
Aba-Novák Vilmos Zsolt utca 7. Paulikovics Iván alkotása
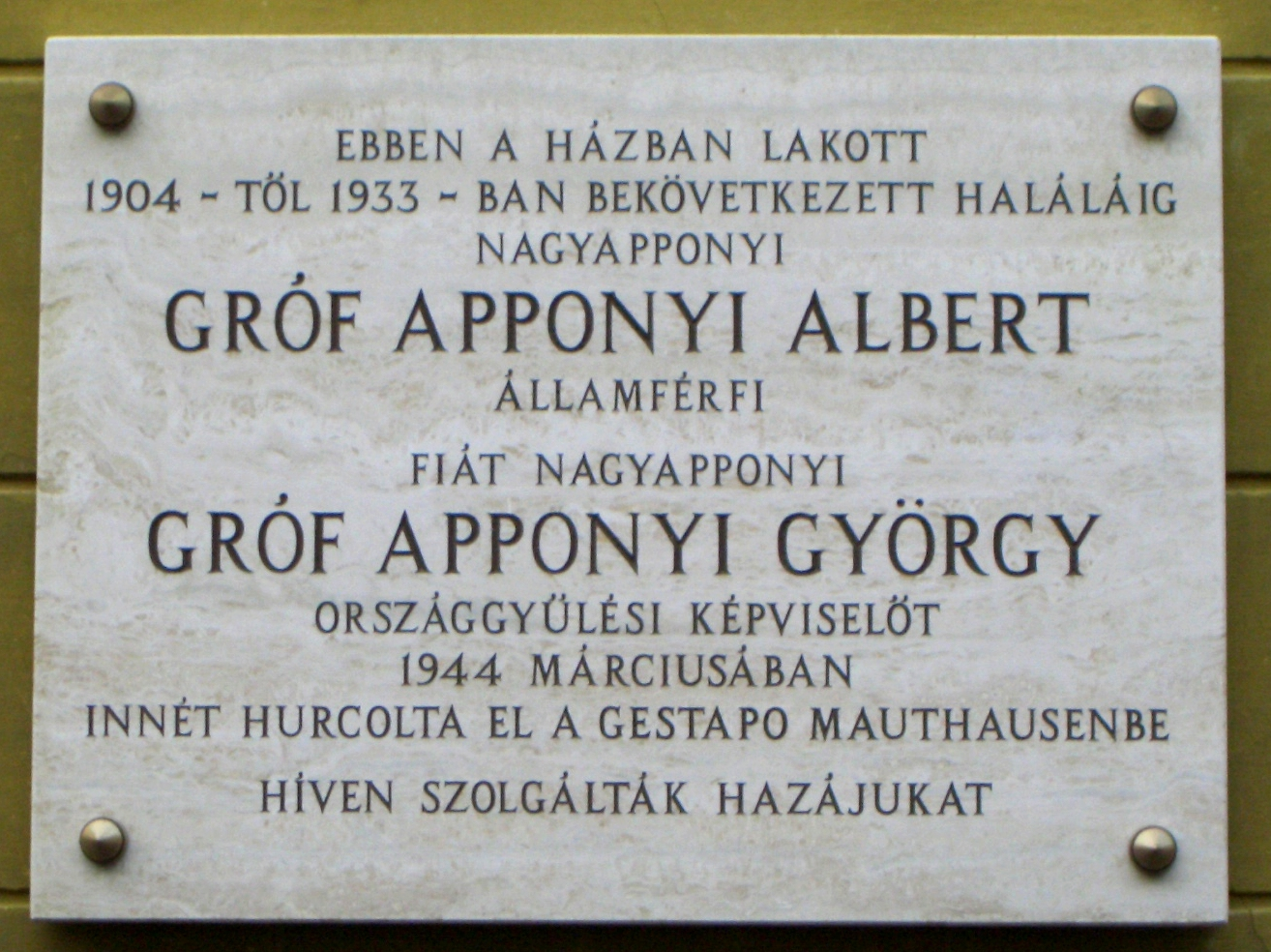
Apponyi Albert Apponyi György Táncsics Mihály utca 17.
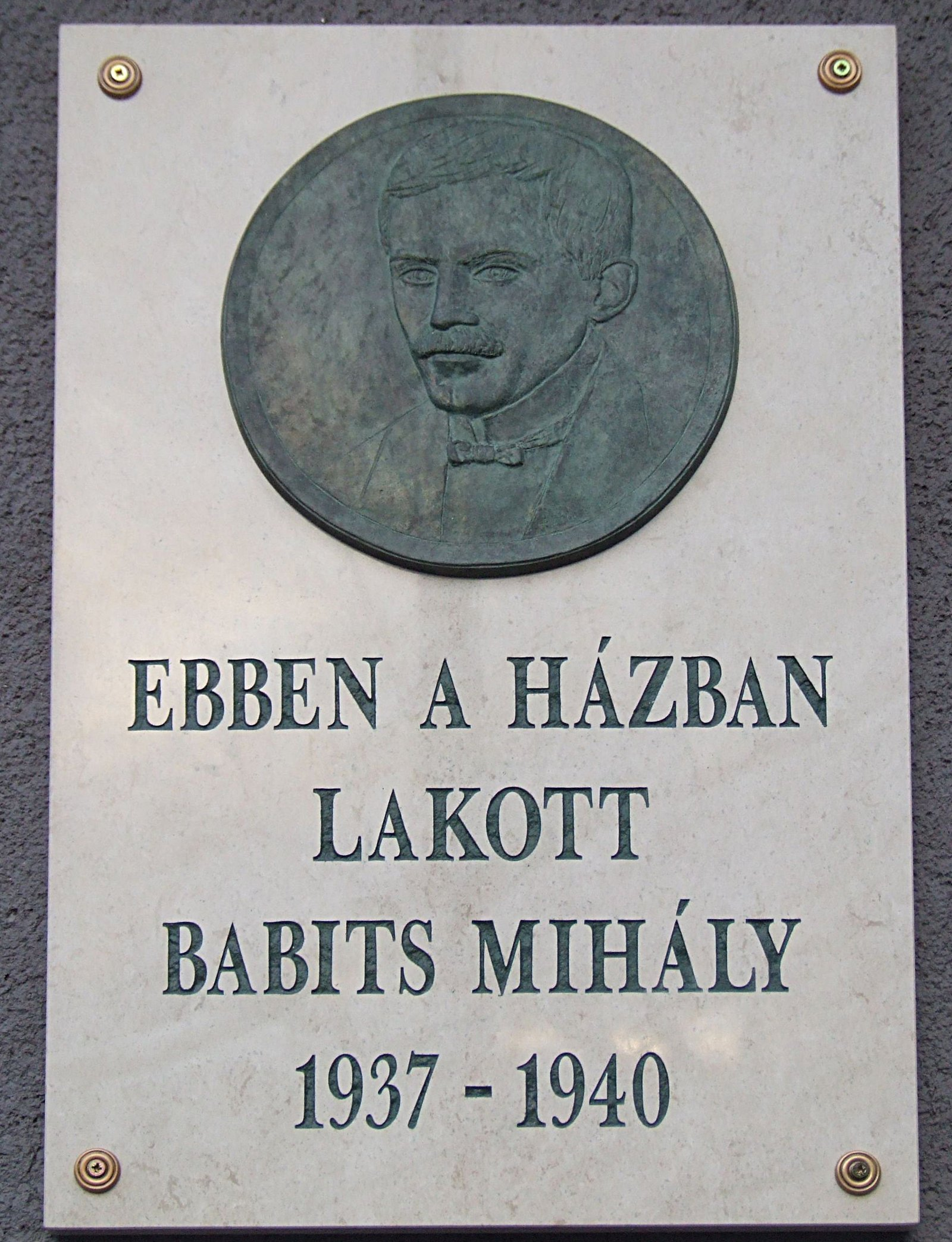
Babits Mihály Attila út 103. Pató Róza alkotása
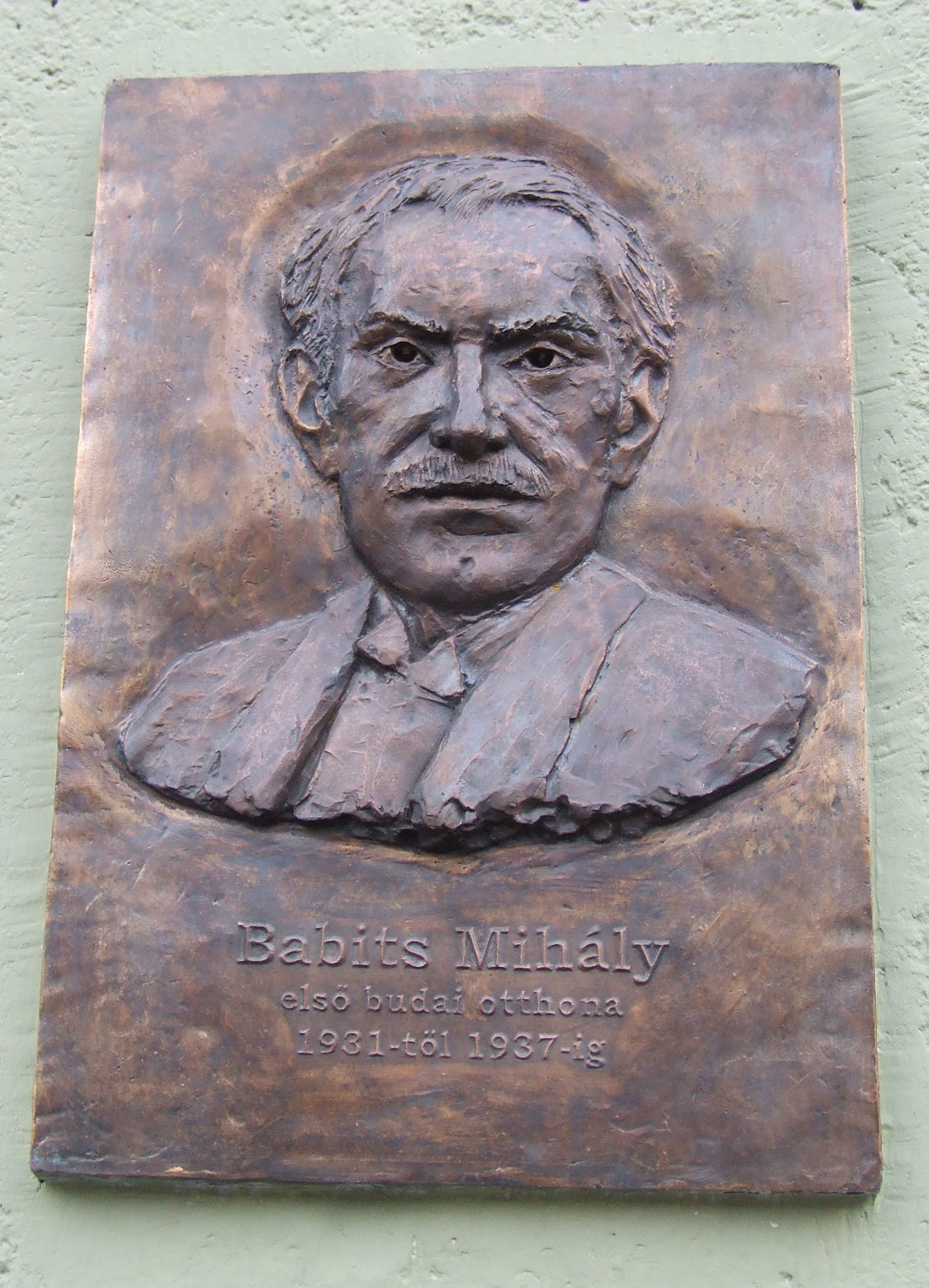
Babits Mihály Attila út 133. Majoros Áron Zsolt alkotása
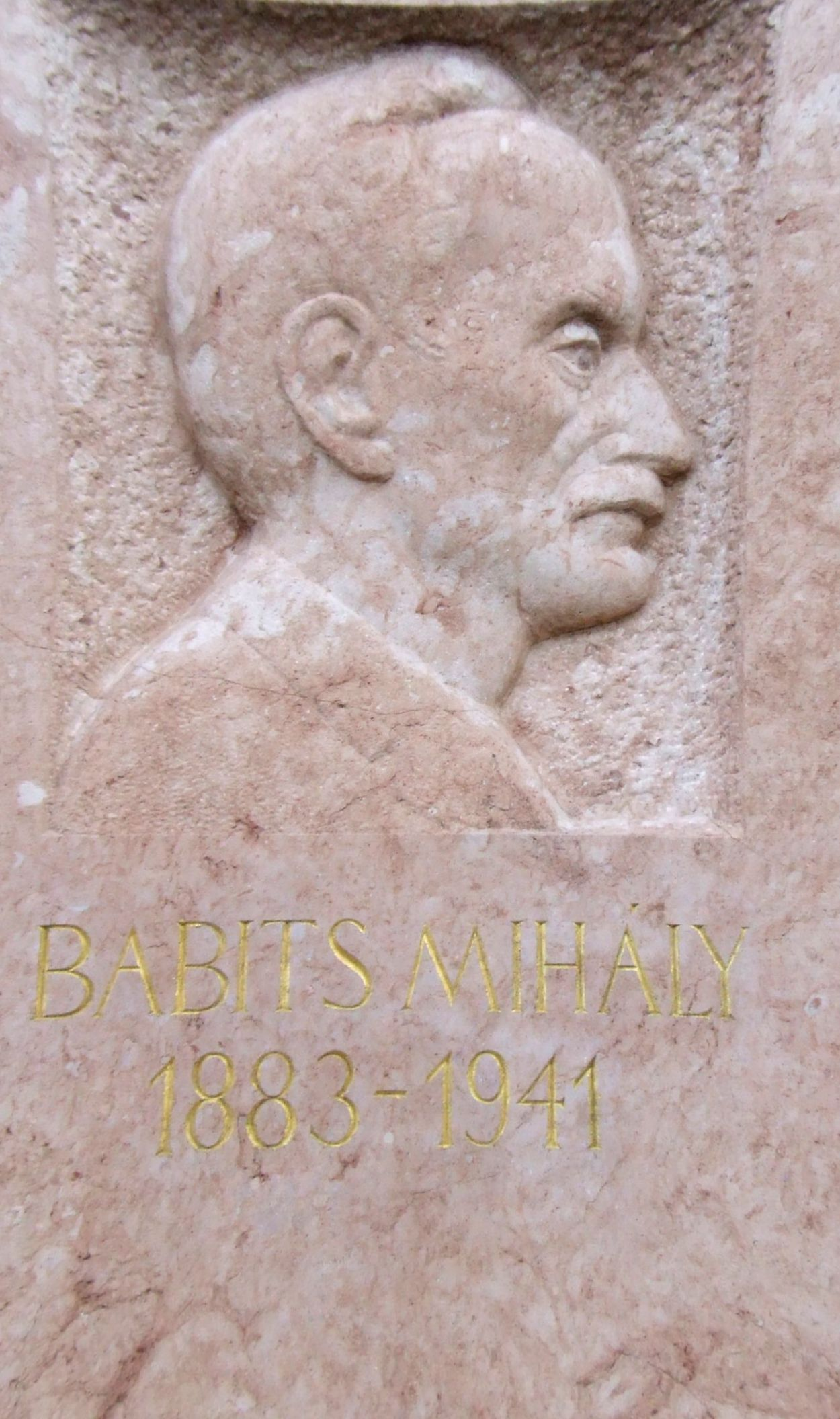
Babits Mihály Babits Mihály sétány Szabó Iván alkotása
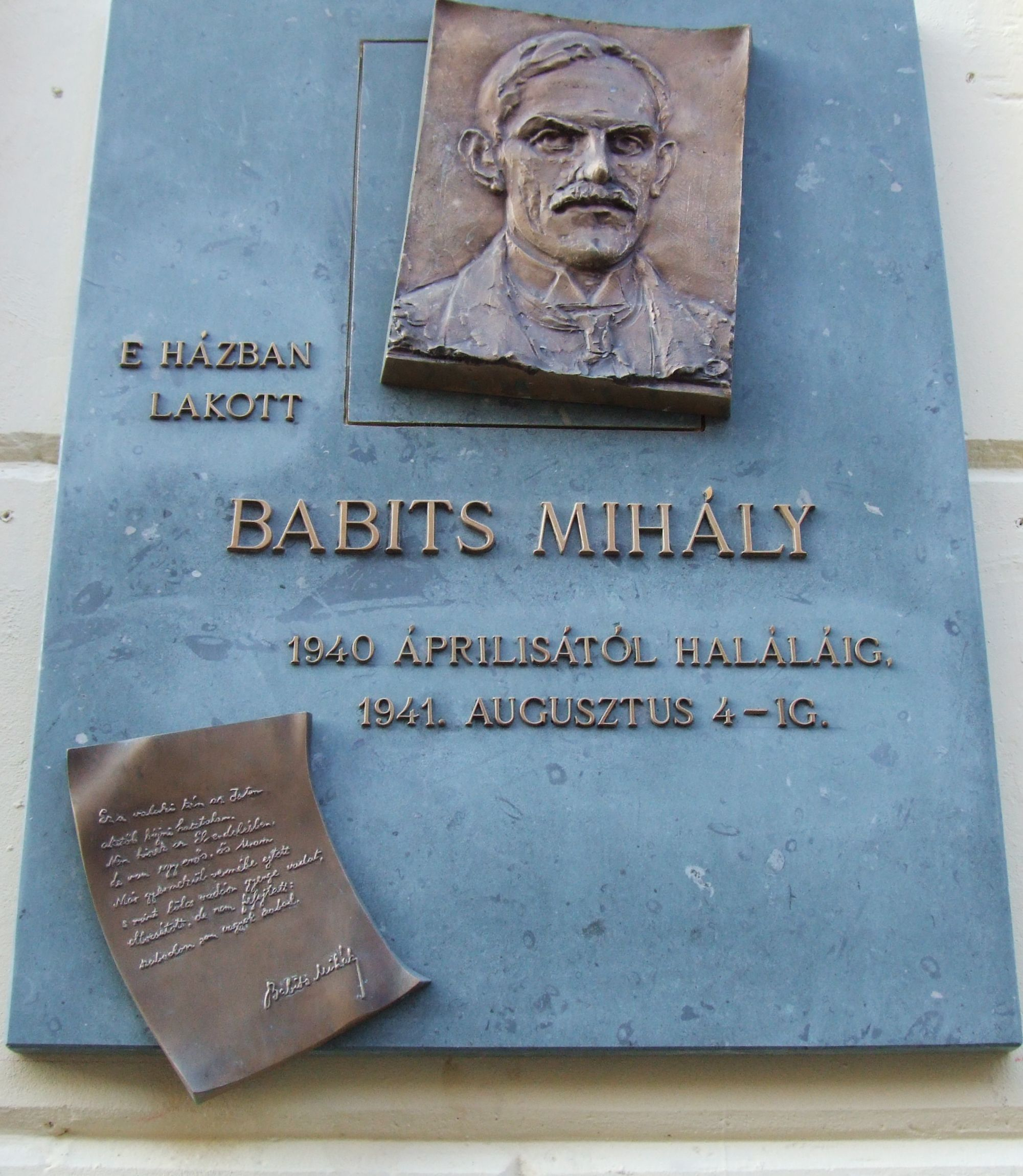
Babits Mihály Logodi utca 31. Zsin Judit alkotása
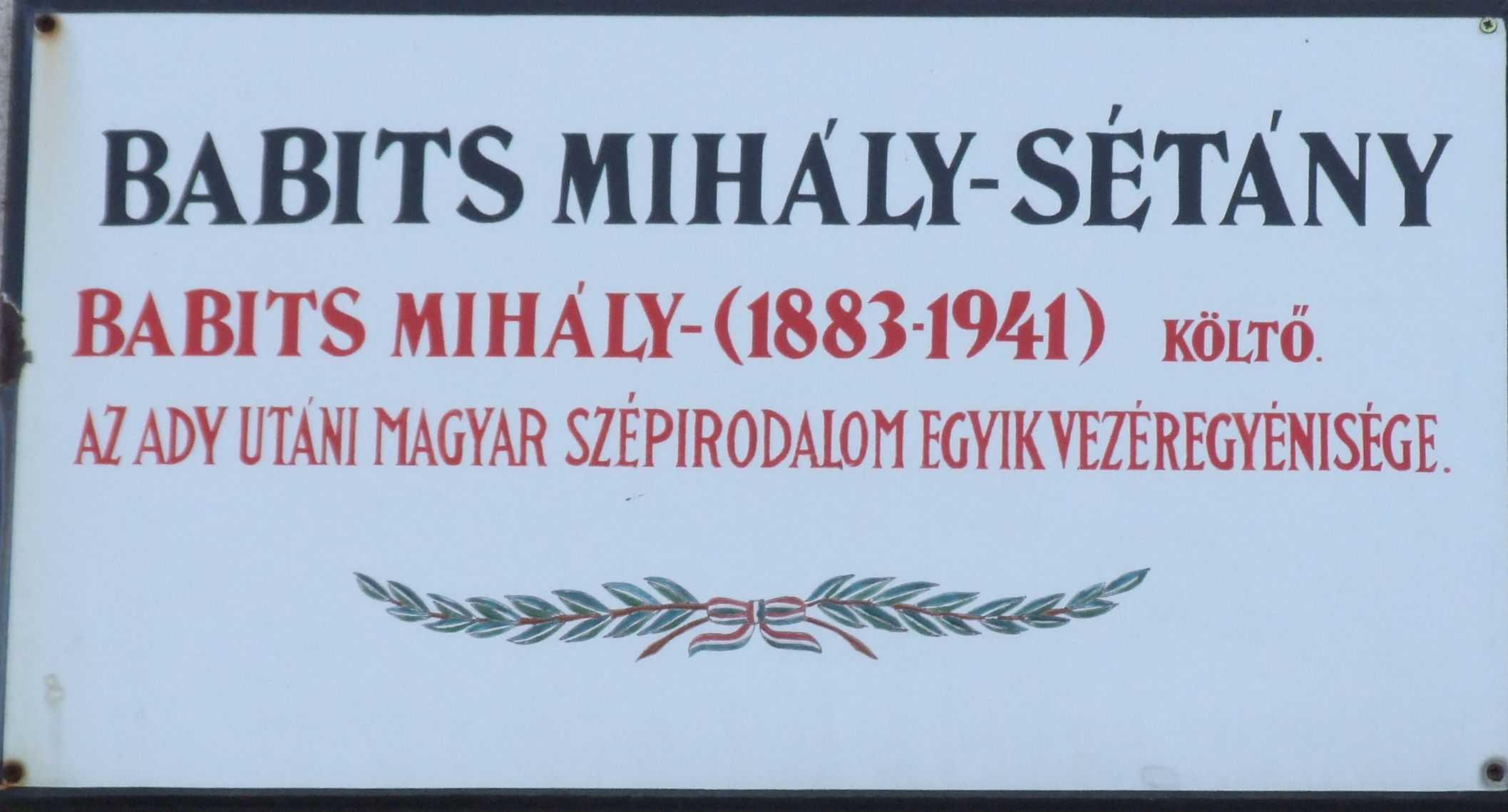
Babits Mihály-sétány utcanévtábla
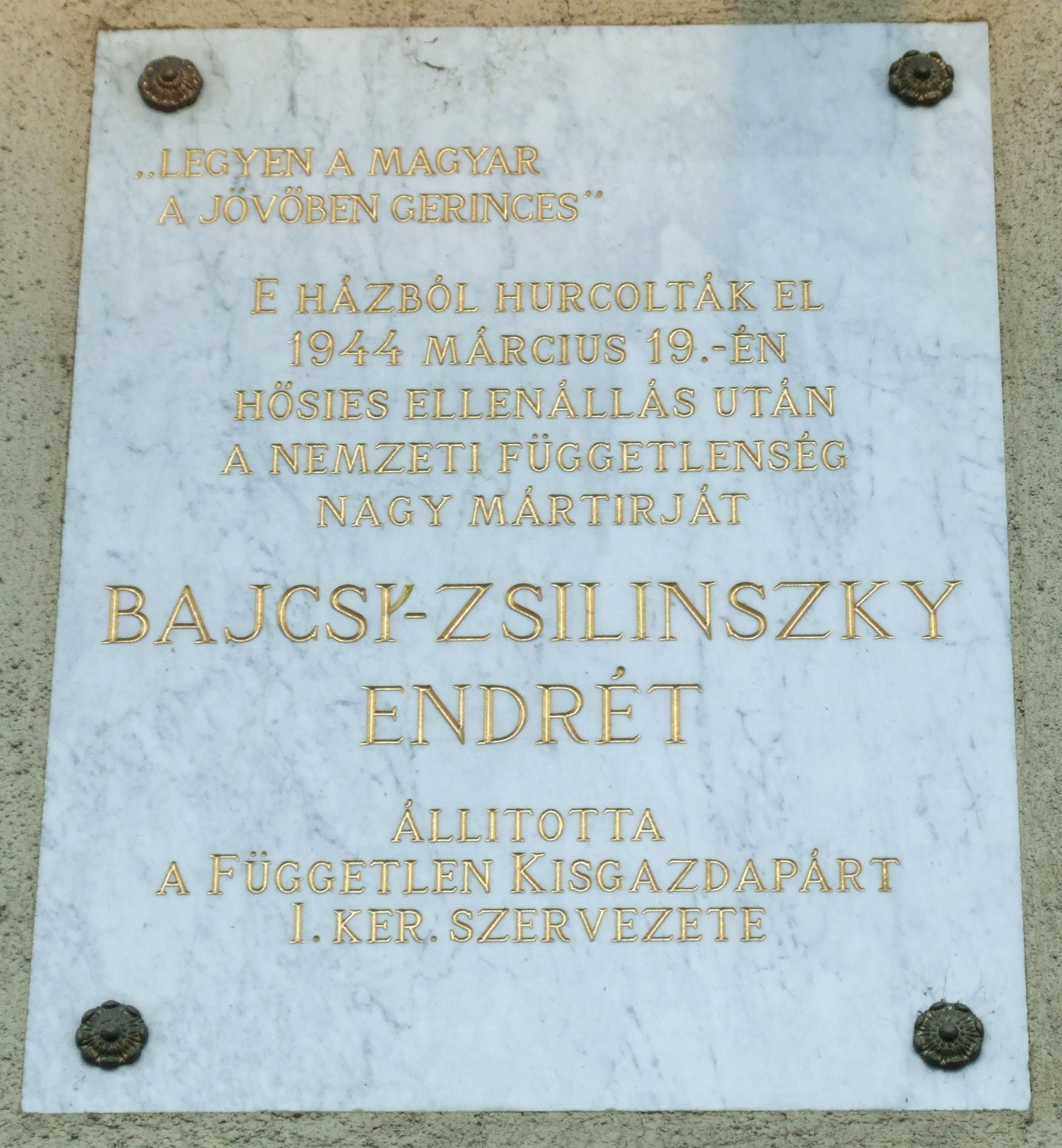
Bajcsy-Zsilinszky Endre Attila út 37.
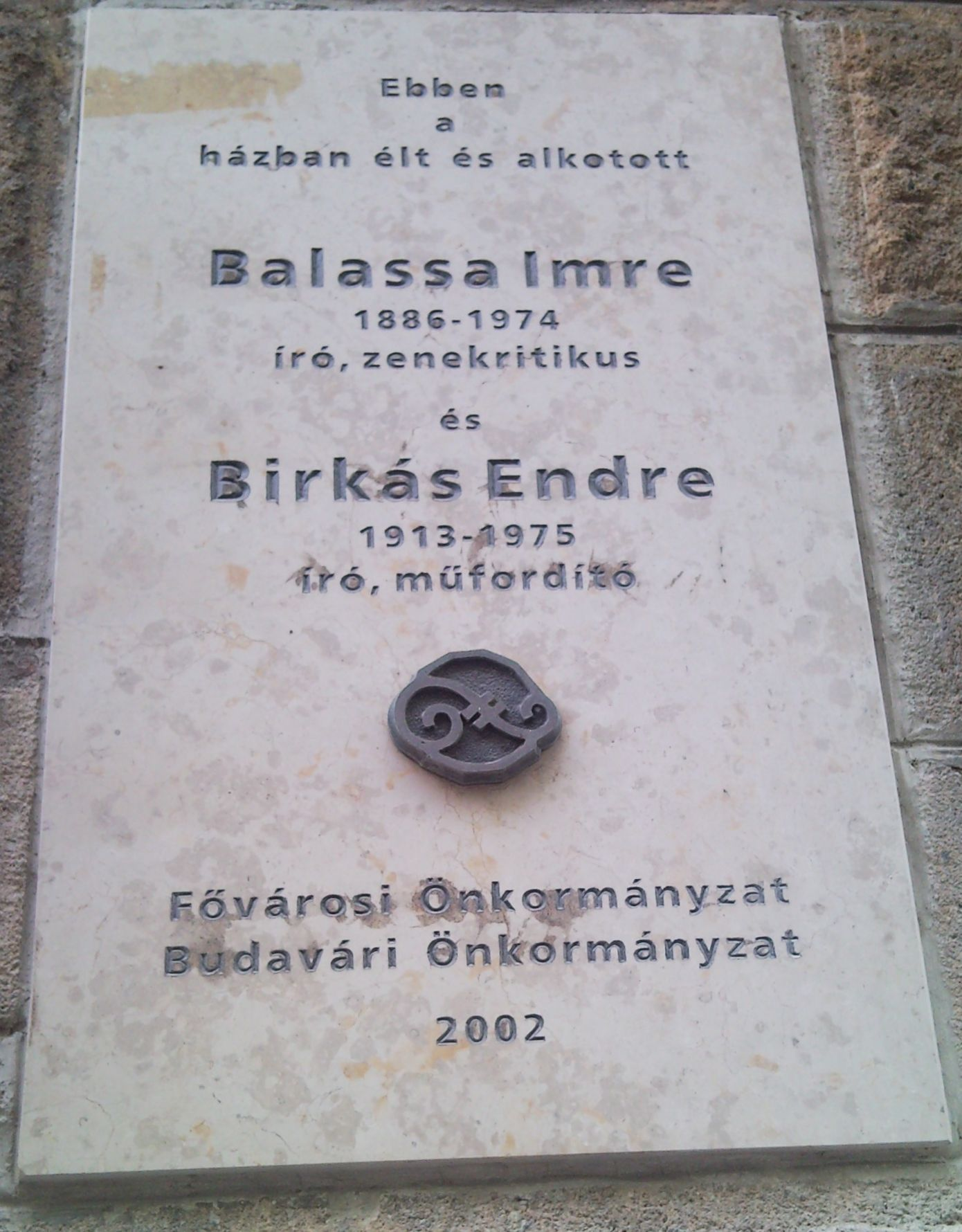
Balassa Imre Gellérthegy utca 31.
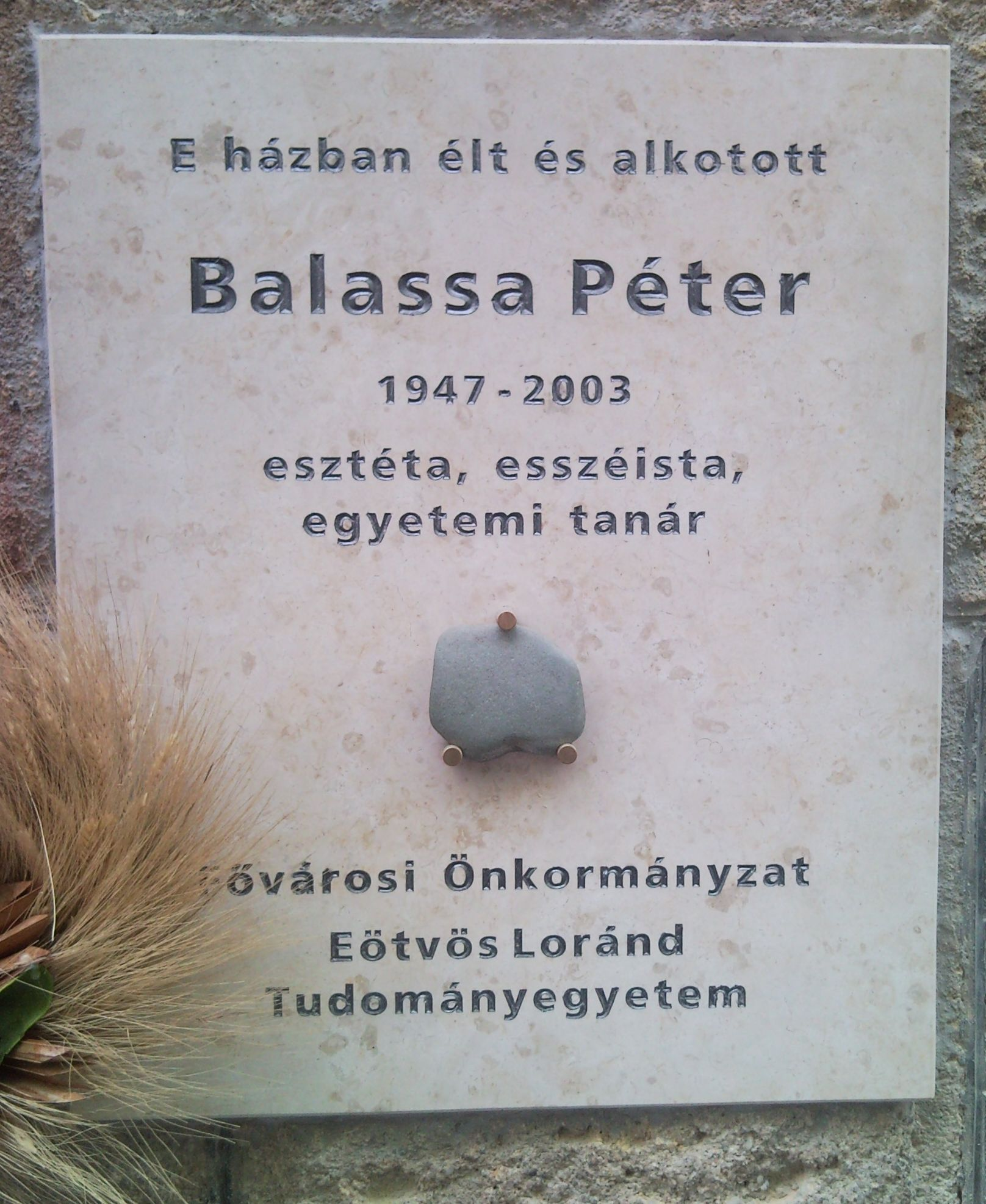
Balassa Péter Gellérthegy utca 31.
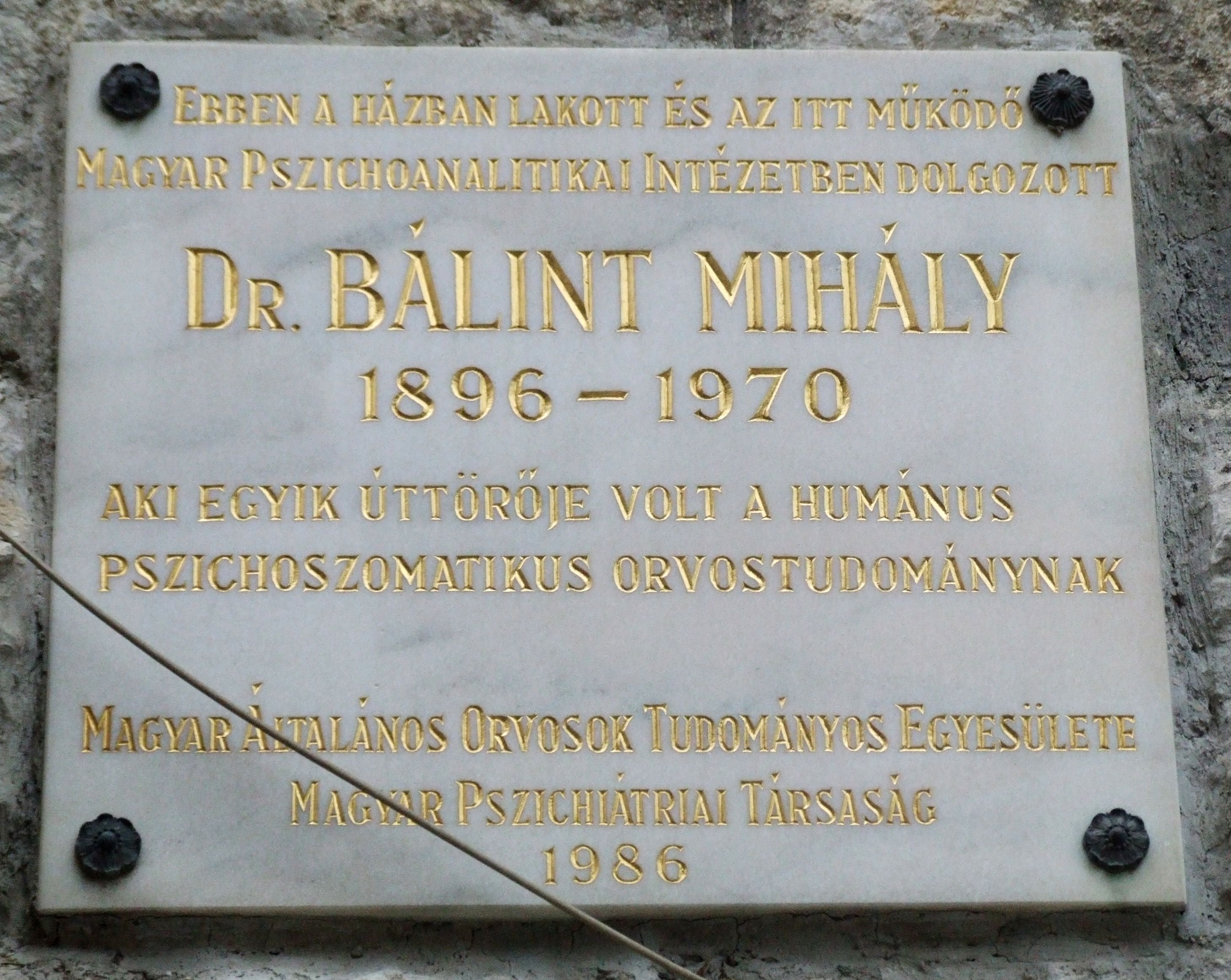
Bálint Mihály Ág utca 30.
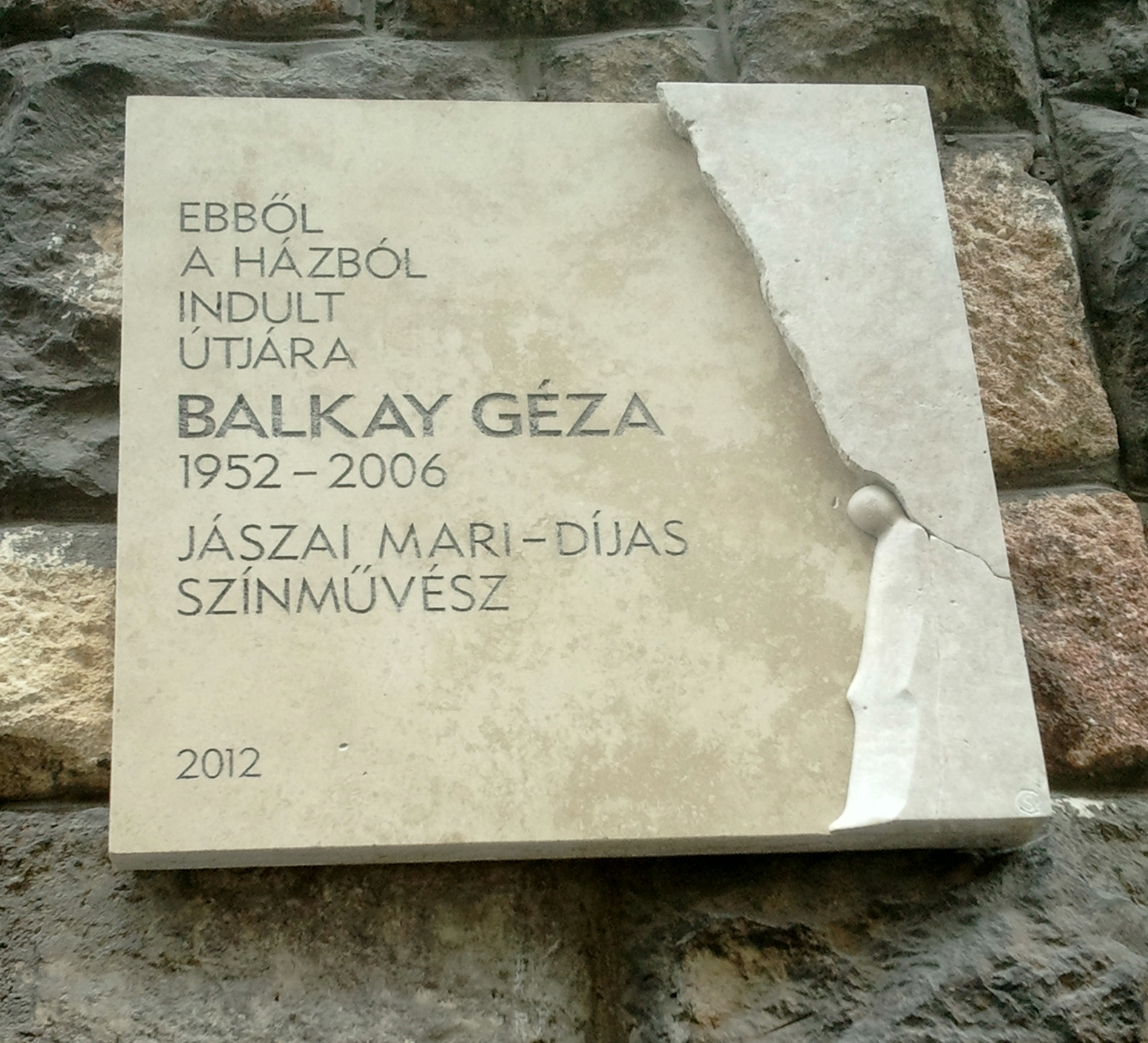
Balkay Géza Mészáros utca 10.
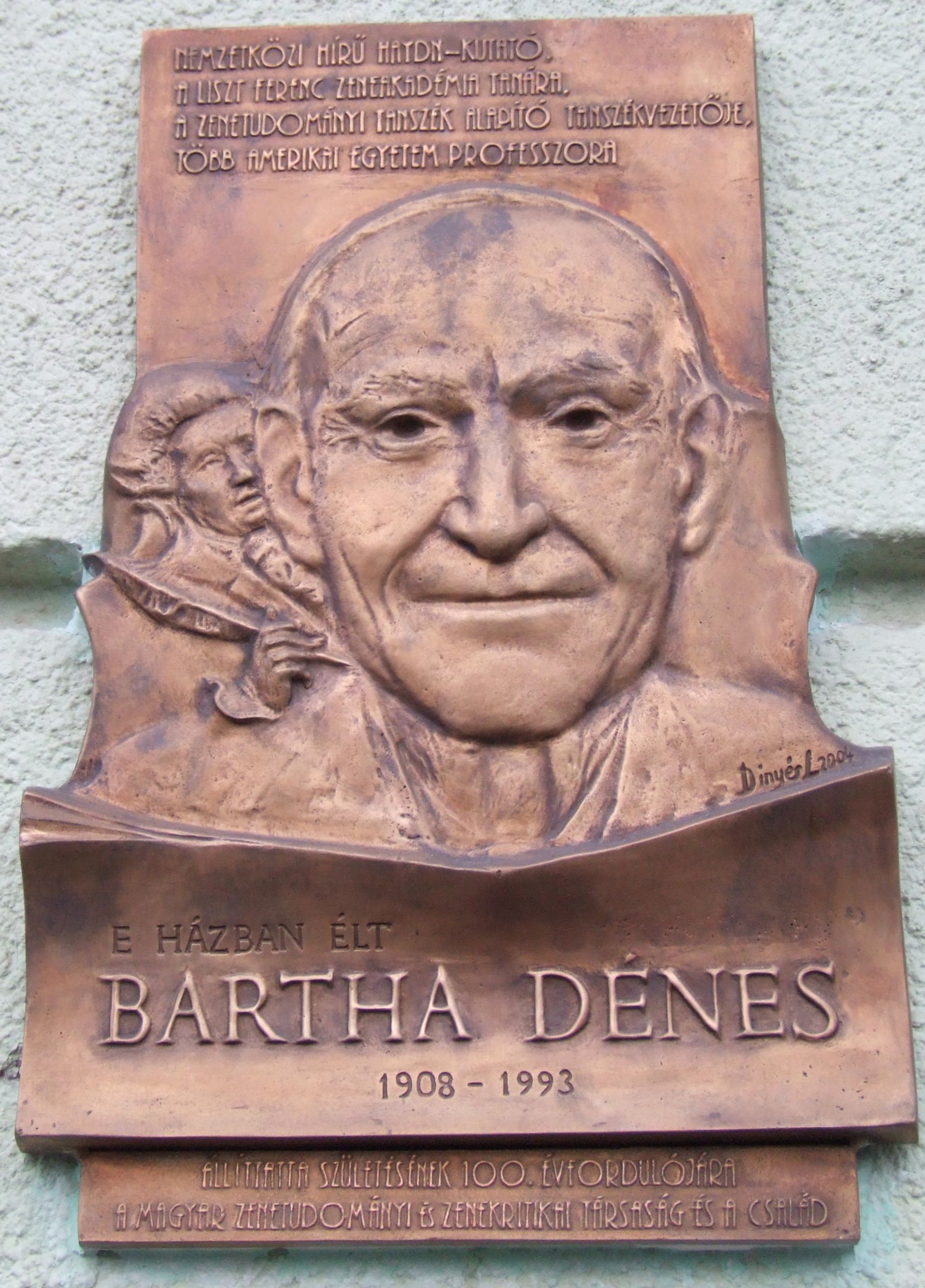
Bartha Dénes Attila út 87. Dinyés László alkotása
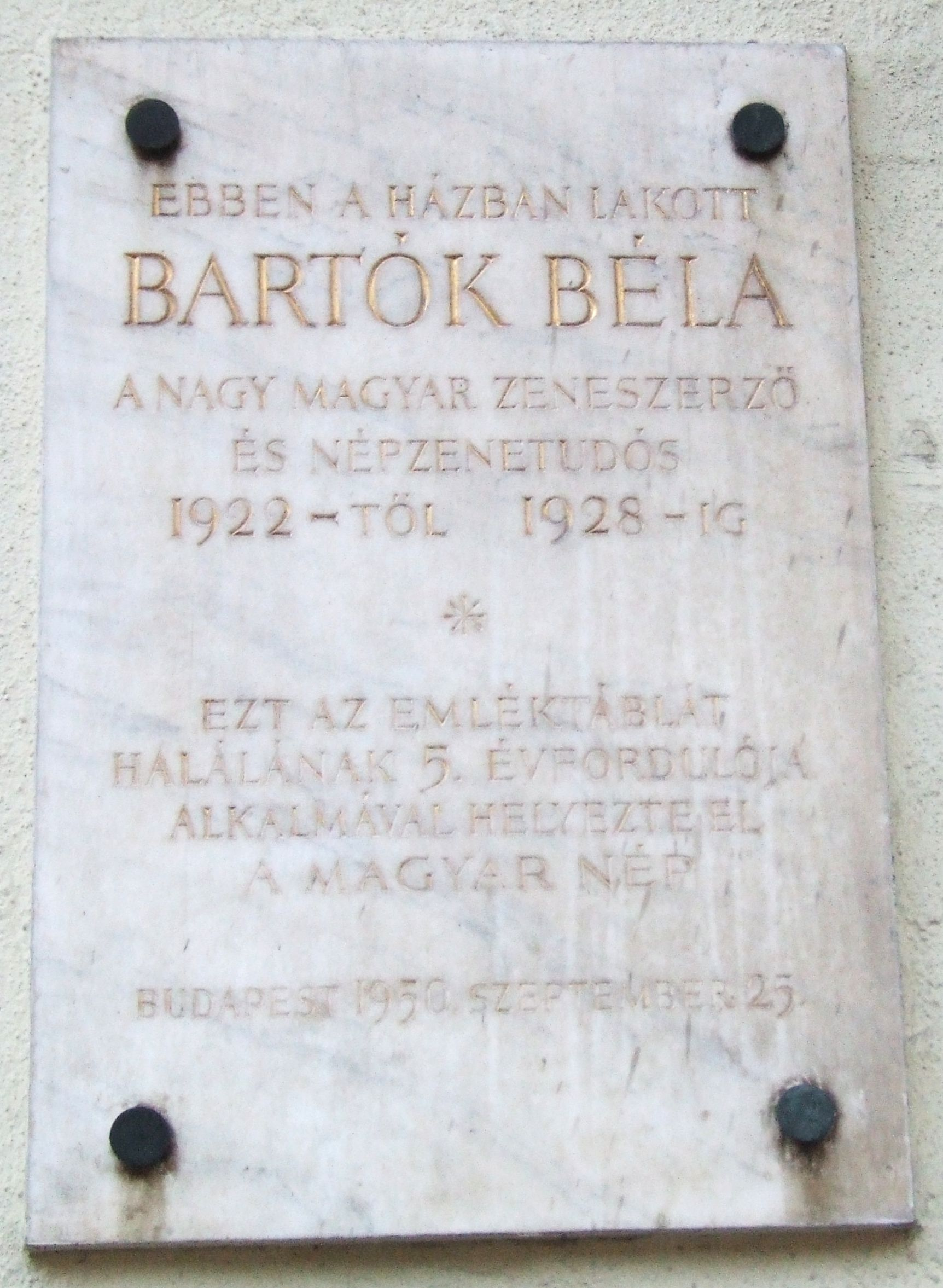
Bartók Béla Szilágyi Dezső tér 4.
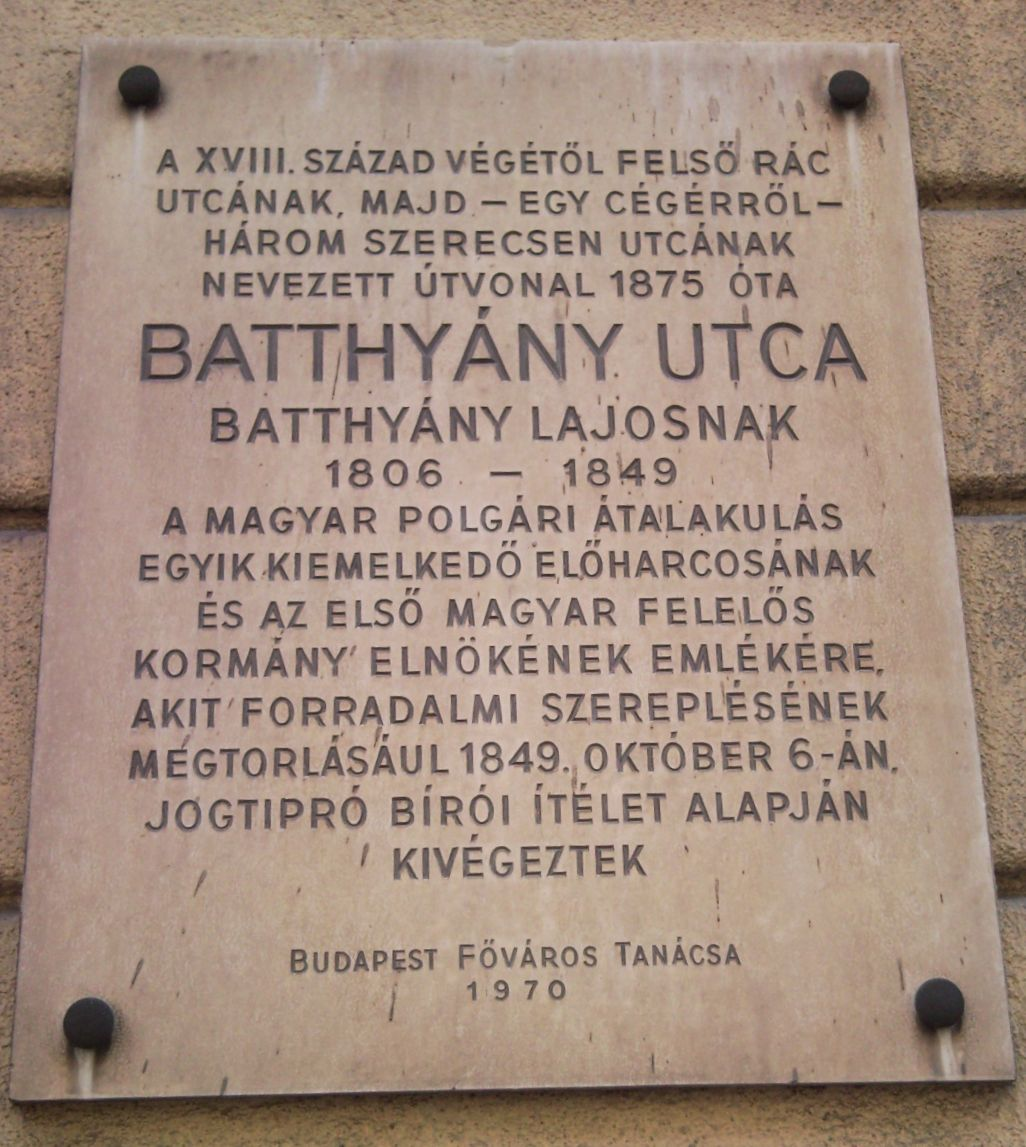
Batthyány Lajos Batthyány utca 2.
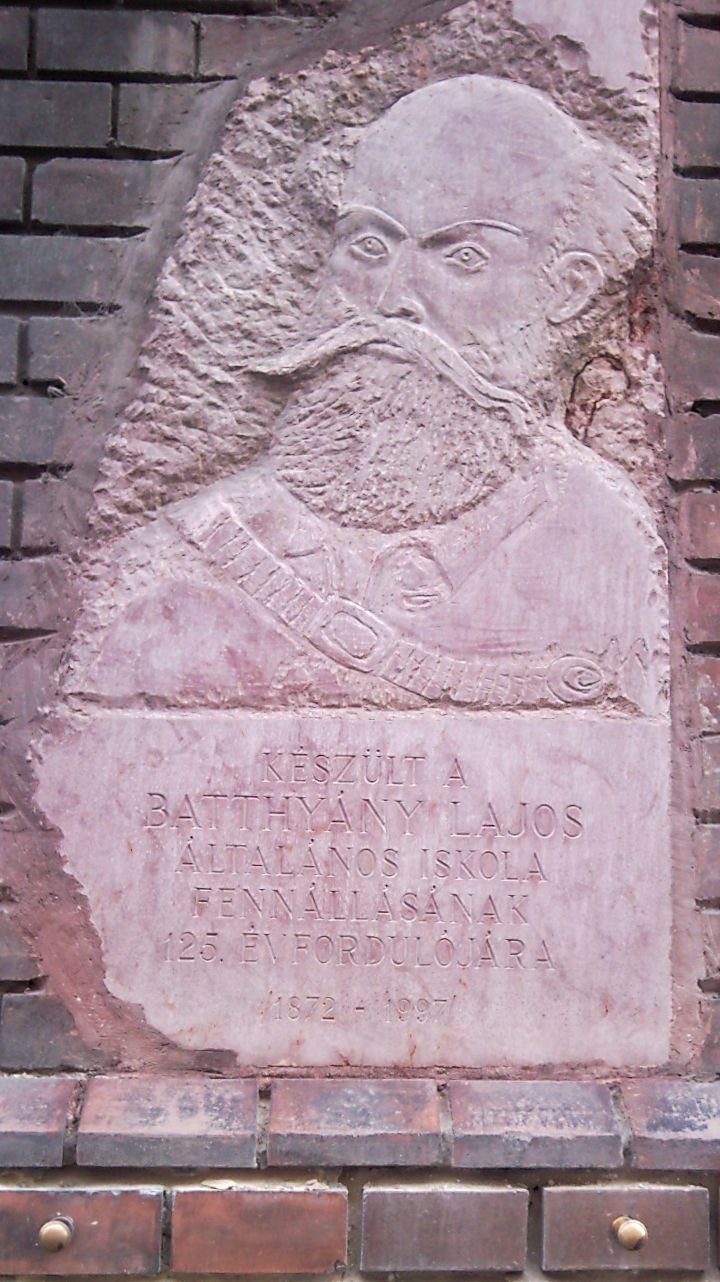
Batthyány Lajos Általános Iskola 125. évforduló Batthyány utca 8.
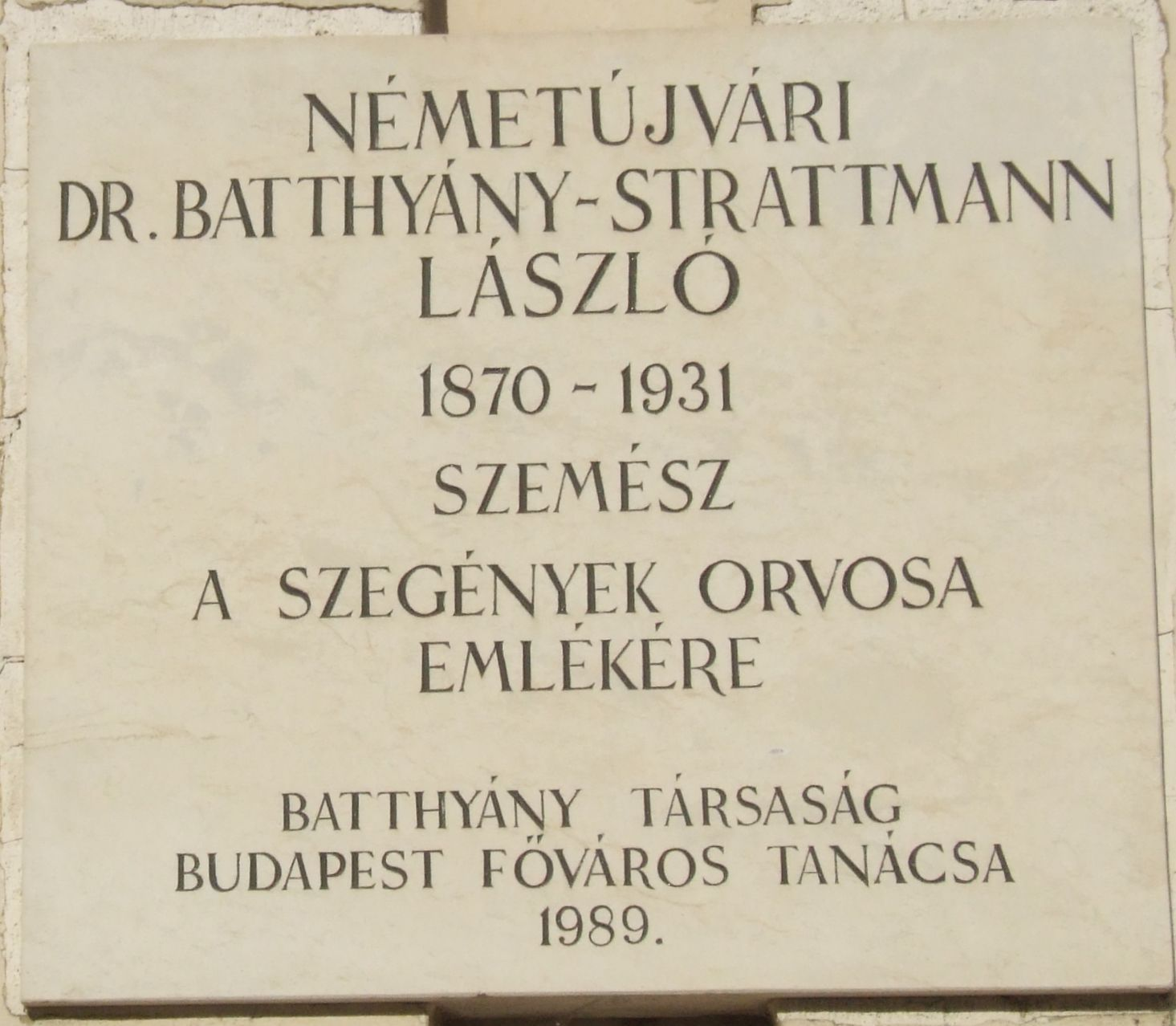
Batthyány-Strattmann László Dísz tér 3.
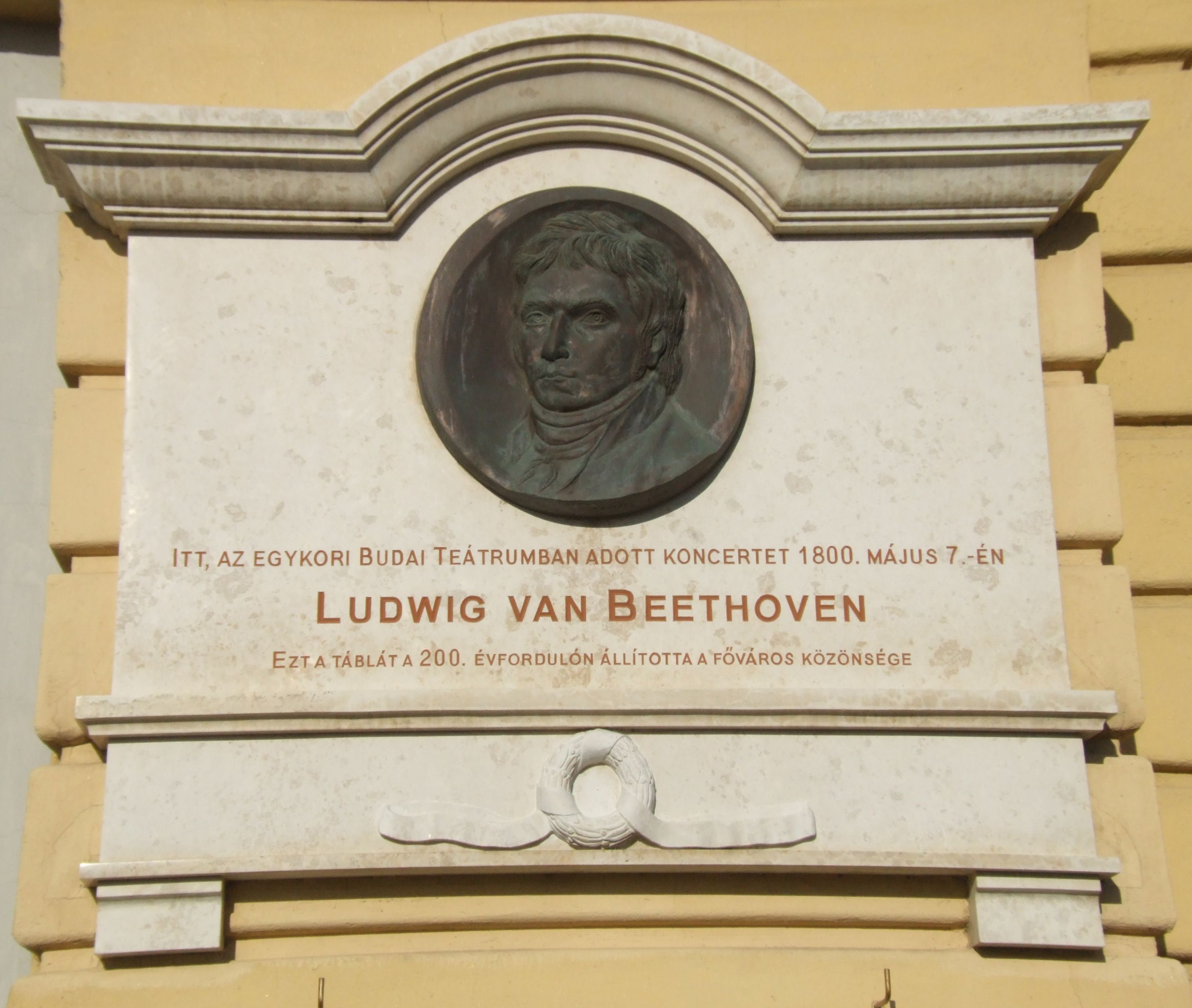
Beethoven Színház utca 1-3.
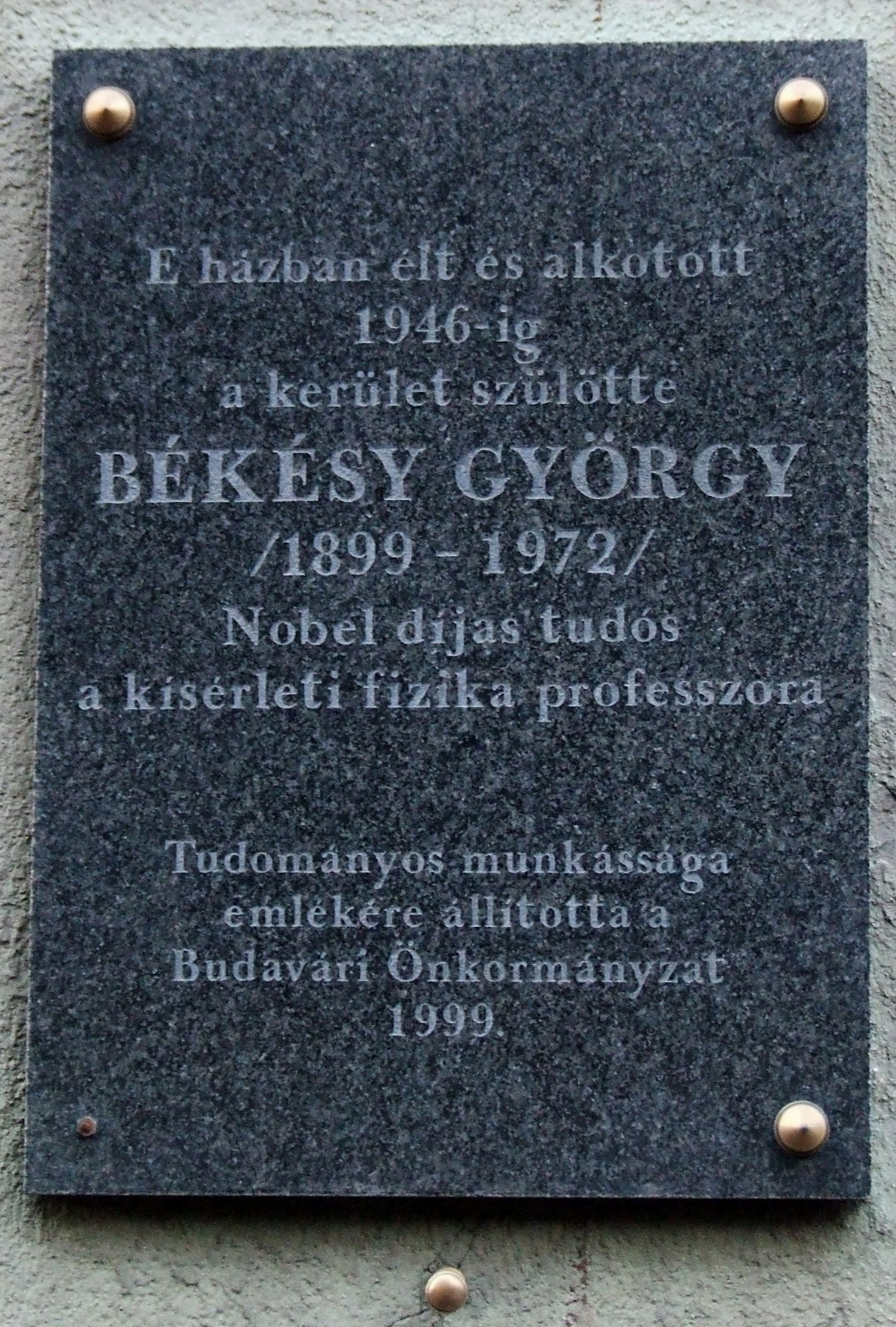
Békésy György Fő utca 19.
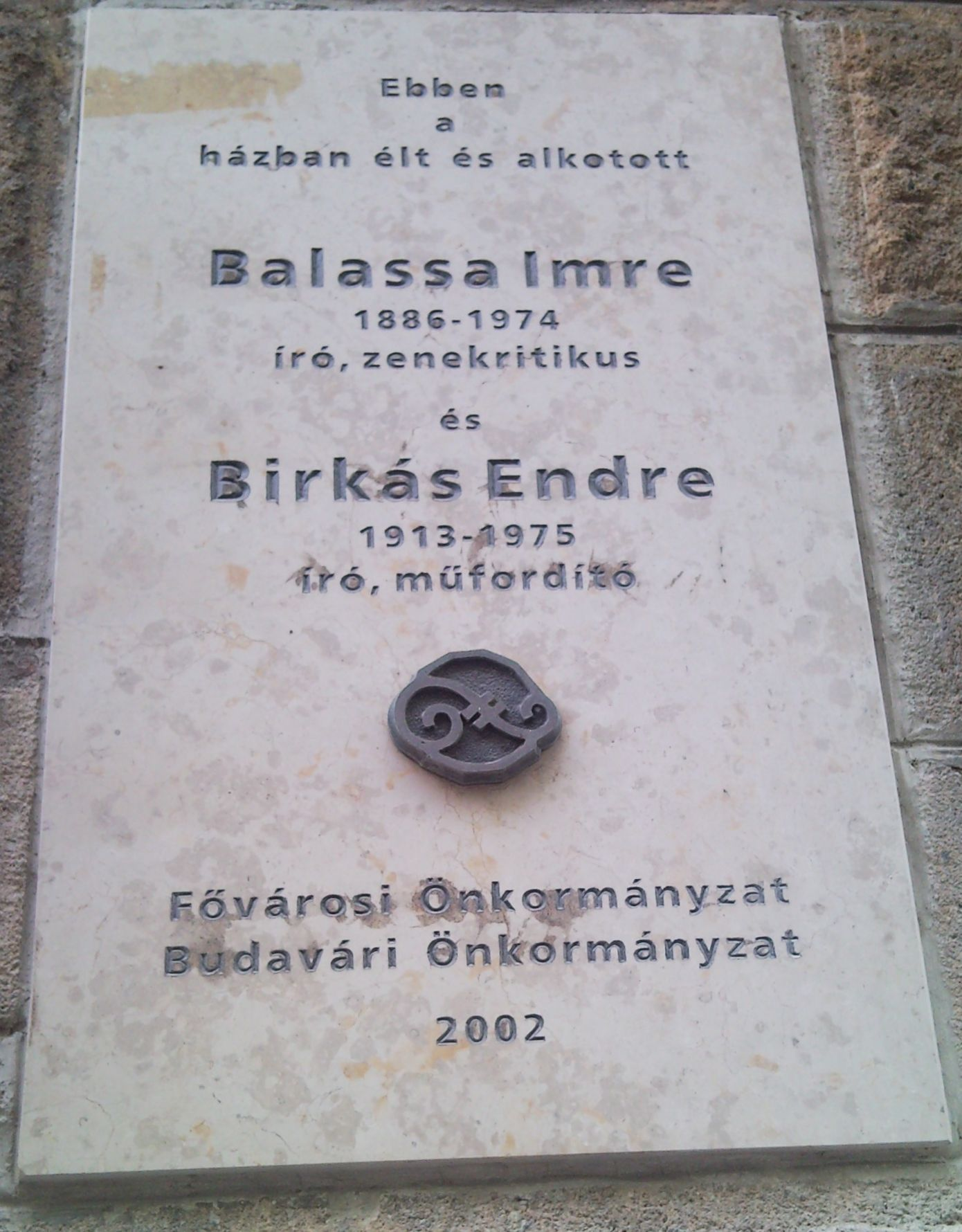
Birkás Endre Gellérthegy utca 31.
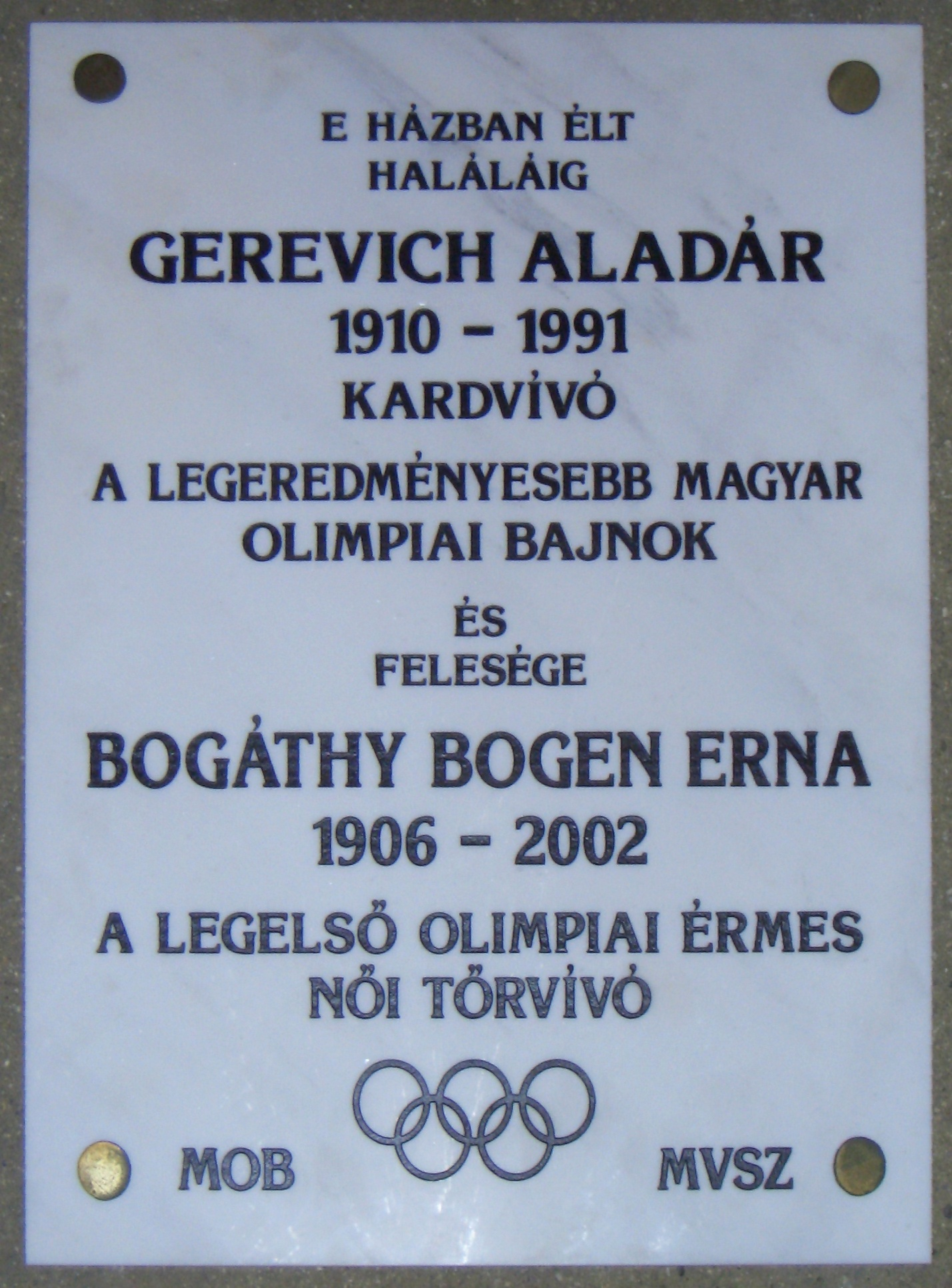
Gerevich Aladár és Bogen Erna (2010-től) Attila út 39.
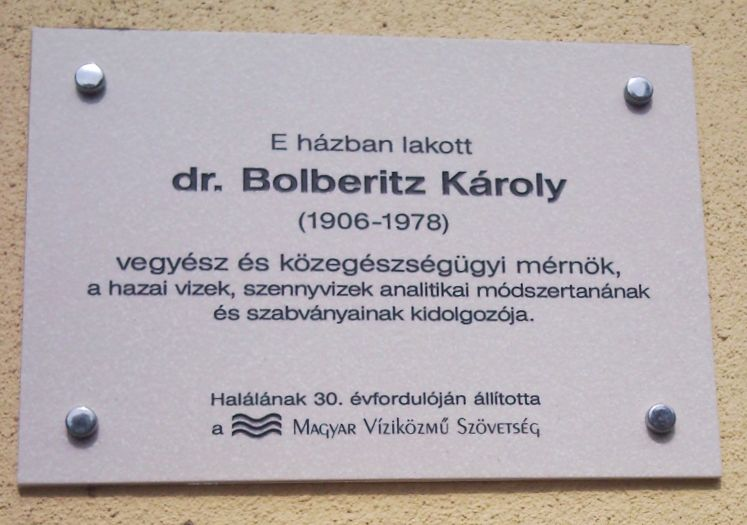
Bolberitz Károly Iskola utca 35/b
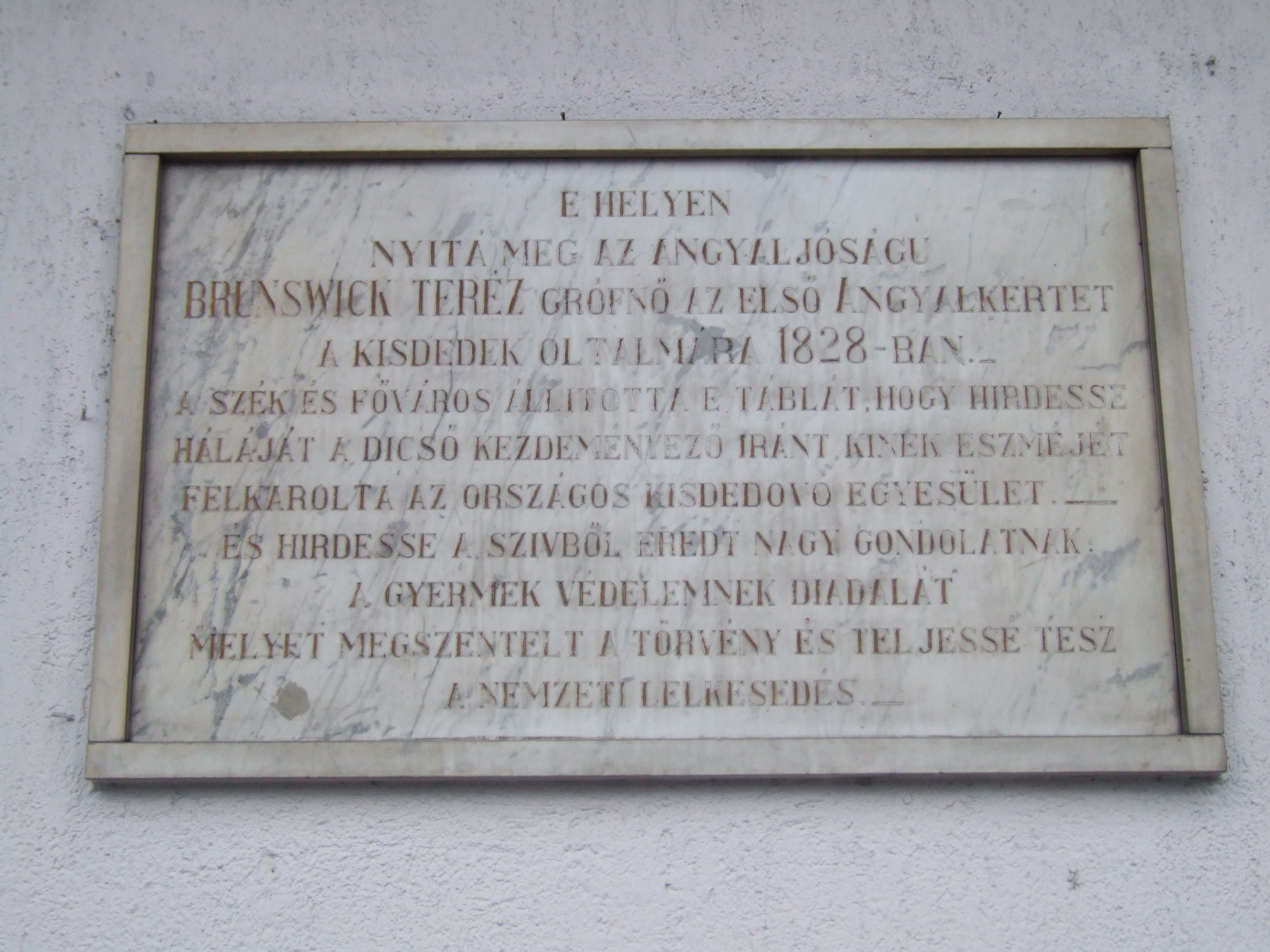
Brunswick Teréz Attila út 81.
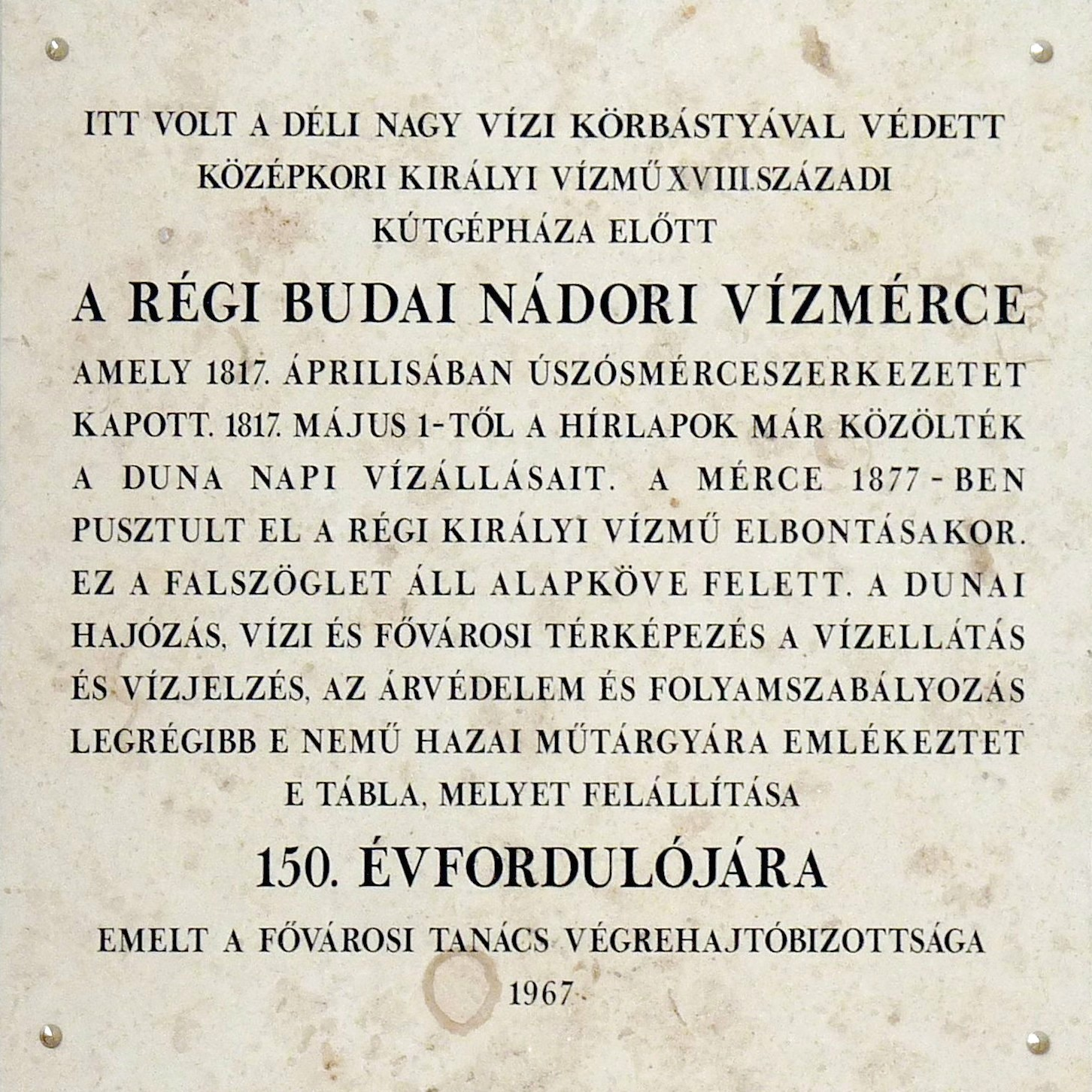
a budai nádori vízmérce felállításának 150. évf. Ybl Miklós tér 4.
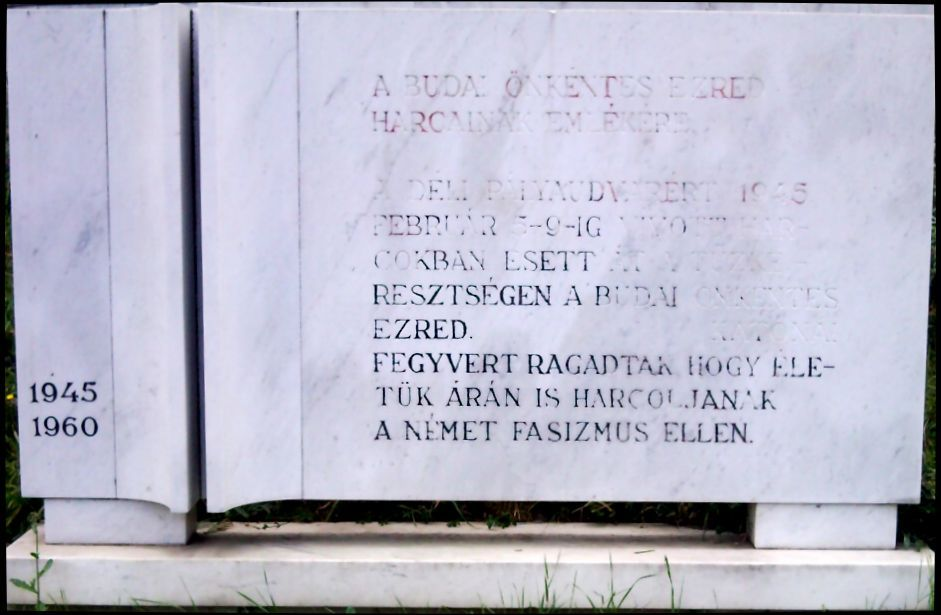
Budai Önkéntes Ezred Krisztina körút 37/a Déli pályaudvar - kerengő
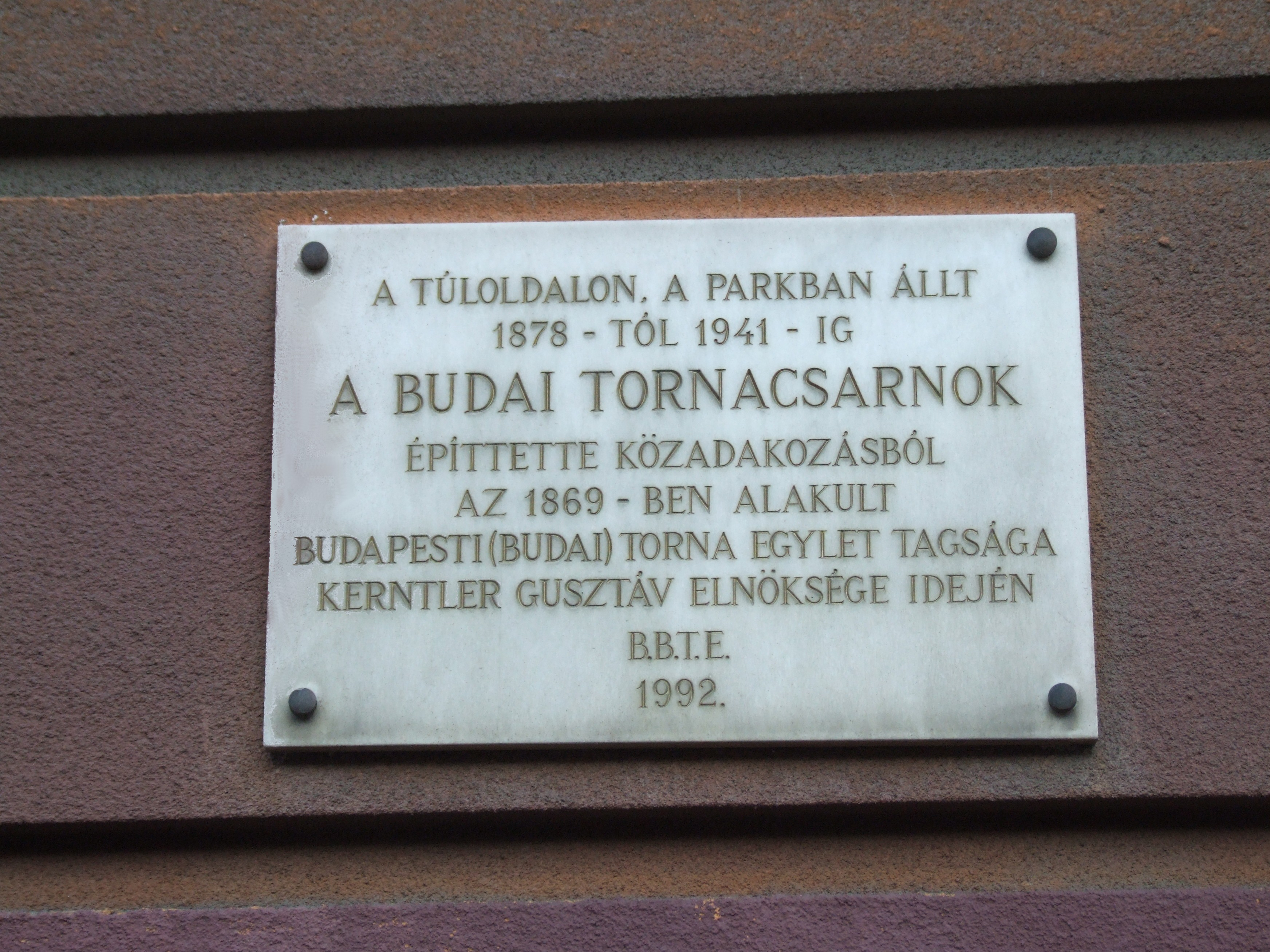
Budai Tornacsarnok emléktáblája Attila út 43.
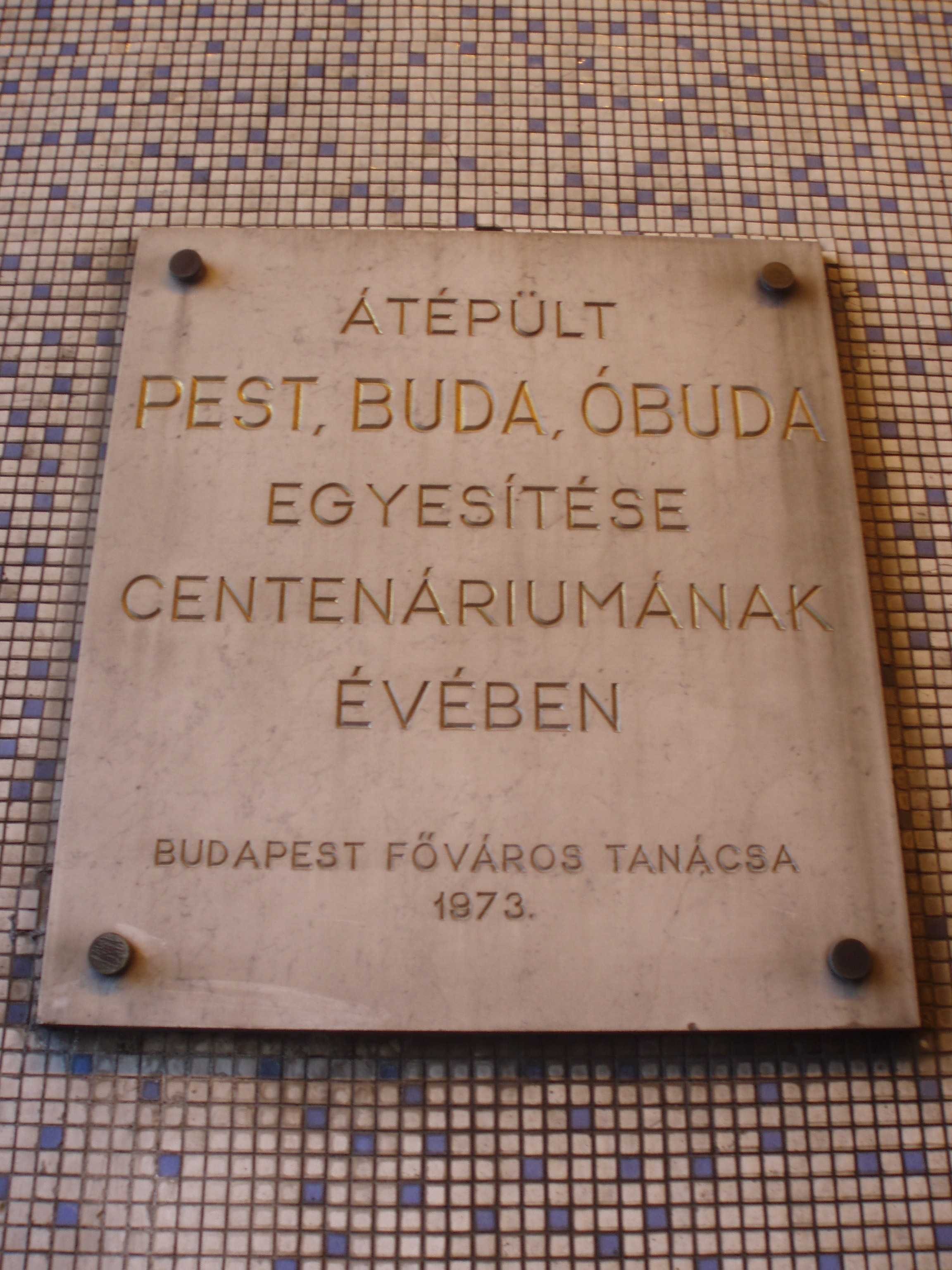
Budai Váralagút Clark Ádám tér
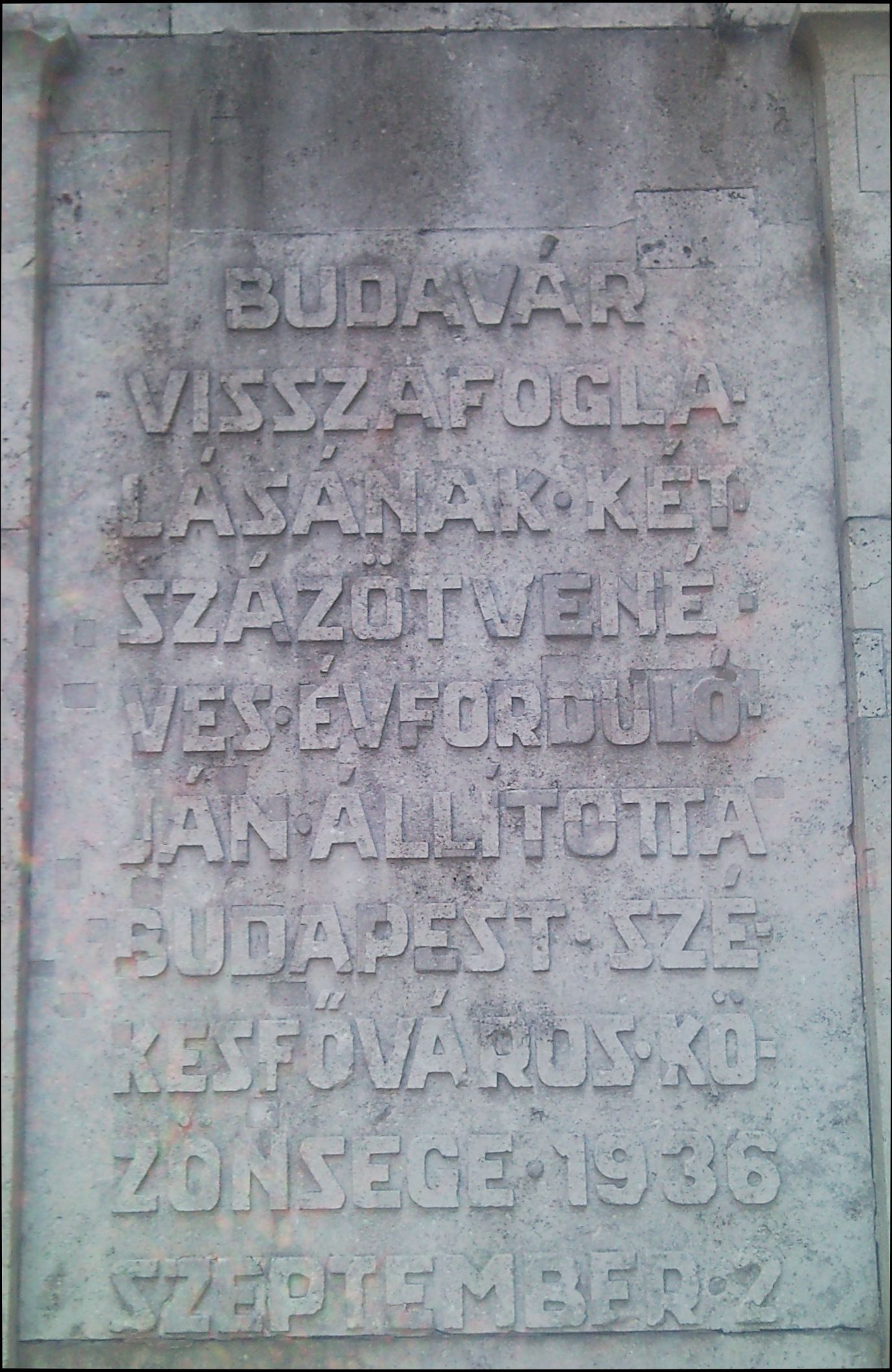
Budavár visszafoglalása 250. évforduló Északi várfal-Lovas út
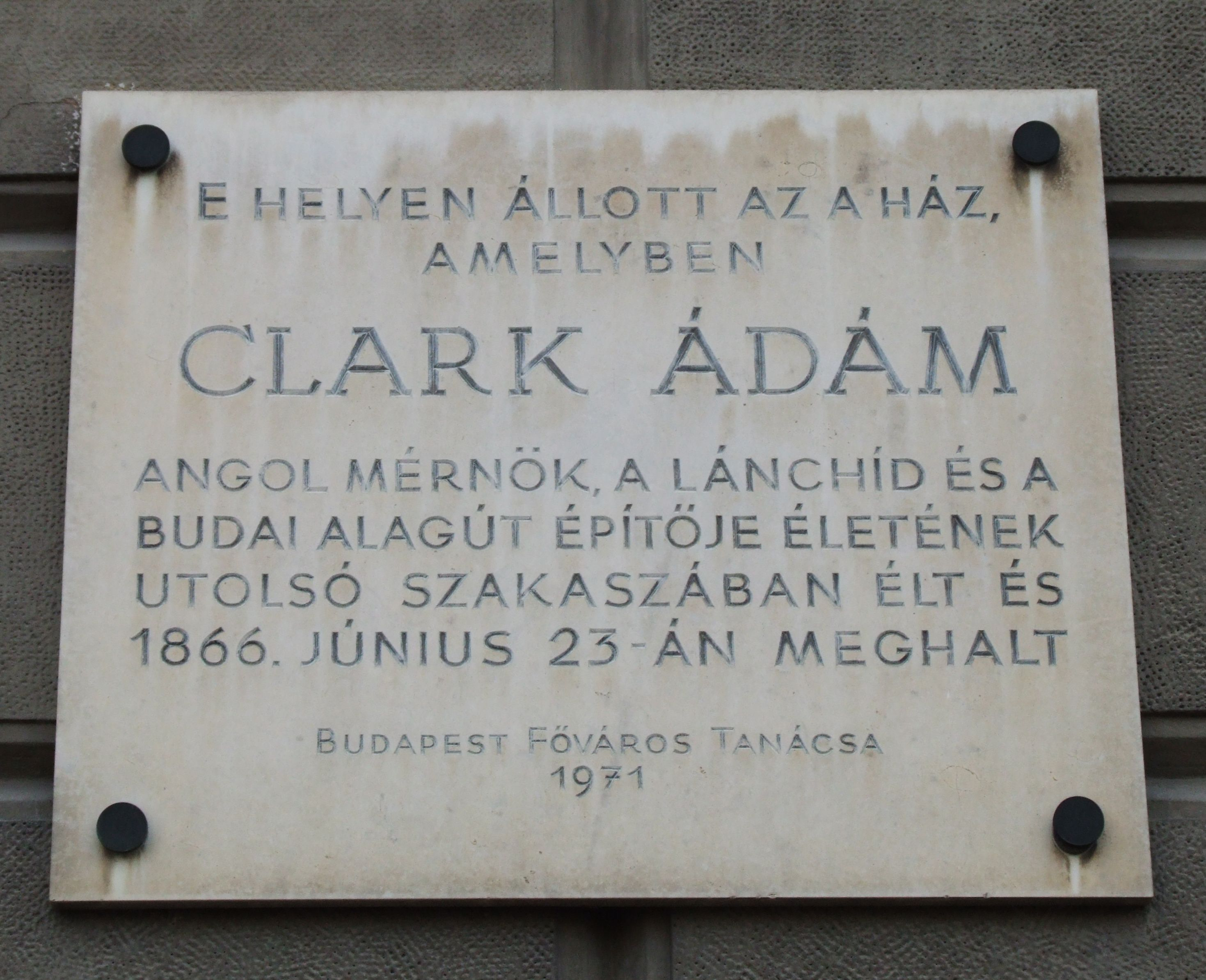
Clark Ádám Ybl Miklós tér 6.
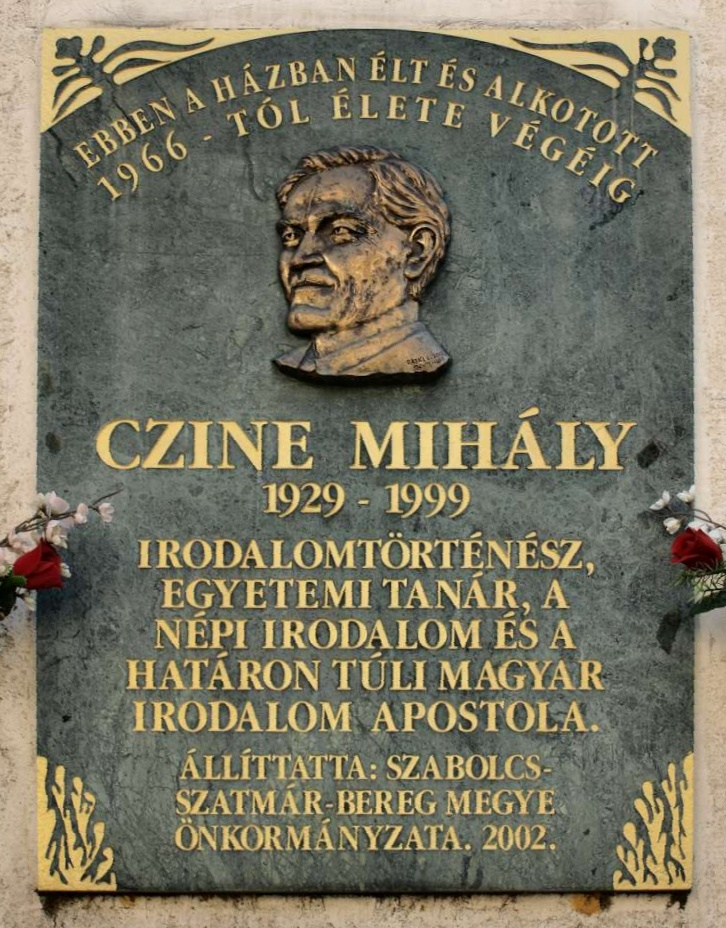
Czine Mihály Szabó Ilonka utca 31. Rajki László alkotása
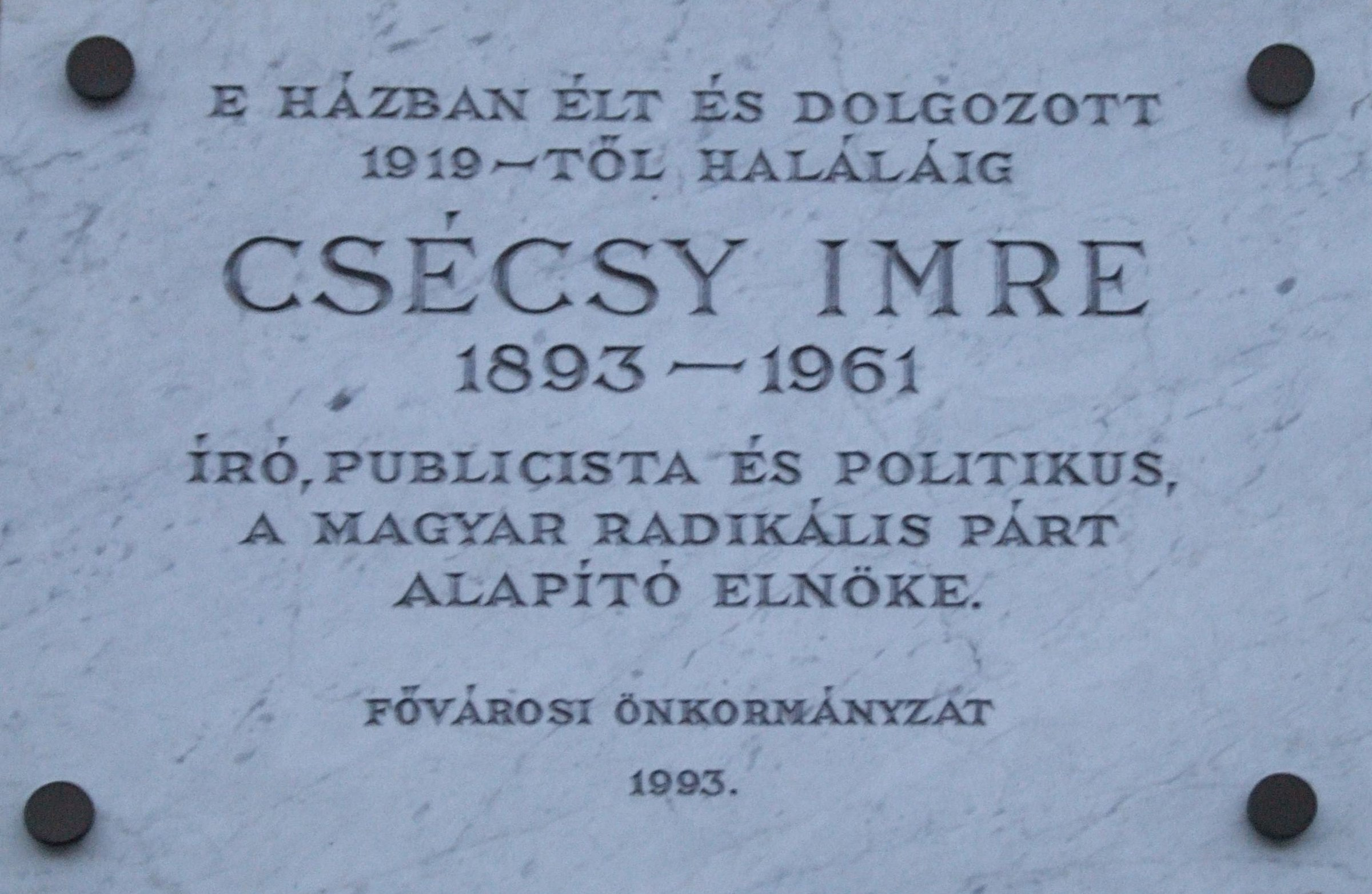
Csécsy Imre Pauler utca 19.
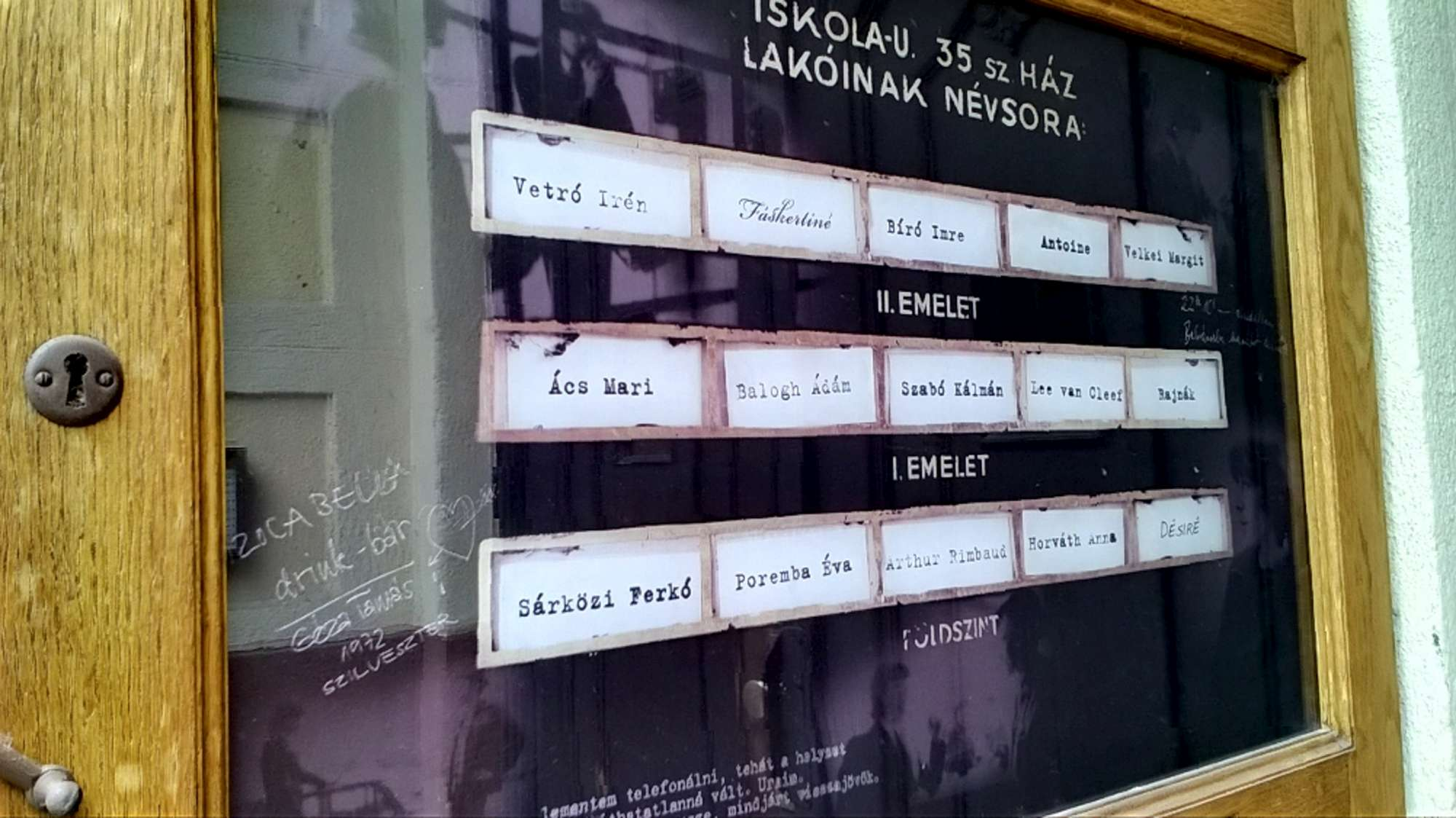
Cseh Tamás Iskola utca 35/B Szentgyörgyvölgyi Gábor alkotása
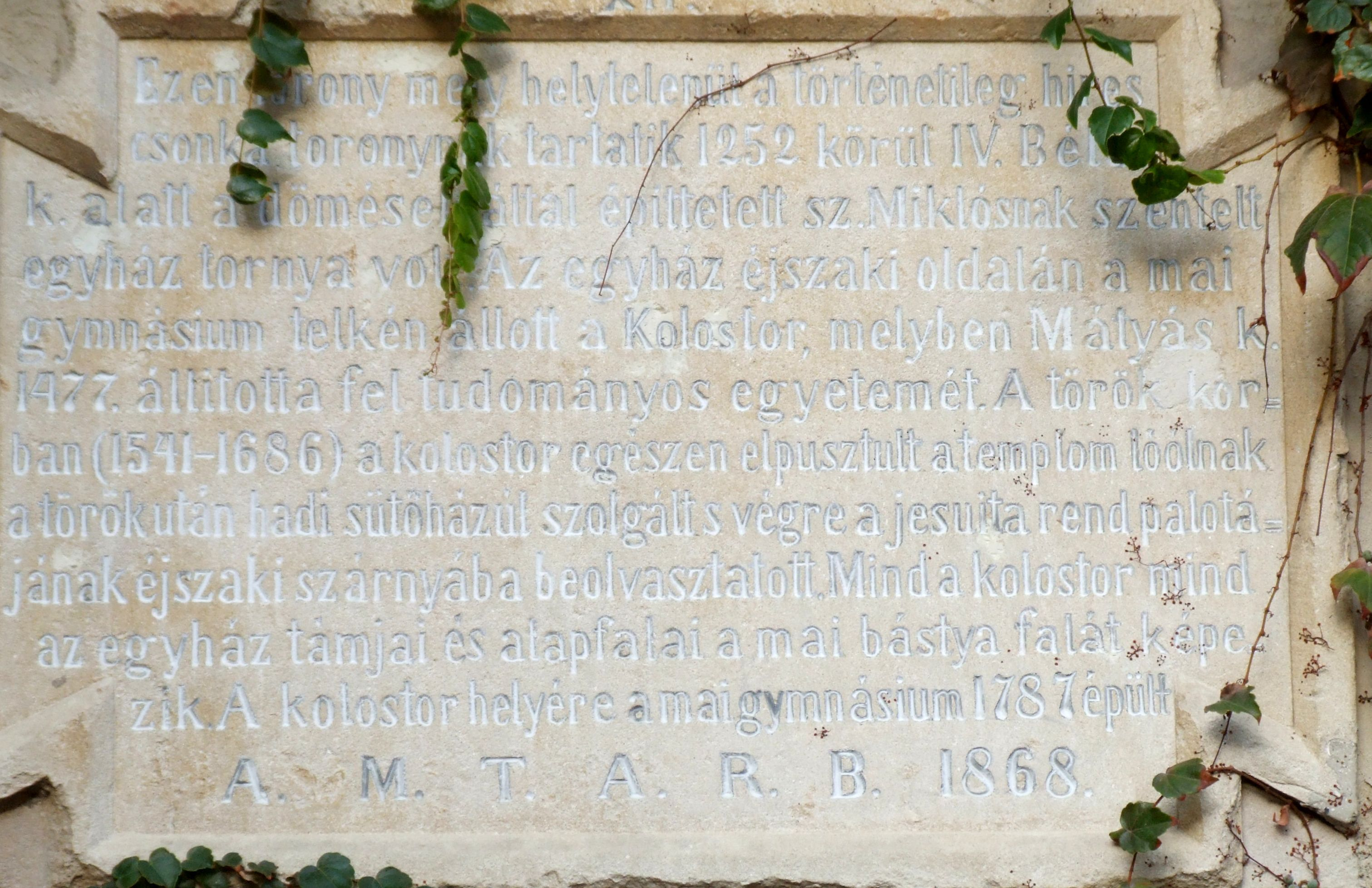
Csonka torony Hess András tér
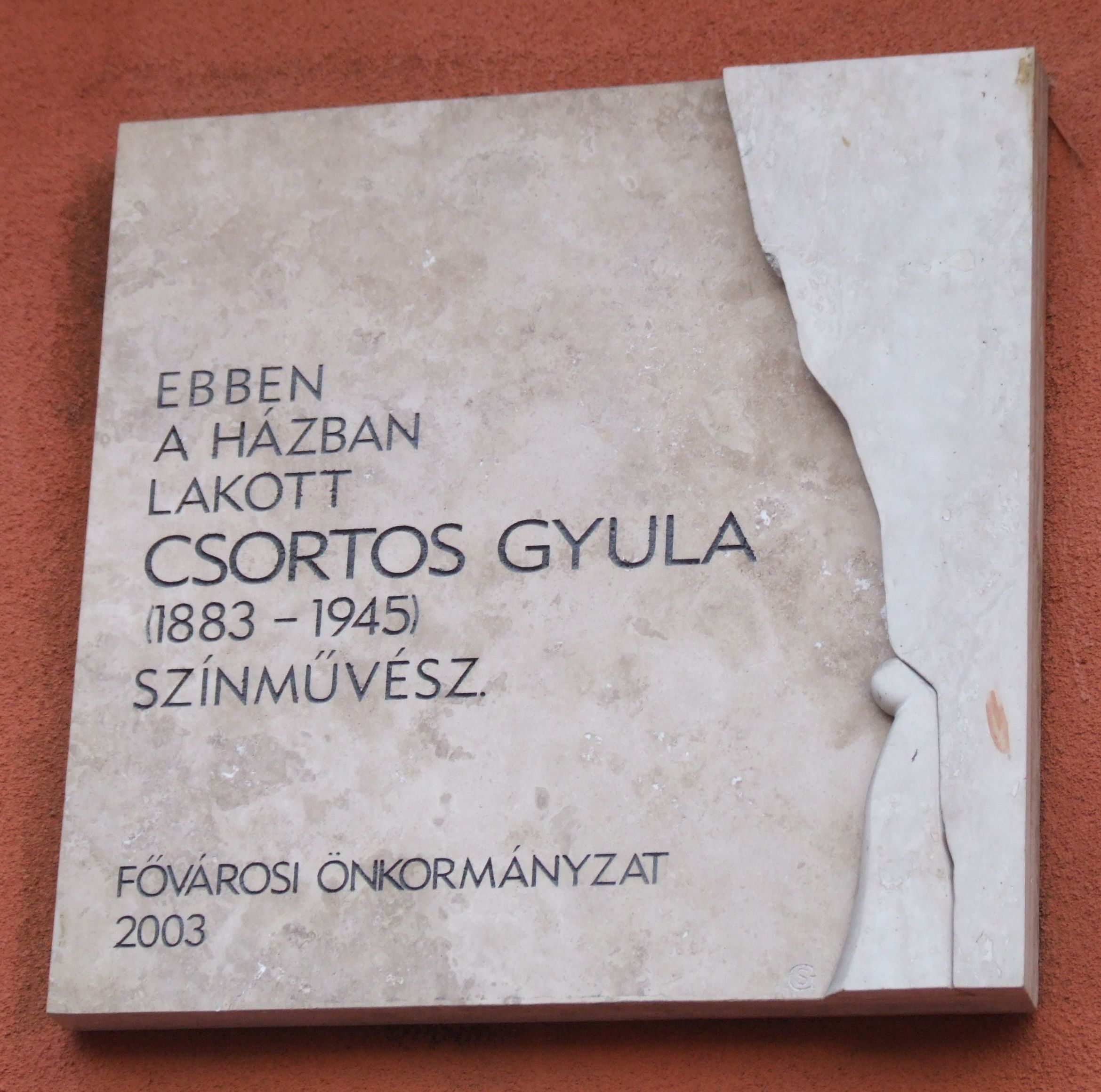
Csortos Gyula Attila út 117. alkotó: Stremeny Géza
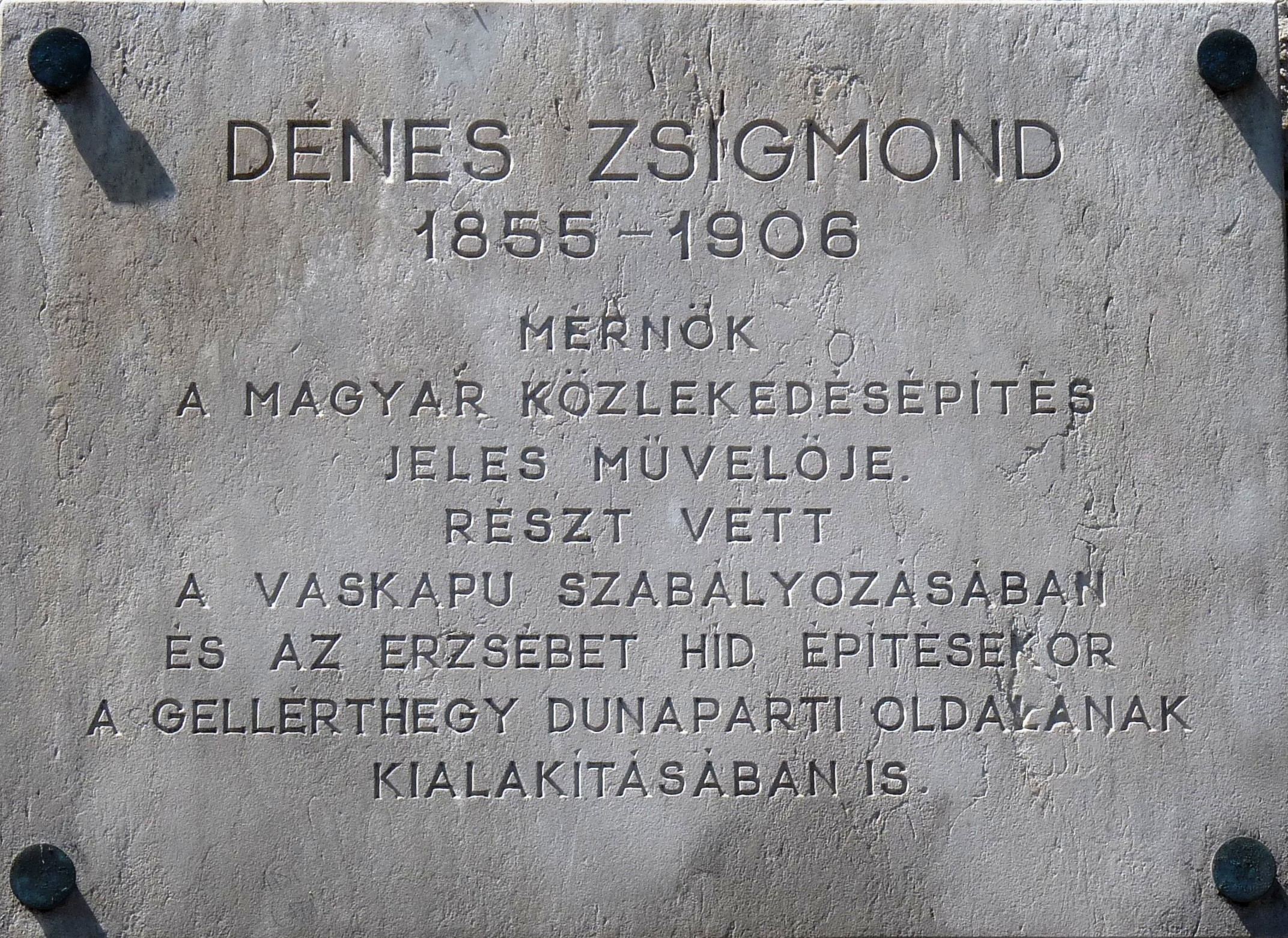
Dénes Zsigmond Szent Gellért lépcső
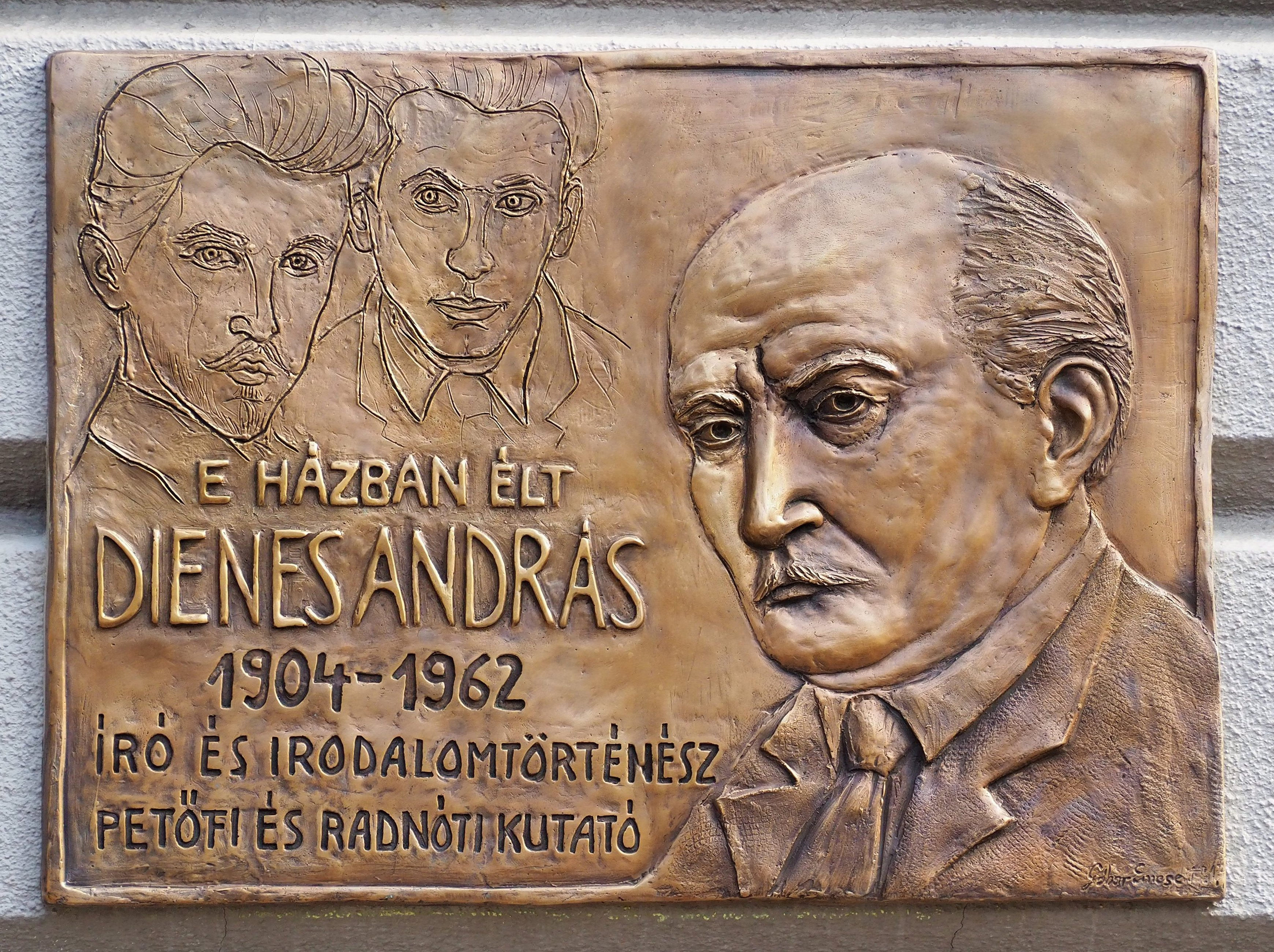
Dienes András Mészáros utca 18. alkotó: Gábor Emese
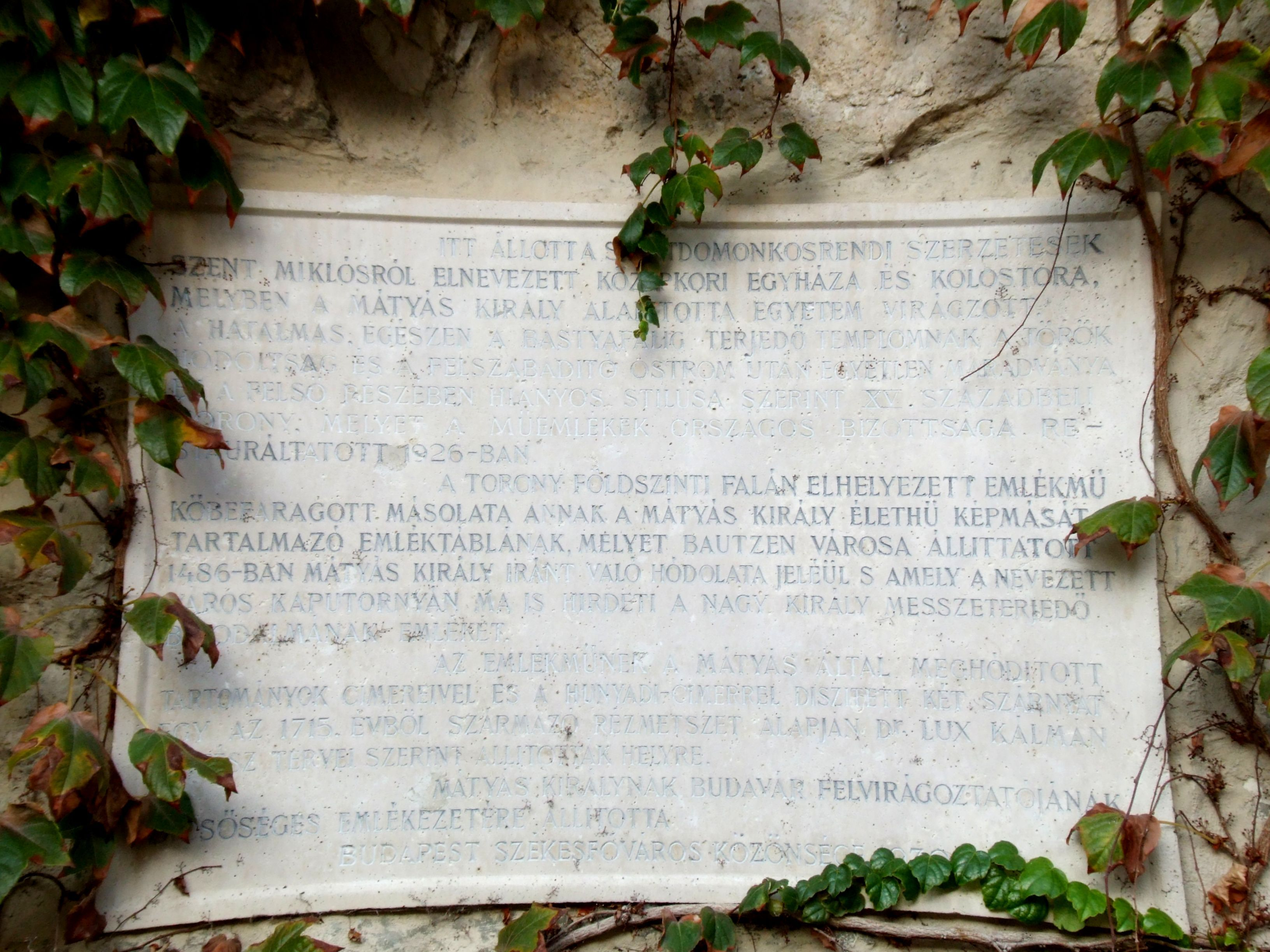
Domonkos-rendi kolostor Hess András tér
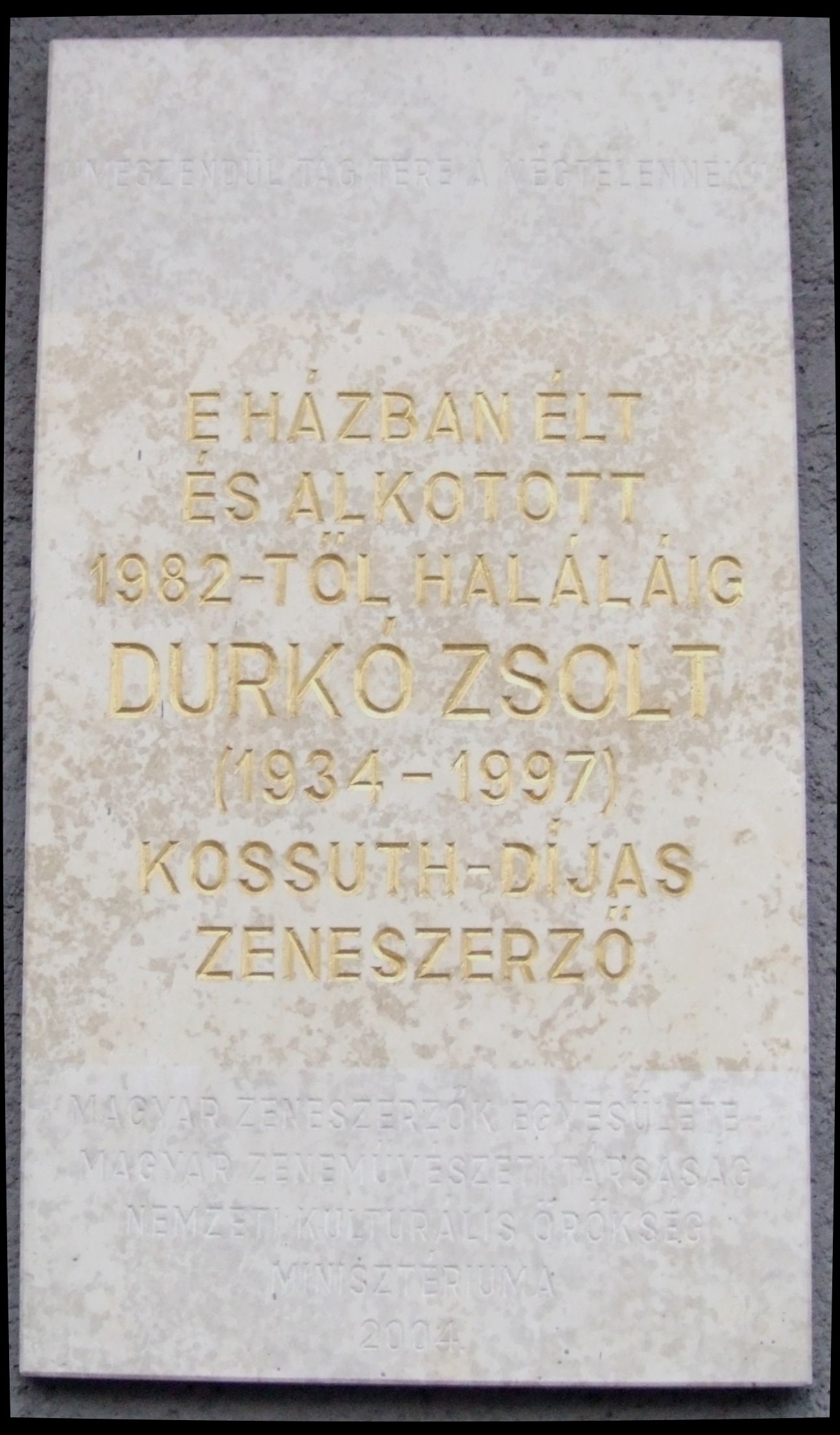
Durkó Zsolt Attila út 103.
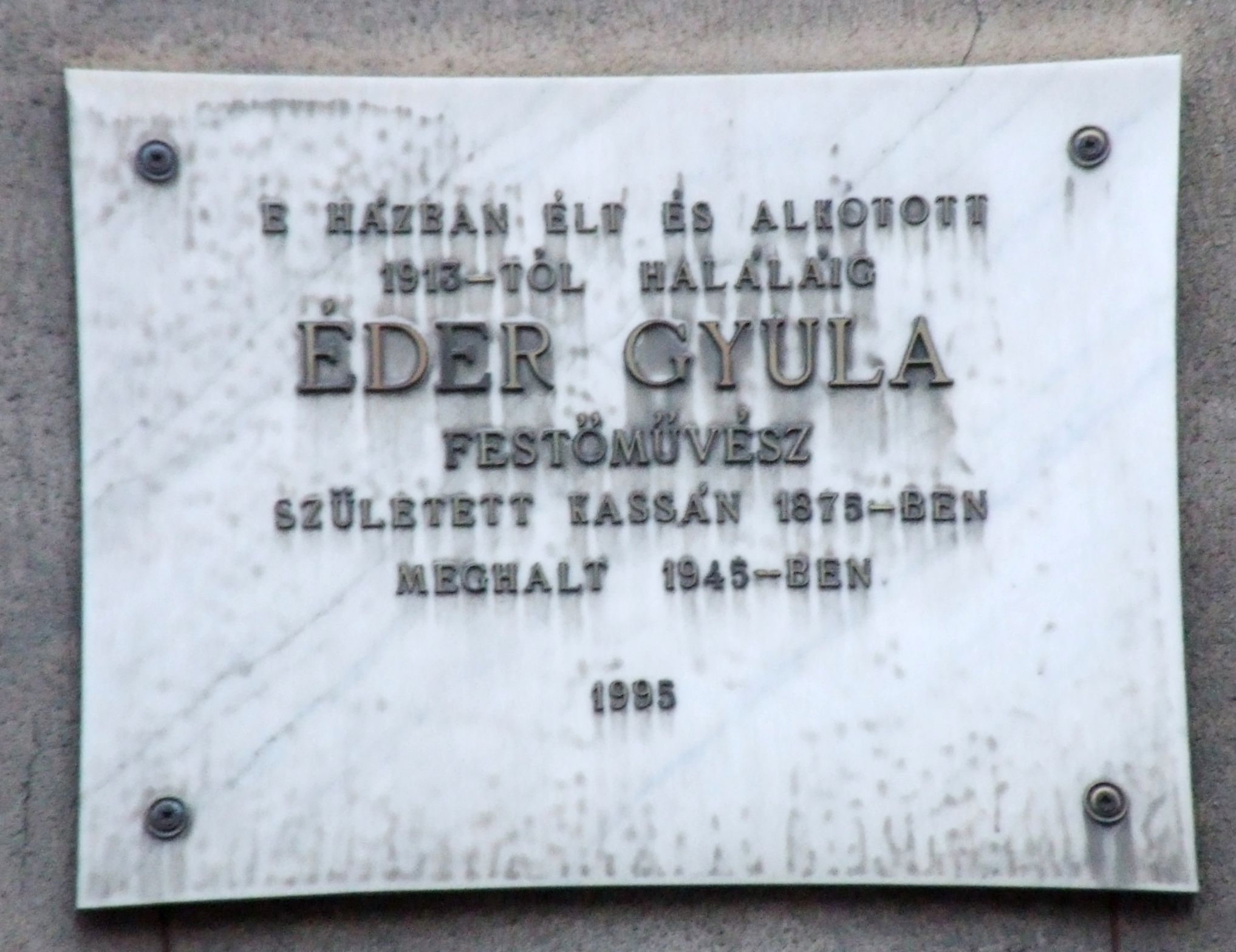
Éder Gyula Szilágyi Dezső tér 2.
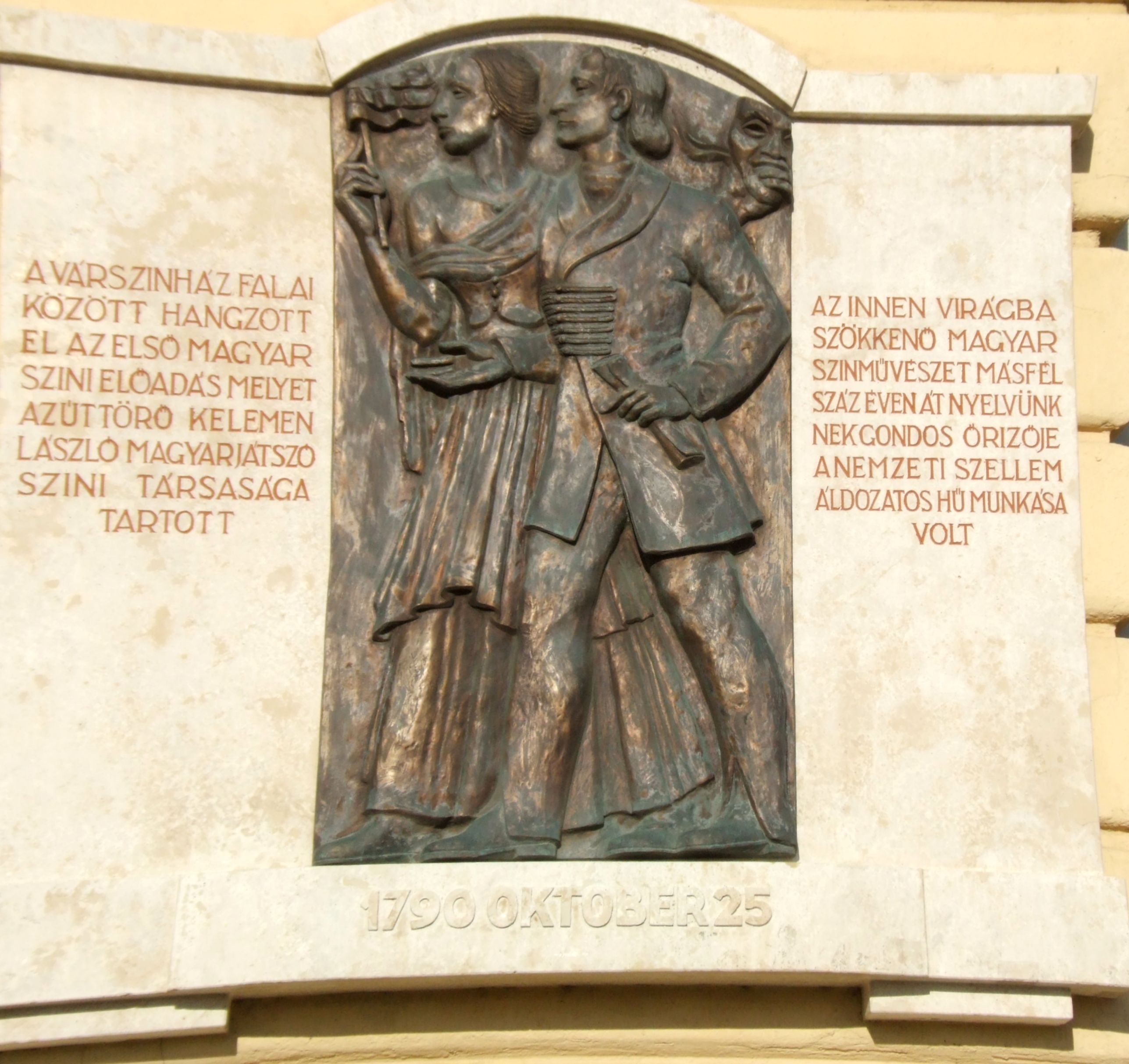
Az első magyar nyelvű színházi előadás Színház utca 1-3.
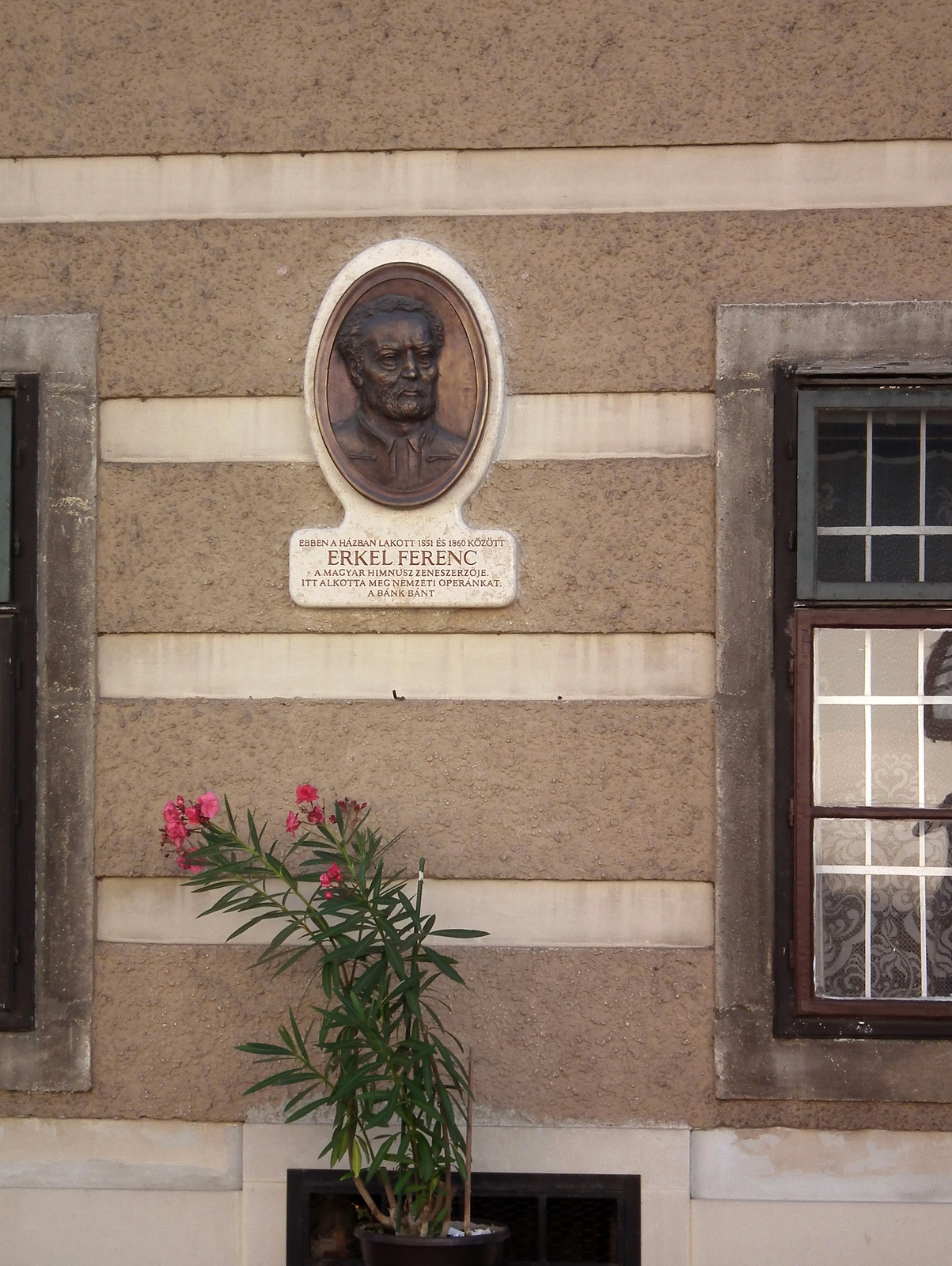
Erkel Ferenc Úri utca 24.
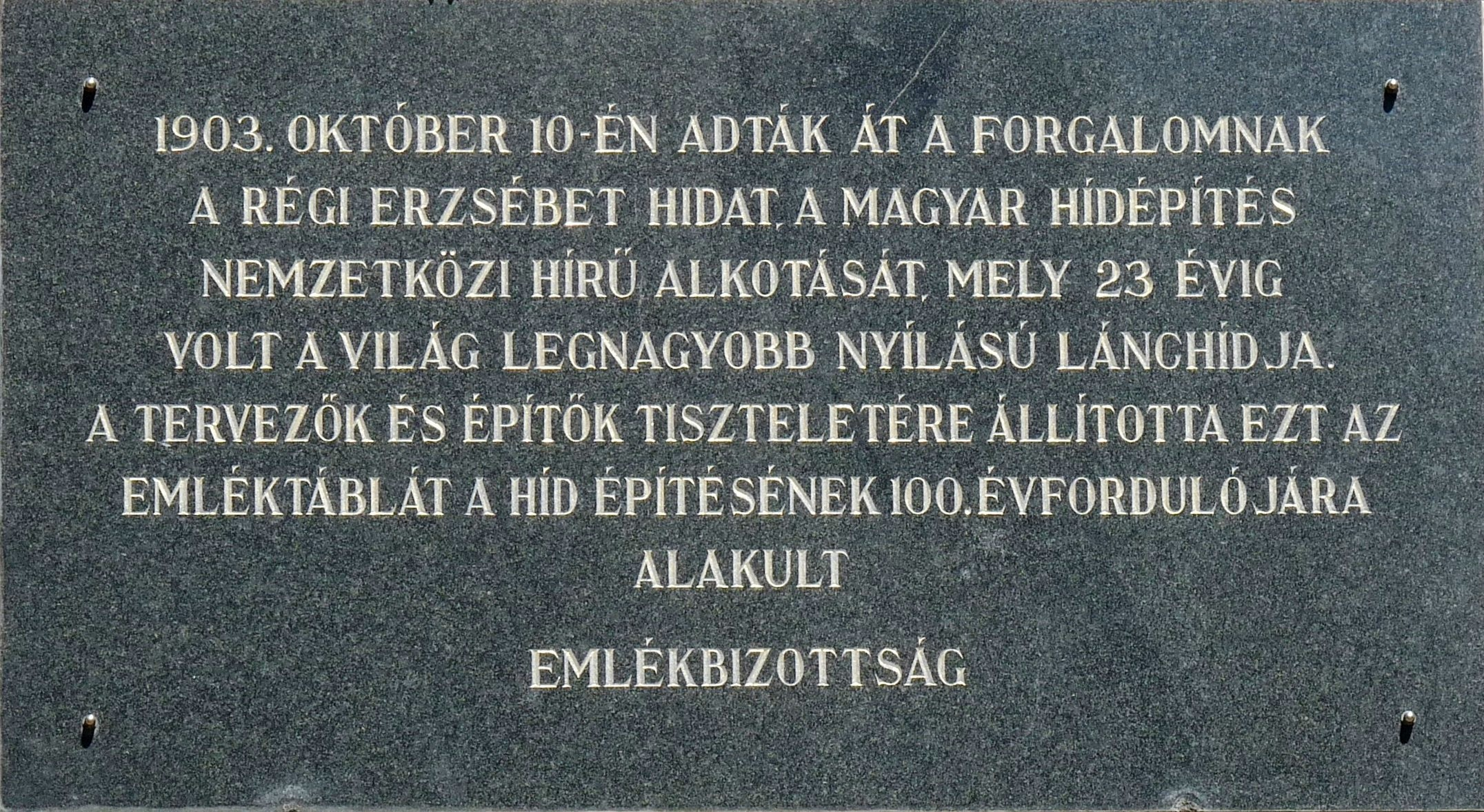
Erzsébet híd Döbrentei tér
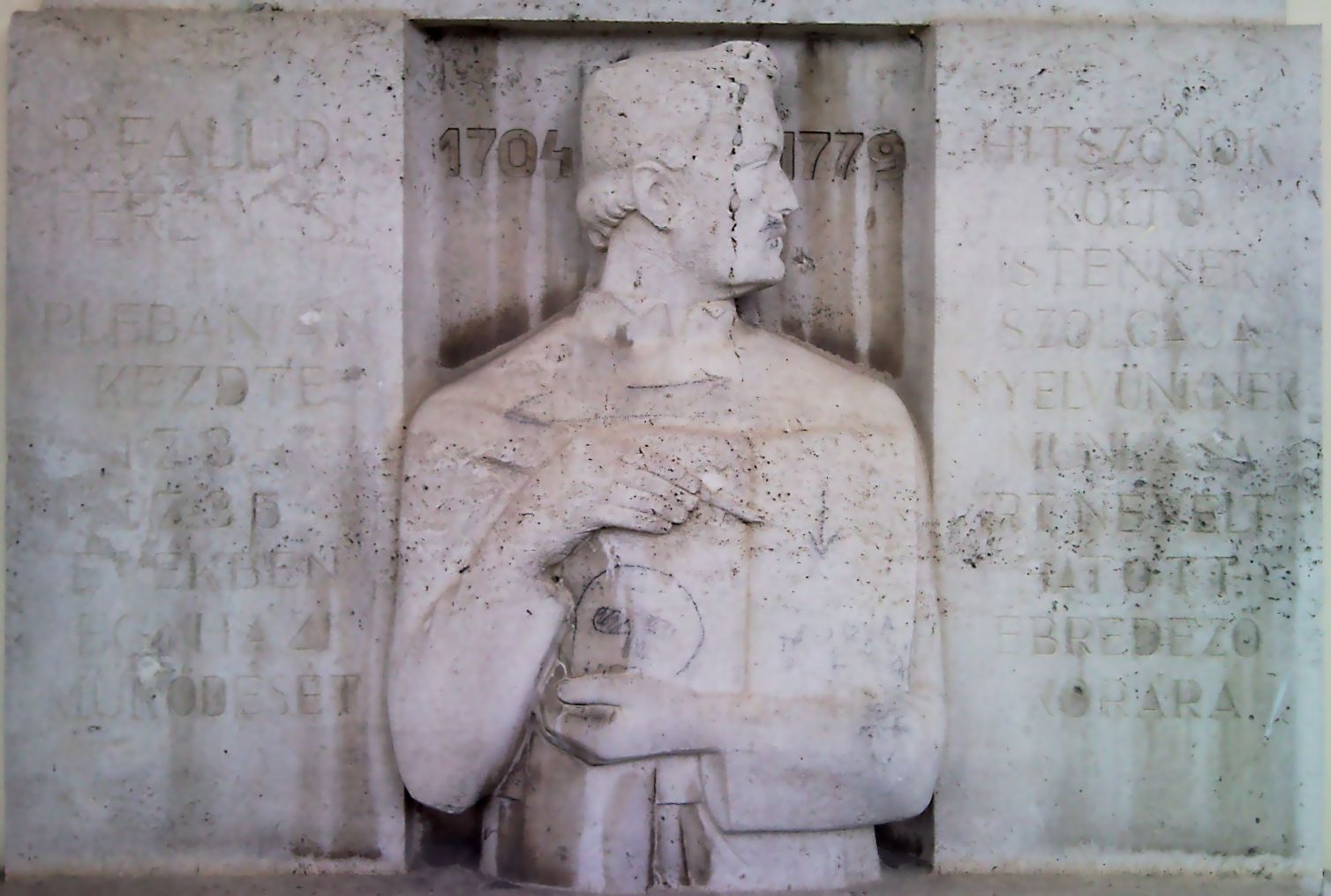
Faludi Ferenc Batthyány tér 11. Szomor László alkotása
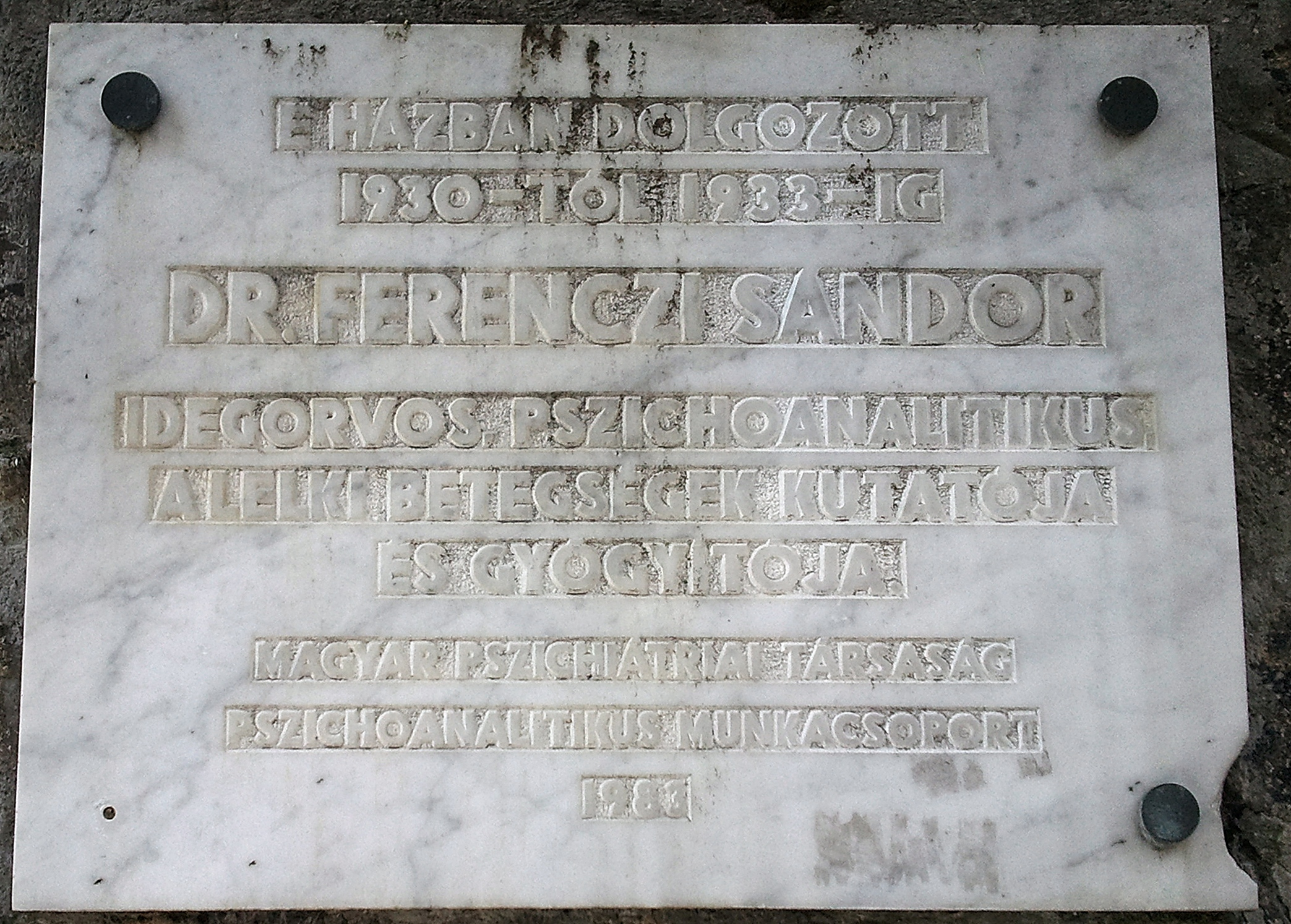
Ferenczi Sándor Lisznyai utca 11.
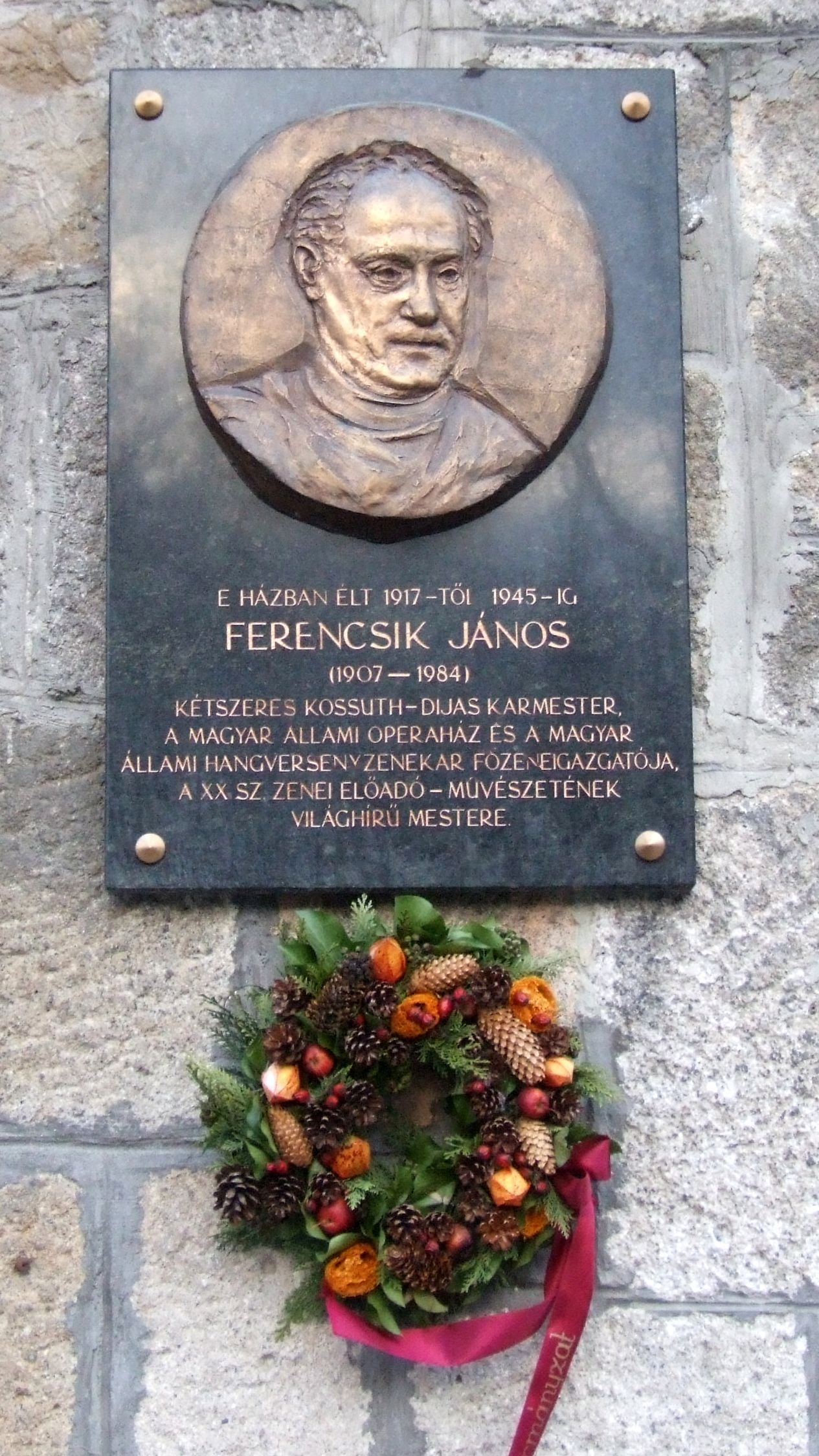
Ferencsik János Attila út 107. Krasznai János alkotása
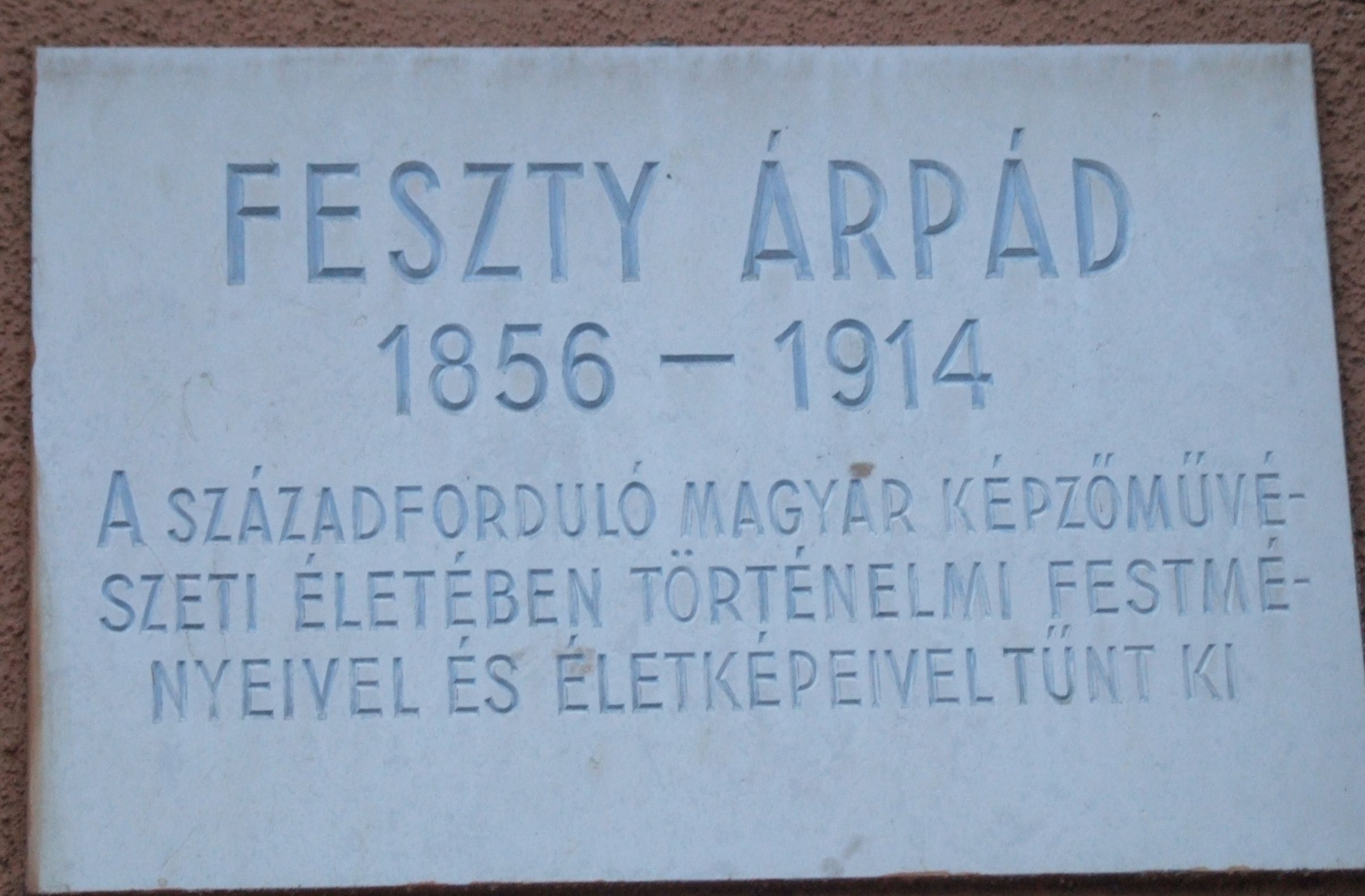
Feszty Árpád Feszty Árpád utca 2.
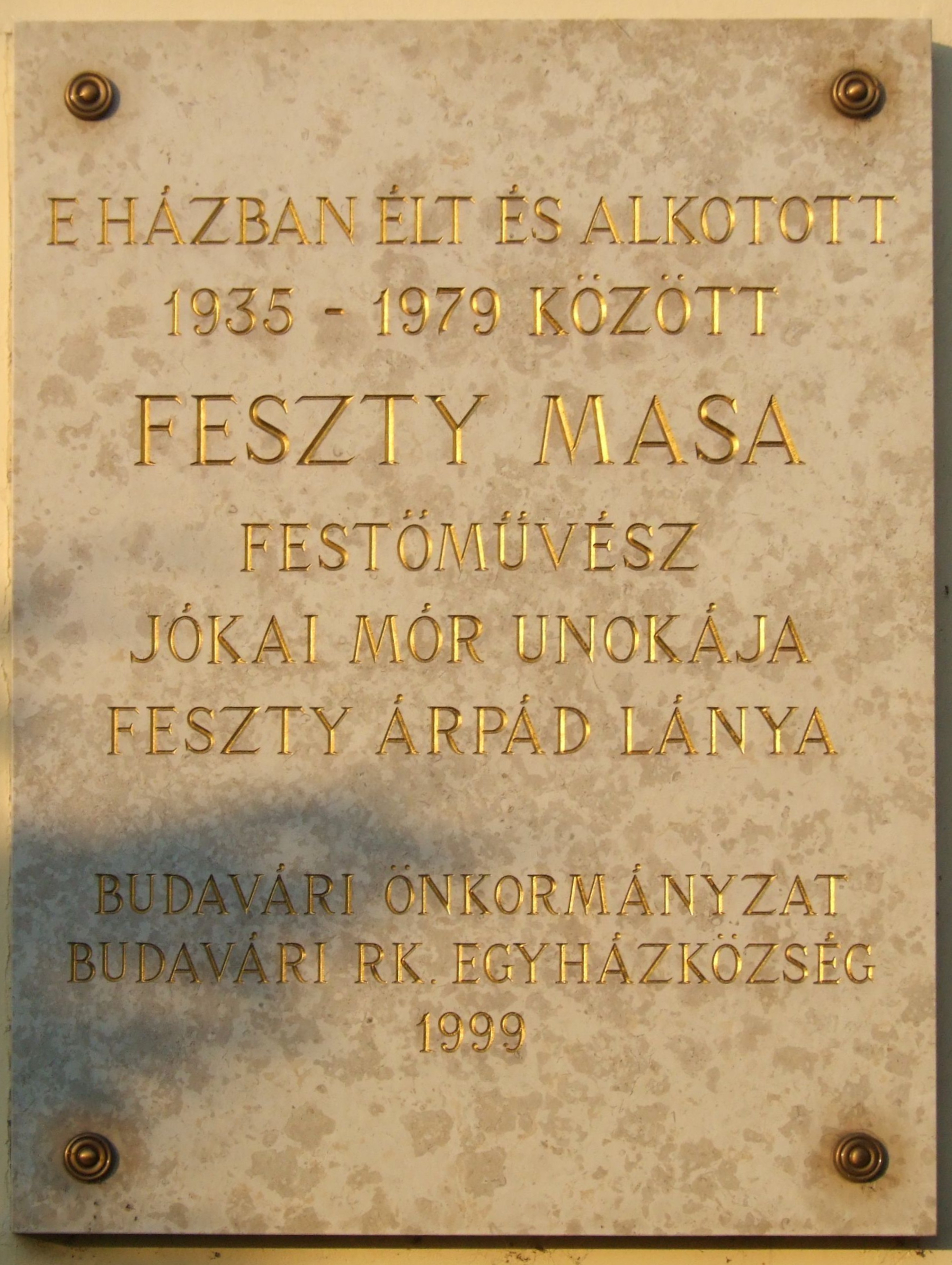
Feszty Masa Tóth Árpád sétány 6.?
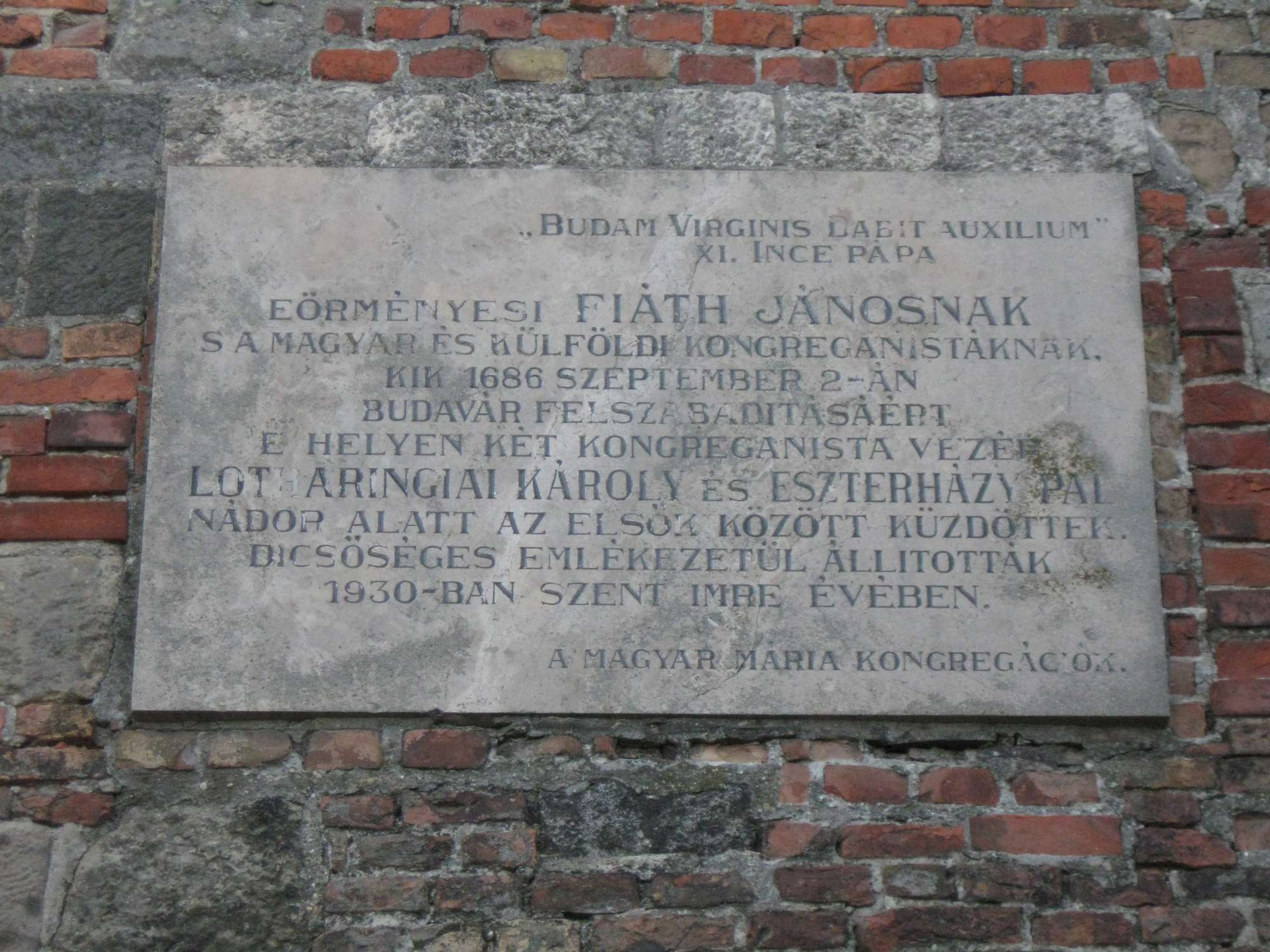
Fiáth János Esztergomi rondella / Lovas út
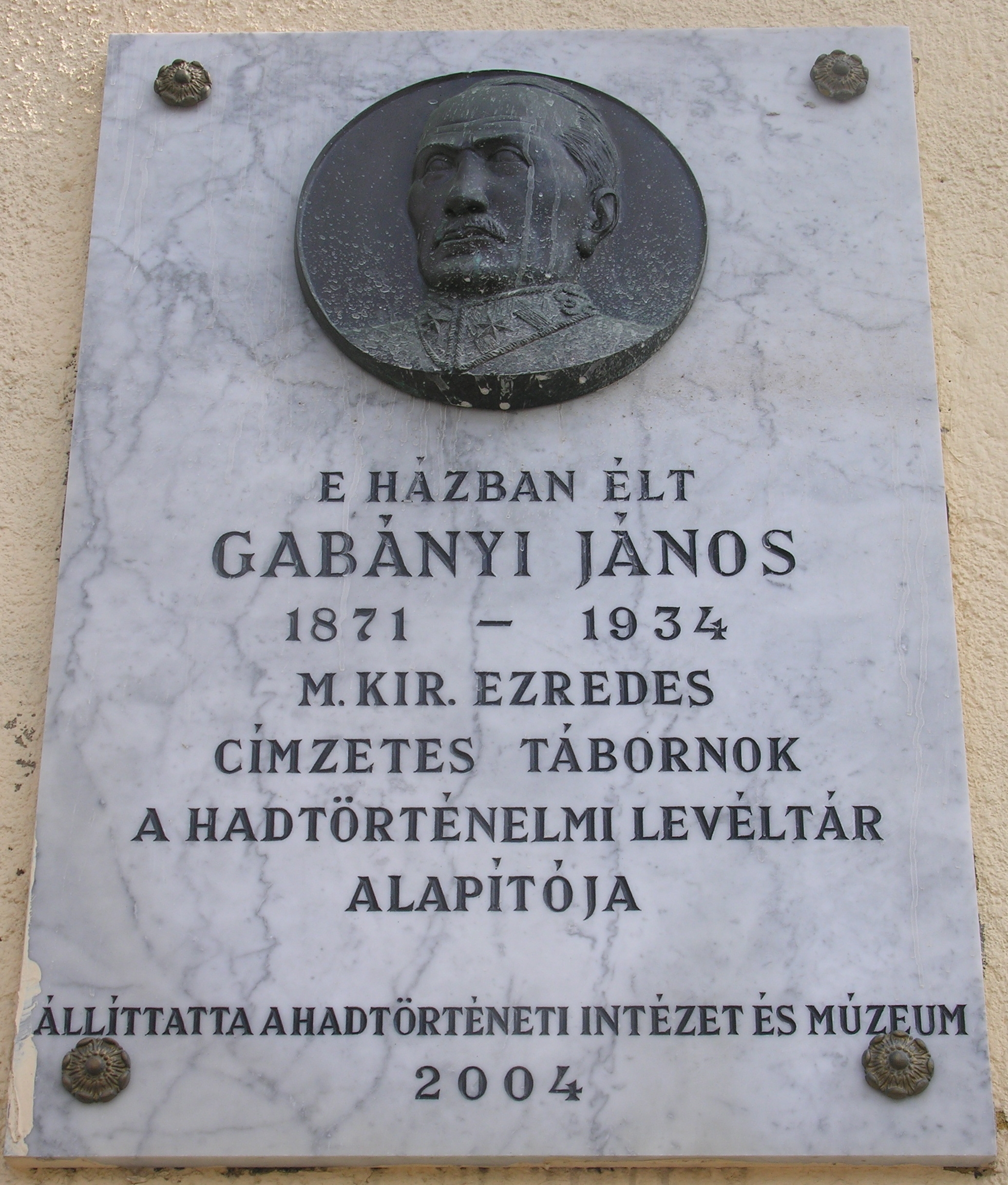
Gabányi János Vérmező utca 10-12.
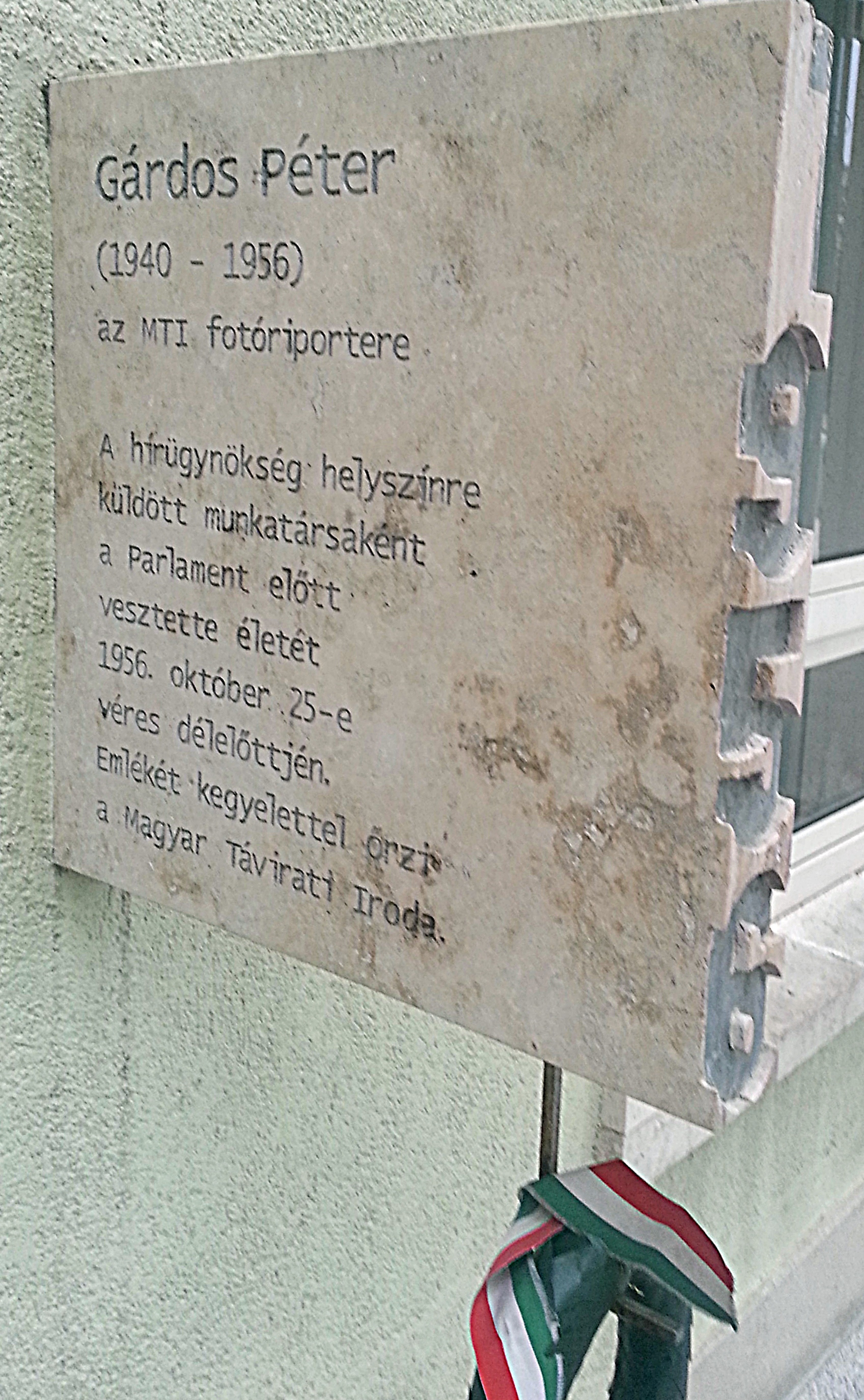
Gárdos Péter Naphegy tér 8. Dévényi Tamás alkotása
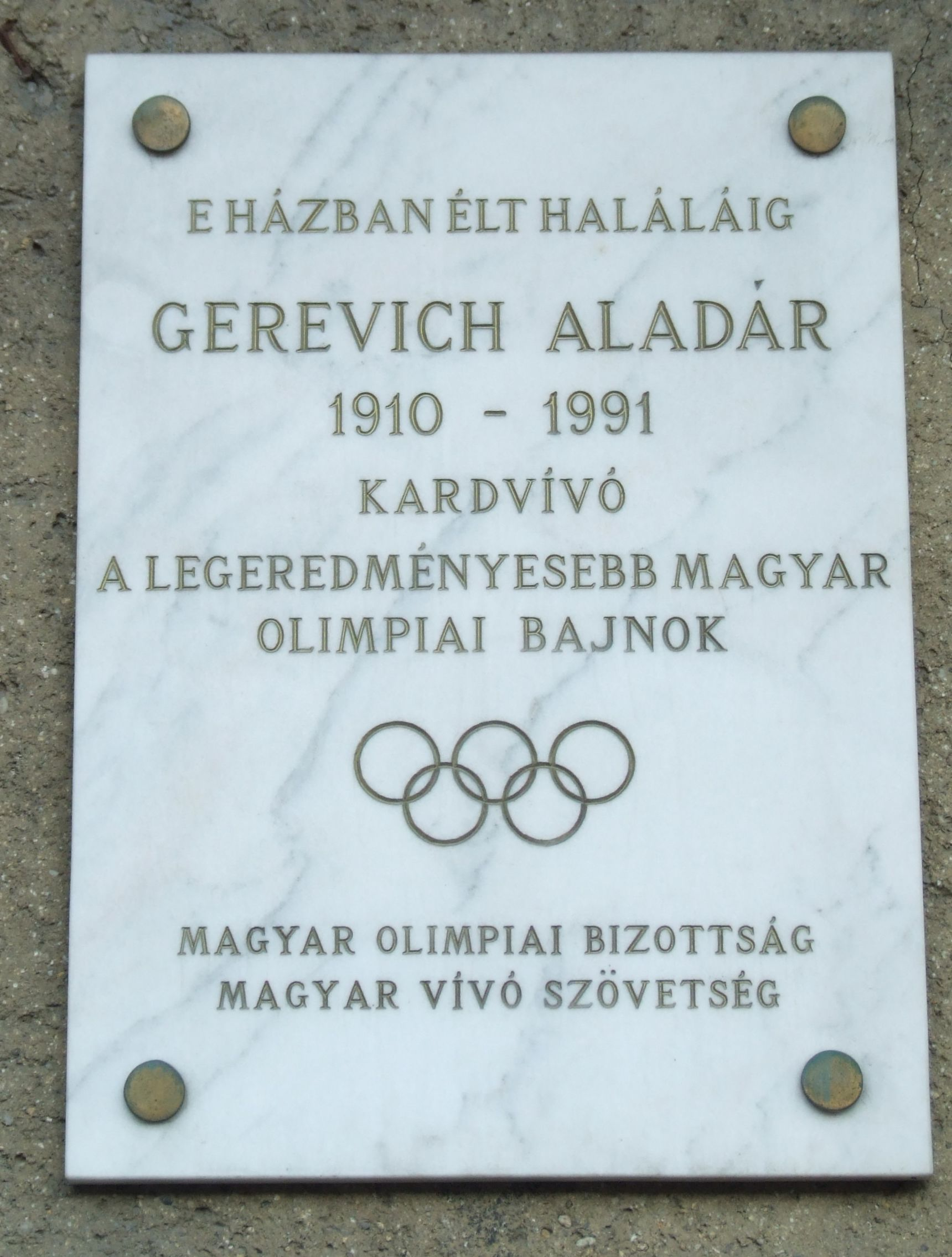
Gerevich Aladár (2009-ig) Attila út 39.
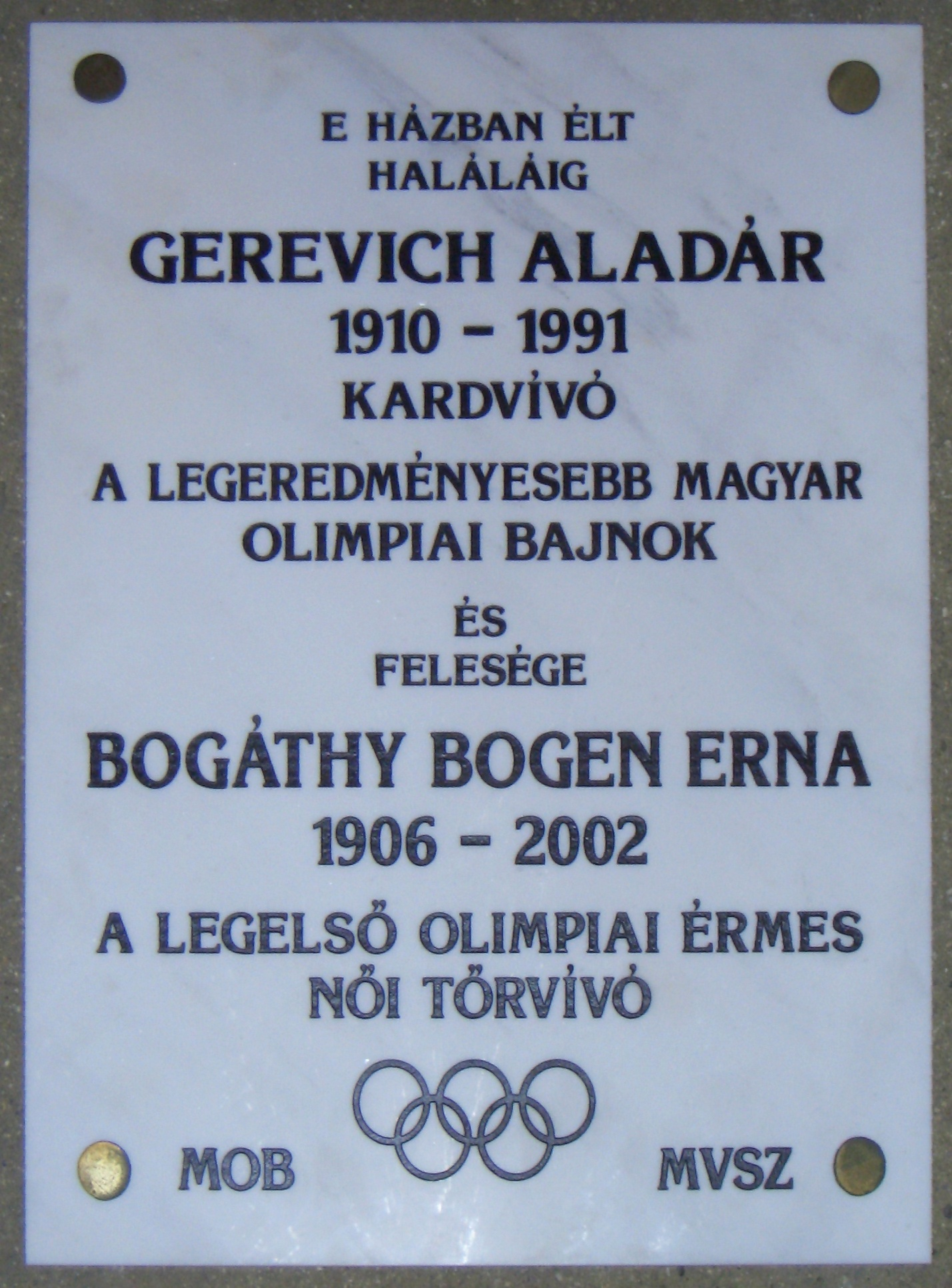
Gerevich Aladár és Bogen Erna (2010-től) Attila út 39.
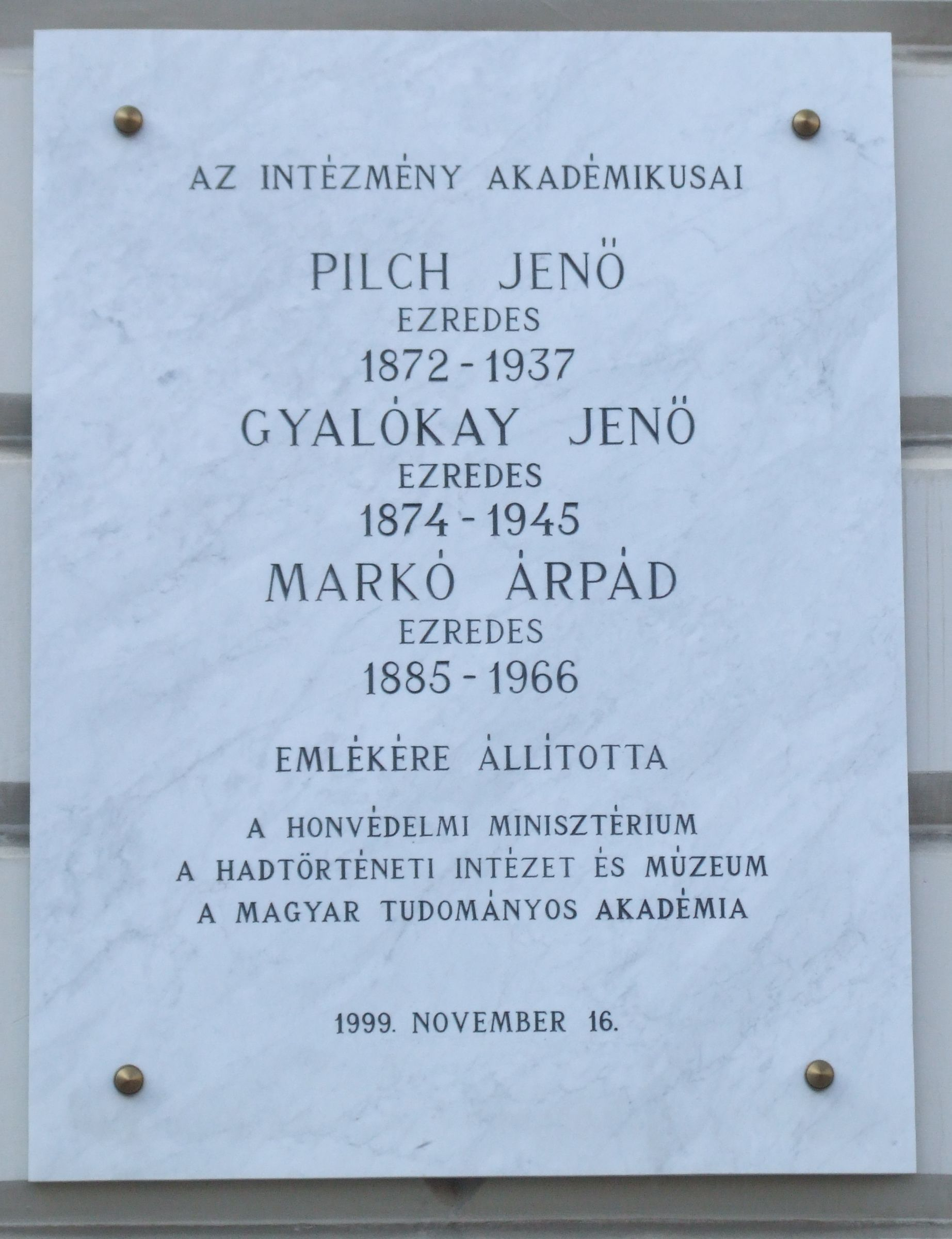
Gyalókay Jenő Kapisztrán tér 2-4.
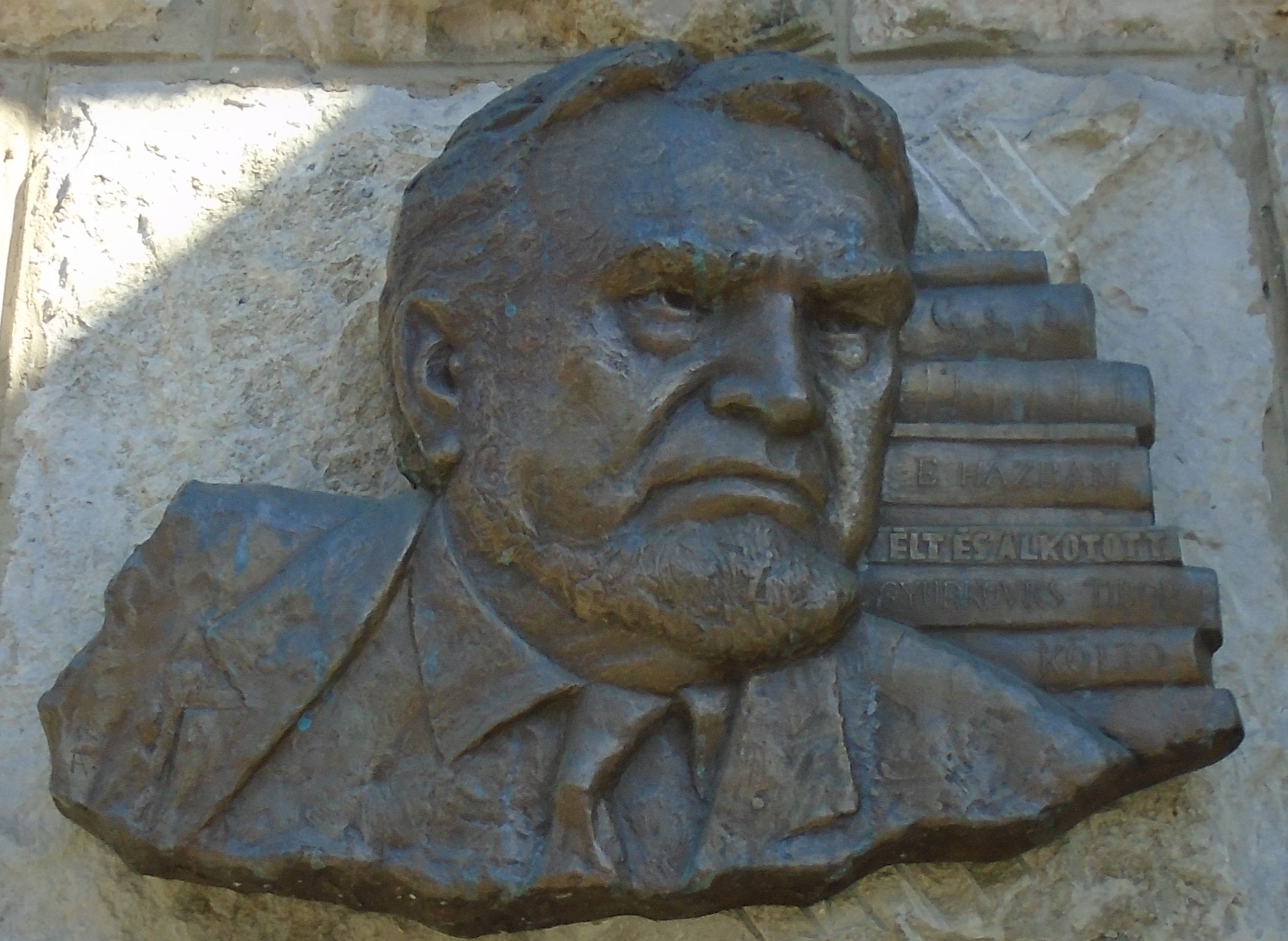
Gyurkovics Tibor Mészáros utca 10. alkotó: Farkas Ádám
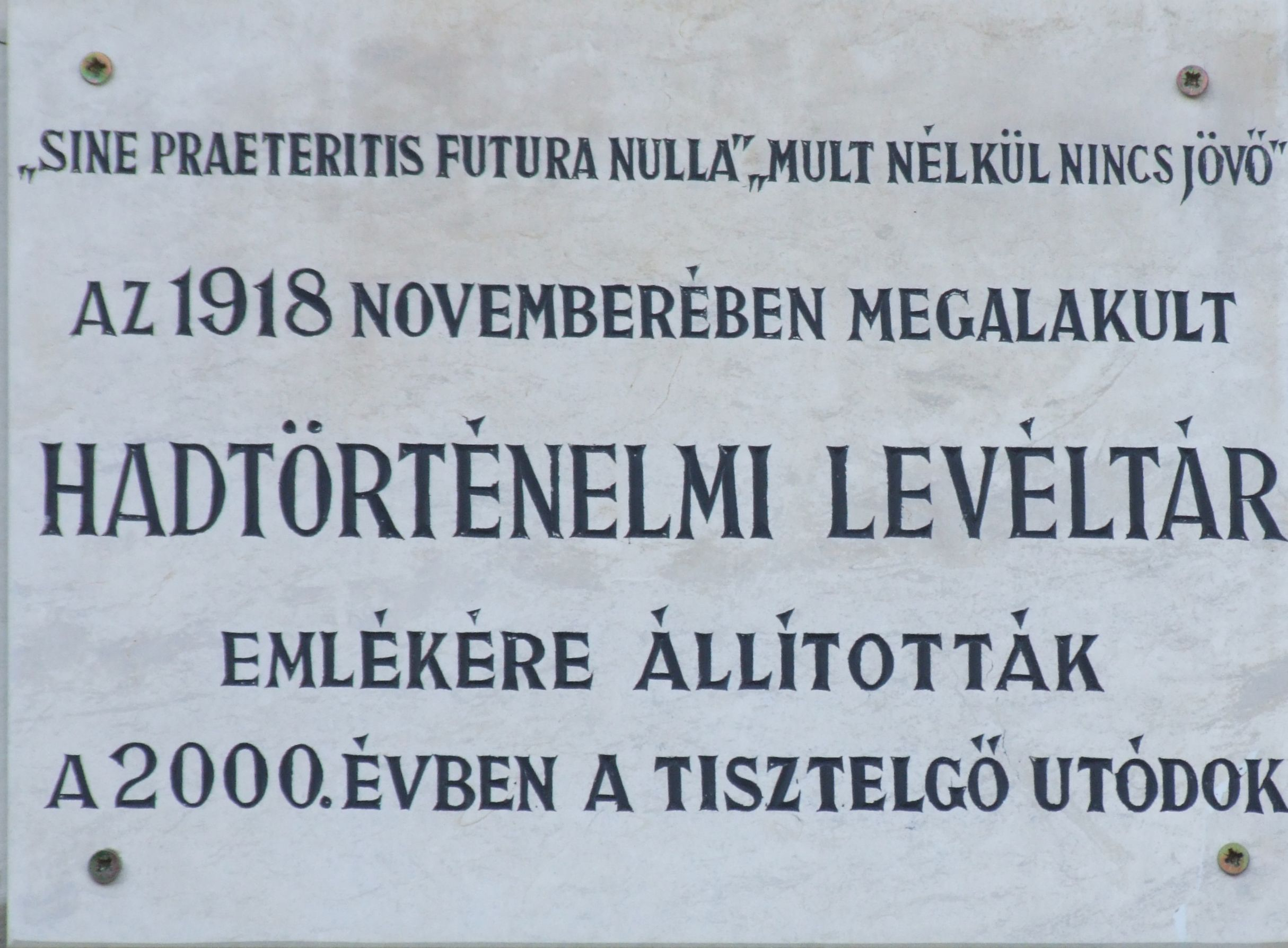
Hadtörténelmi Levéltár Kapisztrán tér 2-4.
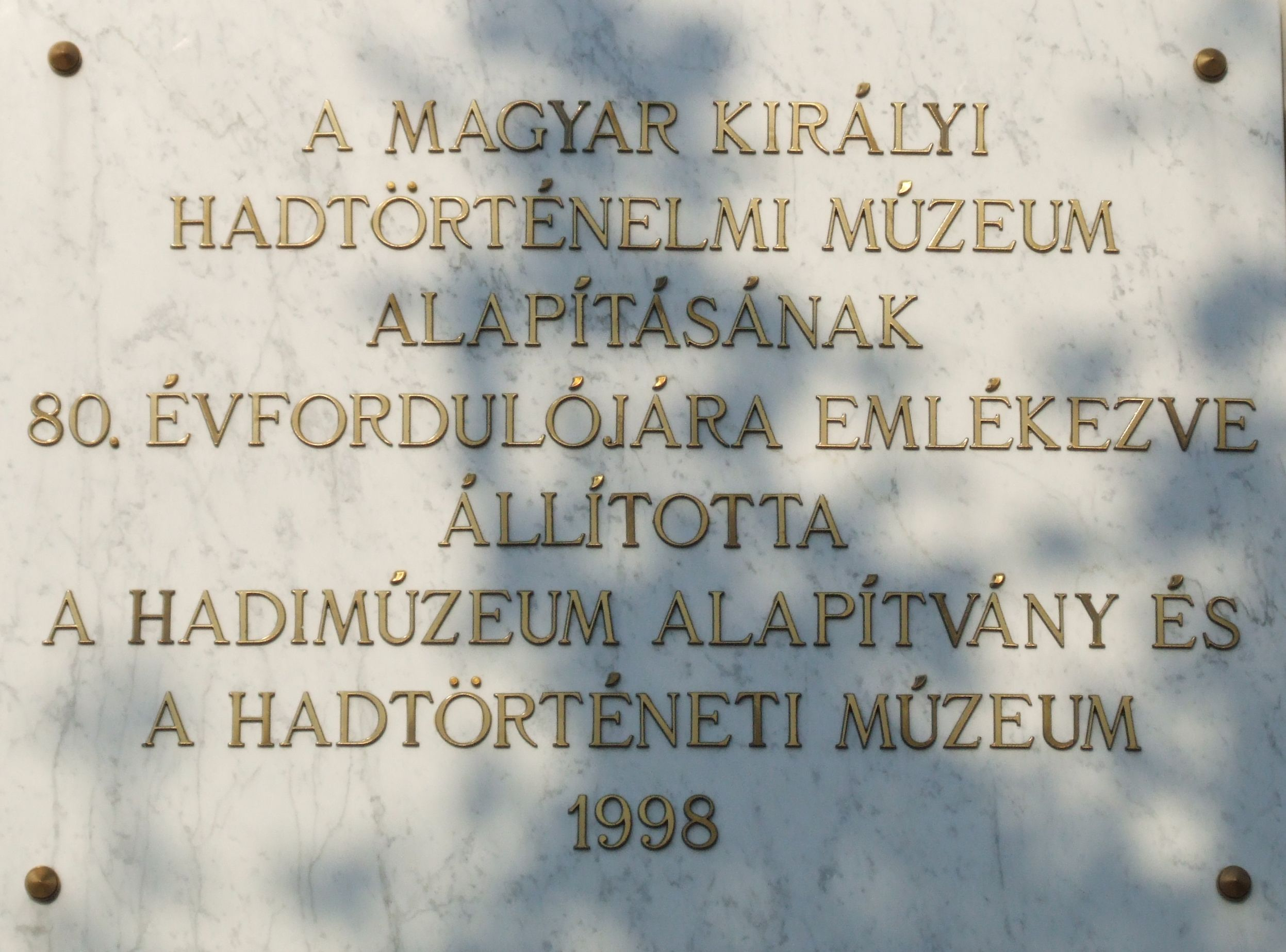
Hadtörténelmi Múzeum Tóth Árpád sétány 40.
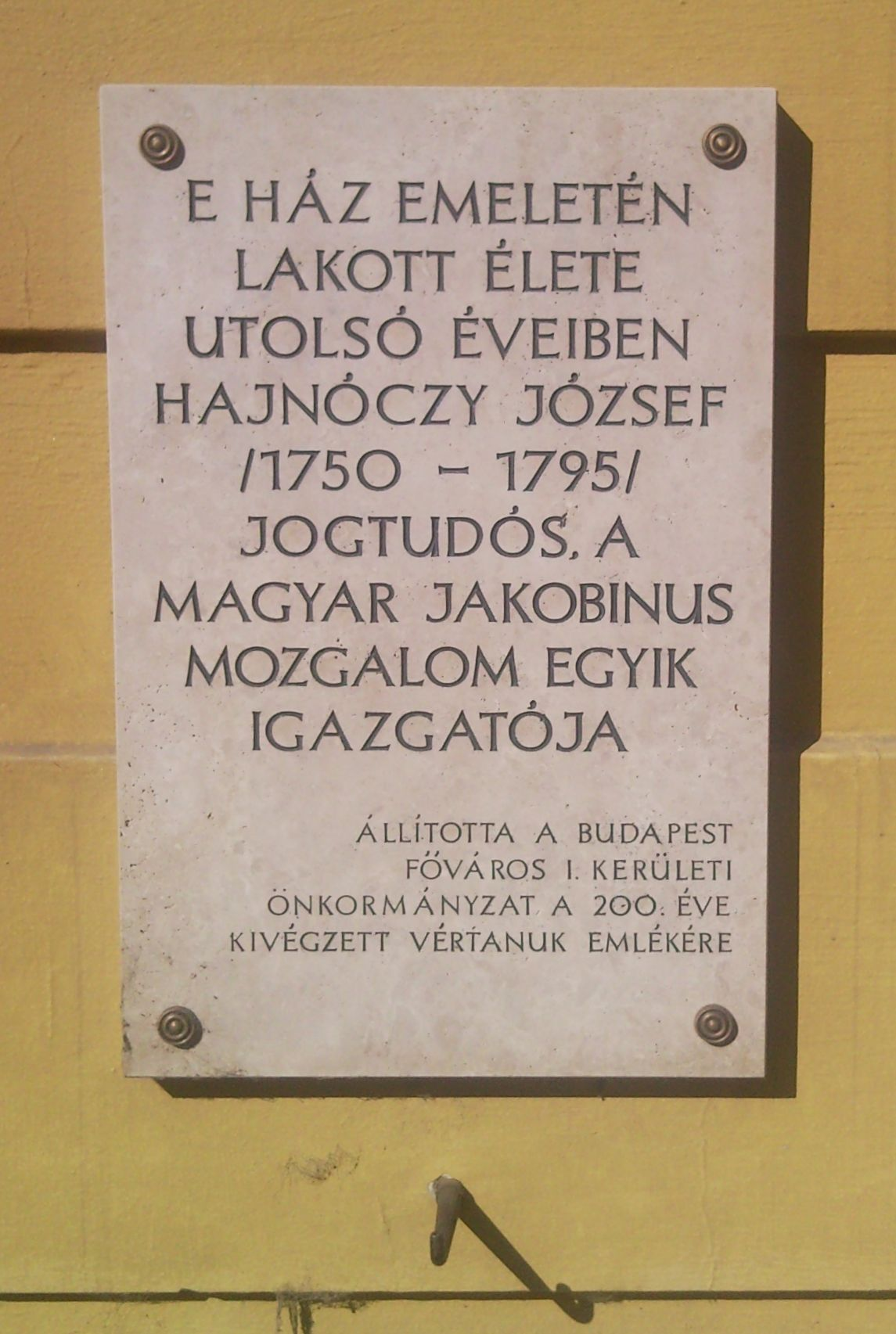
Hajnóczy József Fortuna utca 5.
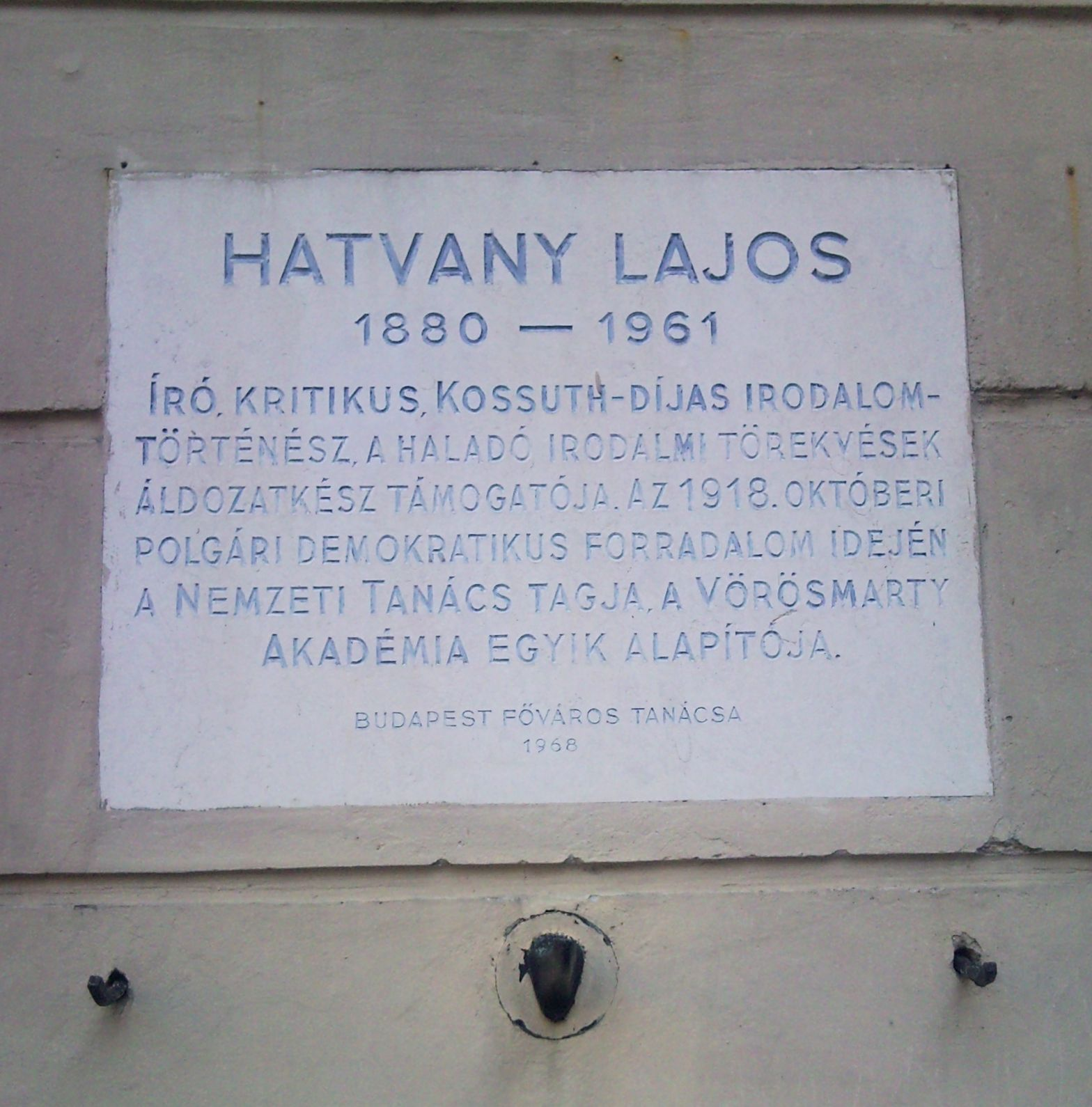
Hatvany Lajos Országház utca 19.
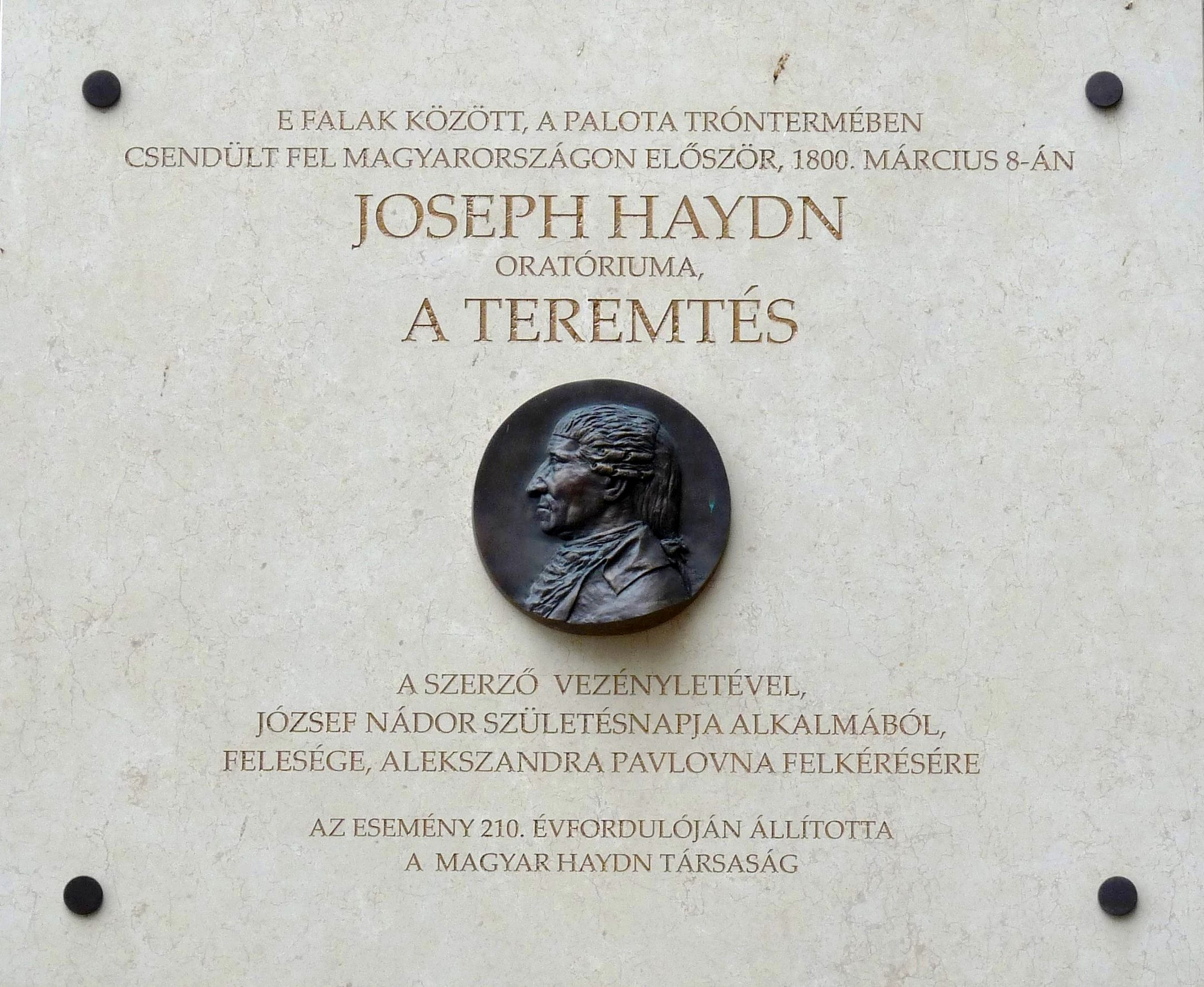
Haydn: A Teremtés Szent György tér 2. alkotó: Gerő Katalin
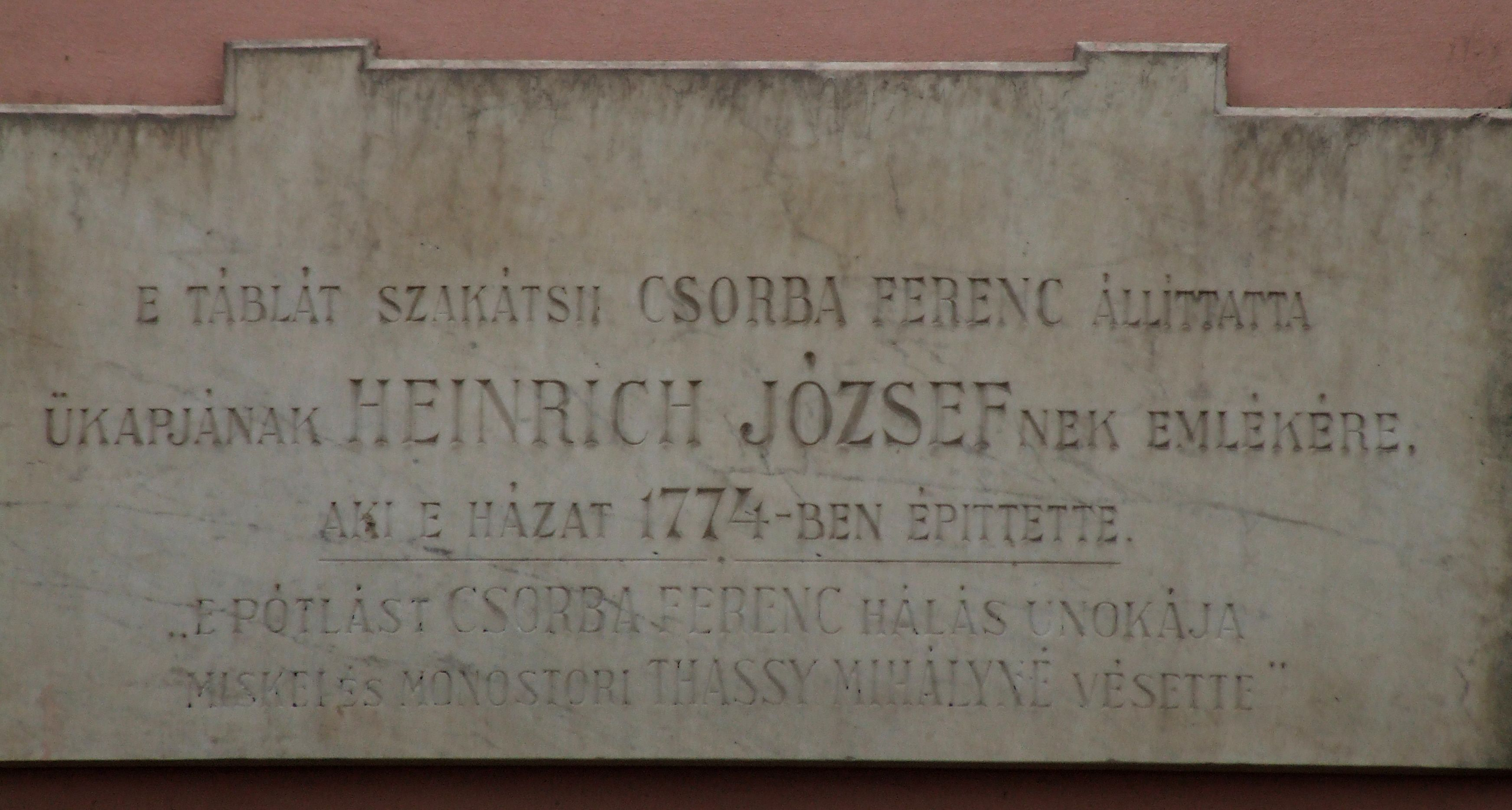
Heinrich József Iskola utca 18.
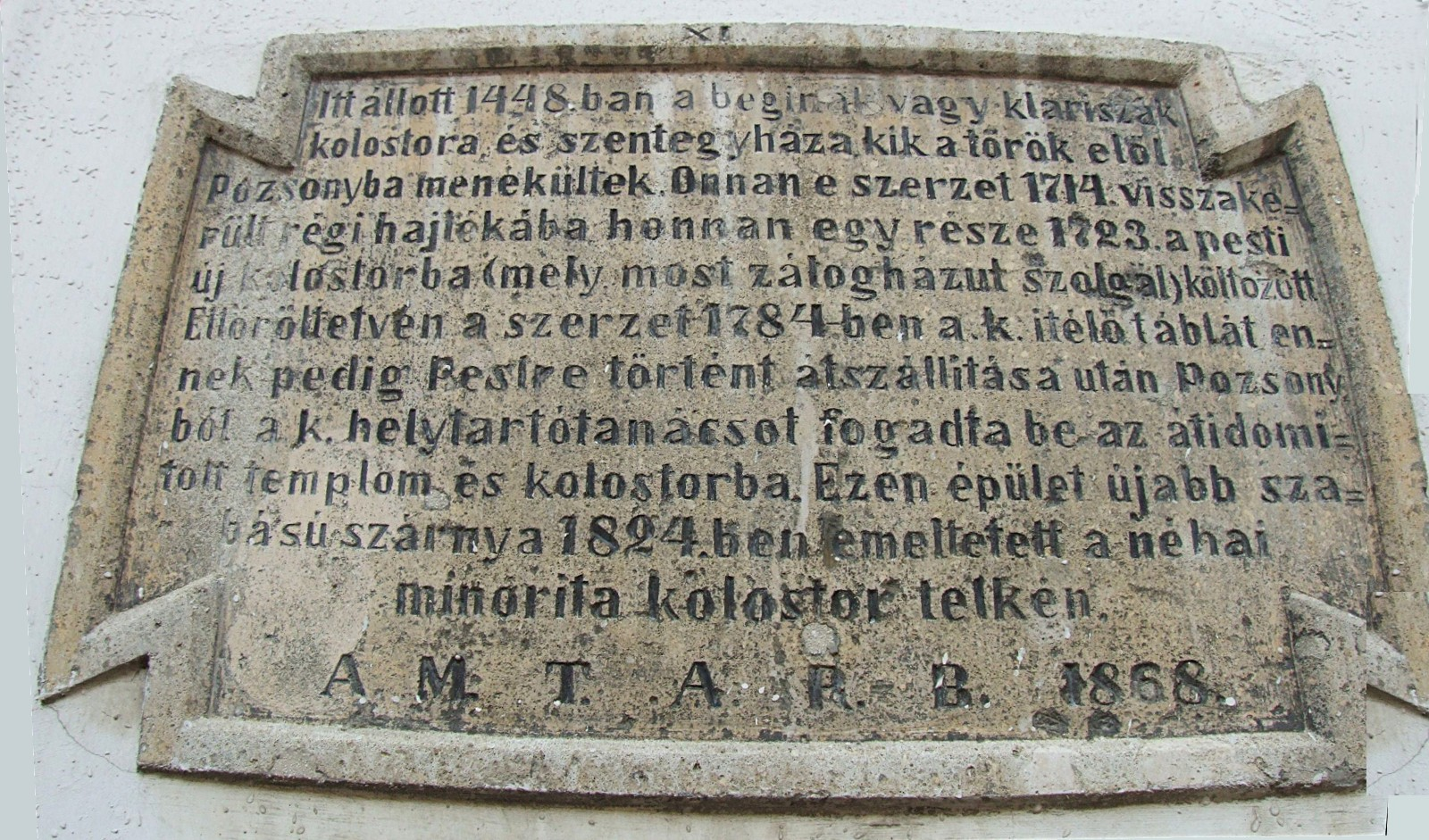
Helytartótanács Úri utca 51.
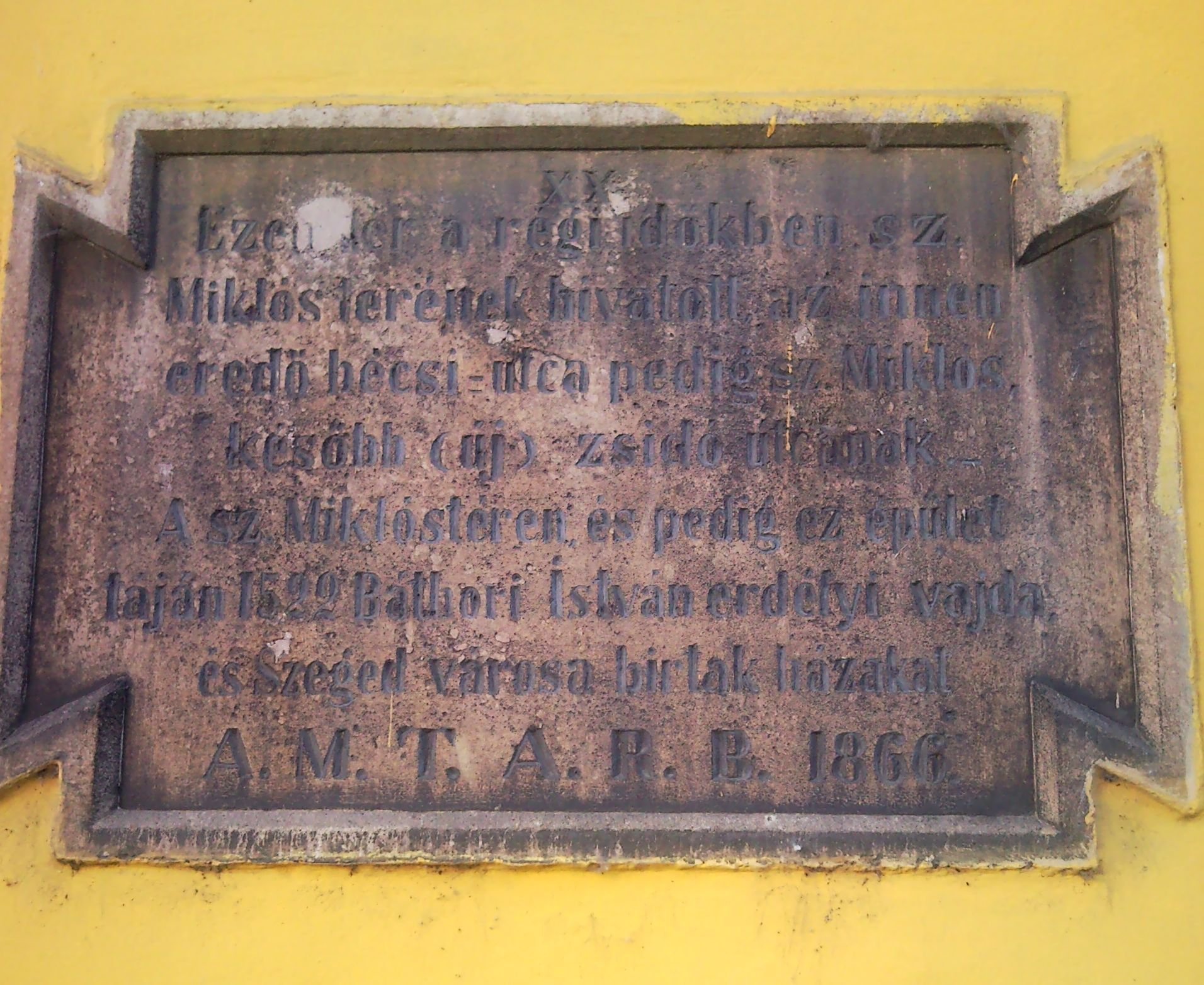
Helytörténet Hess András tér 4.
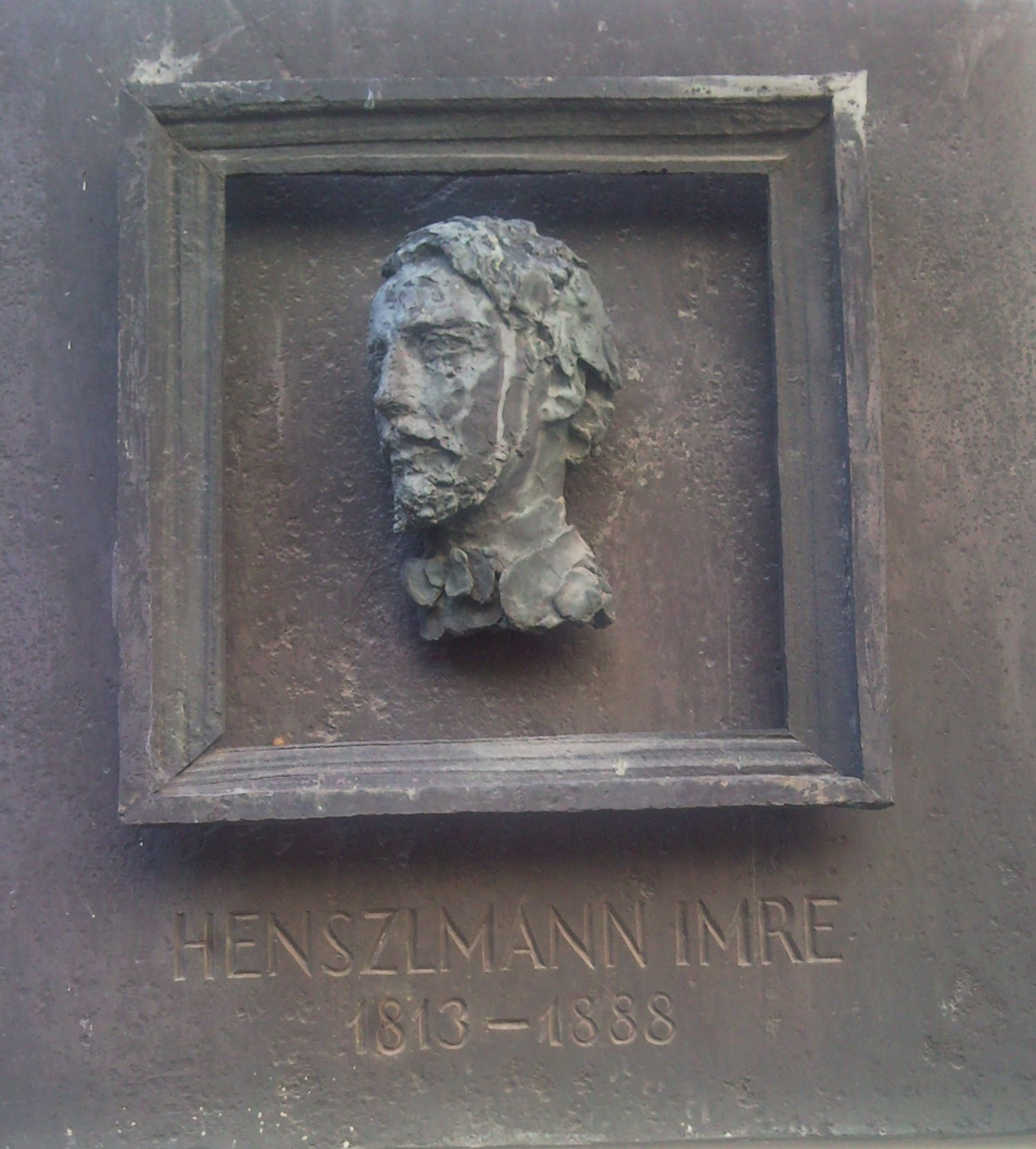
Henszlmann Imre Táncsics Mihály utca 1. Schaár Erzsébet alkotása
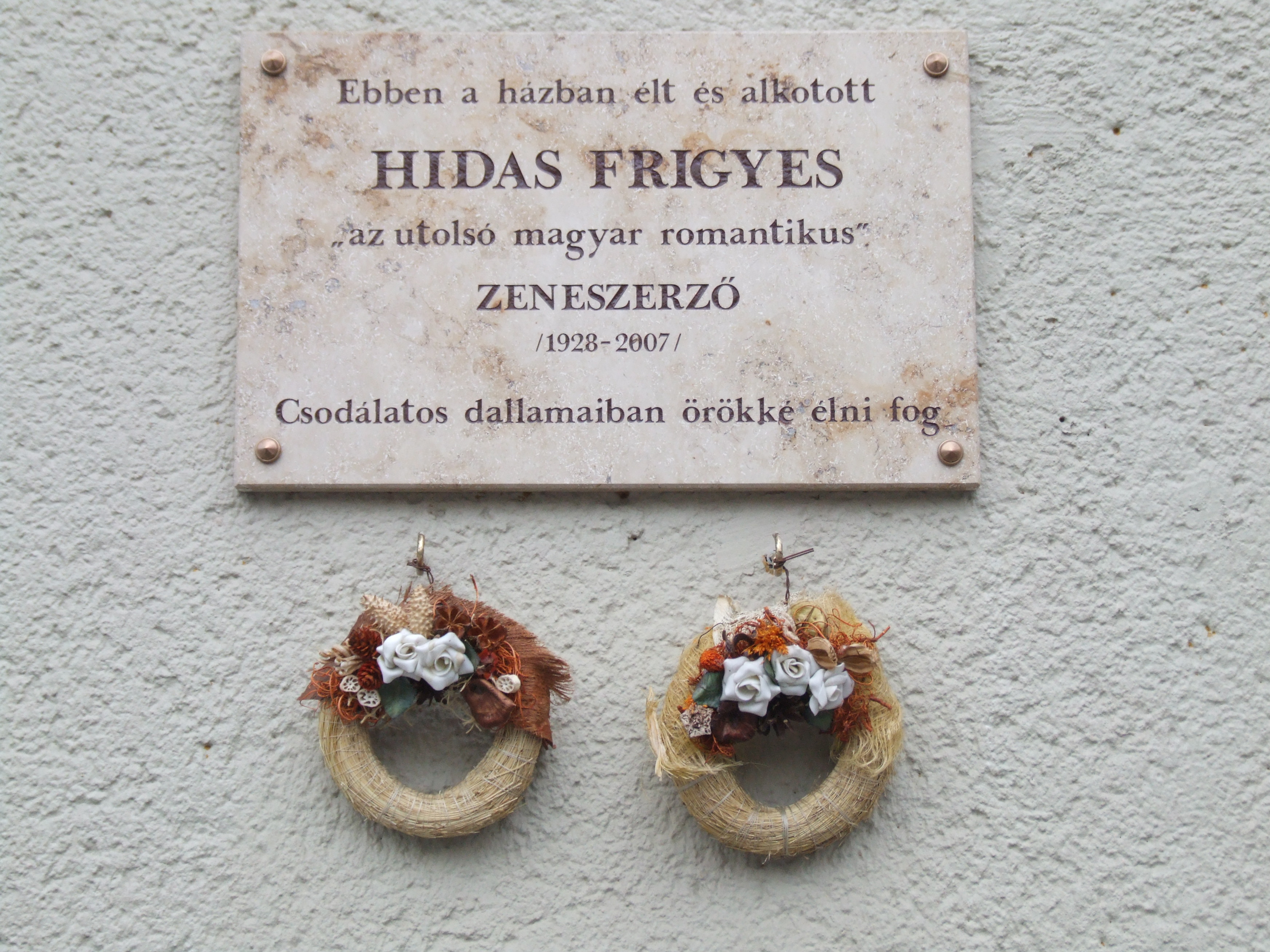
Hidas Frigyes Attila út 133.
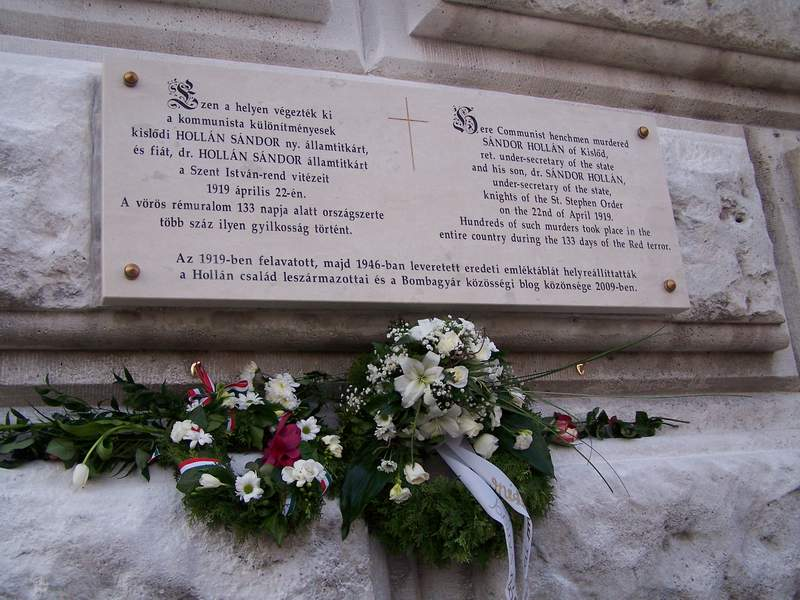
Hollán Sándor és fia Hollán Sándor Széchenyi lánchíd
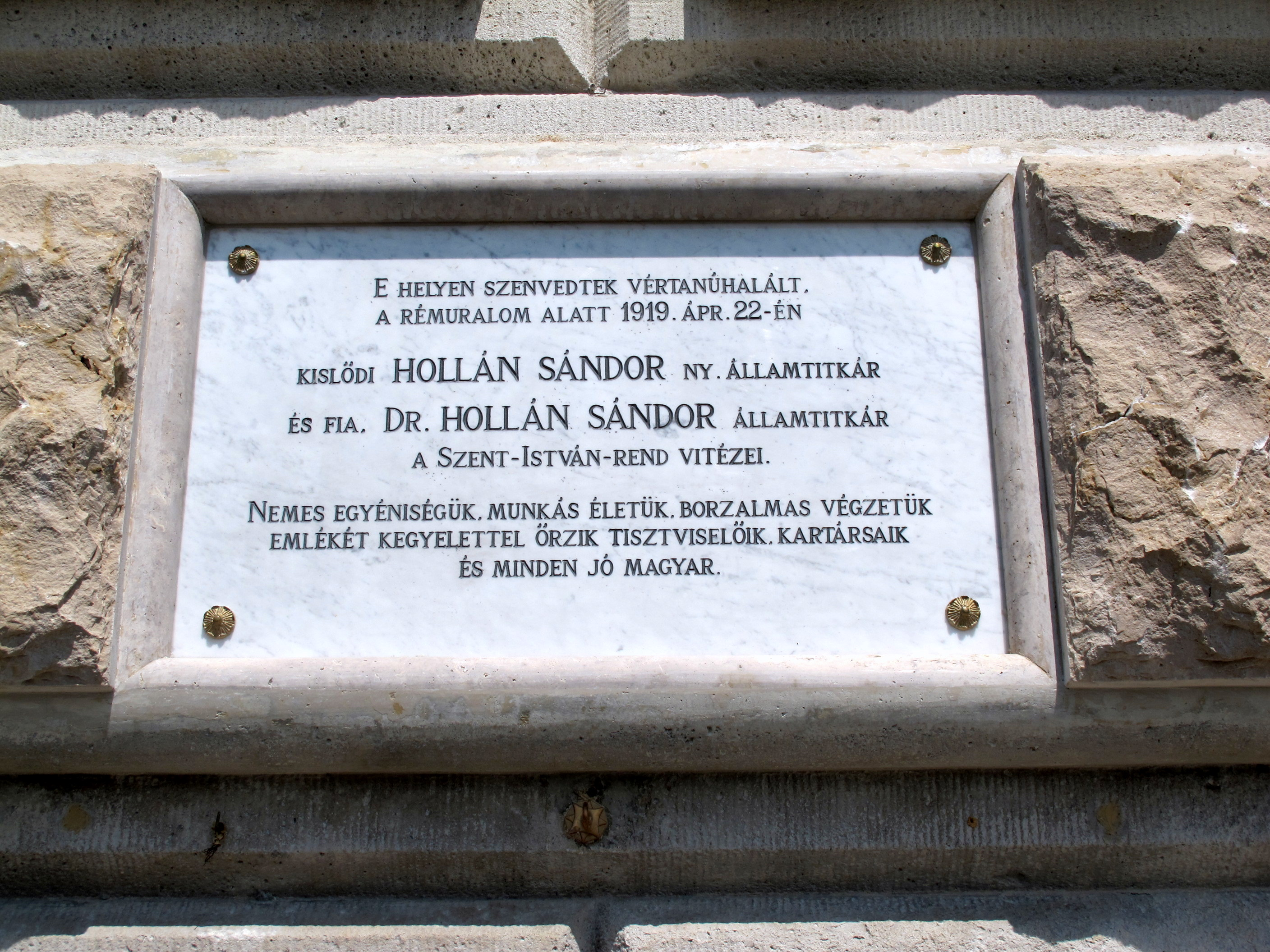
Hollán Sándor és fia Hollán Sándor Széchenyi lánchíd
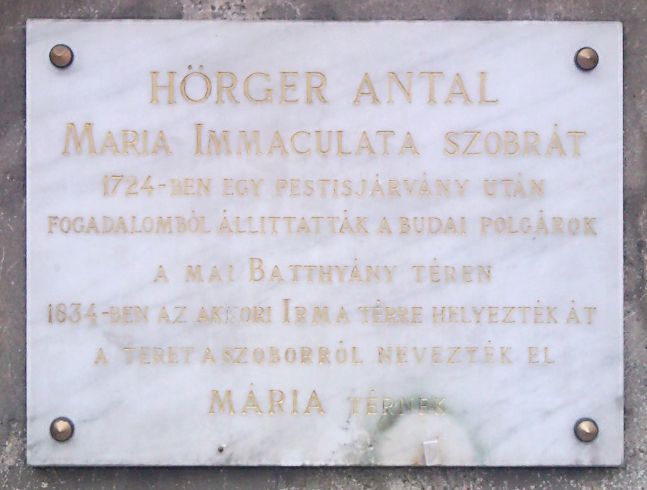
Hörger Antal Mária tér
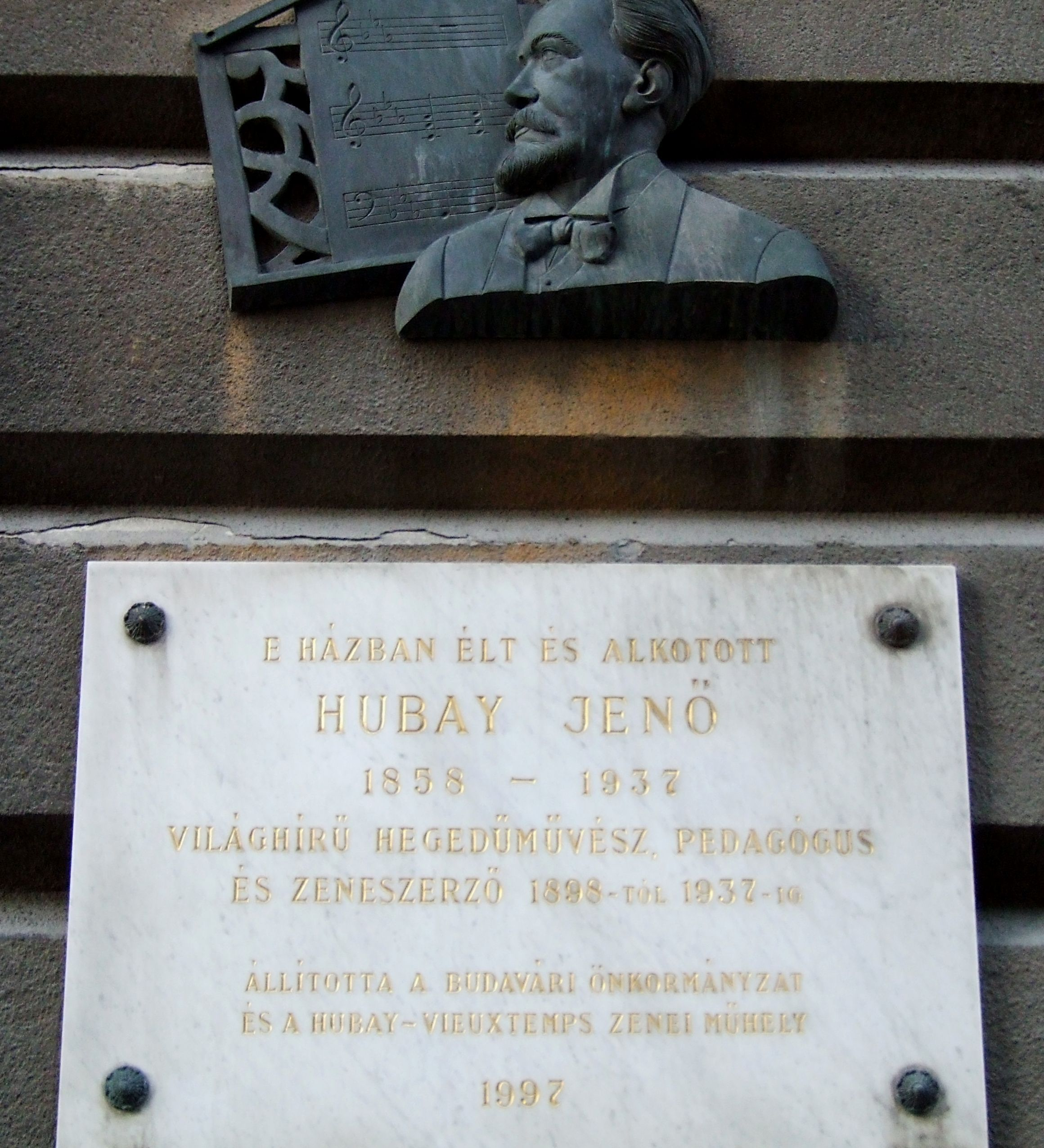
Hubay Jenő Fő utca 21. alkotó: Gulácsy-Horváth Zsolt
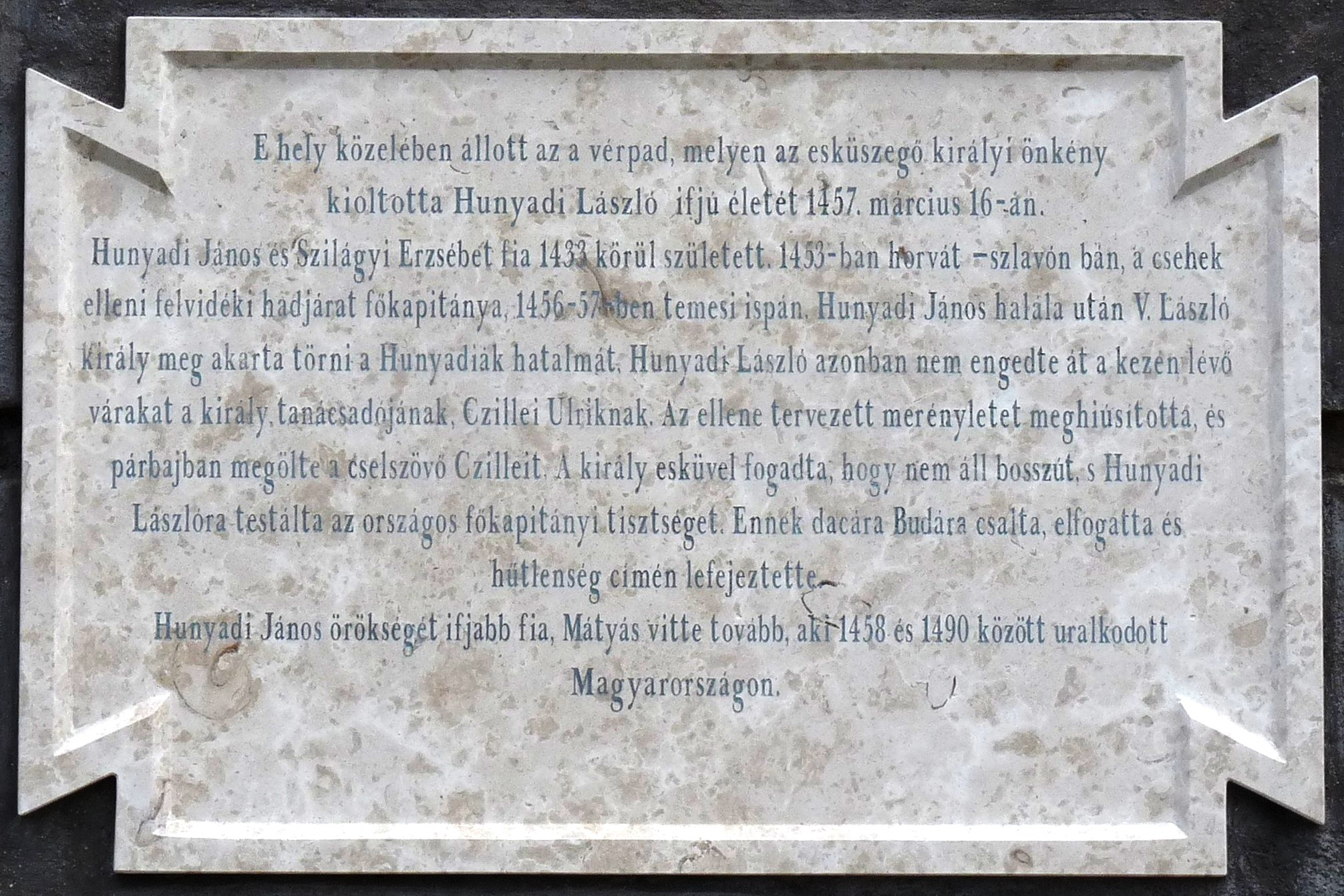
Hunyadi László Szent György tér 2.
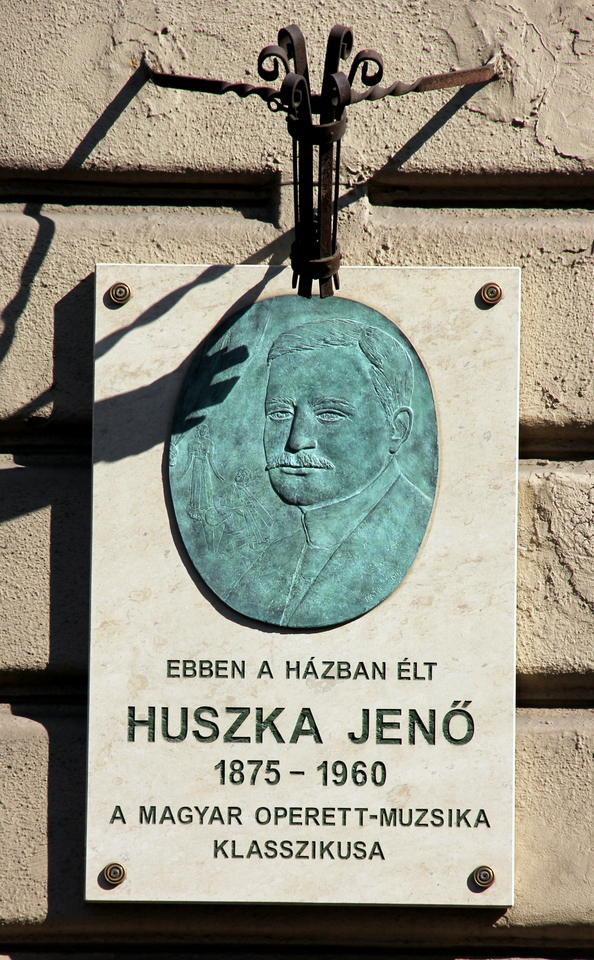
Huszka Jenő Fő utca 15.
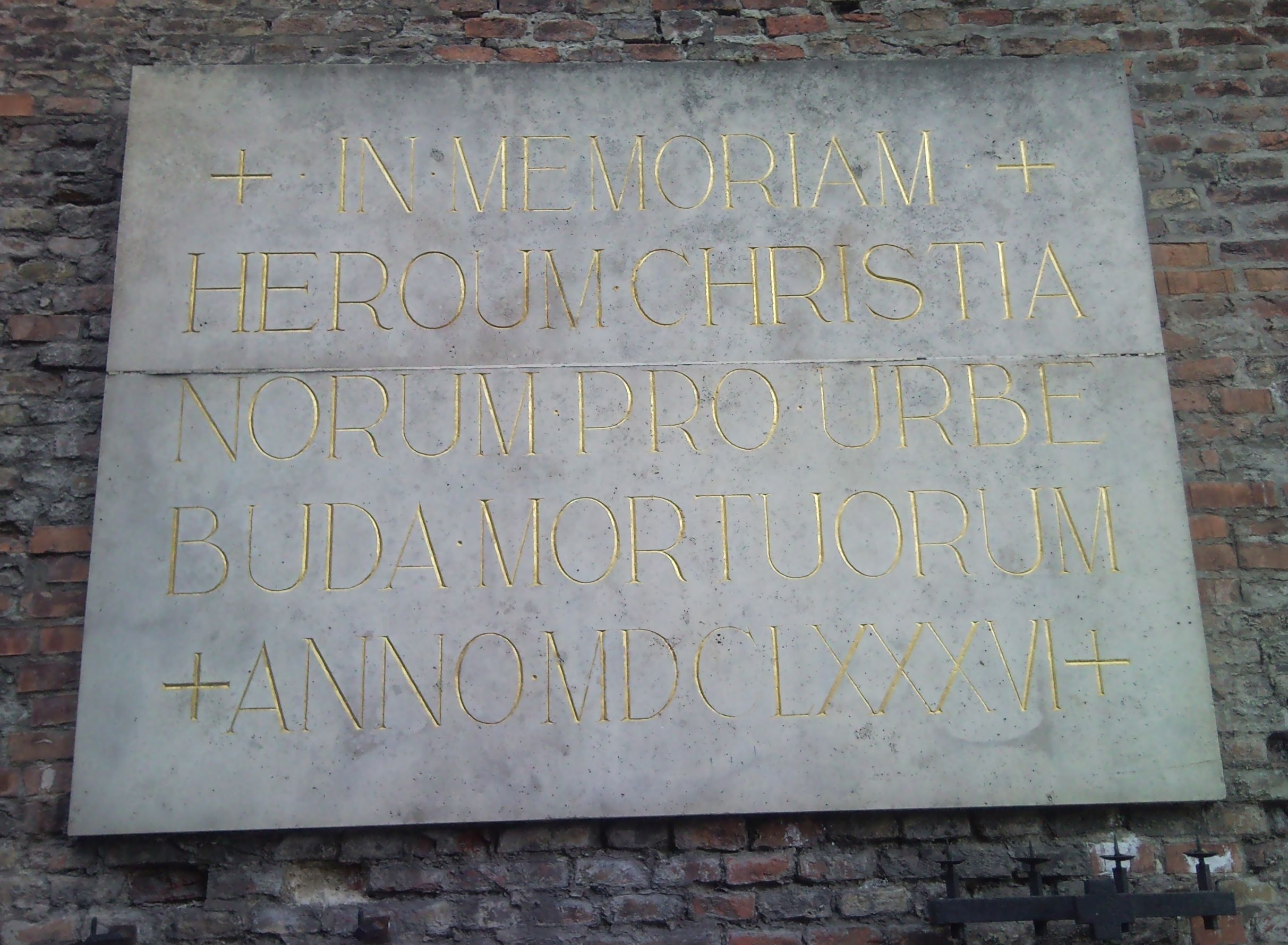
In Memoriam... Bécsi kapu tér - várfal
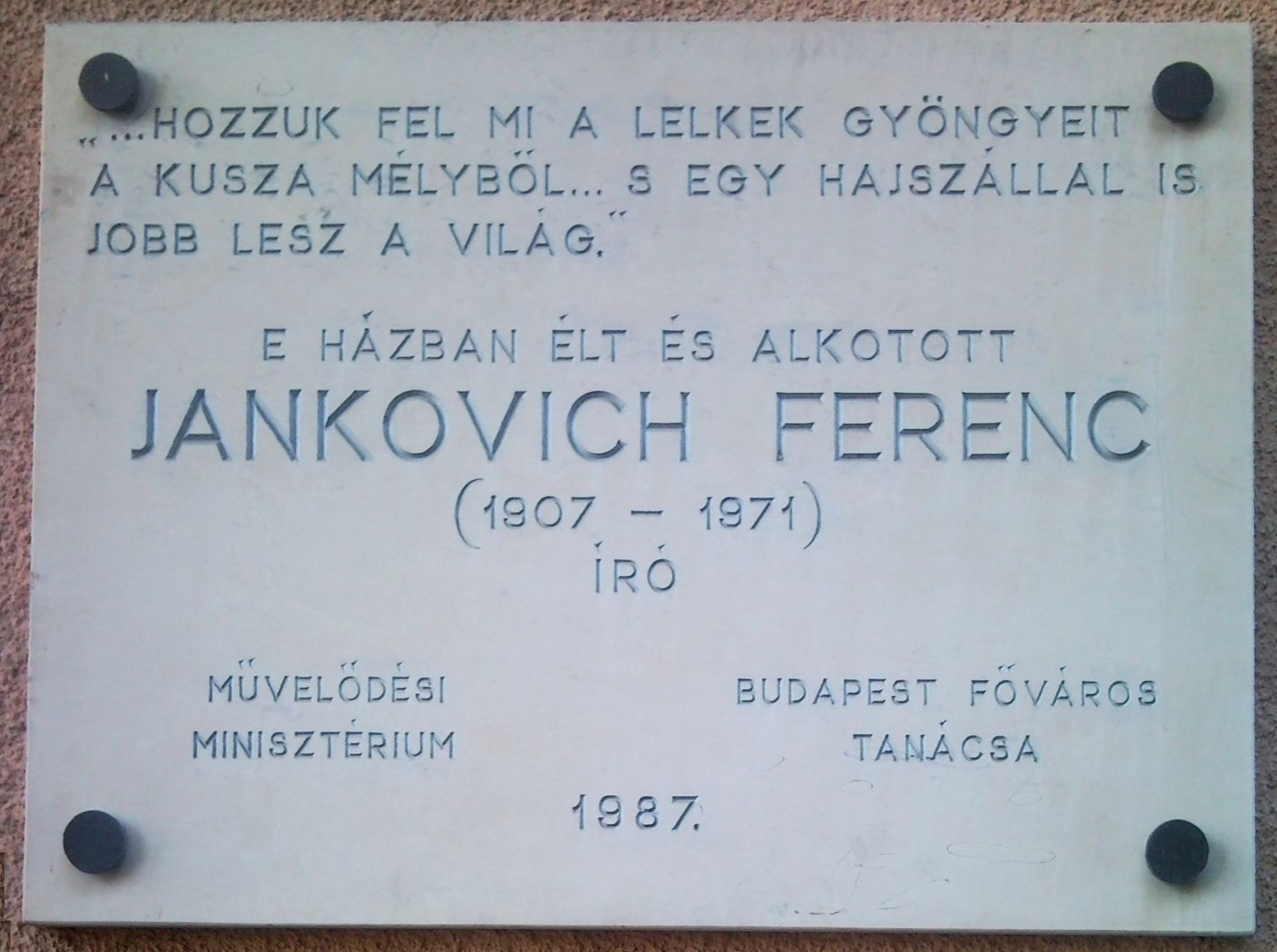
Jankovich Ferenc Mátray utca 9.
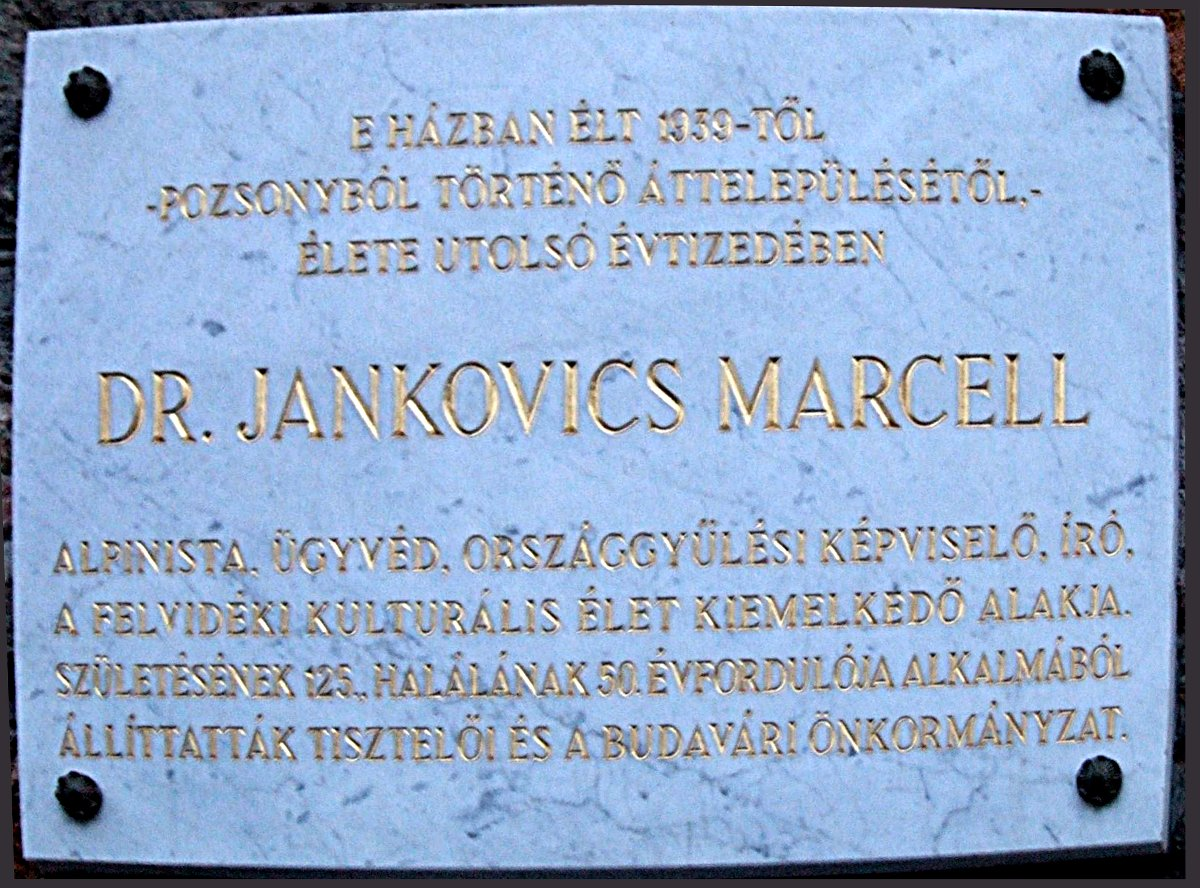
Jankovics Marcell Pauler utca 19.
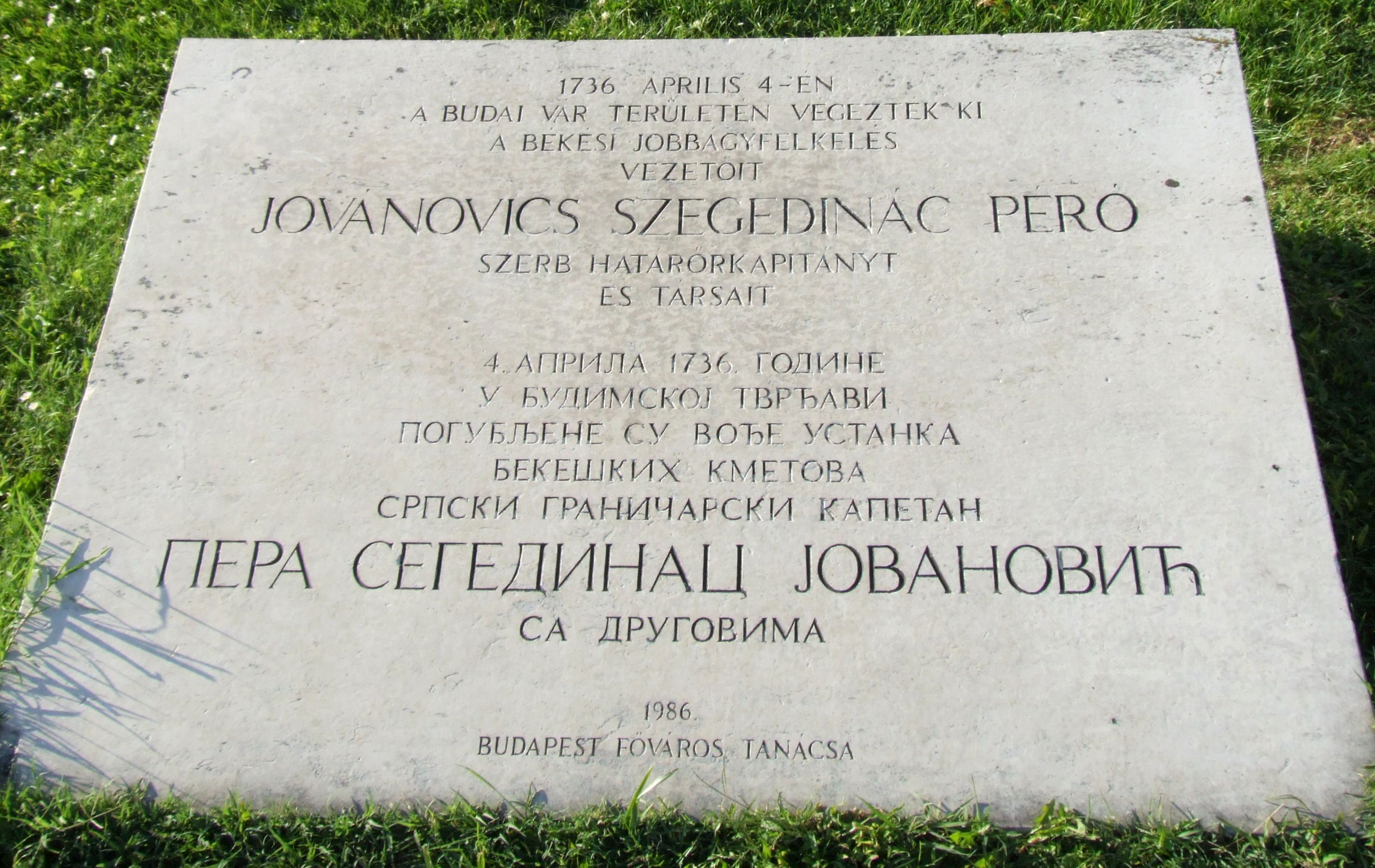
Szegedinác Jovánovics Péró Szent György tér
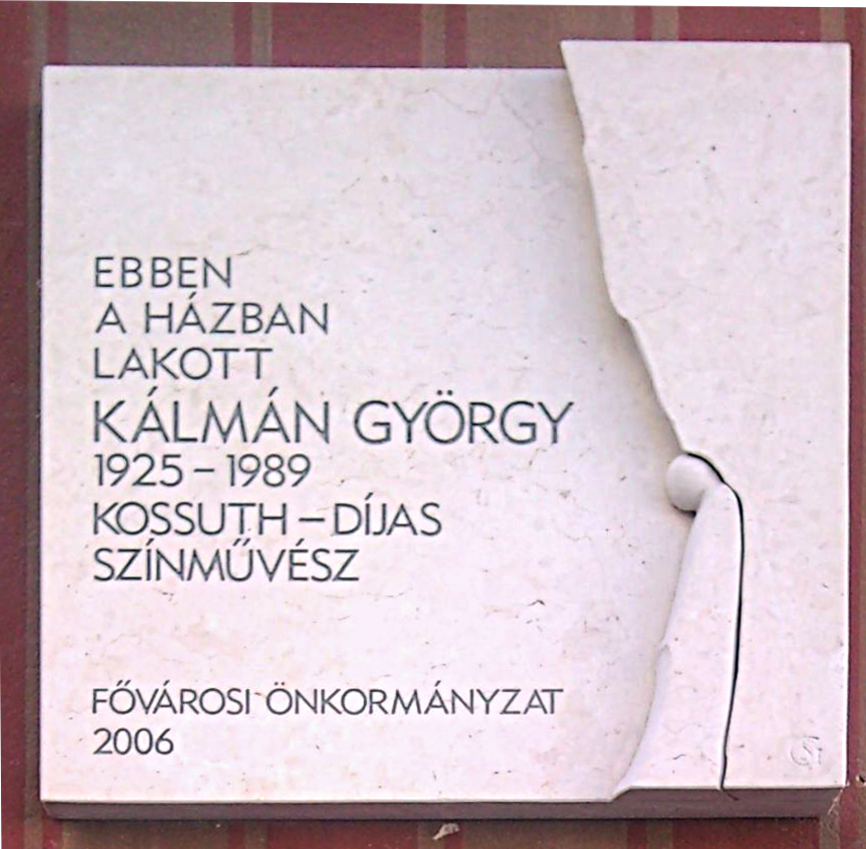
Kálmán György Bécsi kapu tér 8. alkotó: Stremeny Géza
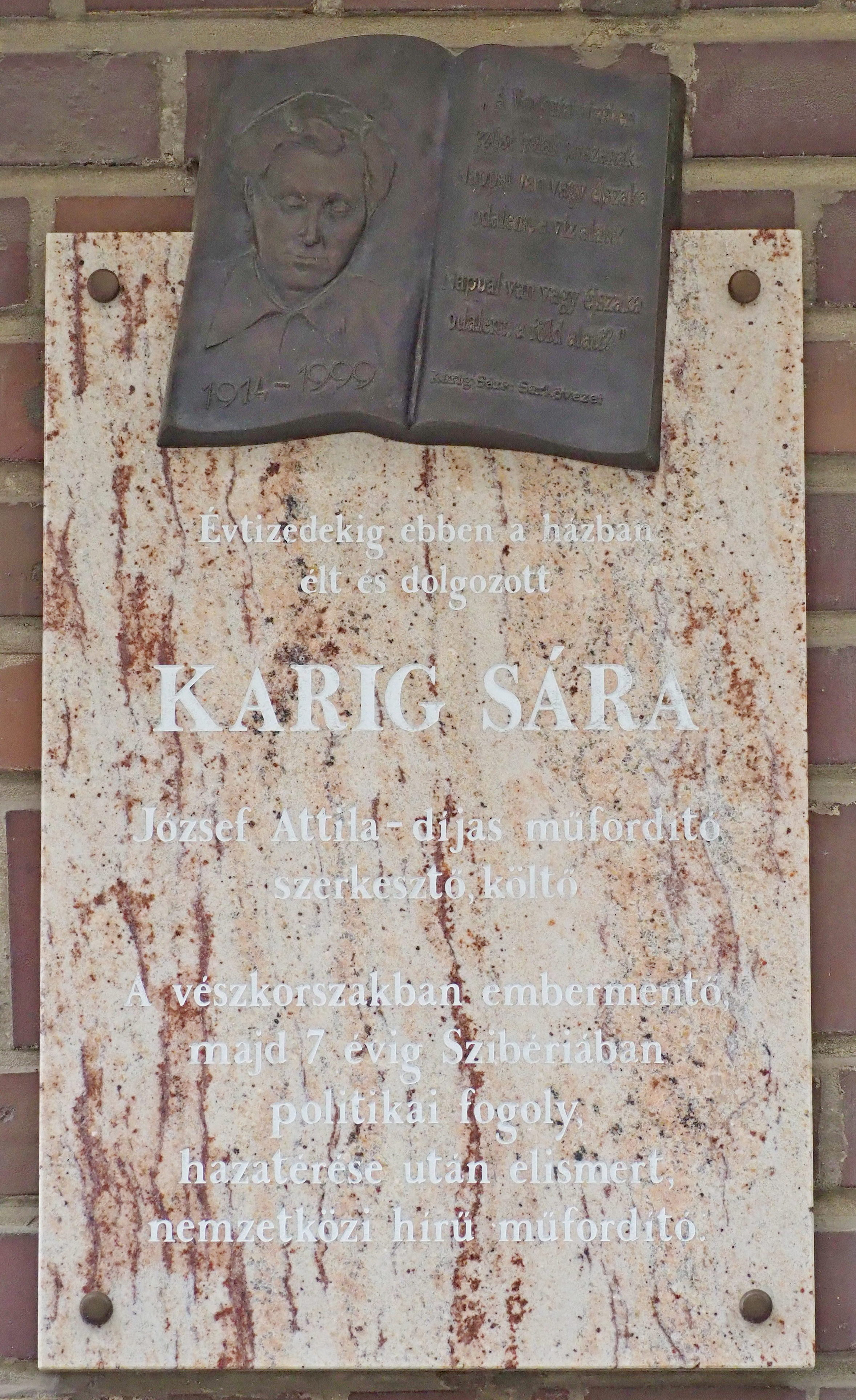
Karig Sára Ponty utca 14., alkotó: Hargitai Ottó
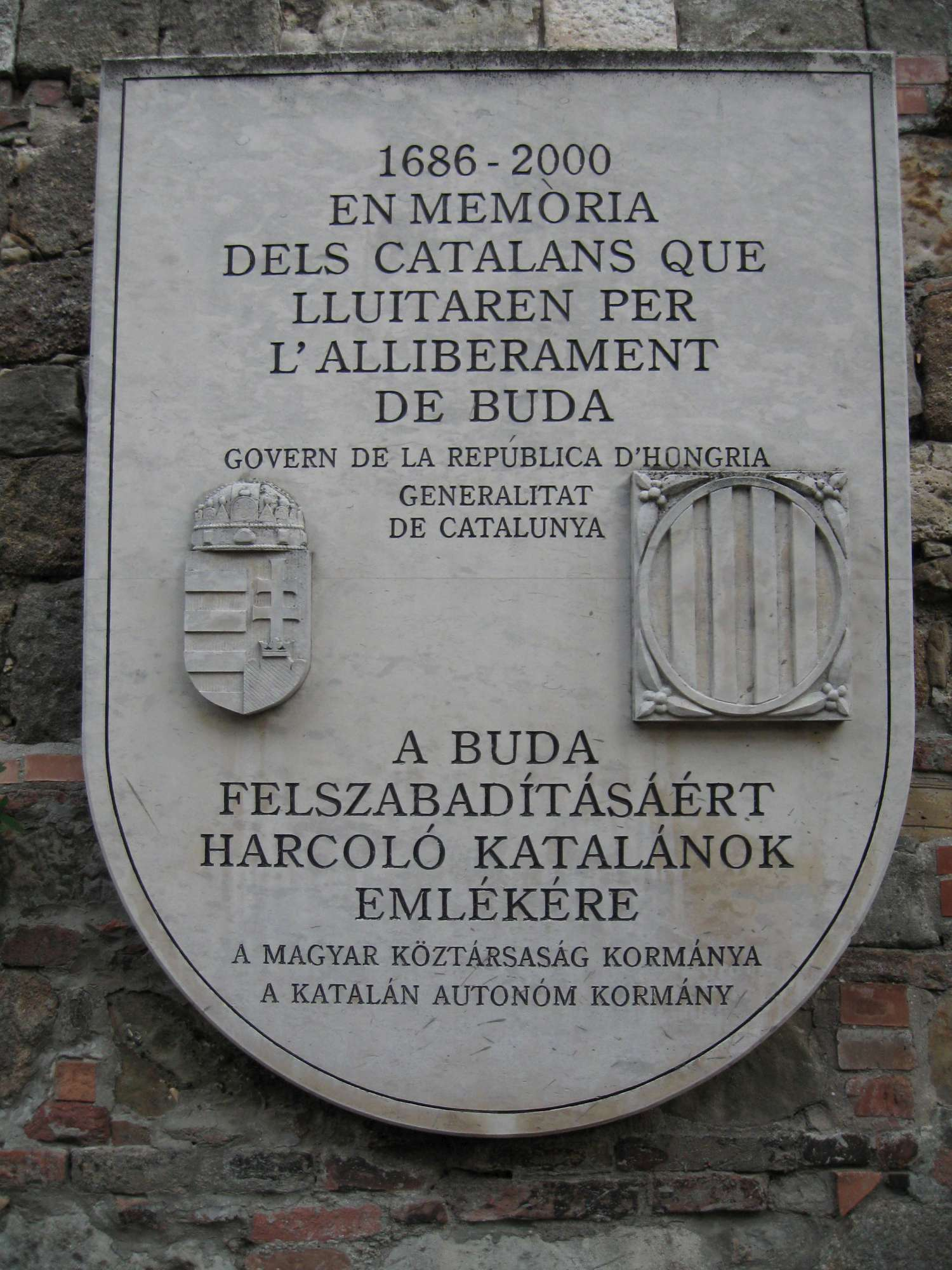
Katalán katonák Anjou bástya / Lovas út Kampfl József alkotása
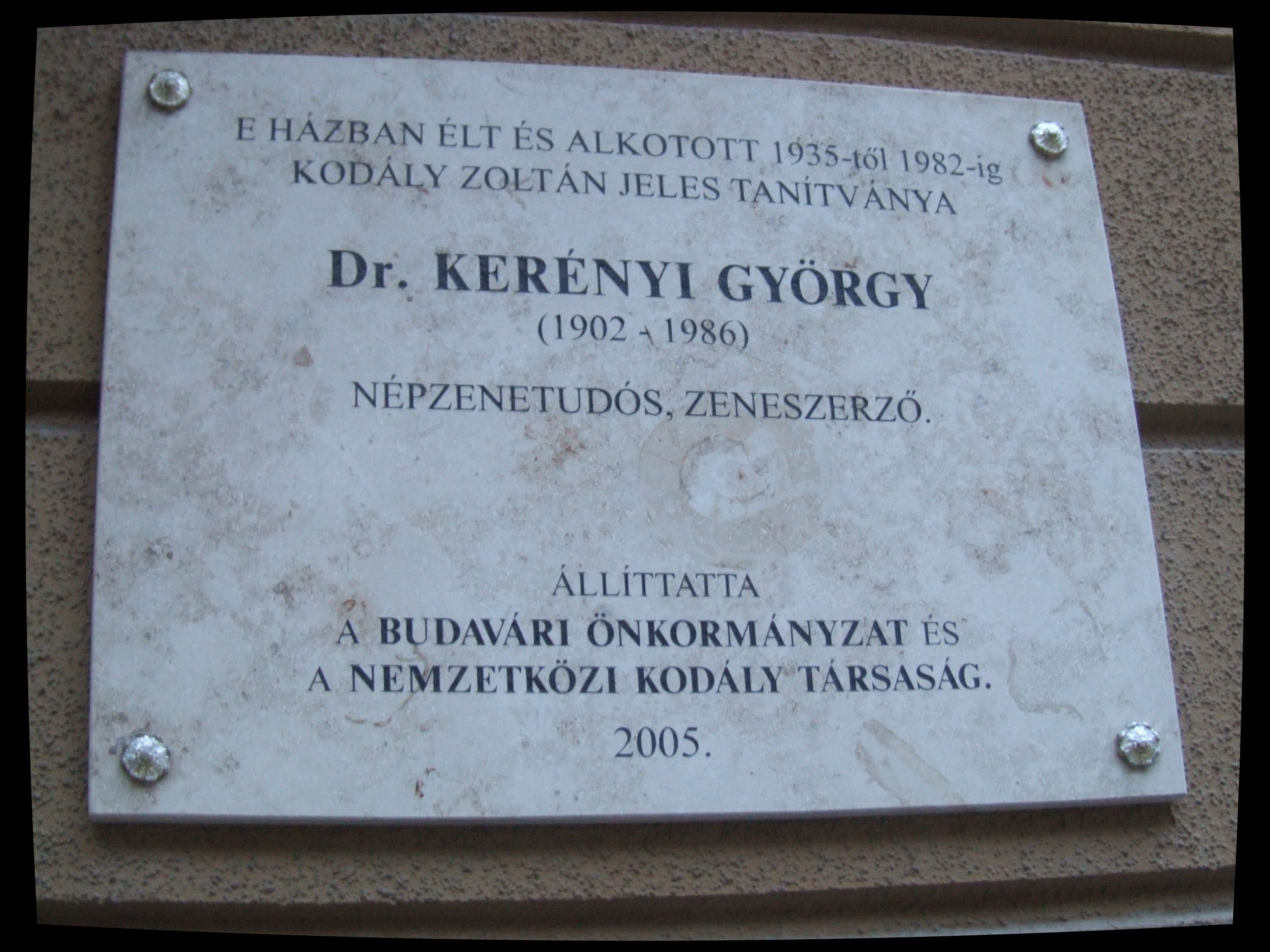
Kerényi György Pauler utca 17.
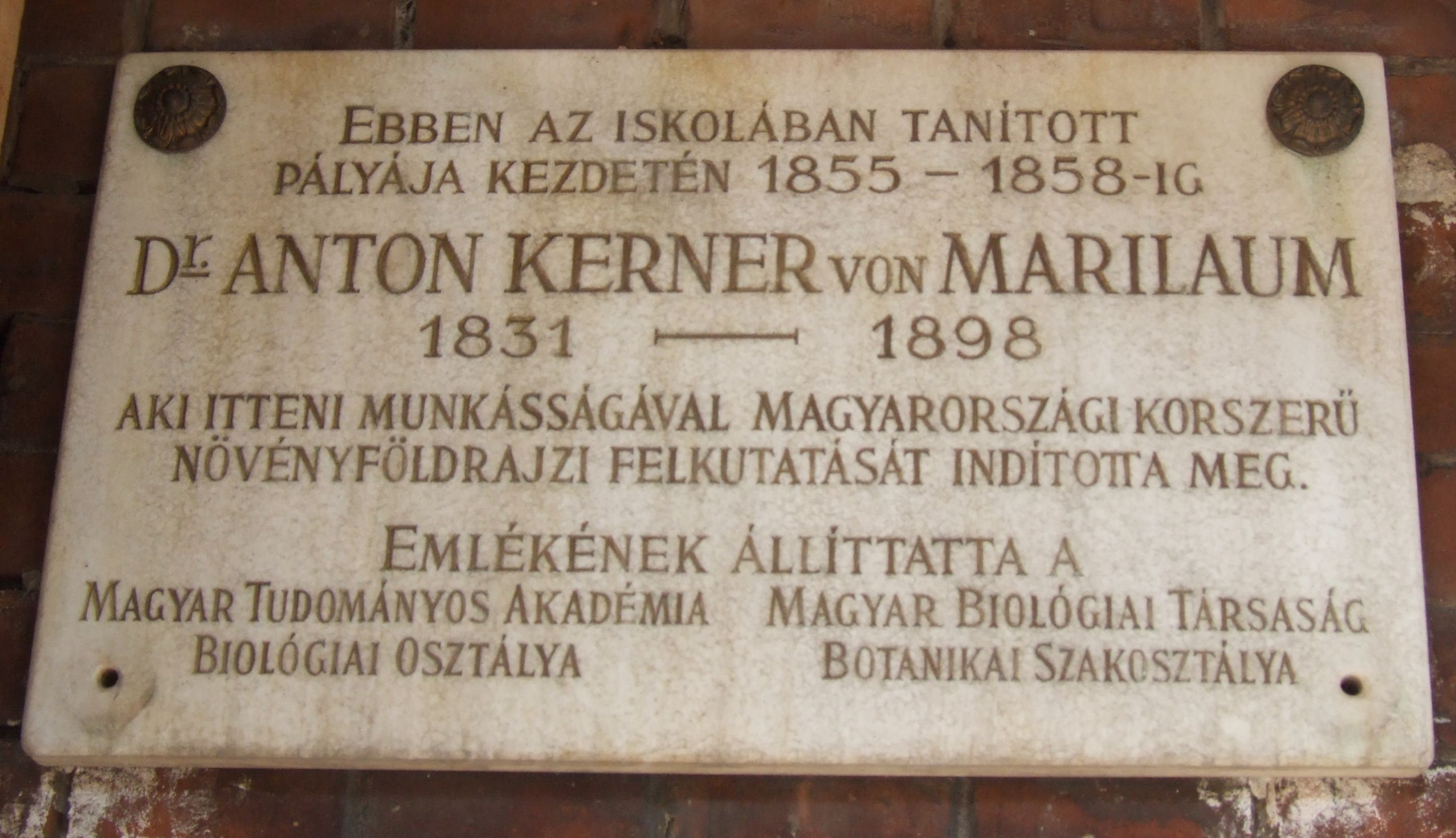
Anton Kerner von Marilaum Toldy Ferenc utca 9.
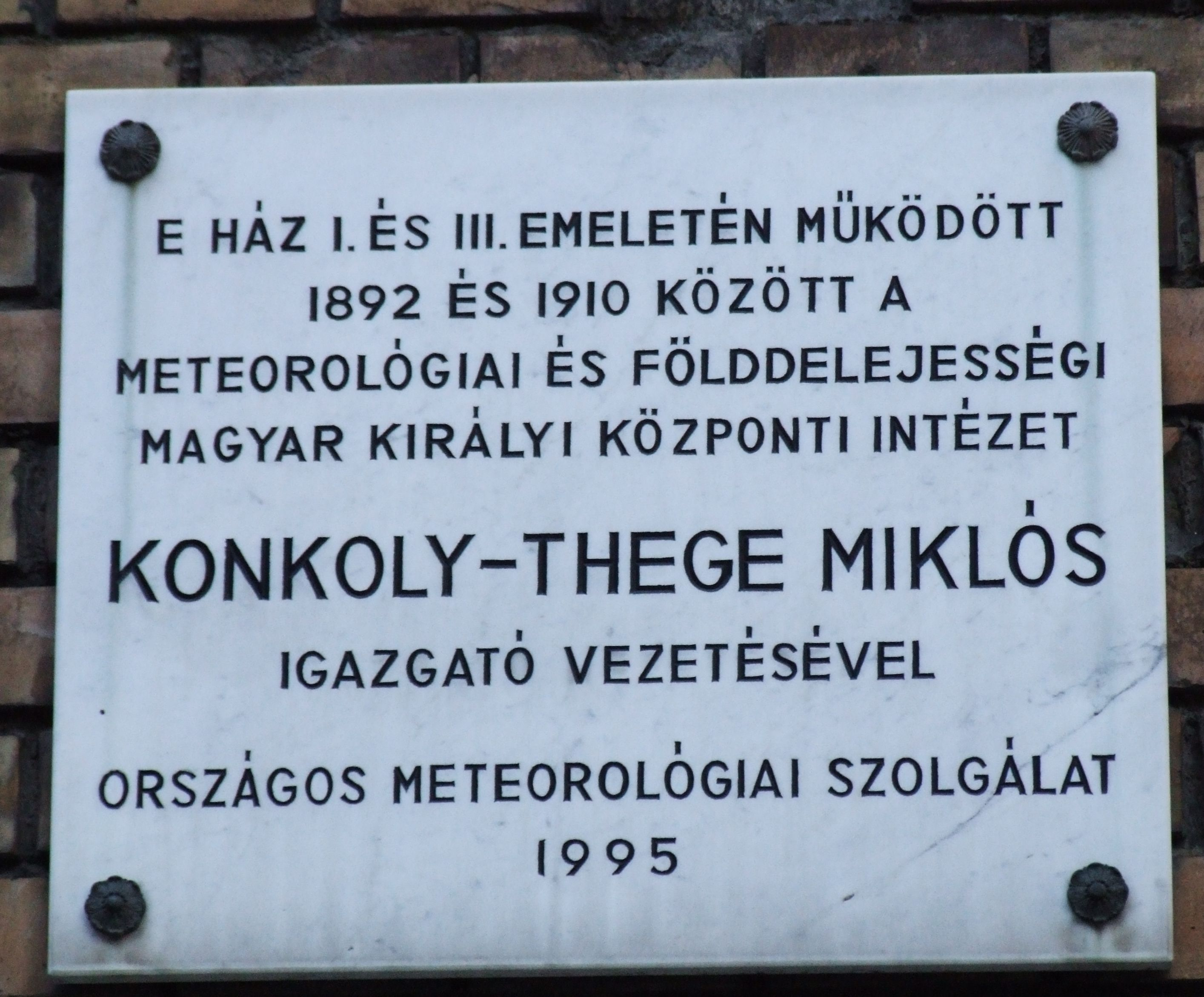
Konkoly Thege Miklós és intézete Fő utca 6.
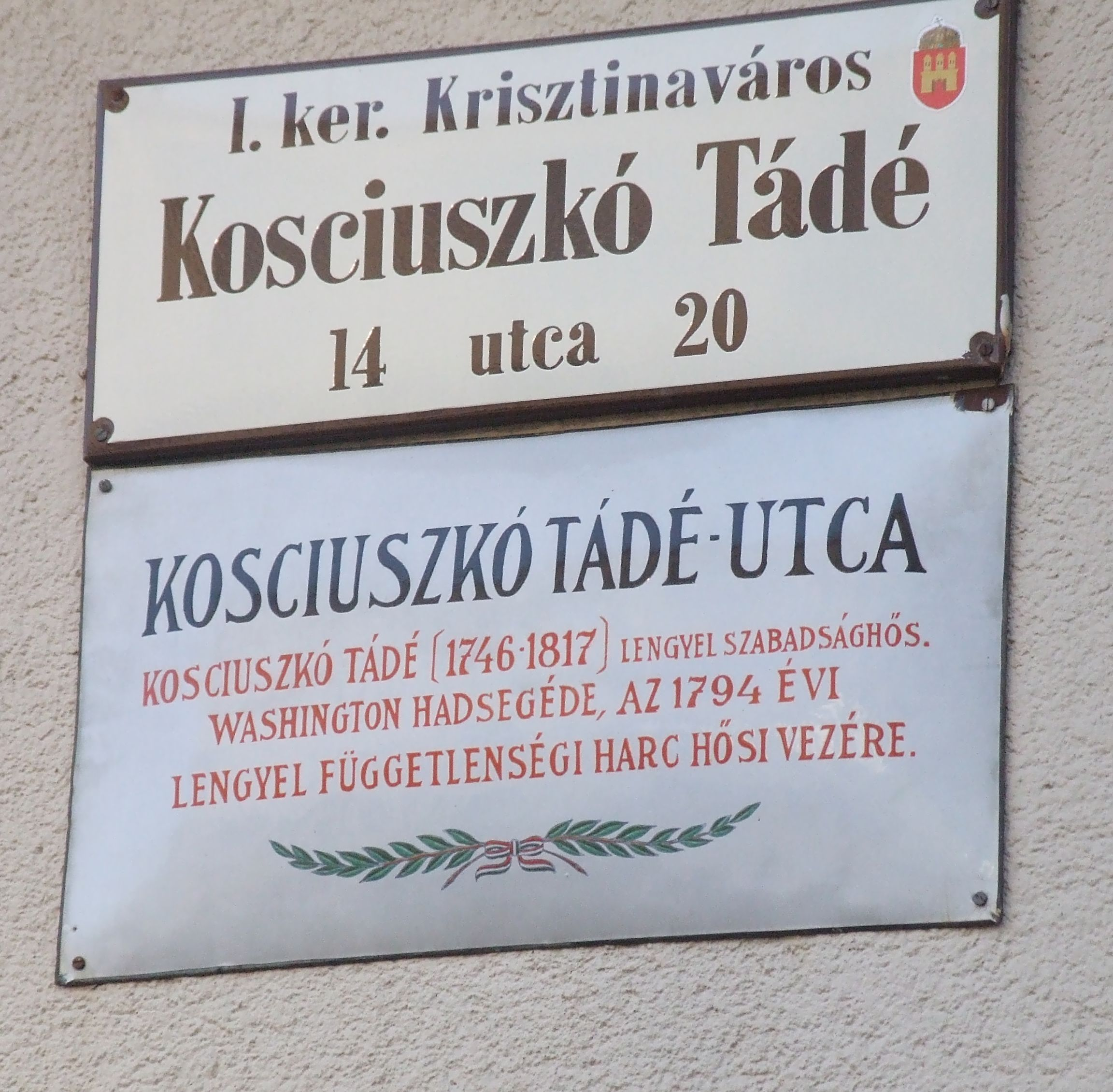
Tadeusz Kościuszko Kosciuszkó Tádé utca 14.
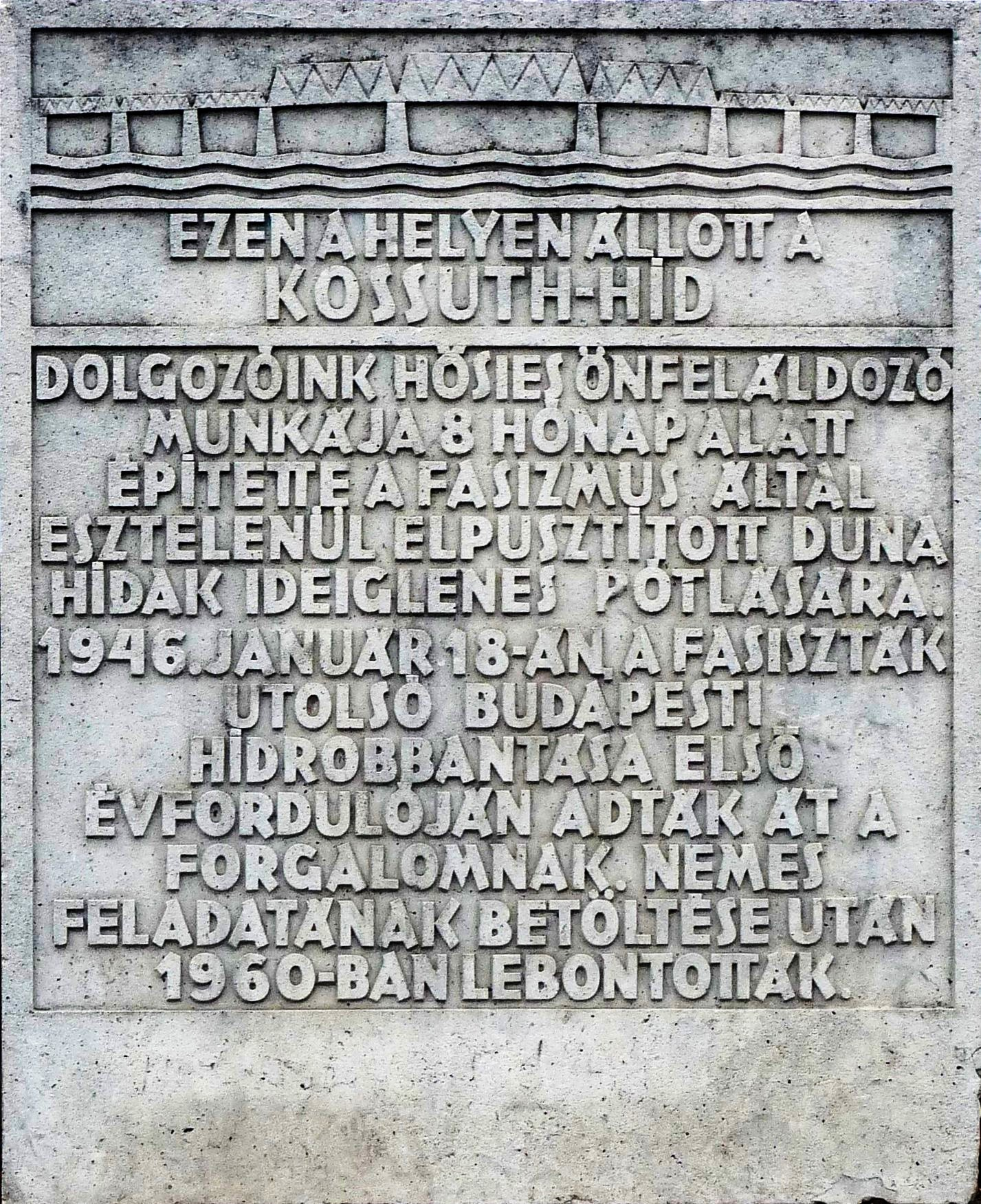
Kossuth híd Bem rakpart
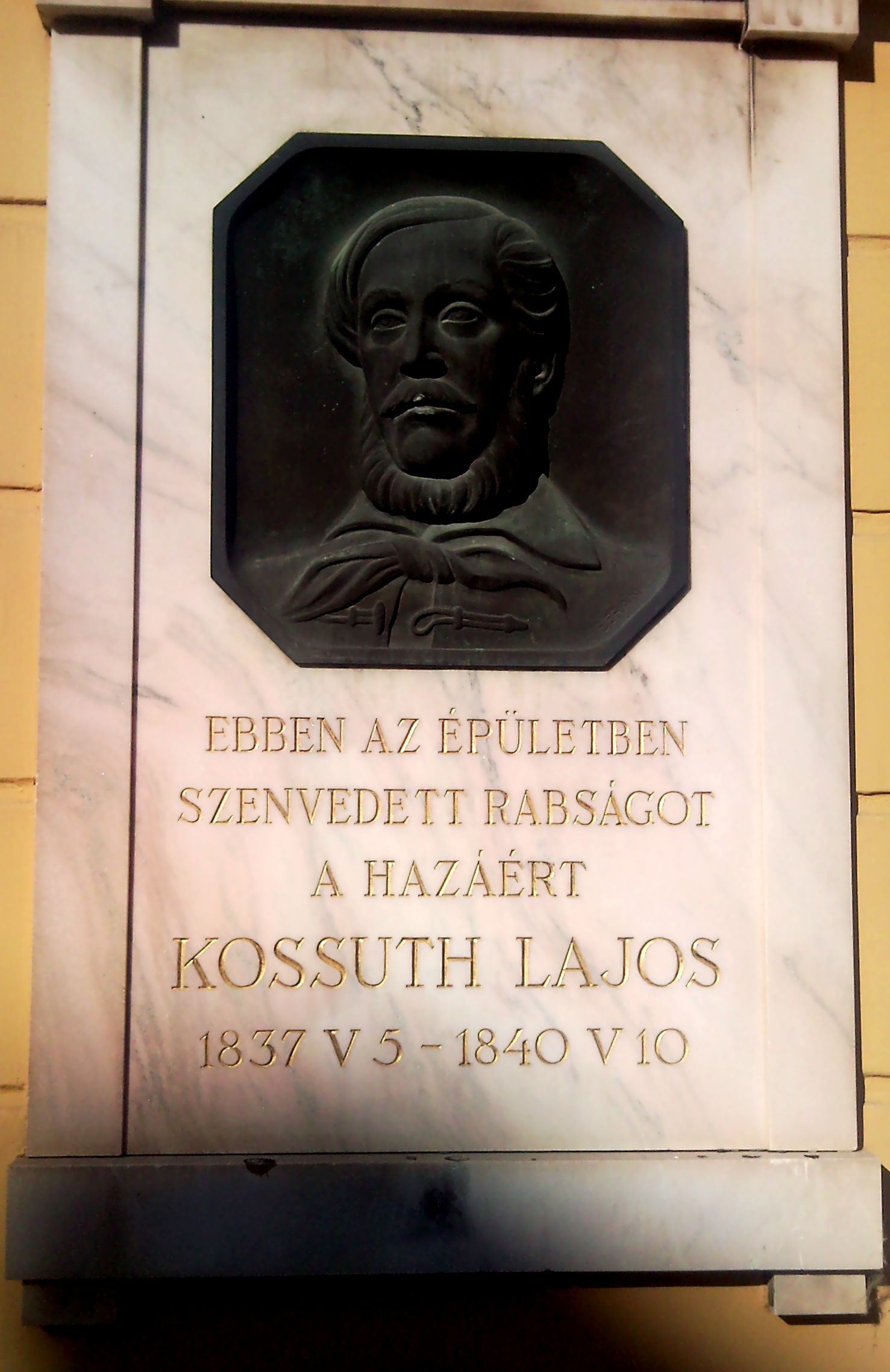
Kossuth Lajos Táncsics Mihály utca 9. Berán Lajos alkotása
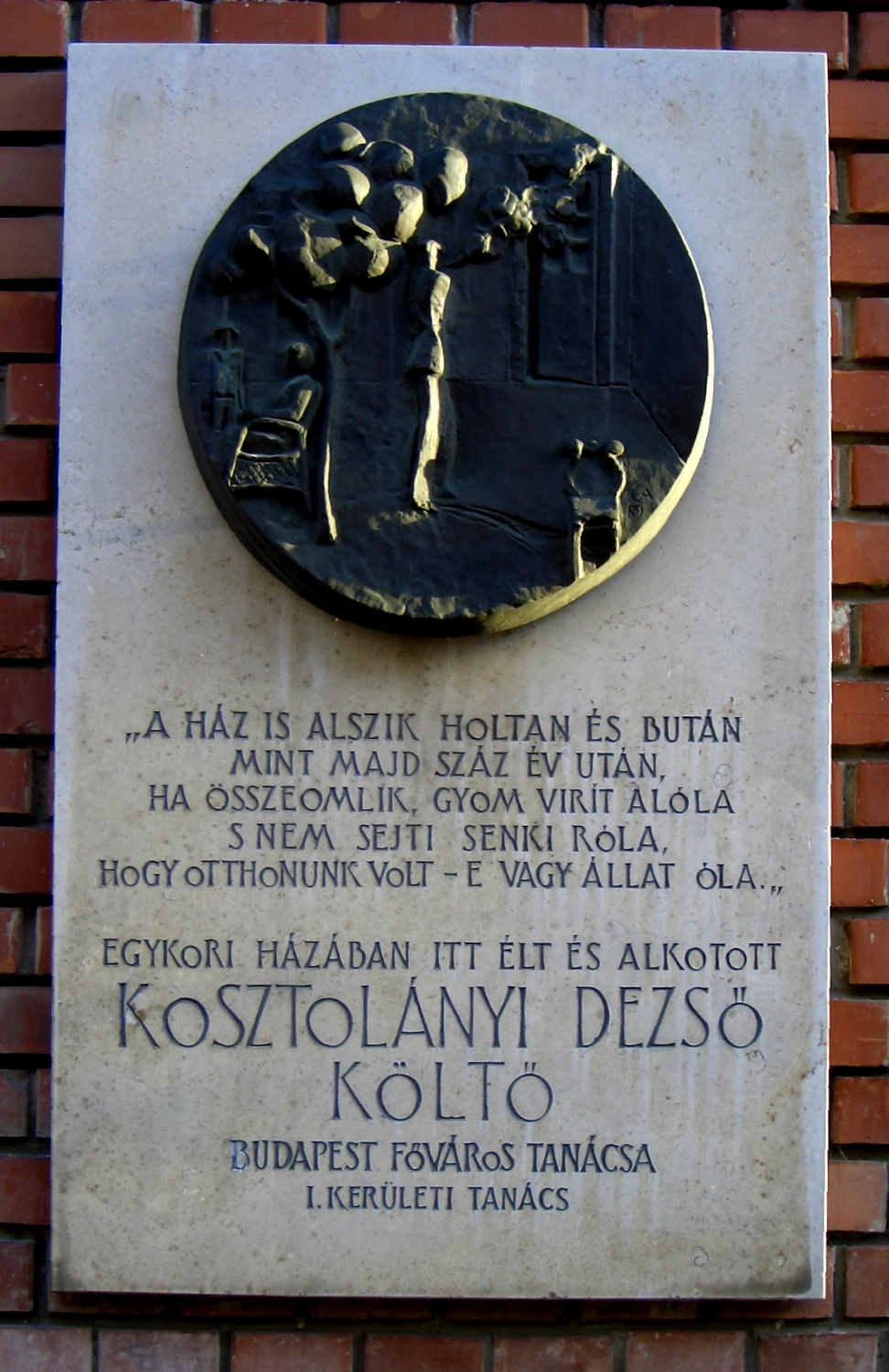
Kosztolányi Dezső Tábor utca 12. Czinder Antal alkotása
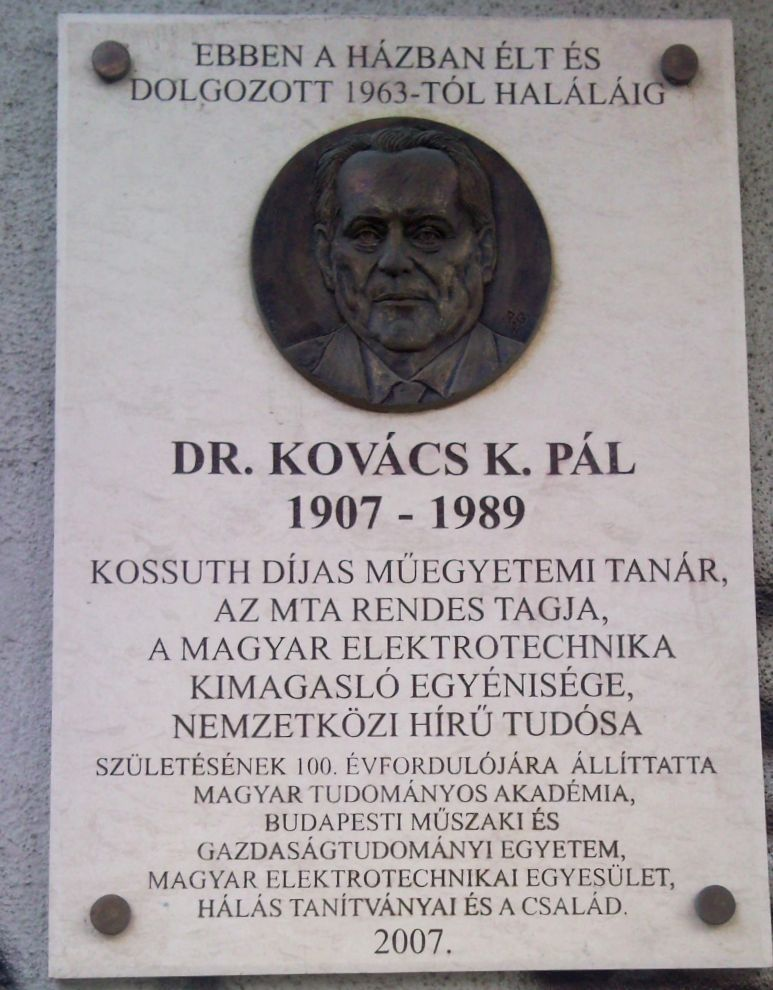
Kovács Károly Pál Bem rakpart 22. Pogány Gábor Benő alkotása
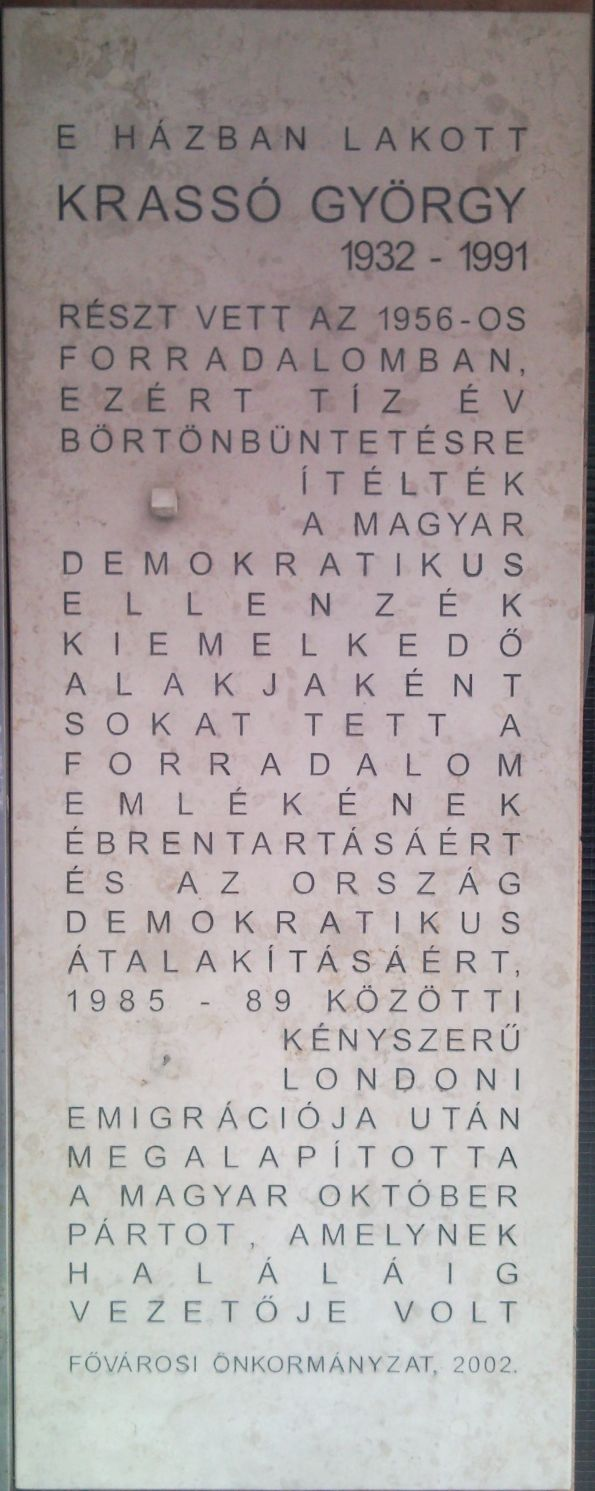
Krassó György Fő utca 37/b
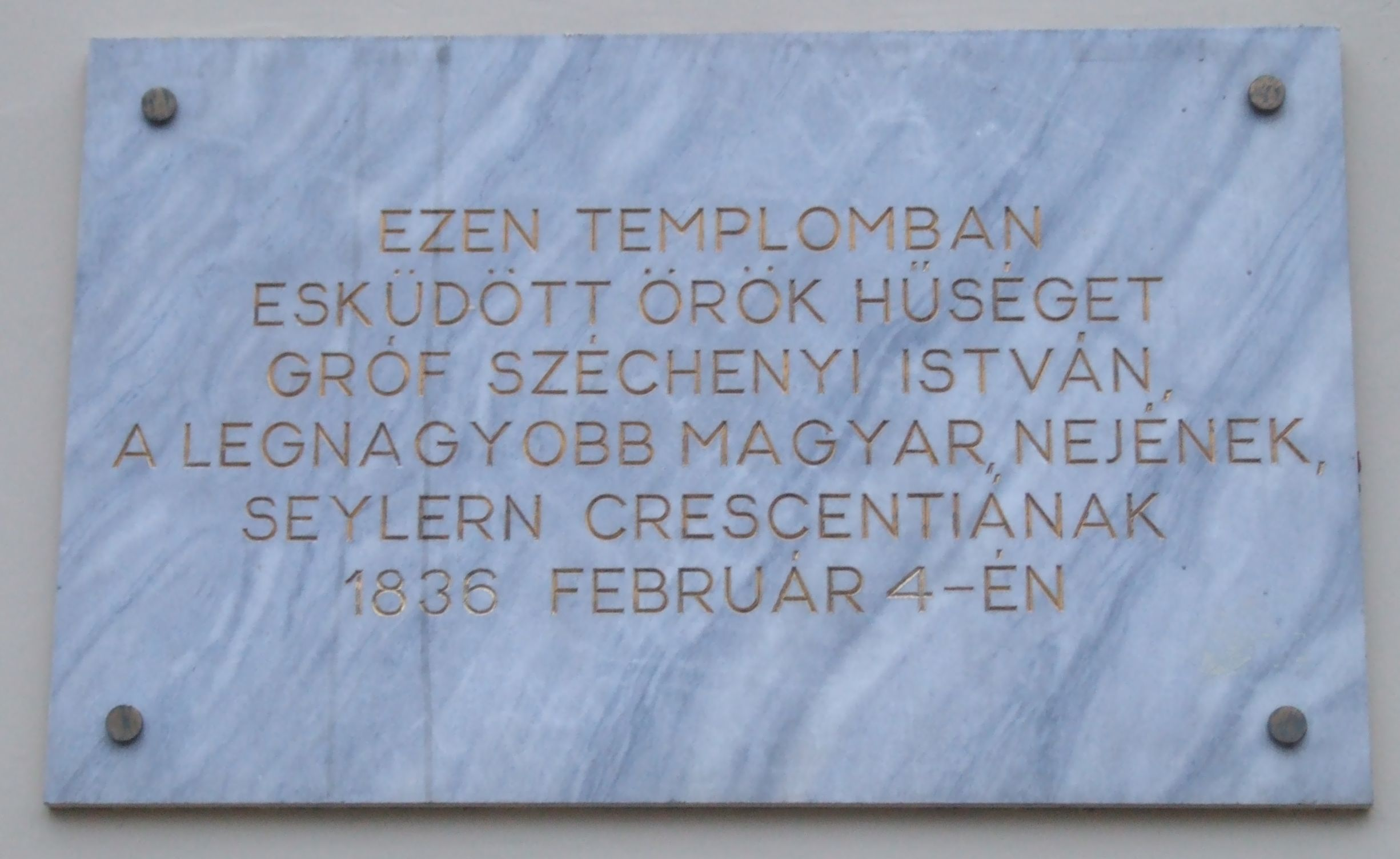
Széchenyi István Krisztinavárosi plébániatemplom Mészáros utca 1.
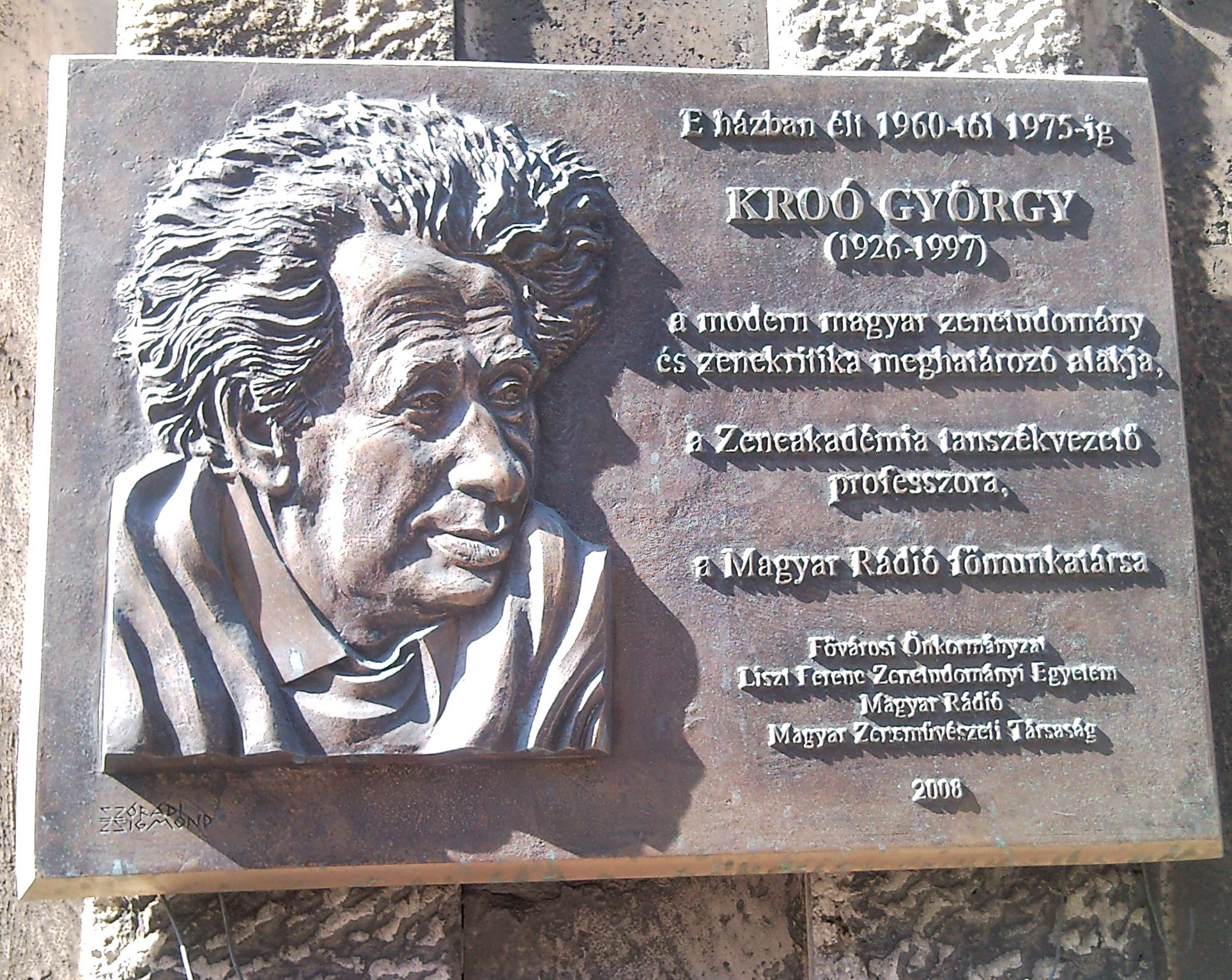
Kroó György Várfok utca 15/b Szórádi Zsigmond alkotása
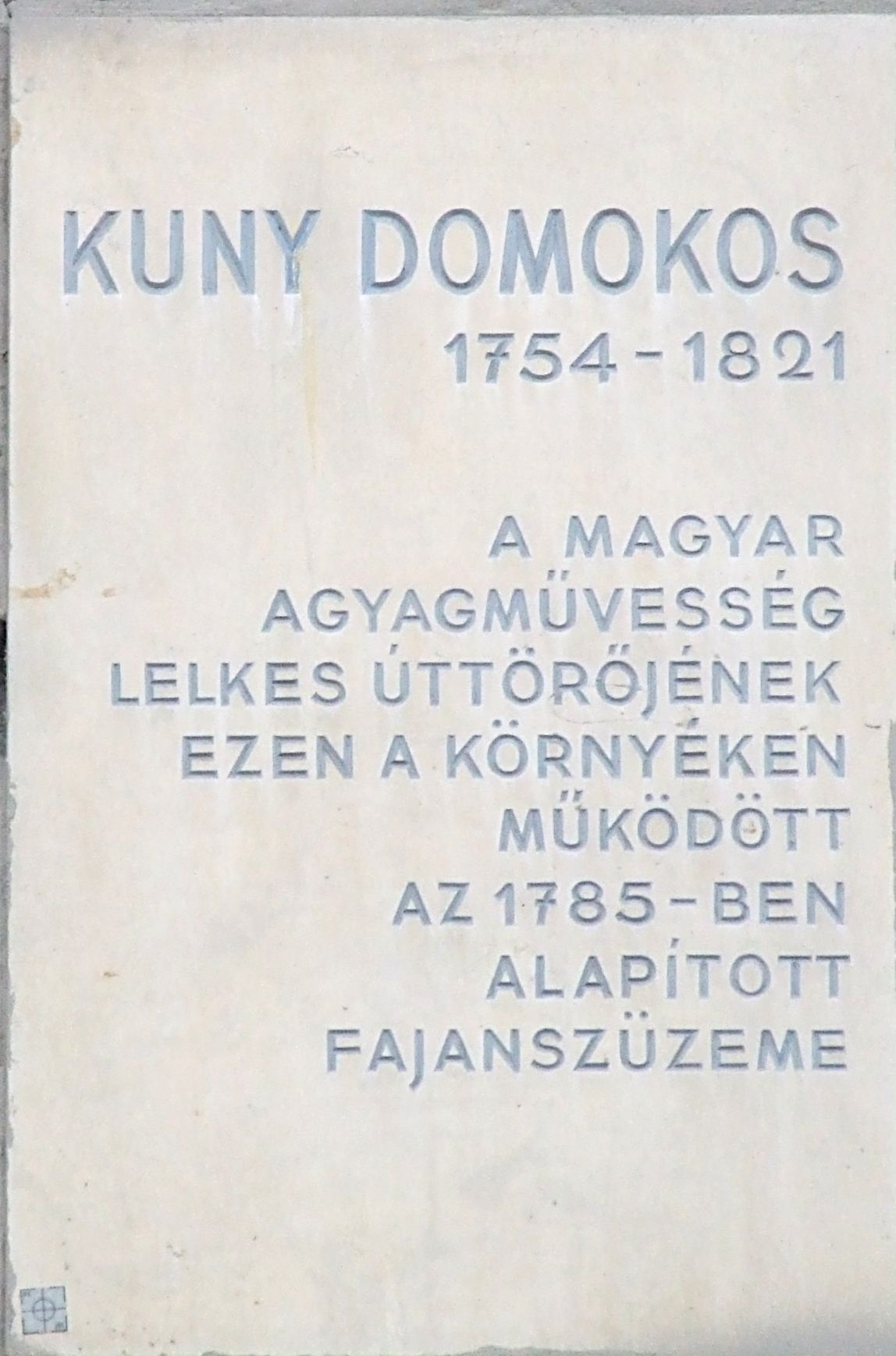
Kuny Domokos Kuny Domokos utca 1.
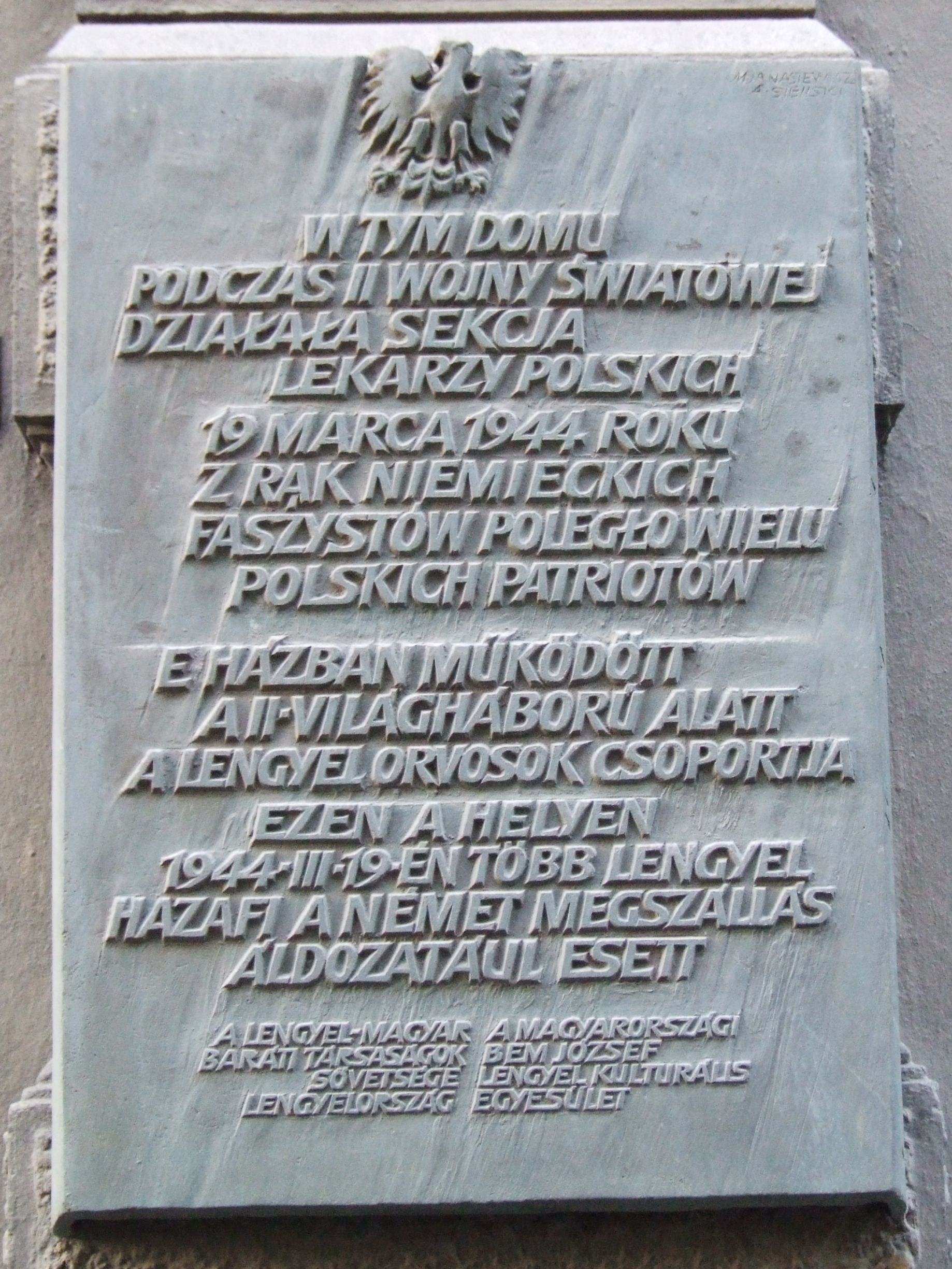
Lengyel mártírok Fő utca 11-13.
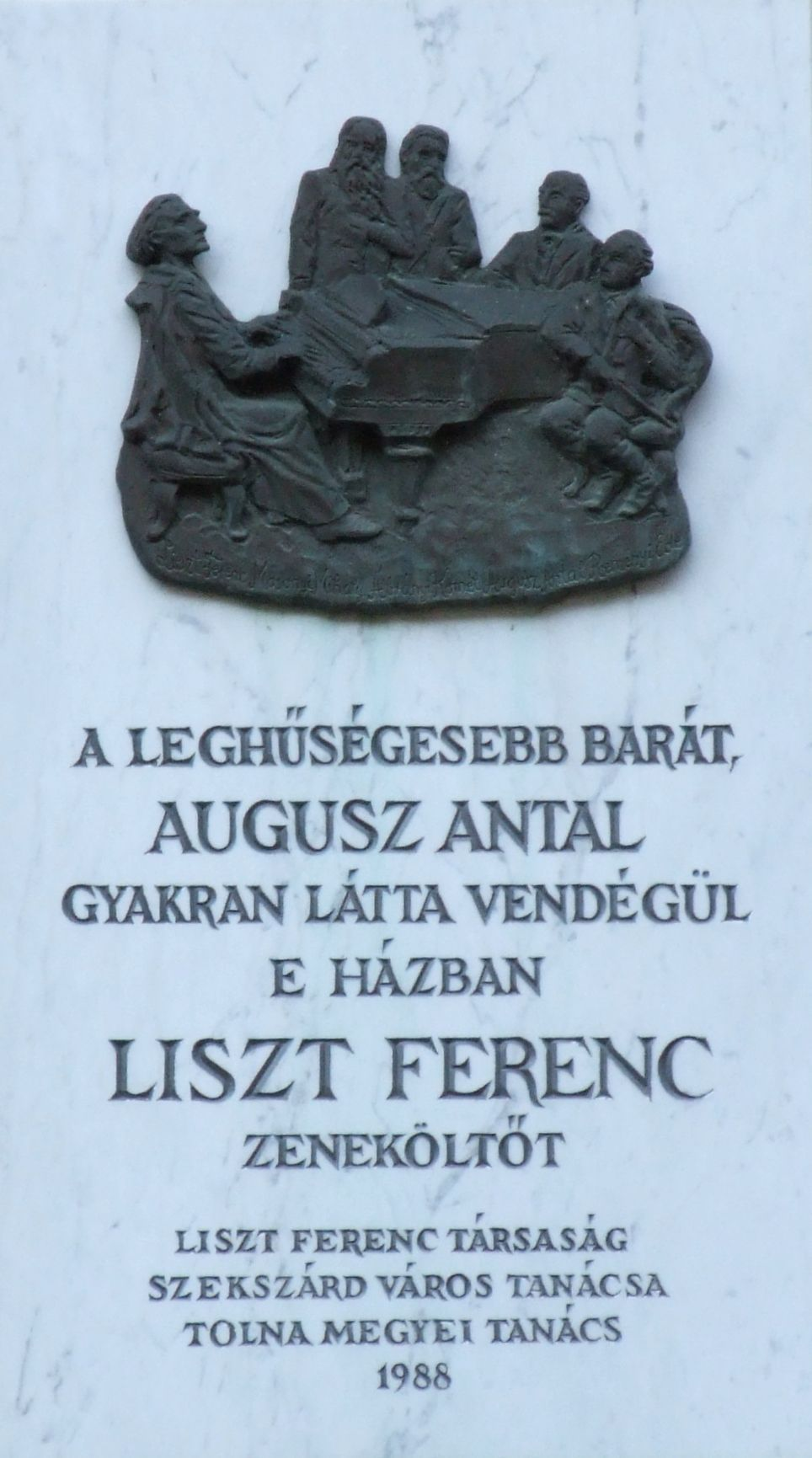
Liszt Ferenc Úri utca 43. Farkas Pál alkotása
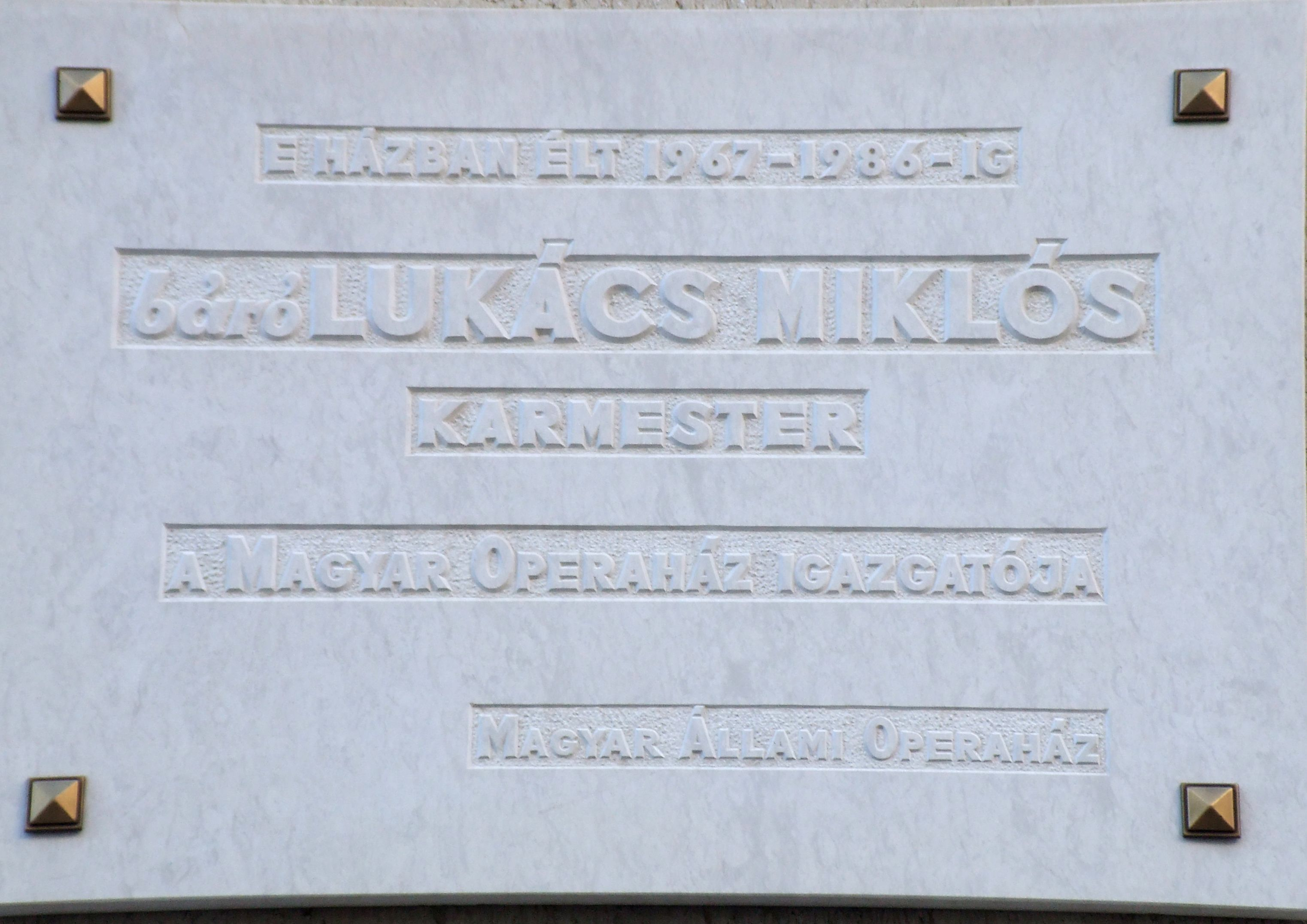
Lukács Miklós Úri utca 8.
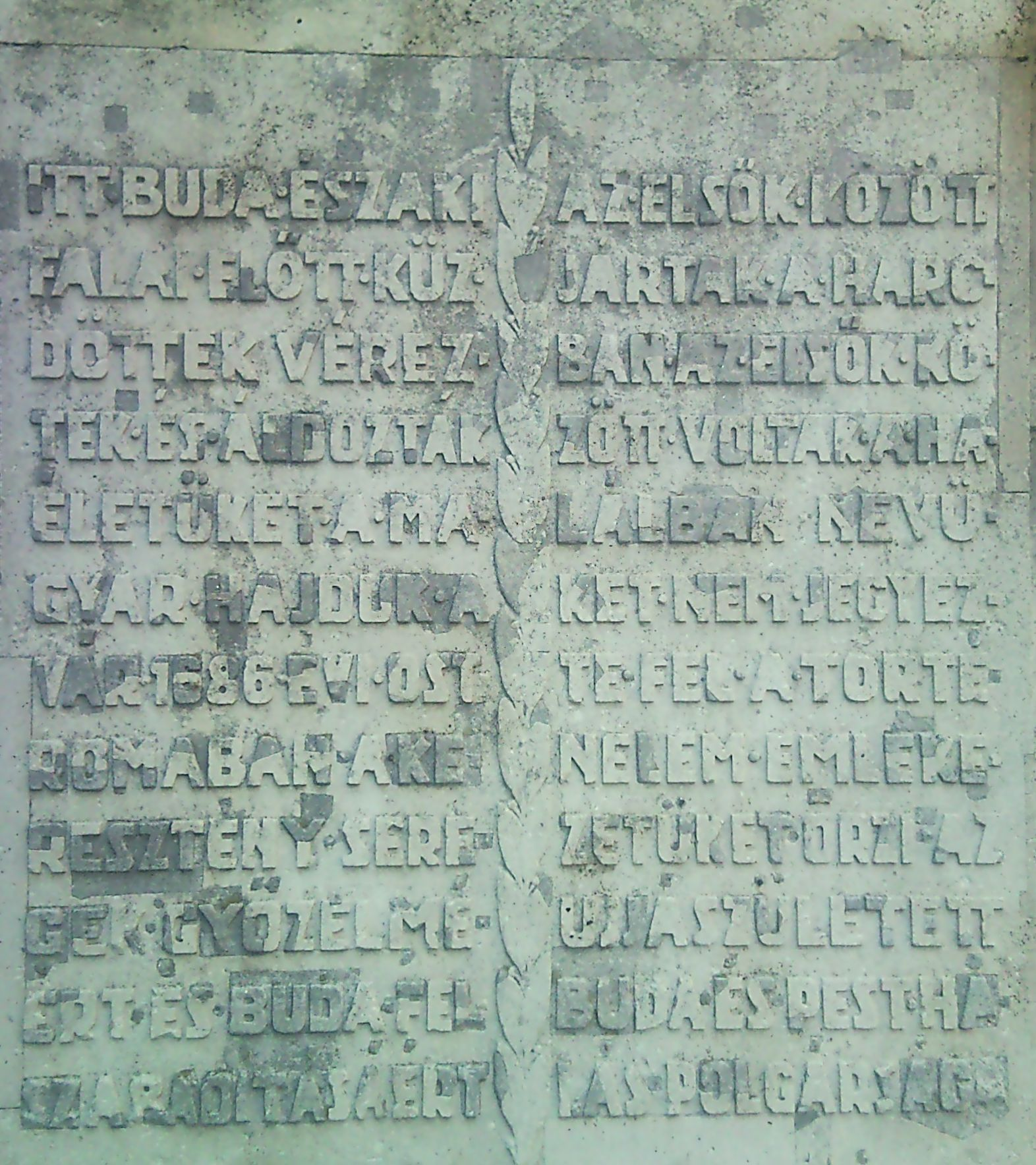
Magyar hajdúk emlékére Anjou bástya előtt – Lovas út Grantner Jenő alkotása
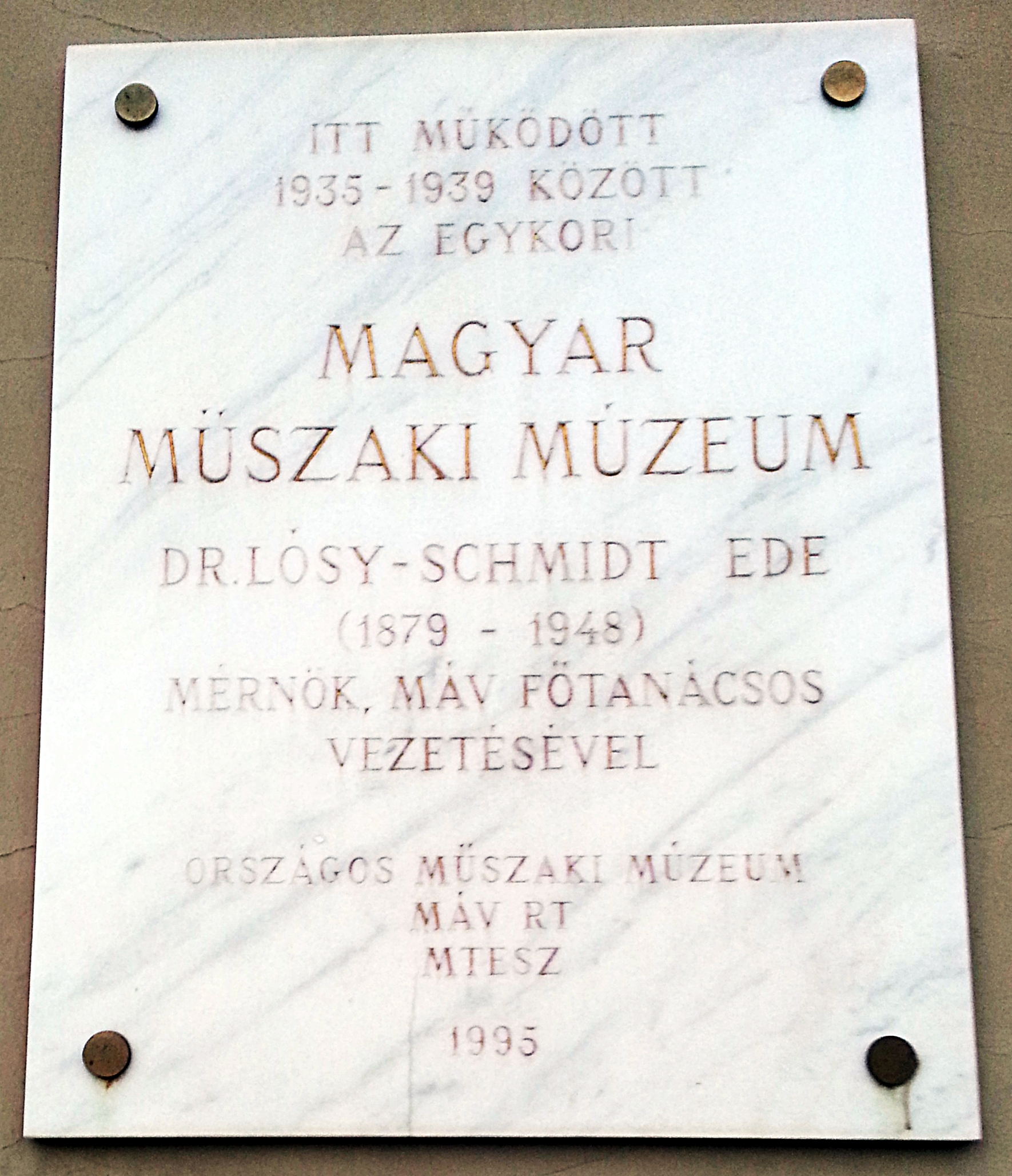
Magyar Műszaki Múzeum Mészáros utca 19.
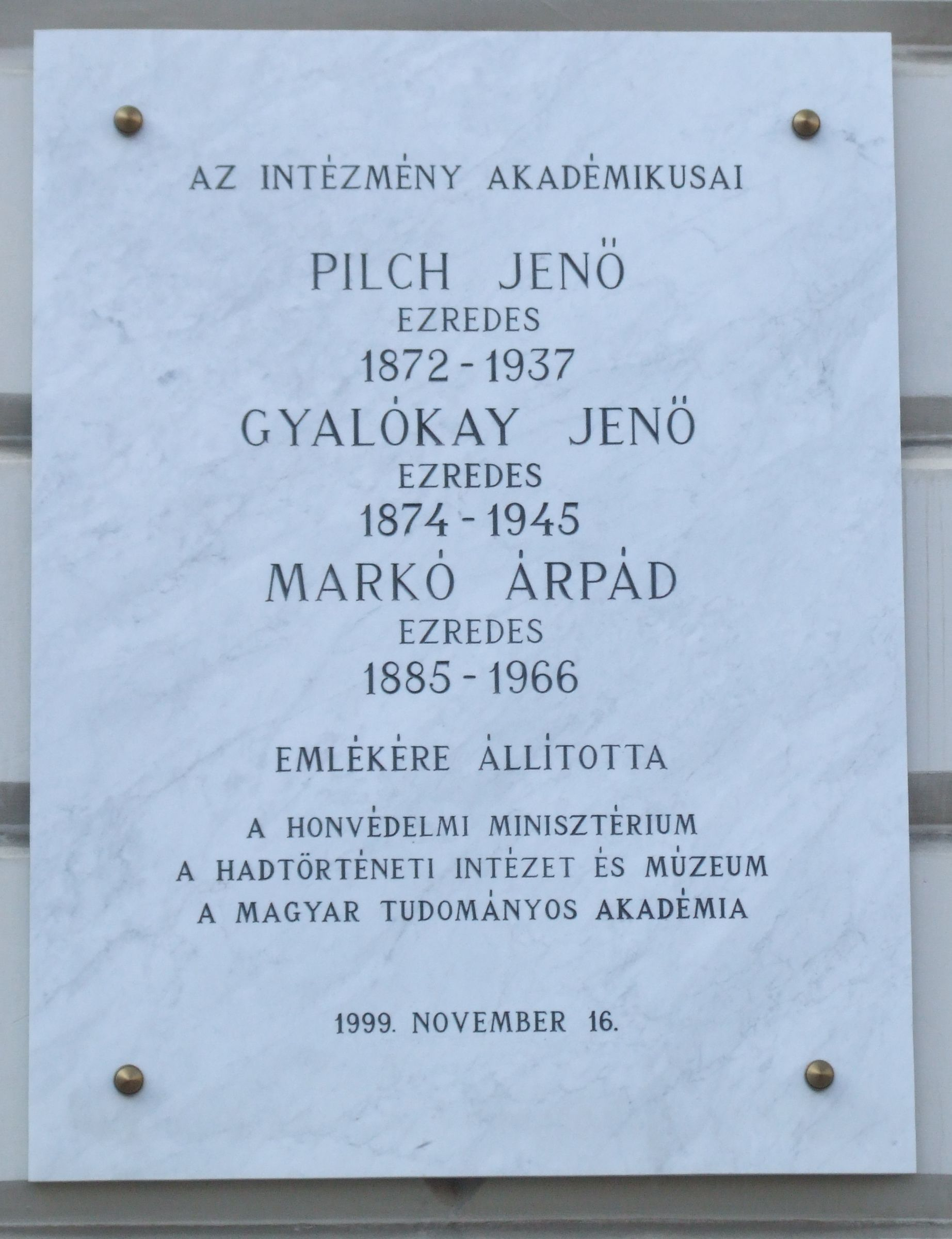
Markó Árpád Kapisztrán tér 2-4.
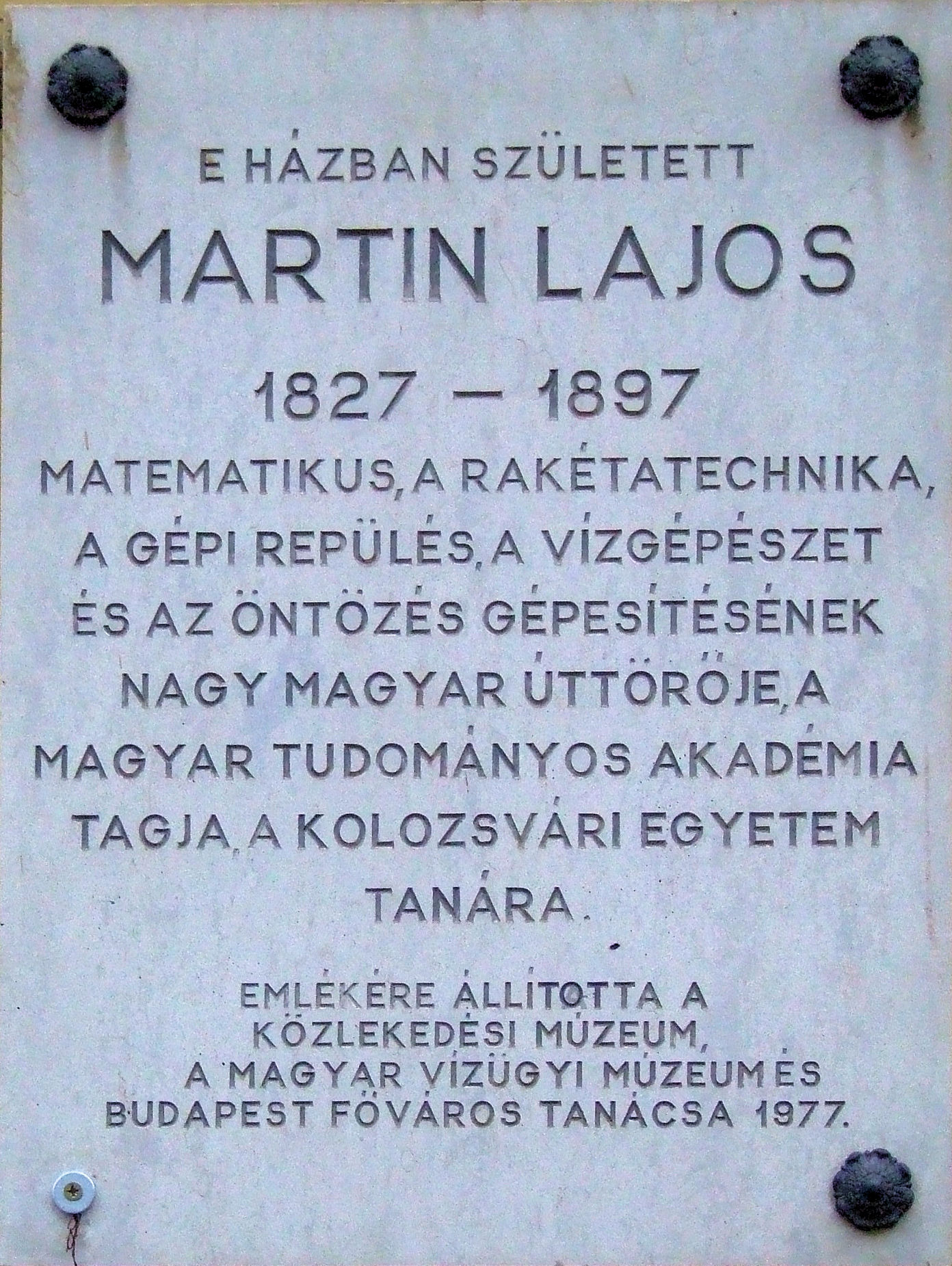
Martin Lajos Táncsics Mihály utca 25.
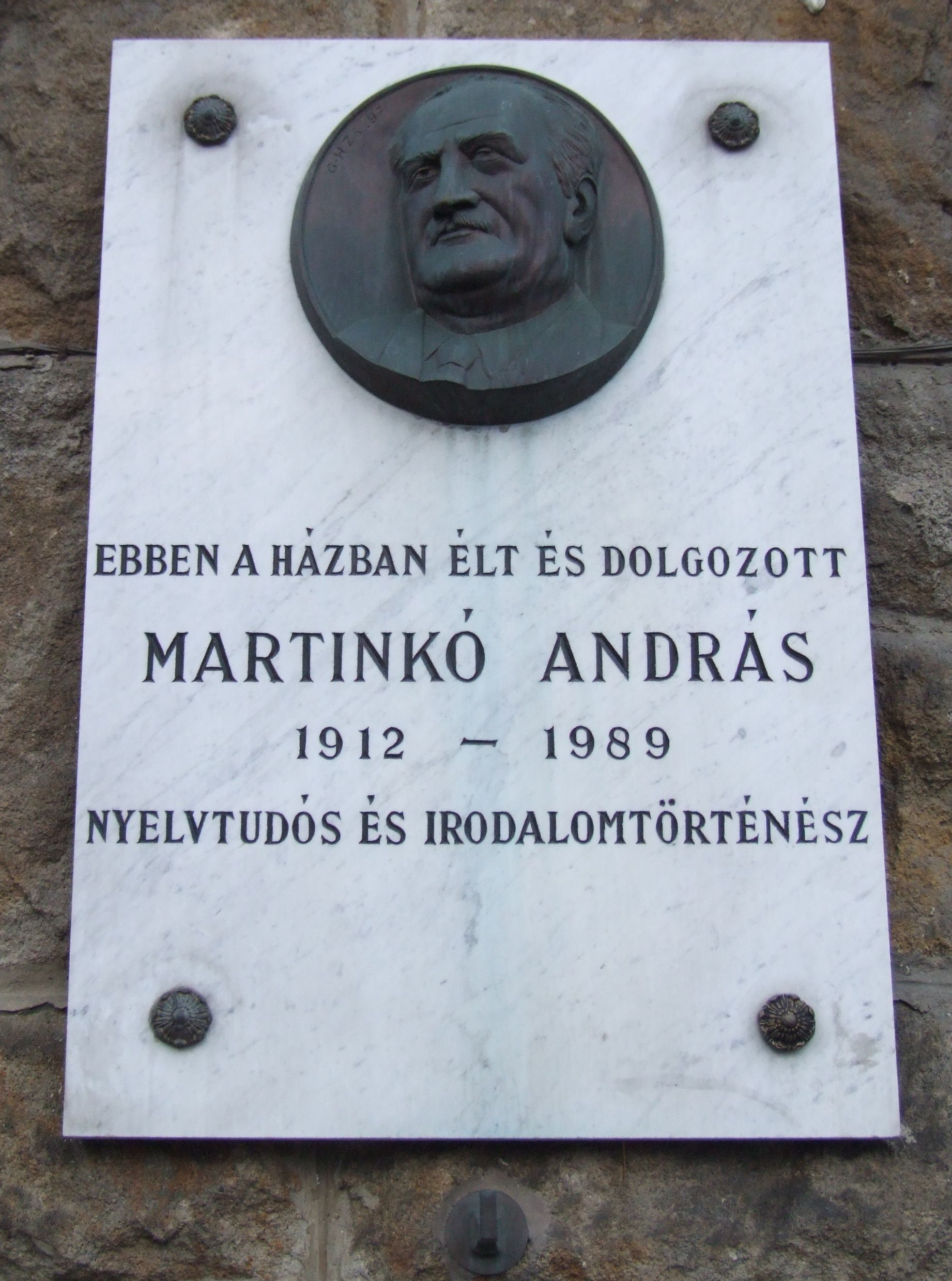
Martinkó András Attila út 91. alkotó: Gulácsy-Horváth Zsolt
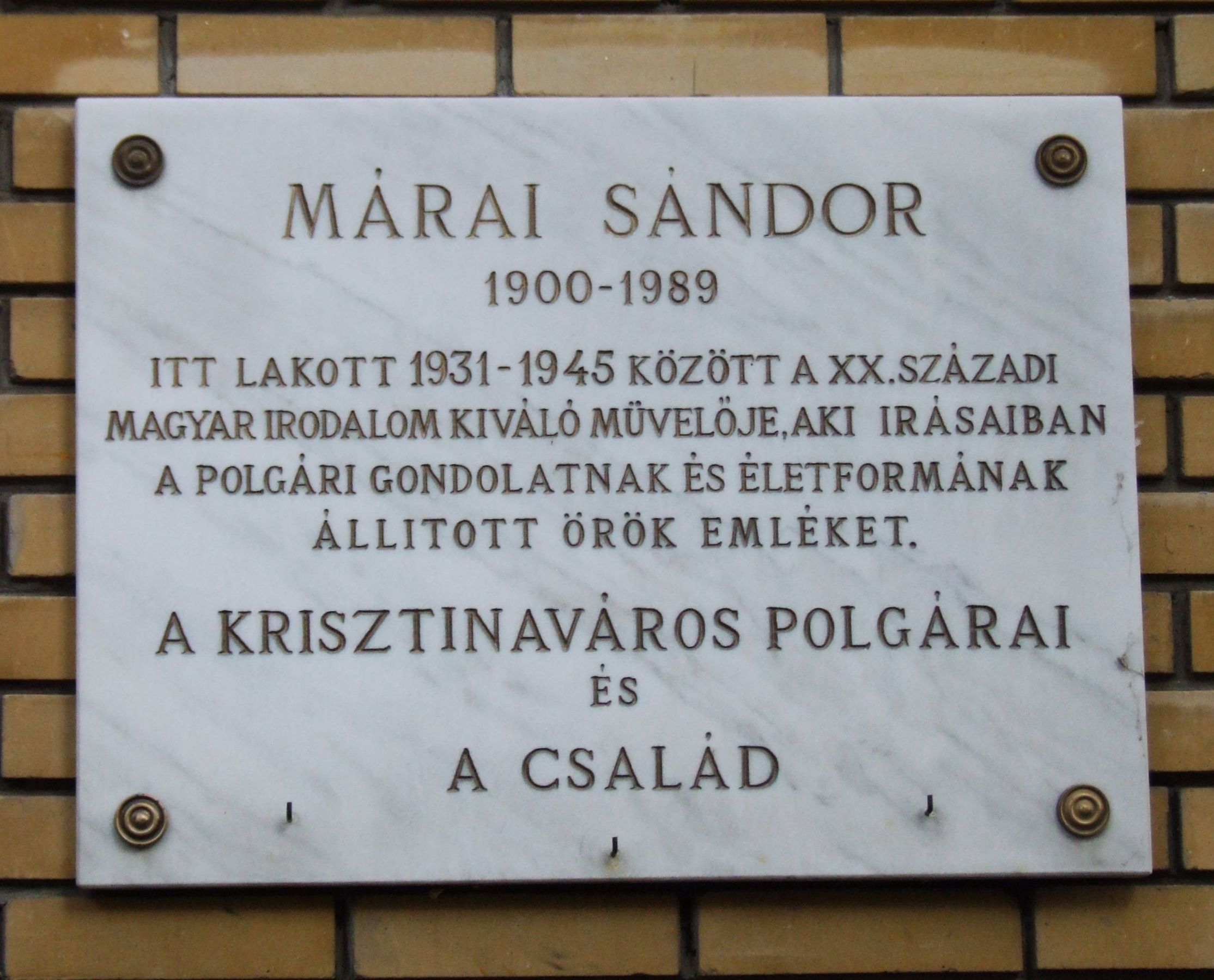
Márai Sándor Mikó utca 2.
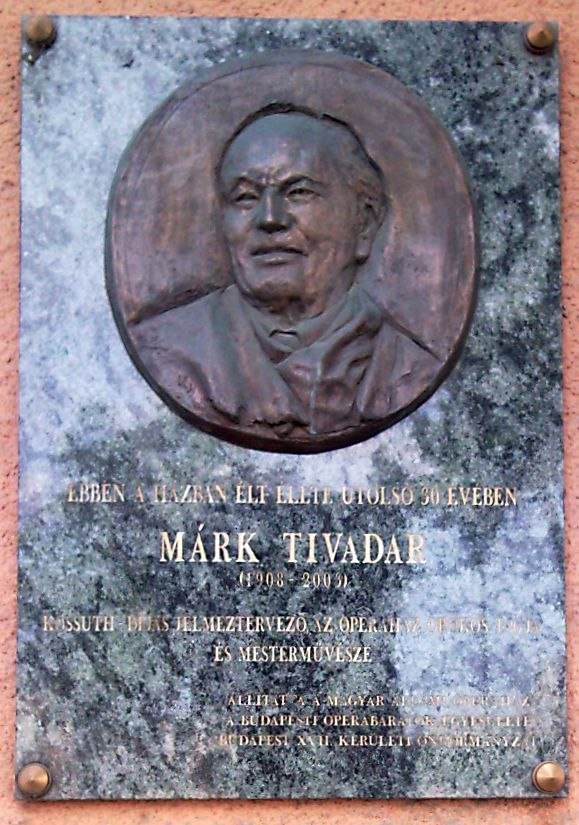
Márk Tivadar Fő utca 25/a
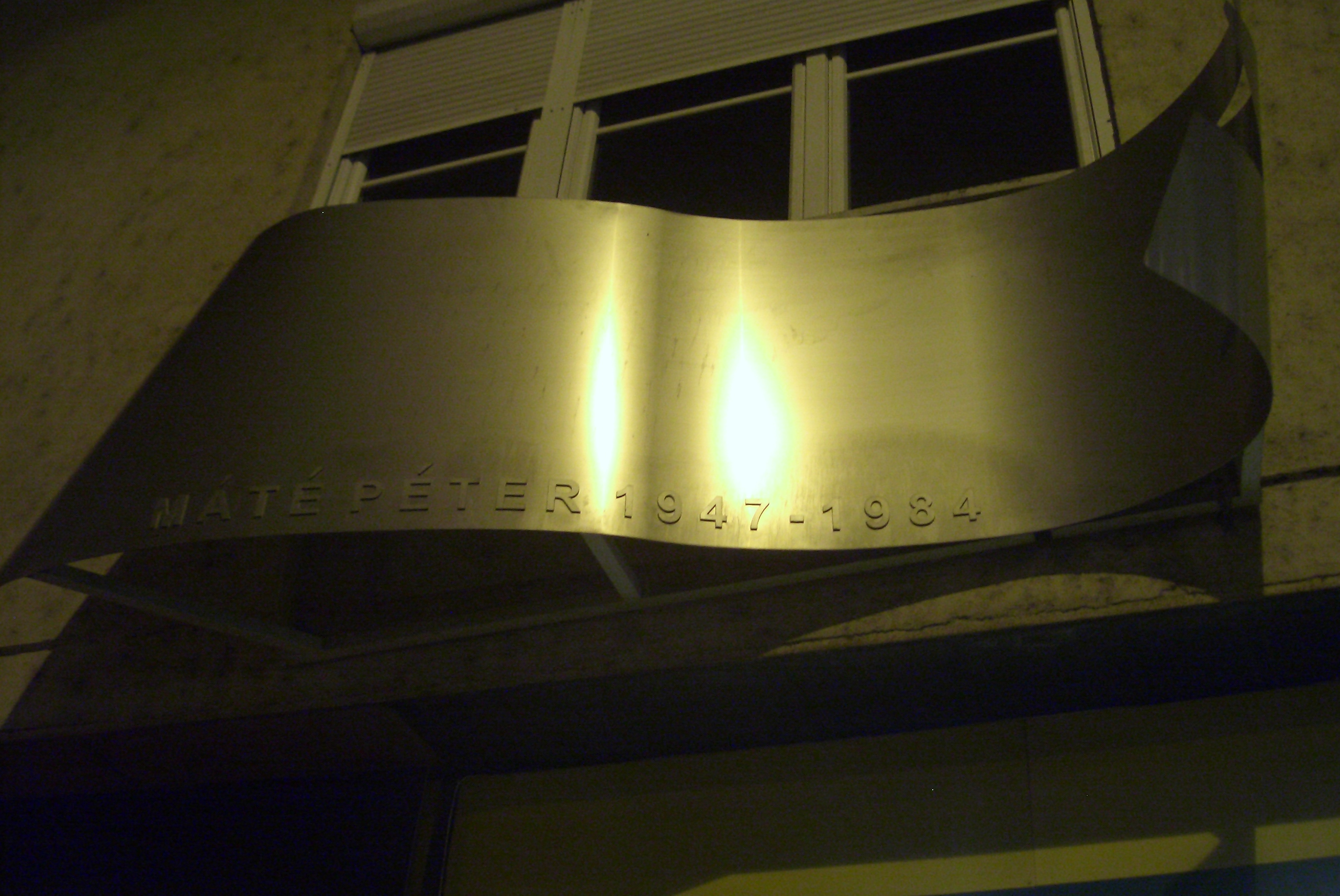
Máté Péter Krisztina körút 75
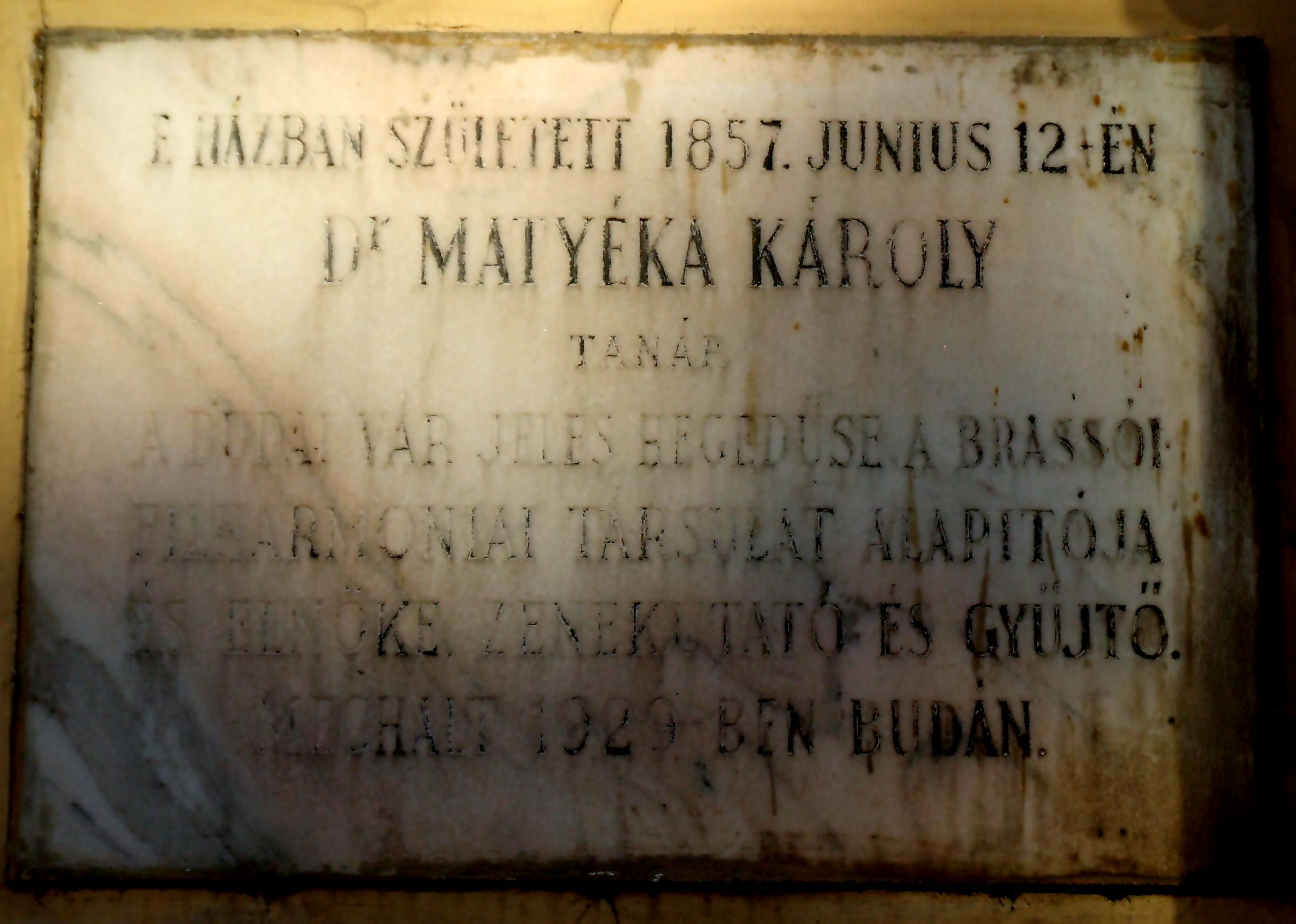
Matyéka Károly Tárnok utca 10.
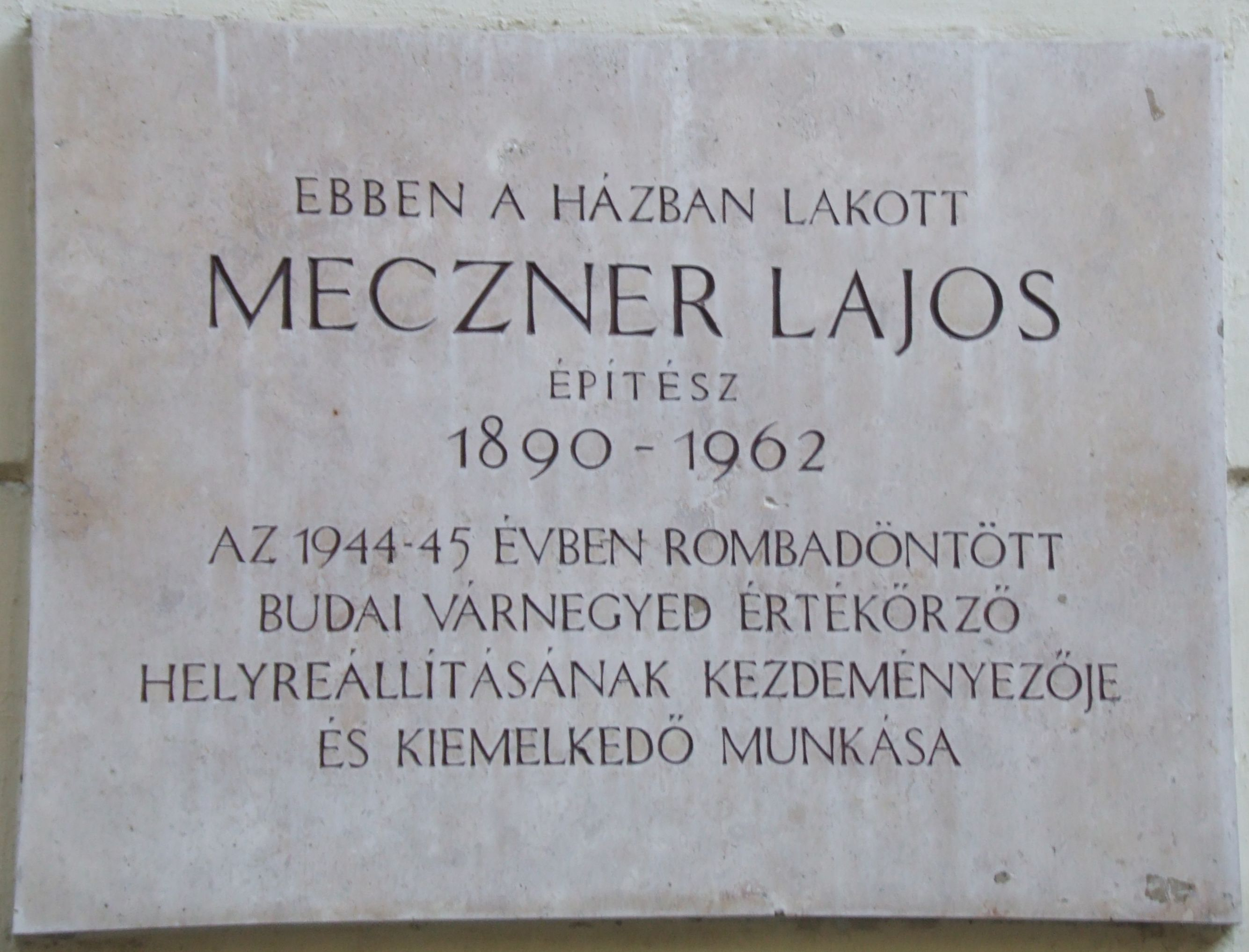
Meczner Lajos Móra Ferenc utca 2/a
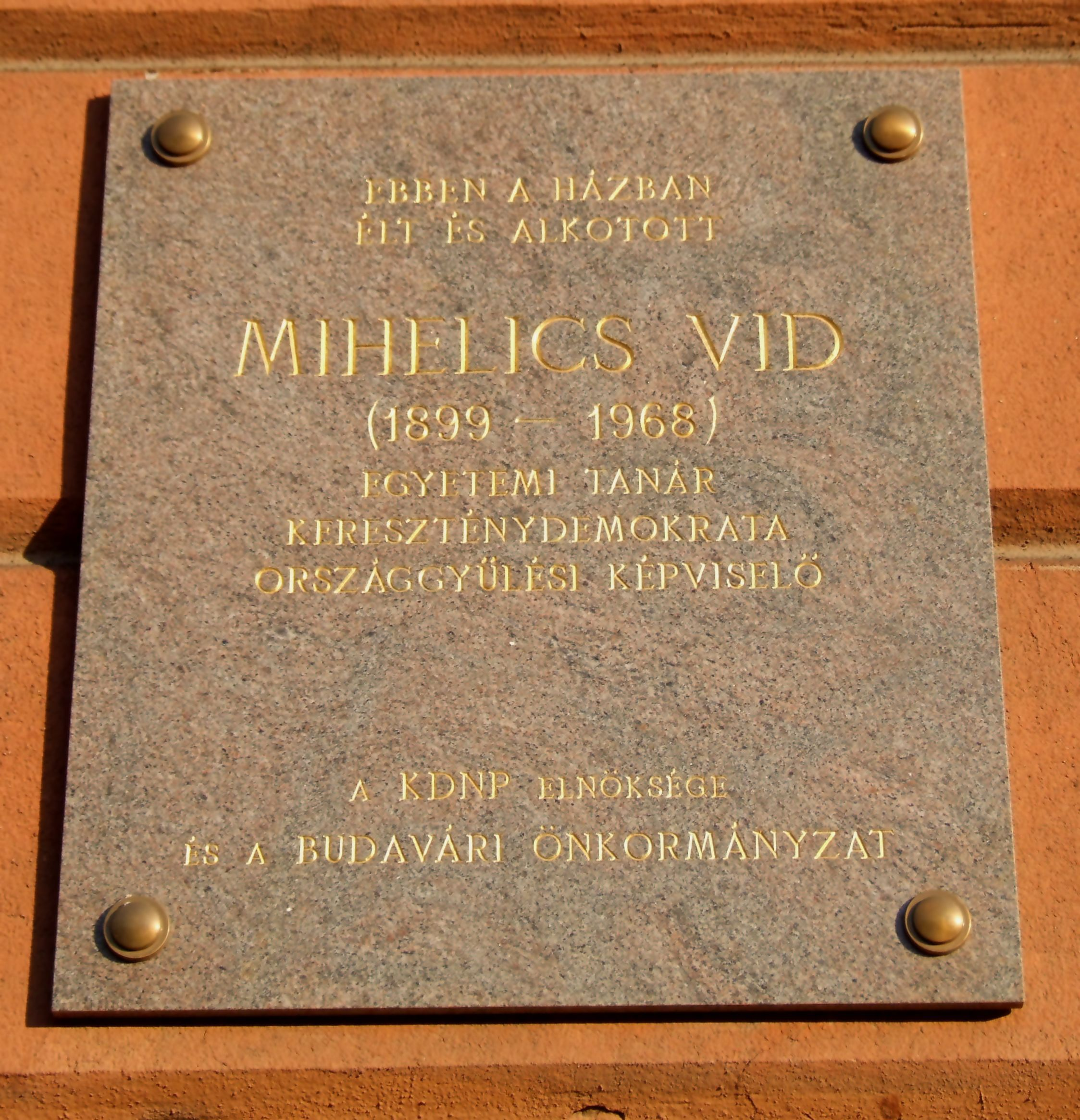
Mihelics Vid Attila út 2.
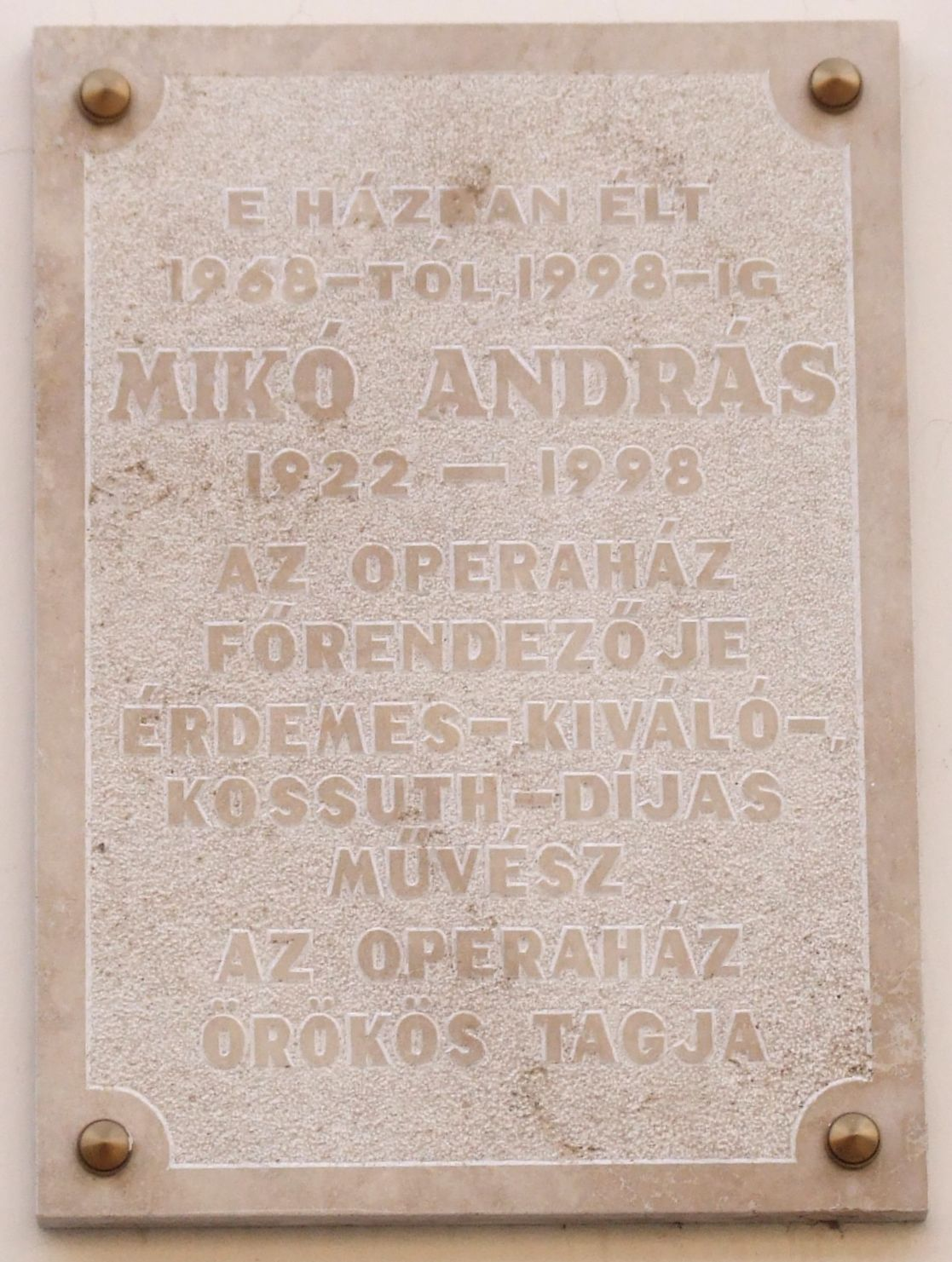
Mikó András Úri utca 44-46.
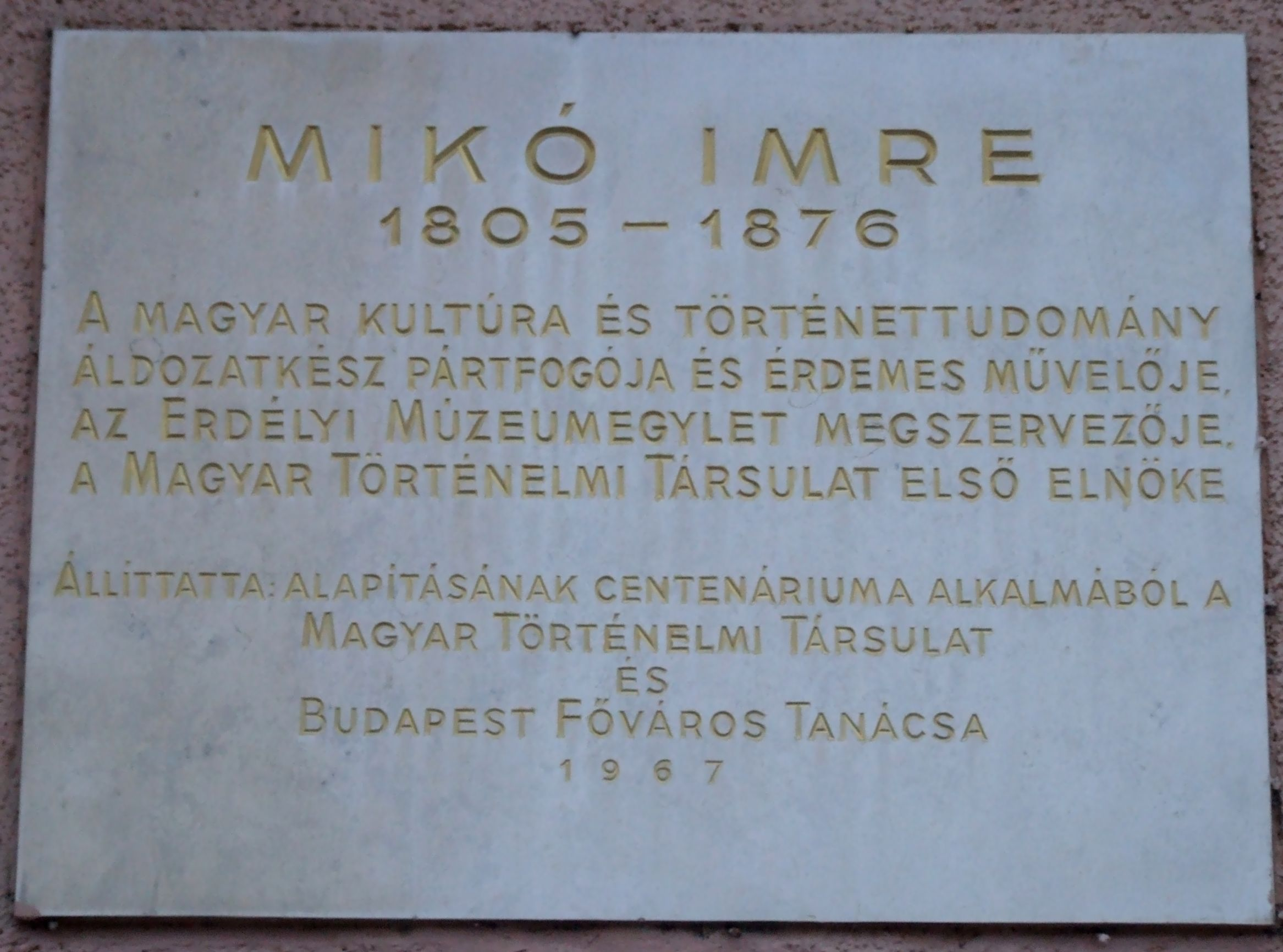
Mikó Imre Mikó utca 16.
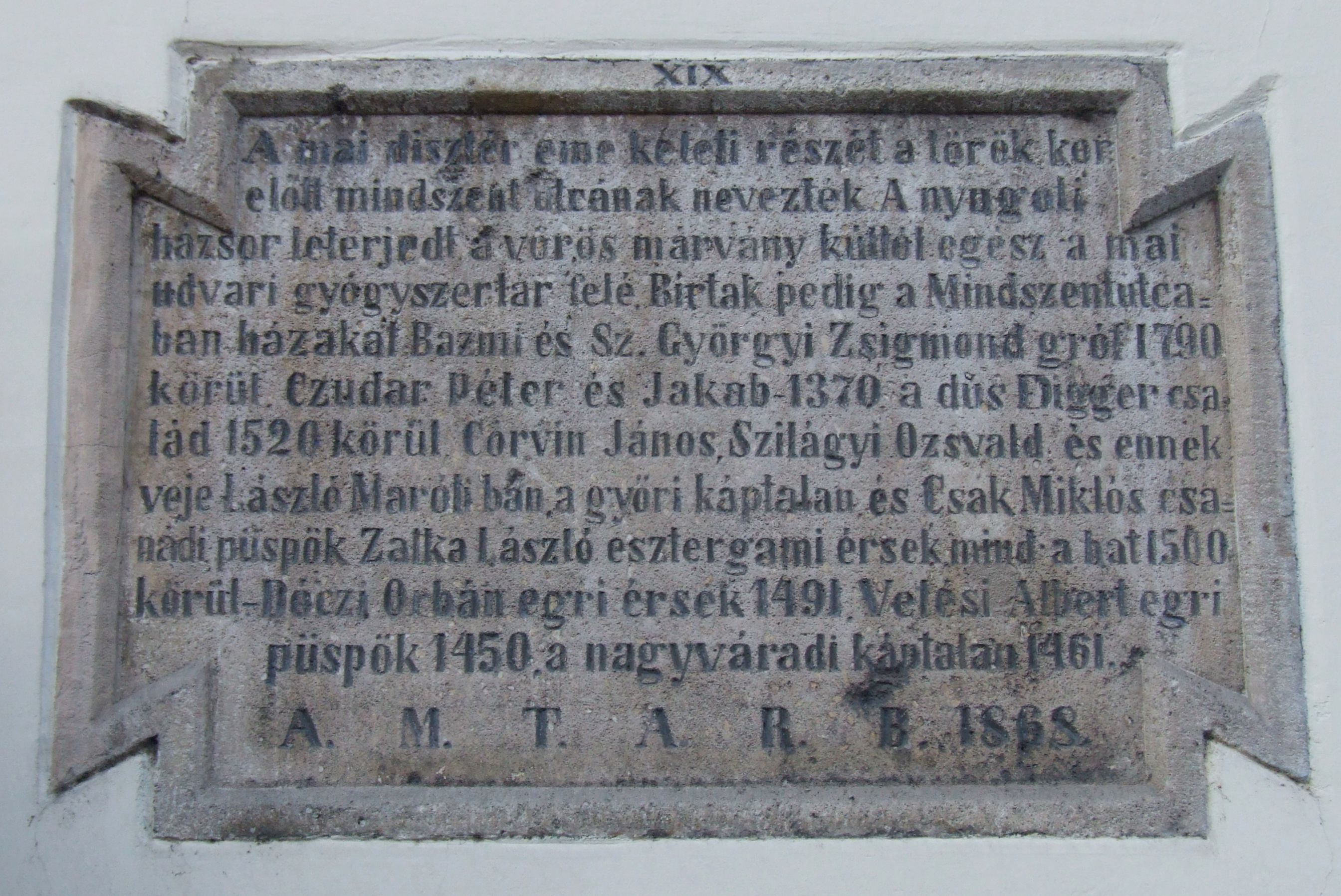
Mindszent utca Tárnok utca 1.
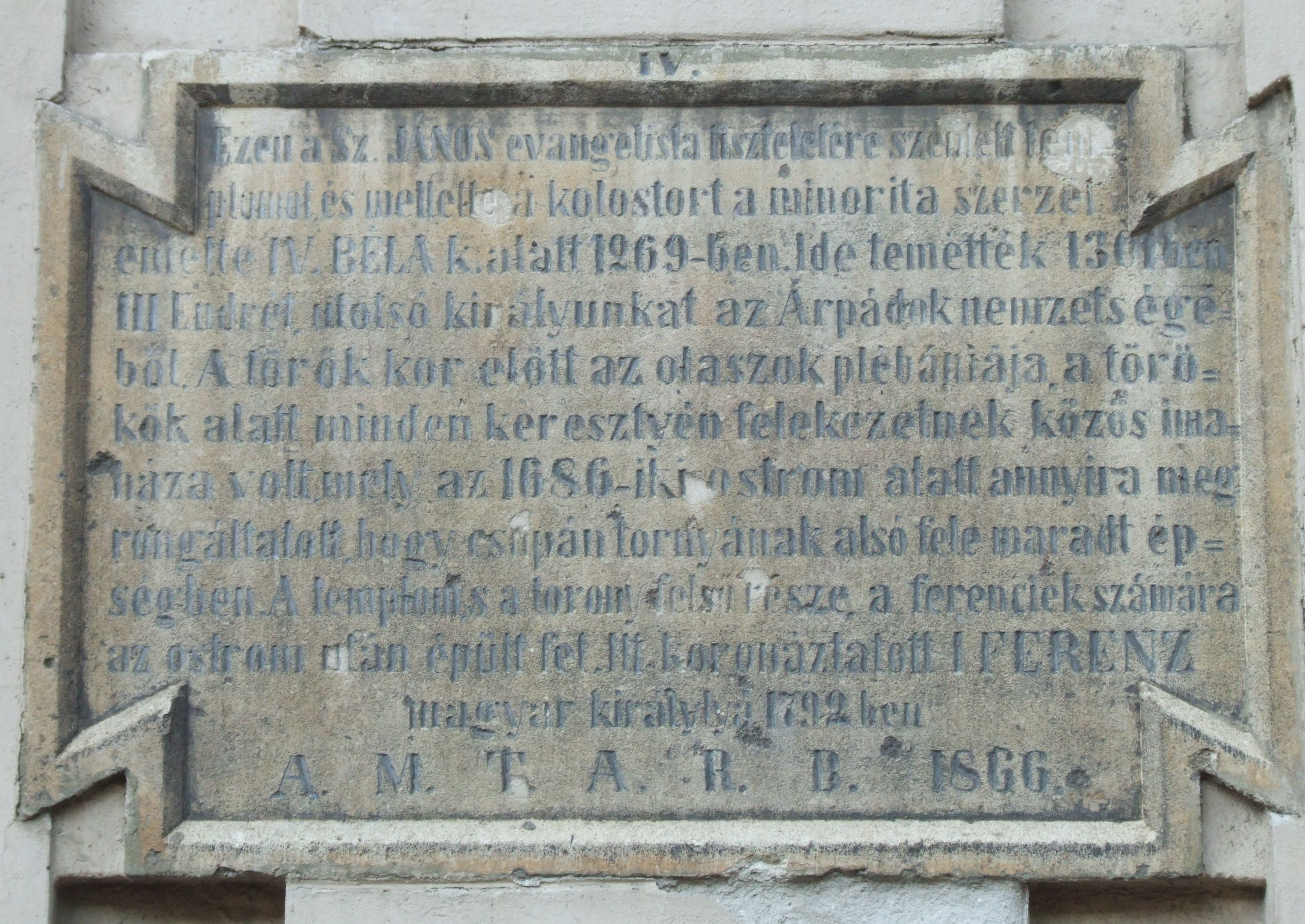
Minorita kolostor Úri utca 55.
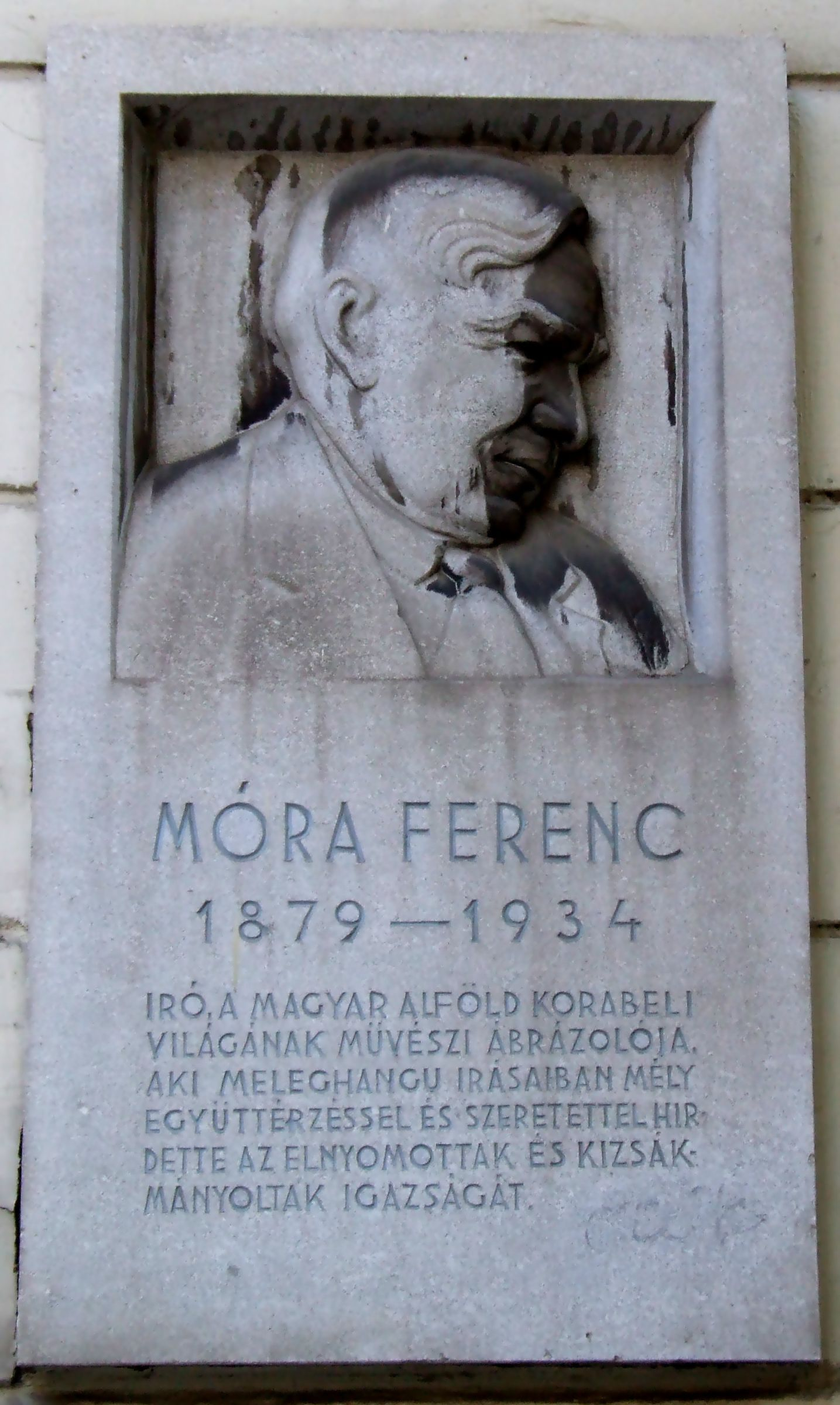
Móra Ferenc Móra Ferenc utca 2/a Kunvári Lilla alkotása
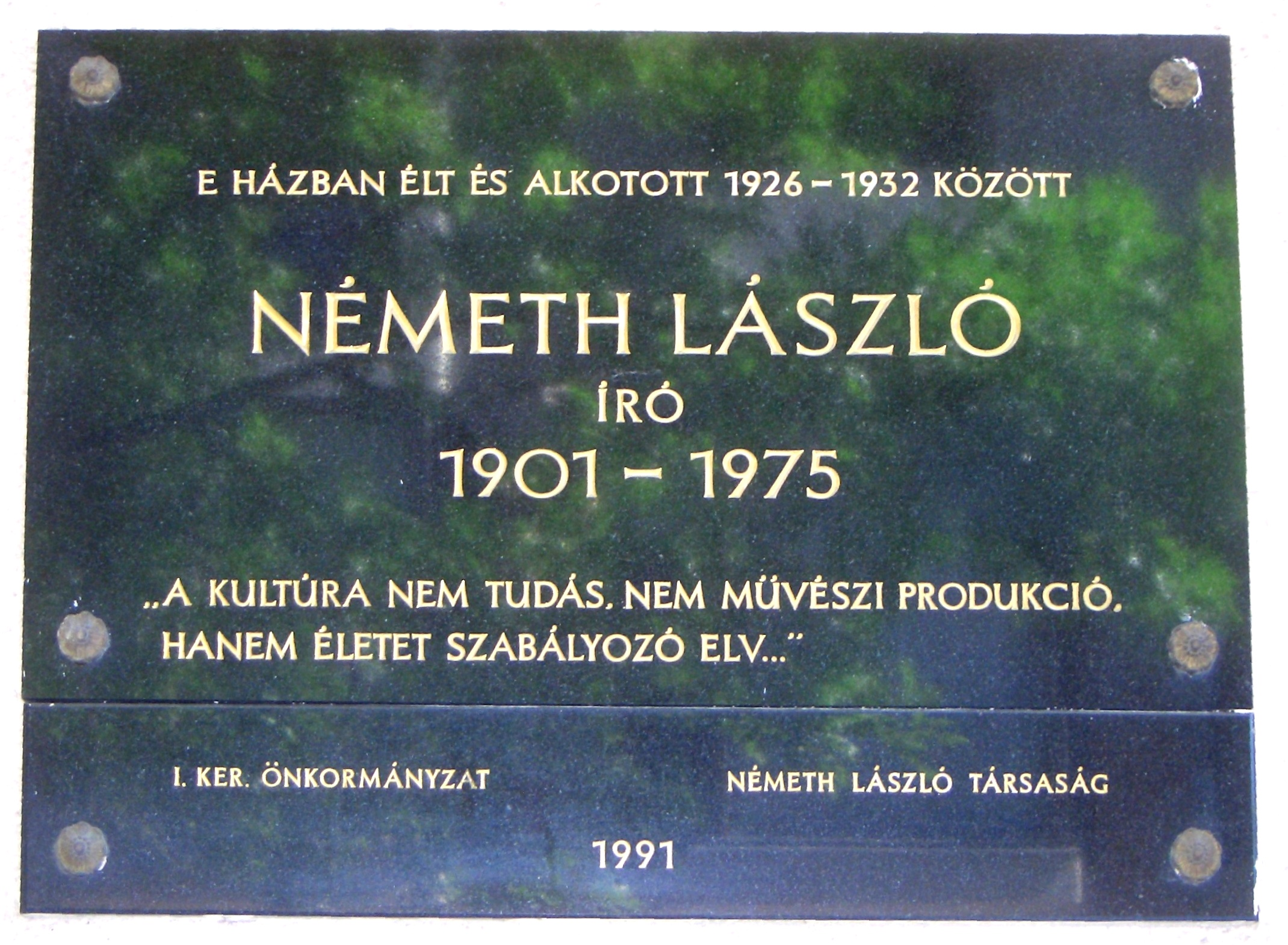
Németh László Pauler utca 3.
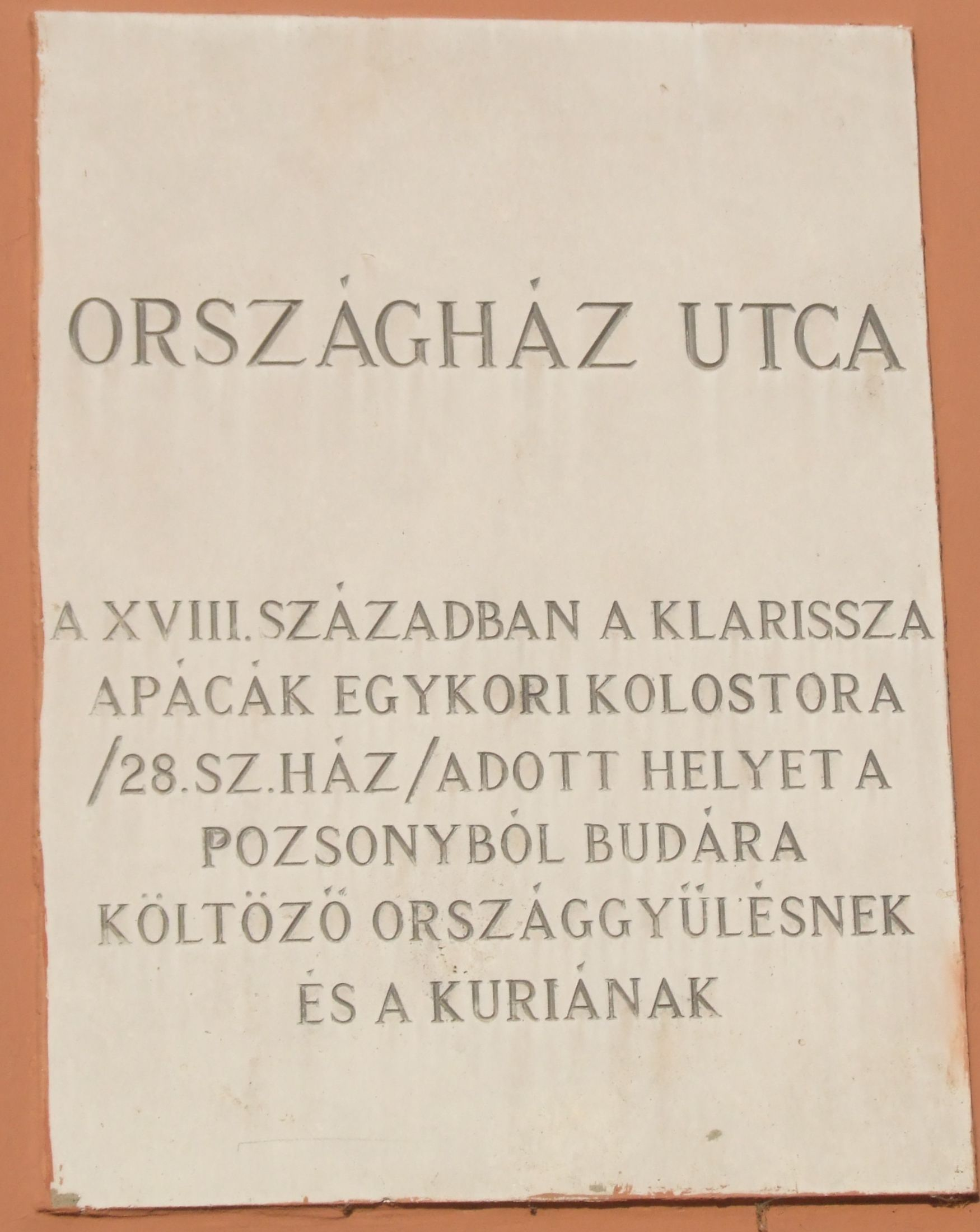
Országház utca
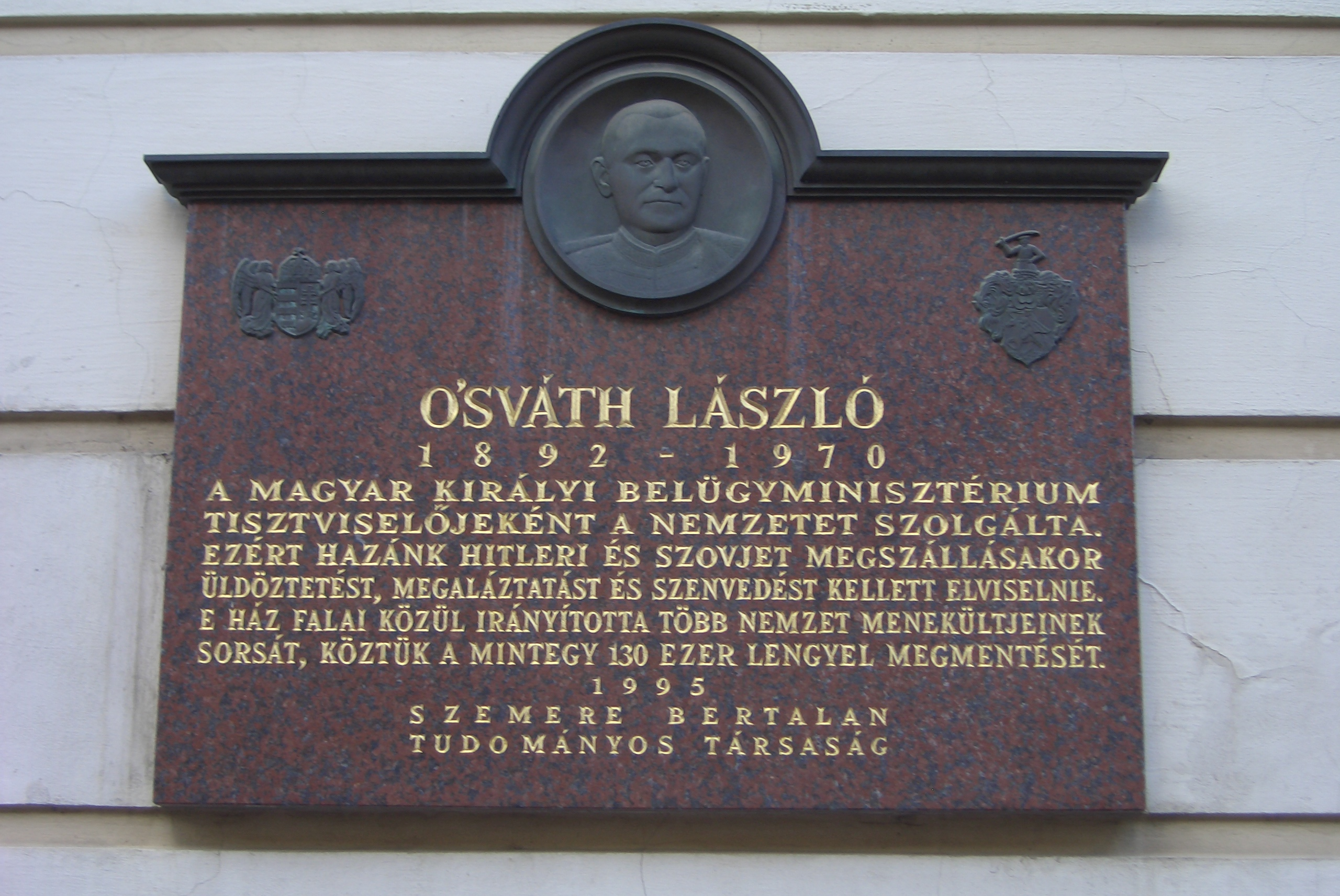
Osváth László Országház utca 28.
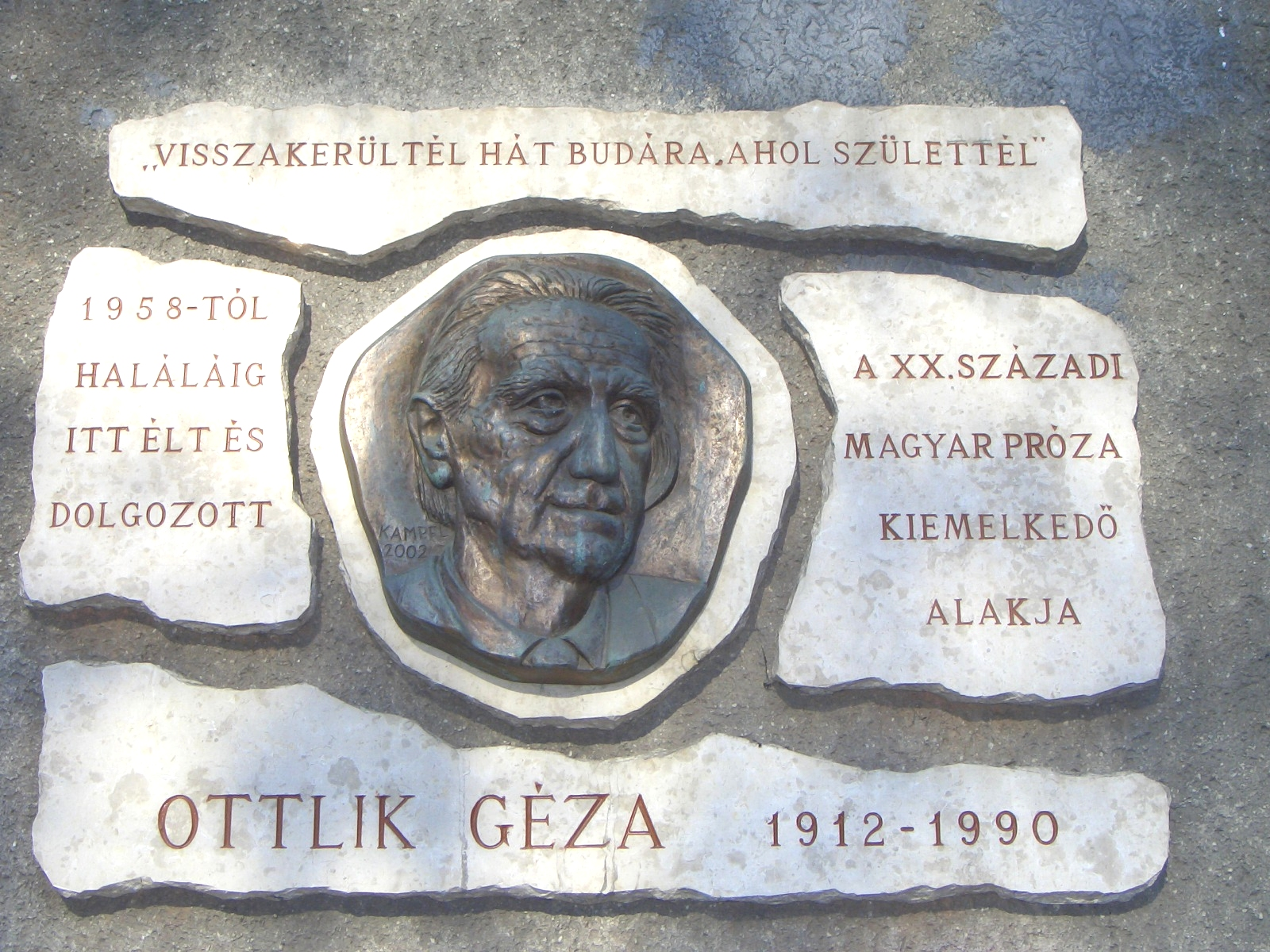
Ottlik Géza Attila út 45. Kampfl József alkotása
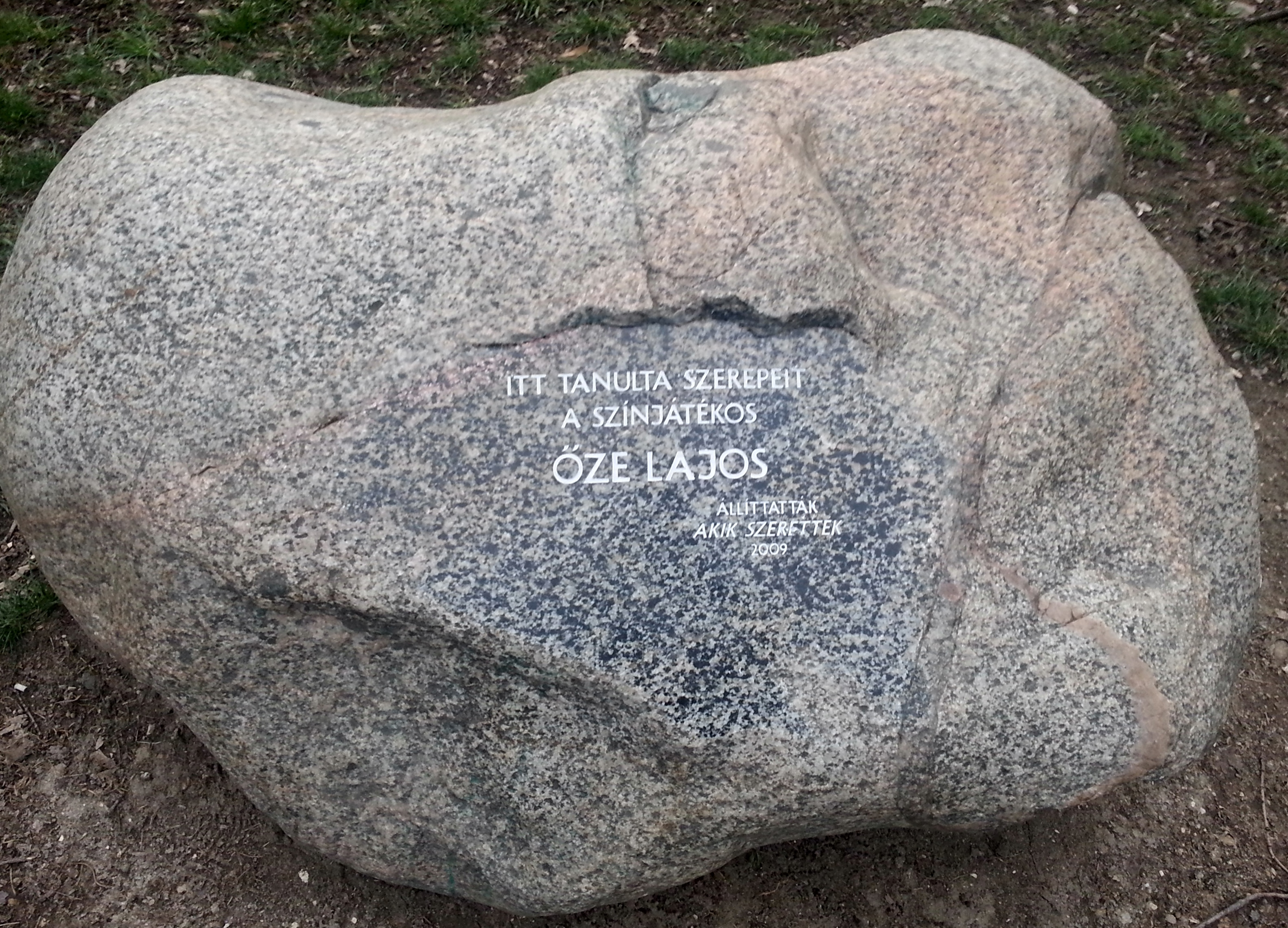
Őze Lajos Tabán lejtő
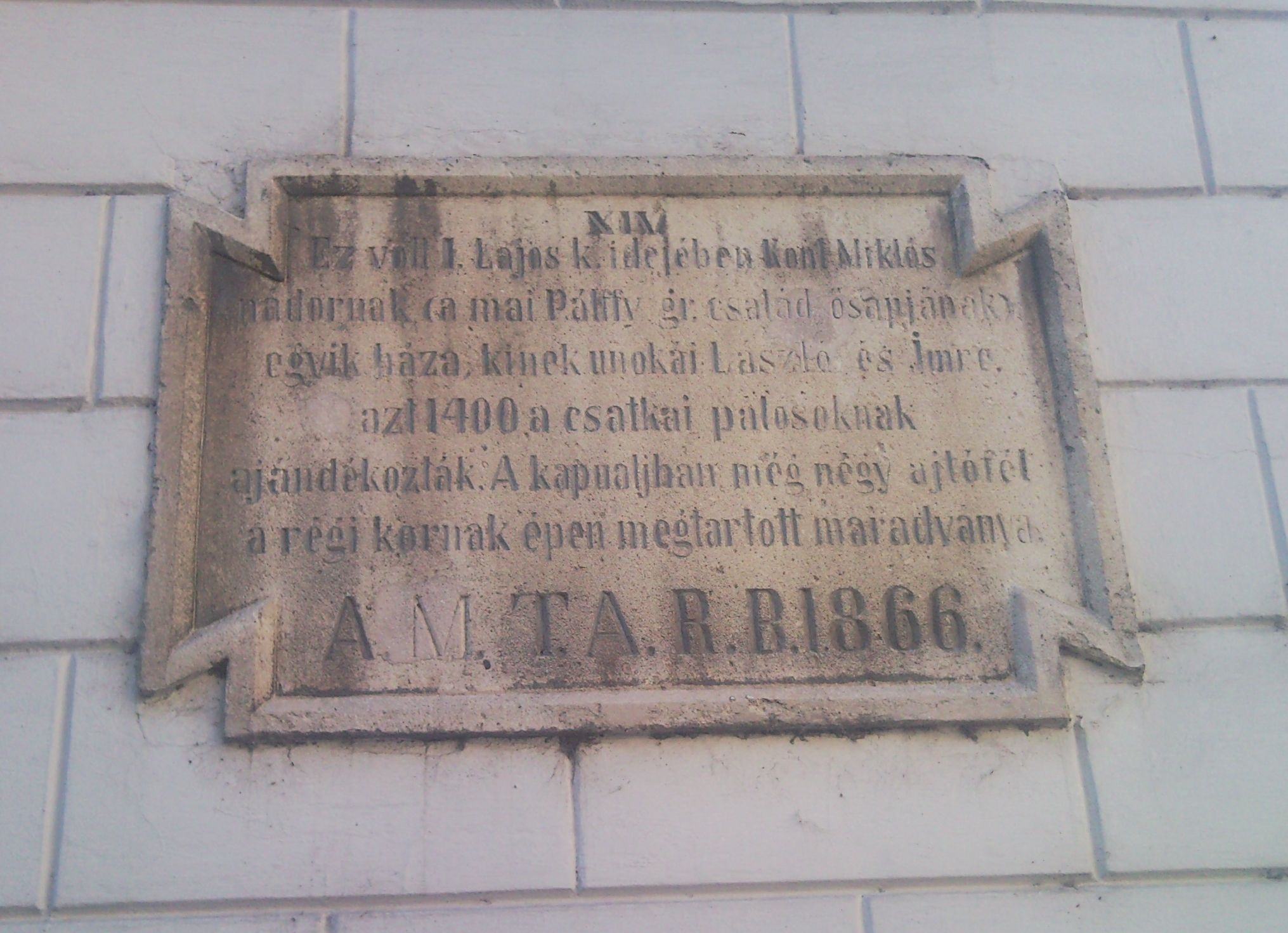
Pálffy ház Hess András tér 3.
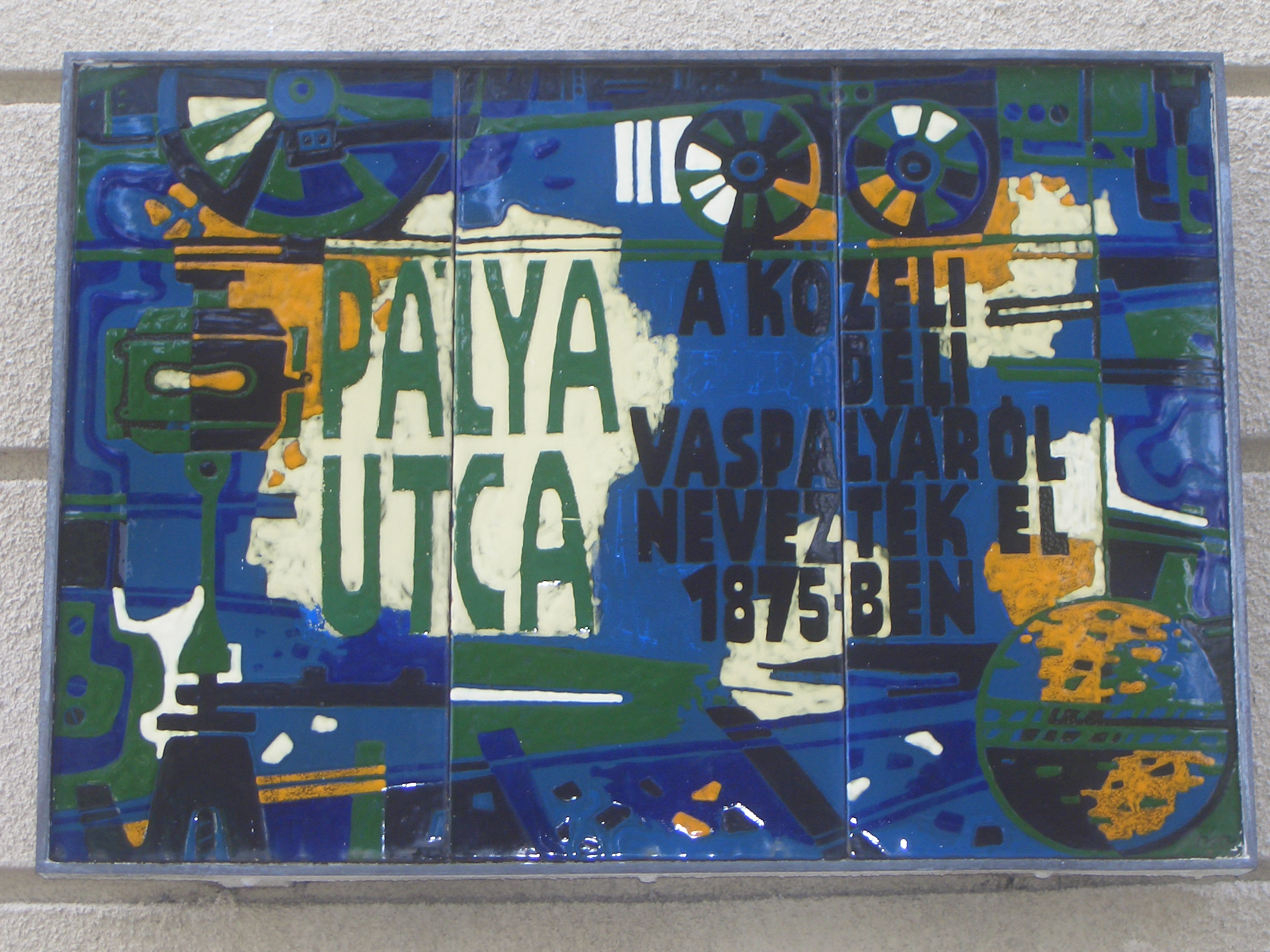
Pálya utca Tury Mária alkotása
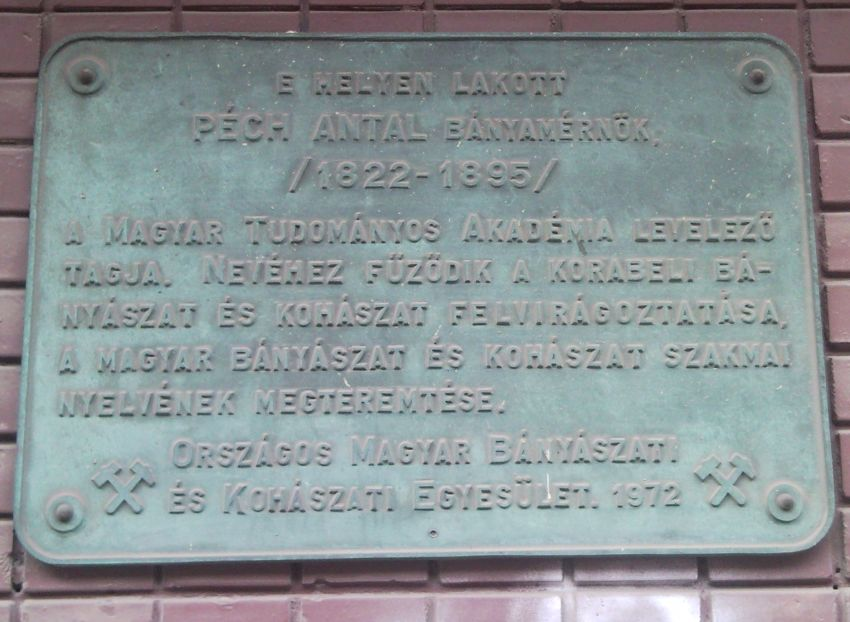
Péch Antal Batthyány utca 29.
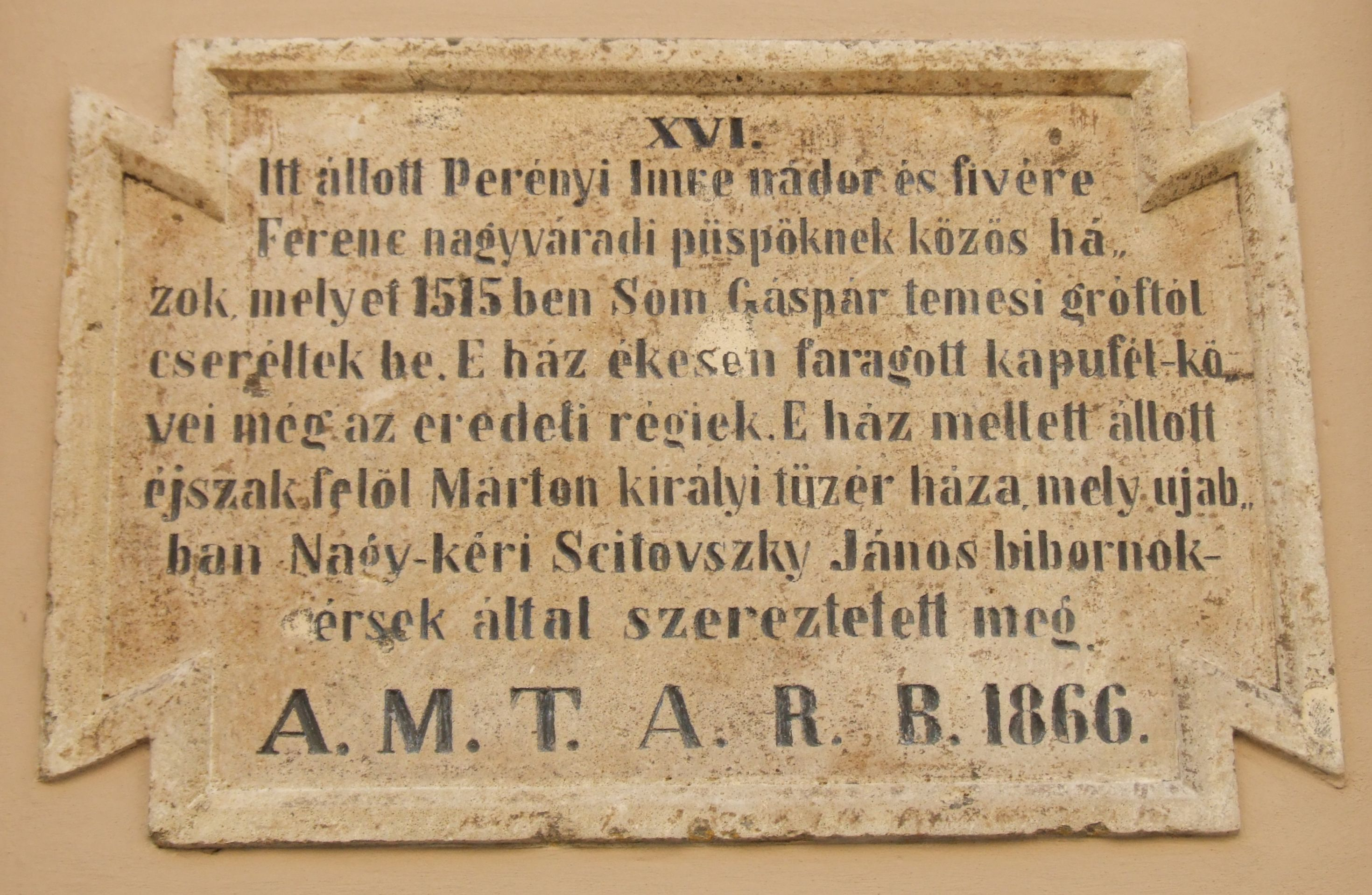
Perényi Imre Perényi Ferenc Úri utca 60.
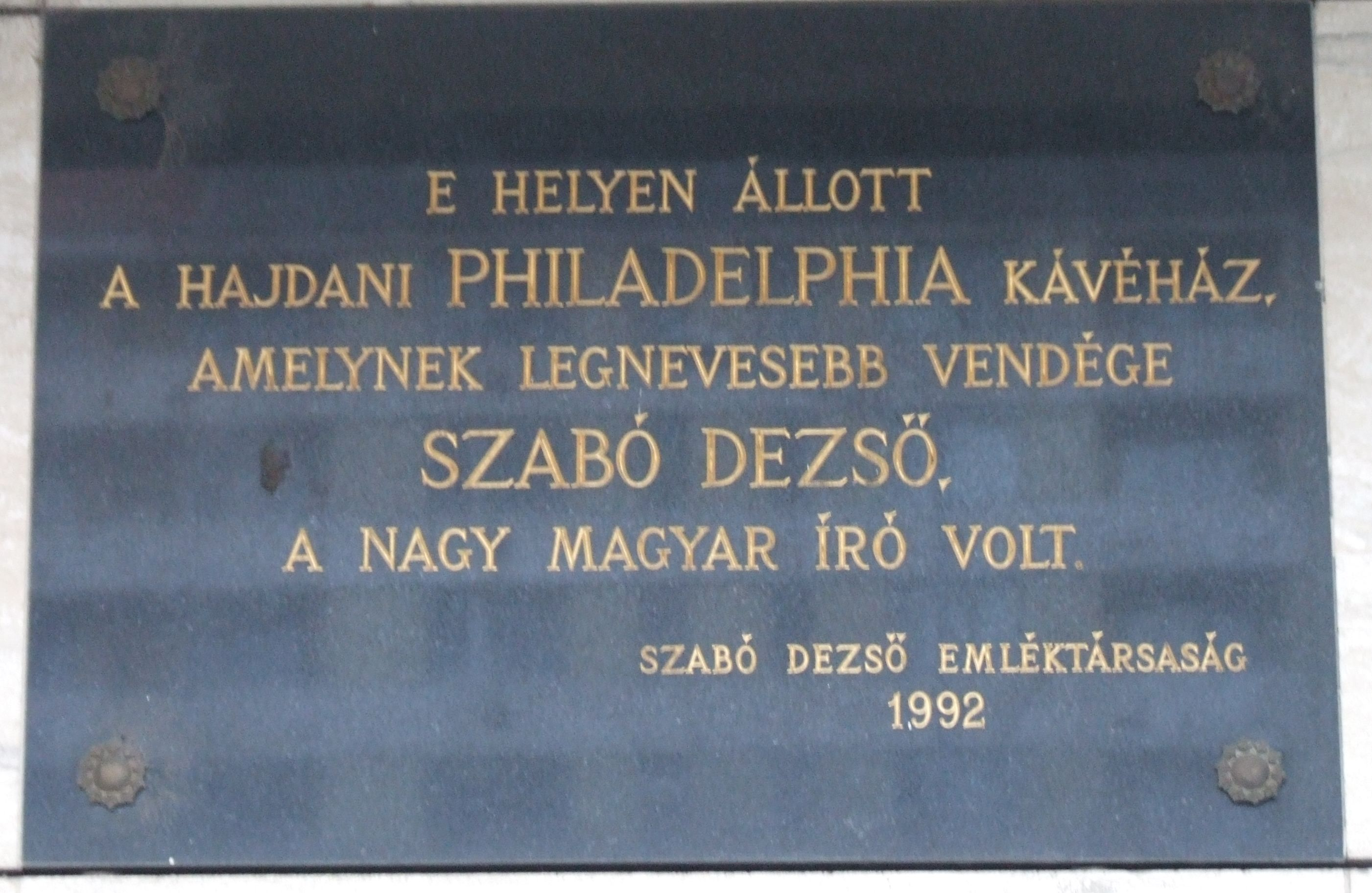
Philadelphia kávéház Szabó Dezső Alagút utca 3.
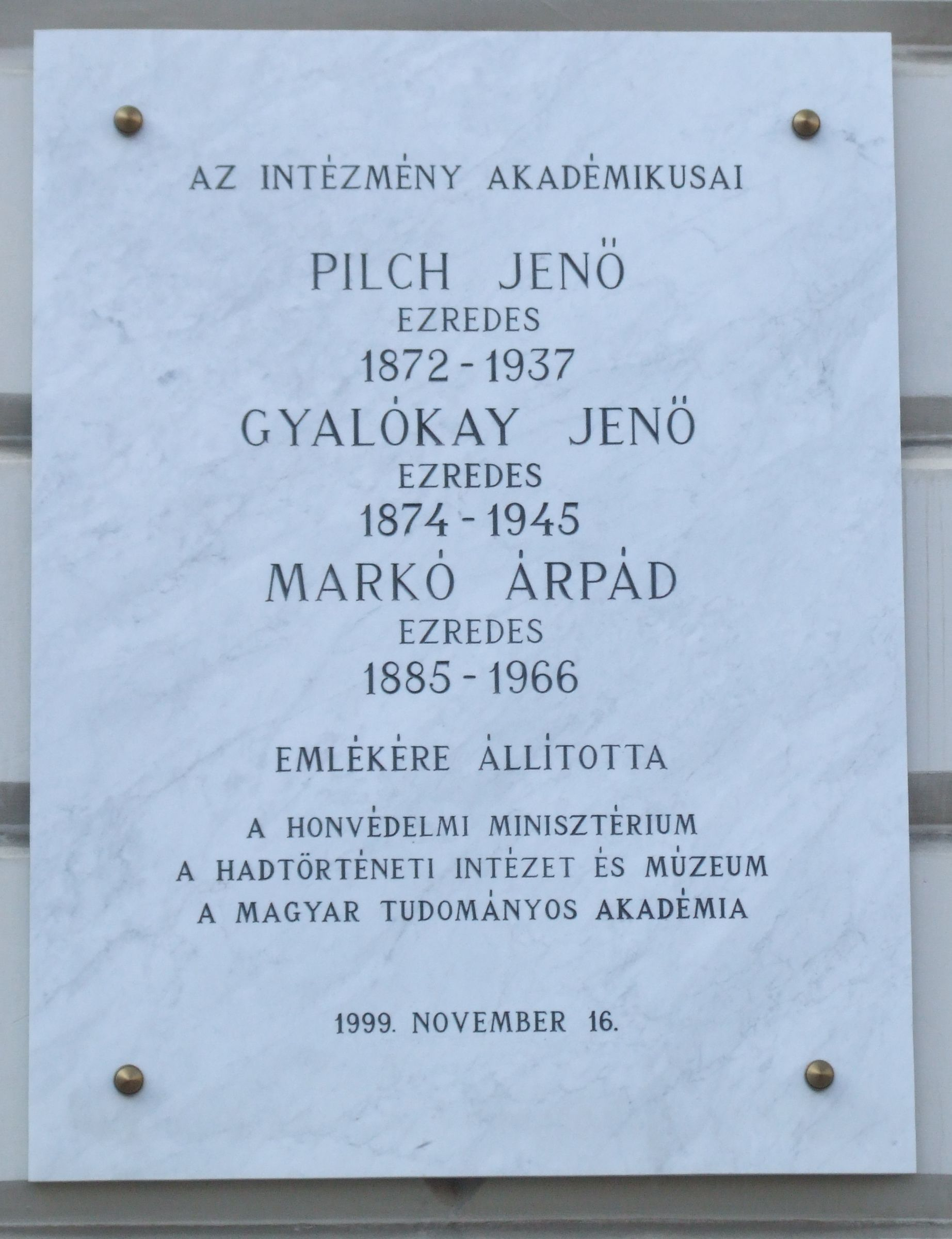
Pilch Jenő Kapisztrán tér 2-4.
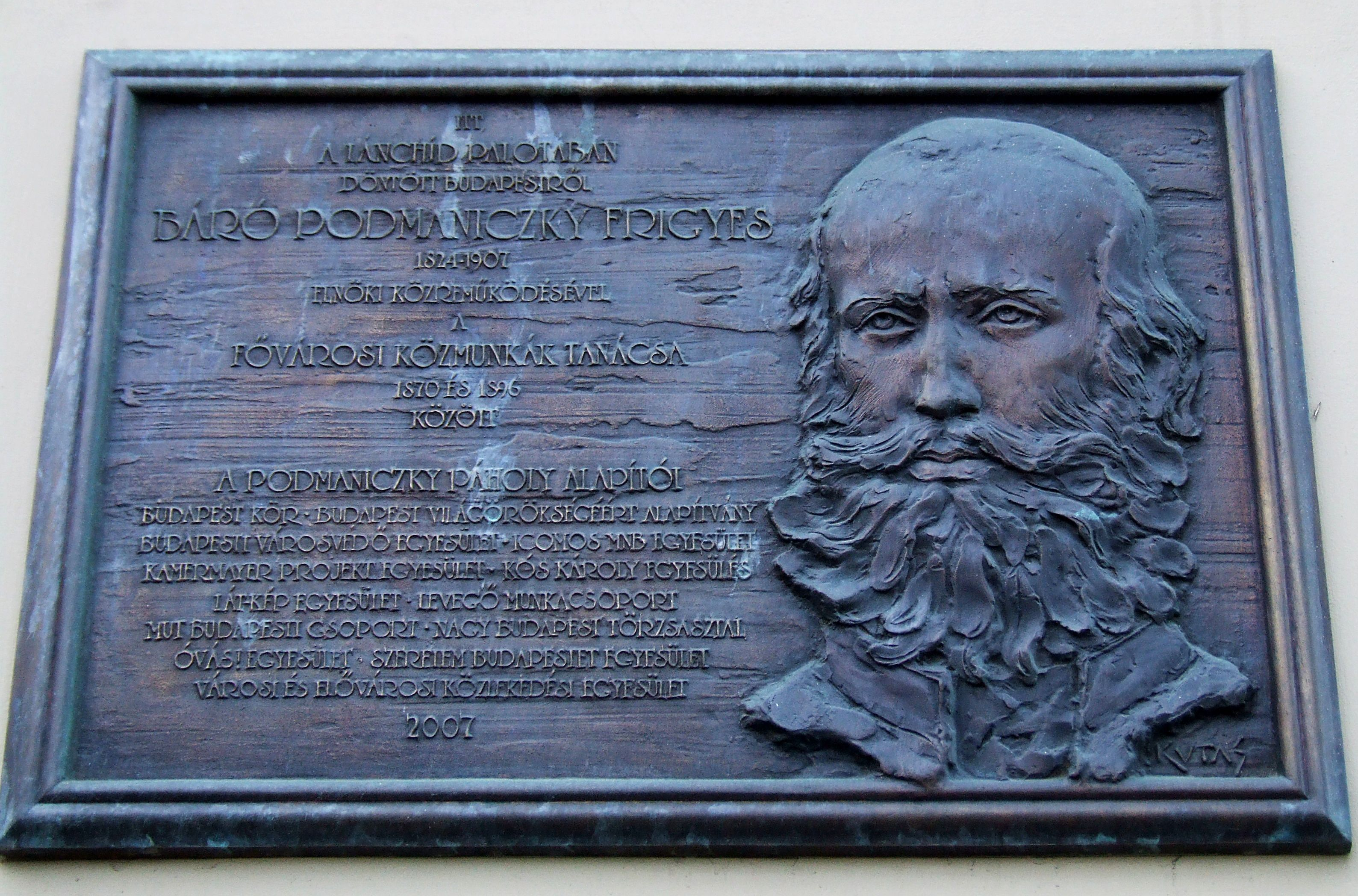
Podmaniczky Frigyes Clark Ádám tér- Fő utca sarok
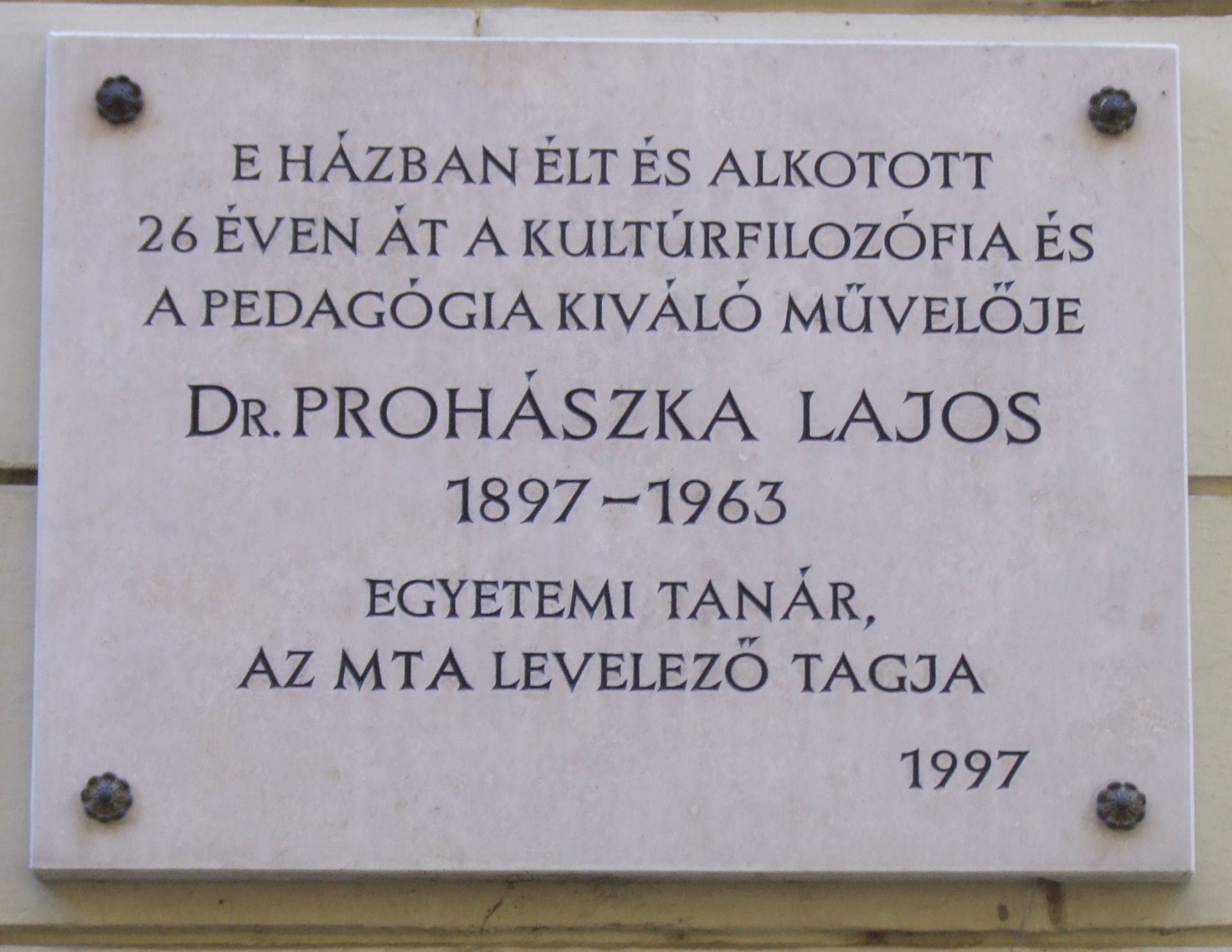
Prohászka Lajos Móra Ferenc utca 2/b
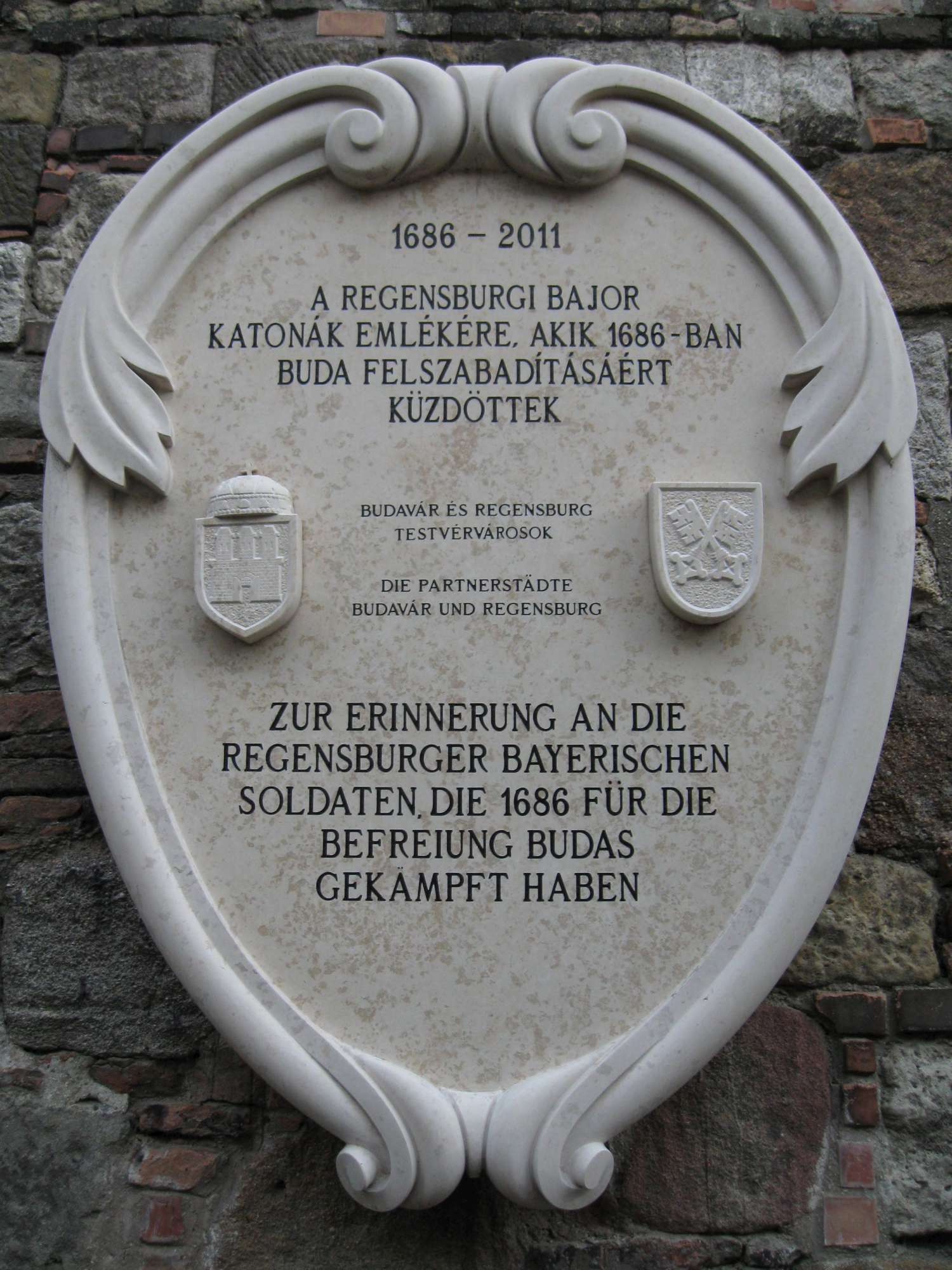
Regensburgi bajor katonák Anjou bástya / Lovas út
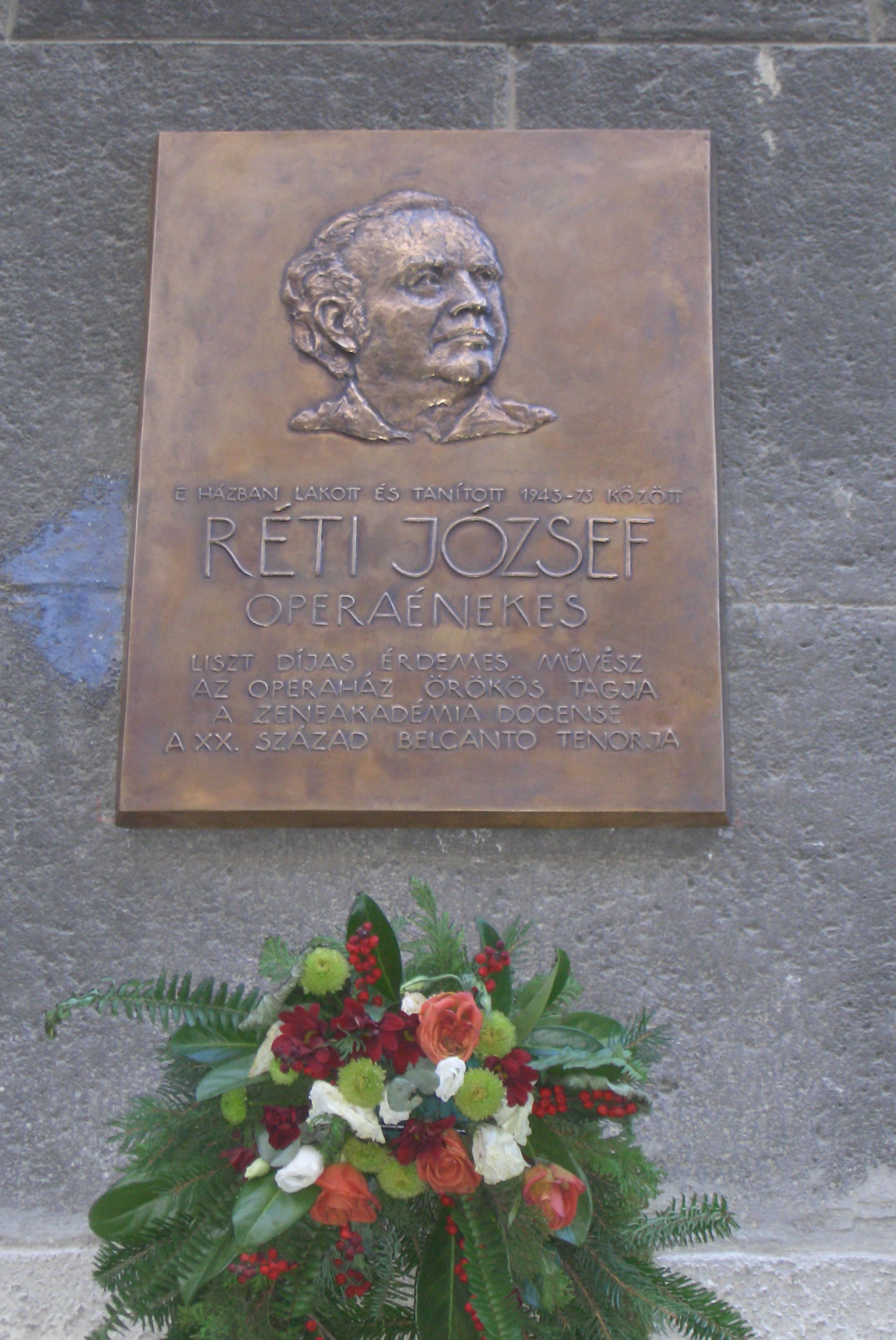
Réti József Naphegy utca 27.
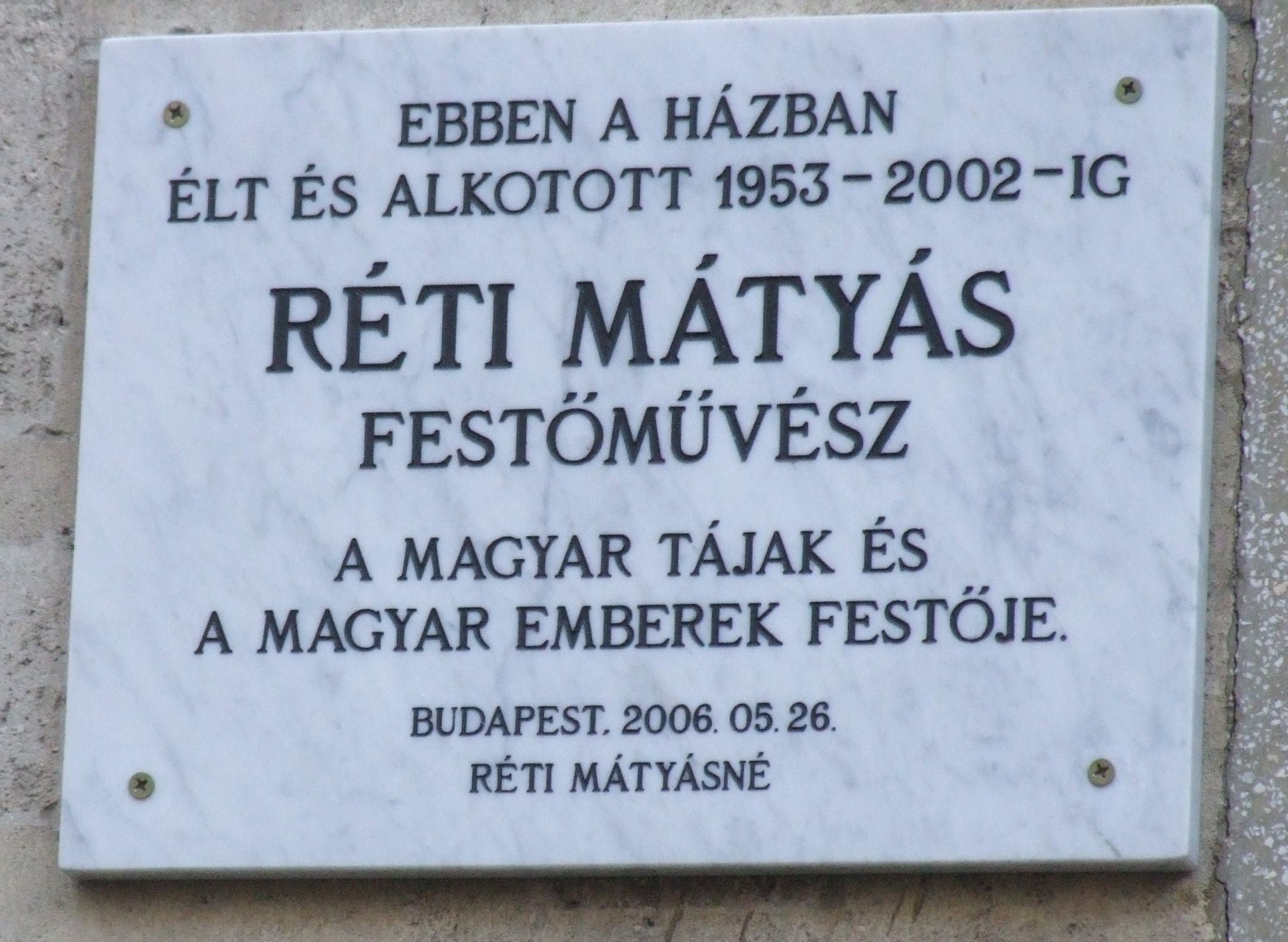
Réti Mátyás Kosciuszkó Tádé utca 18.
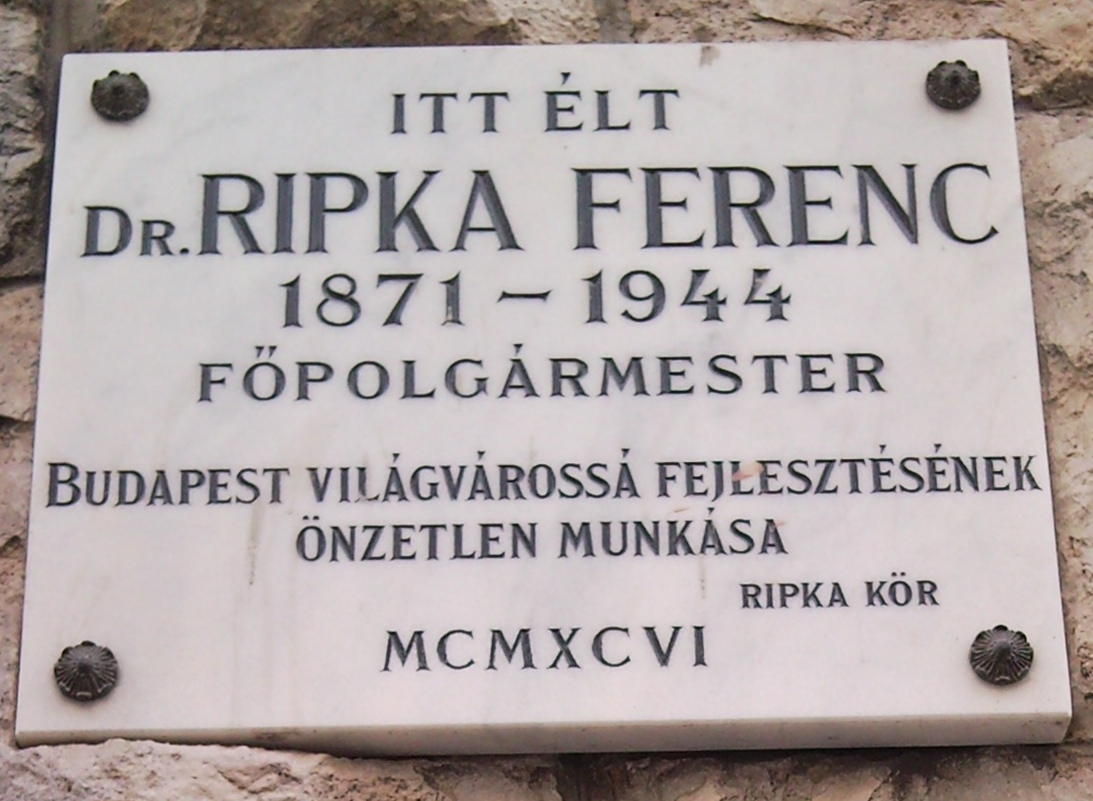
Ripka Ferenc Gellérthegy utca 13.
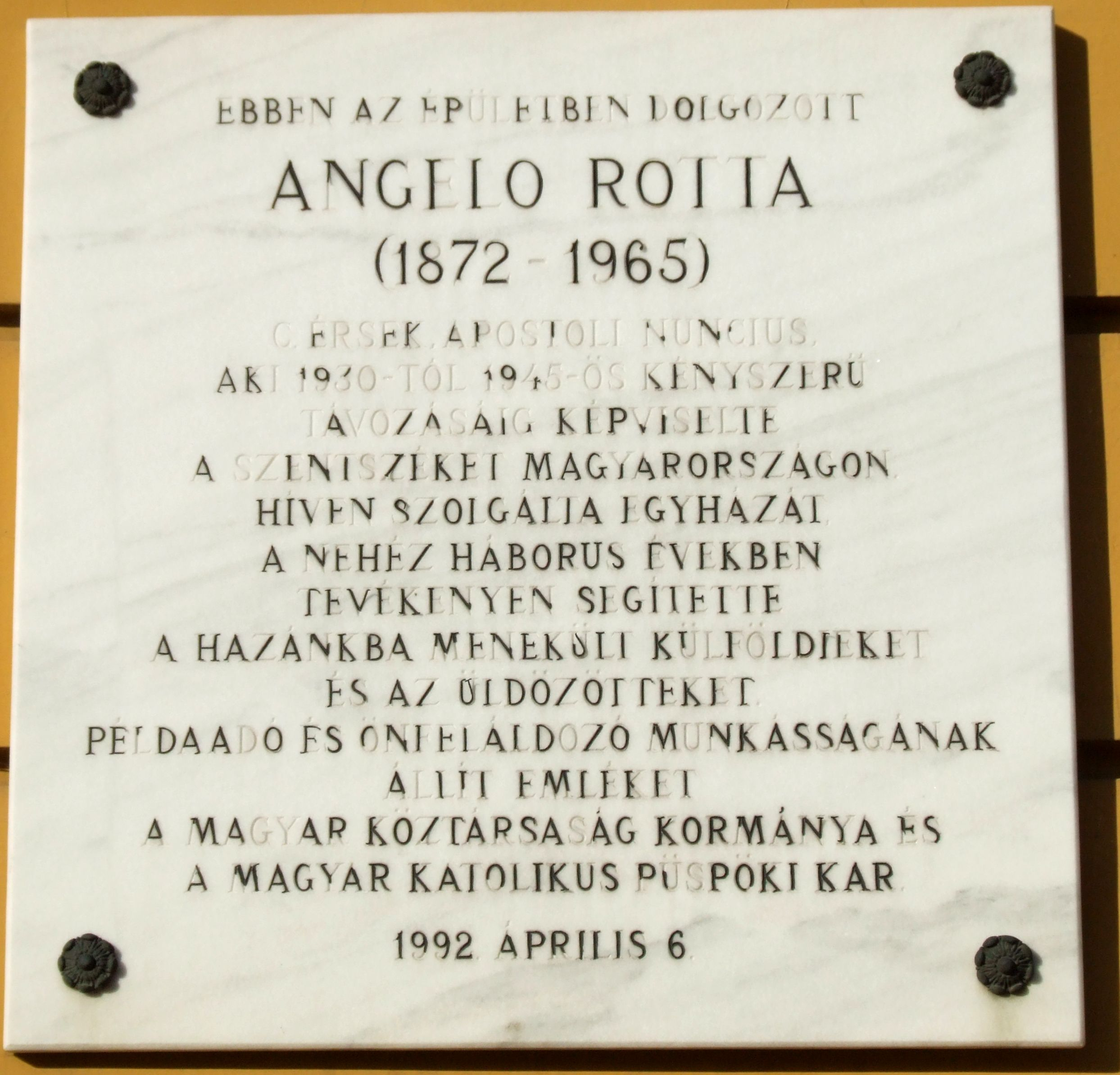
Angelo Rotta Dísz tér 4-5.
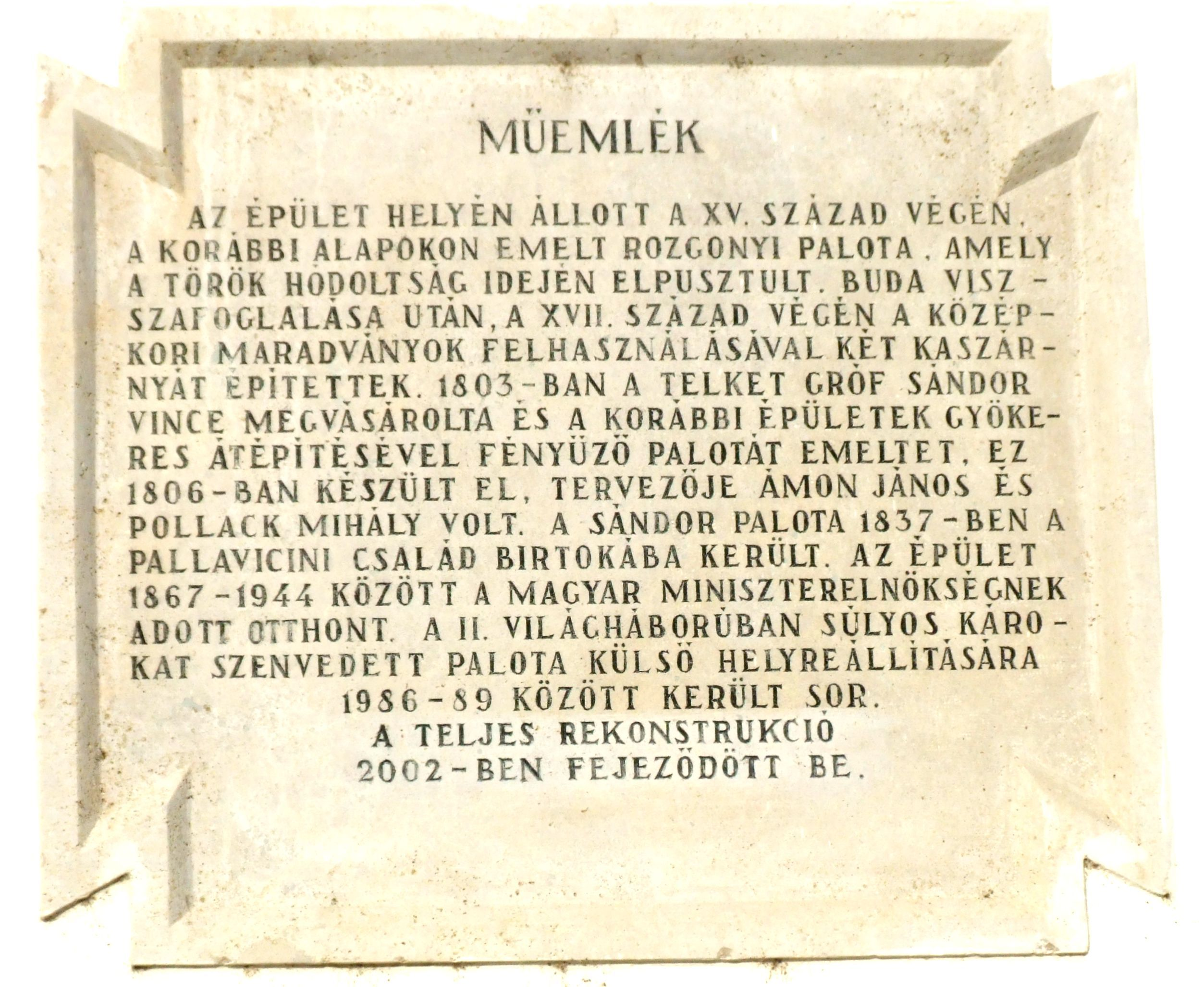
Rozgonyi palota Szent György tér
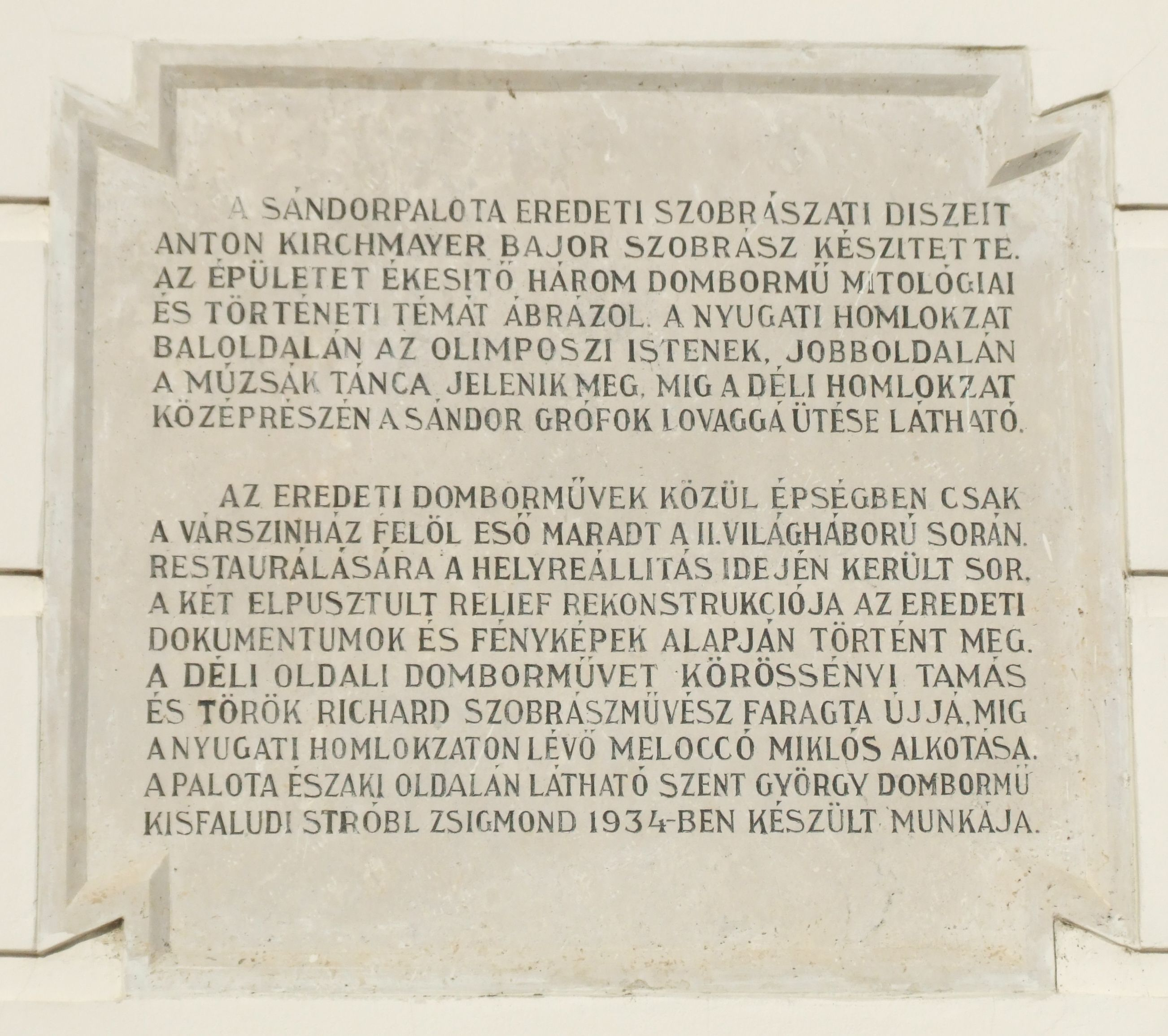
Sándor palota Szent György tér
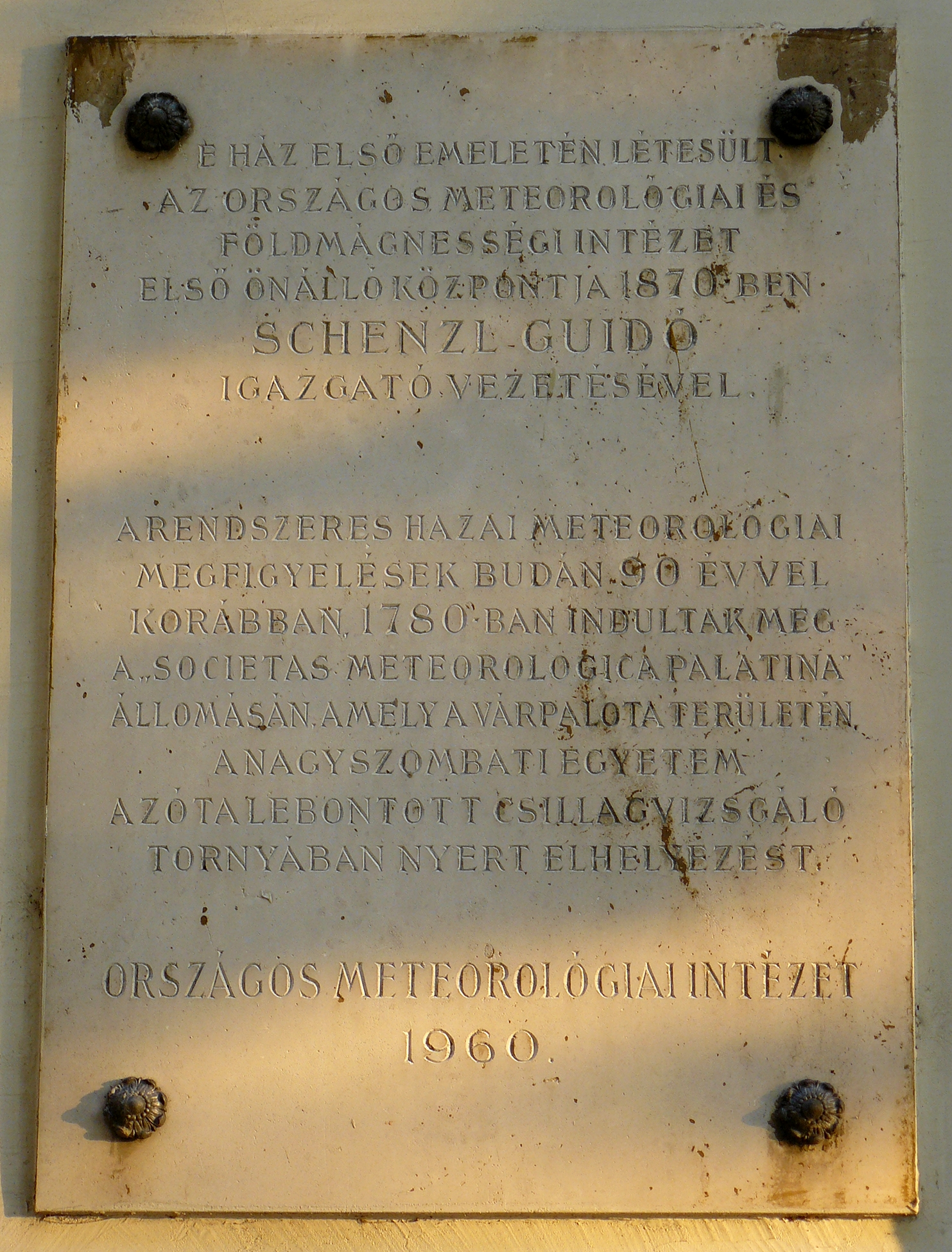
Schenzl Guidó Móra Ferenc utca 2/b.
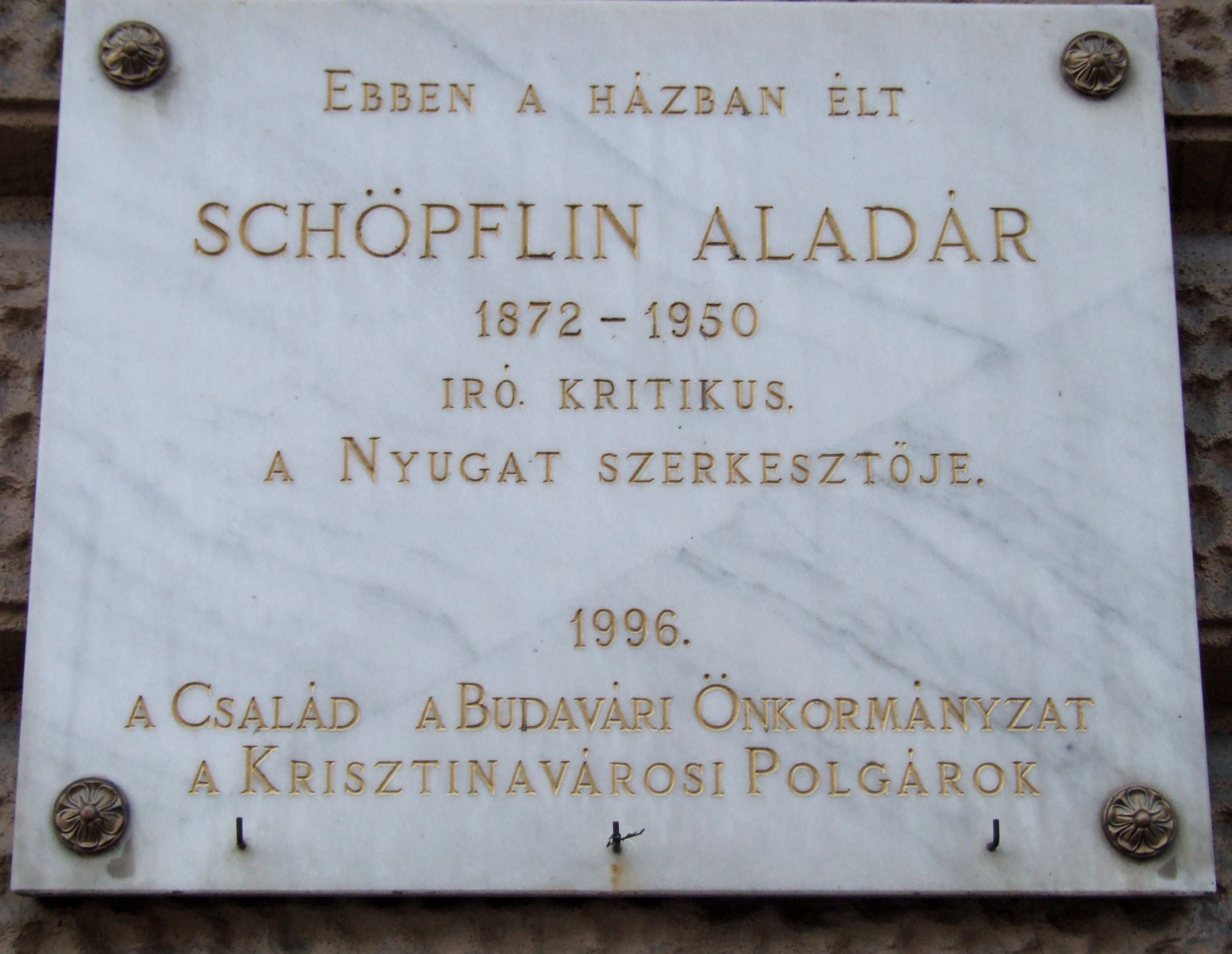
Schöpflin Aladár Attila út 79.
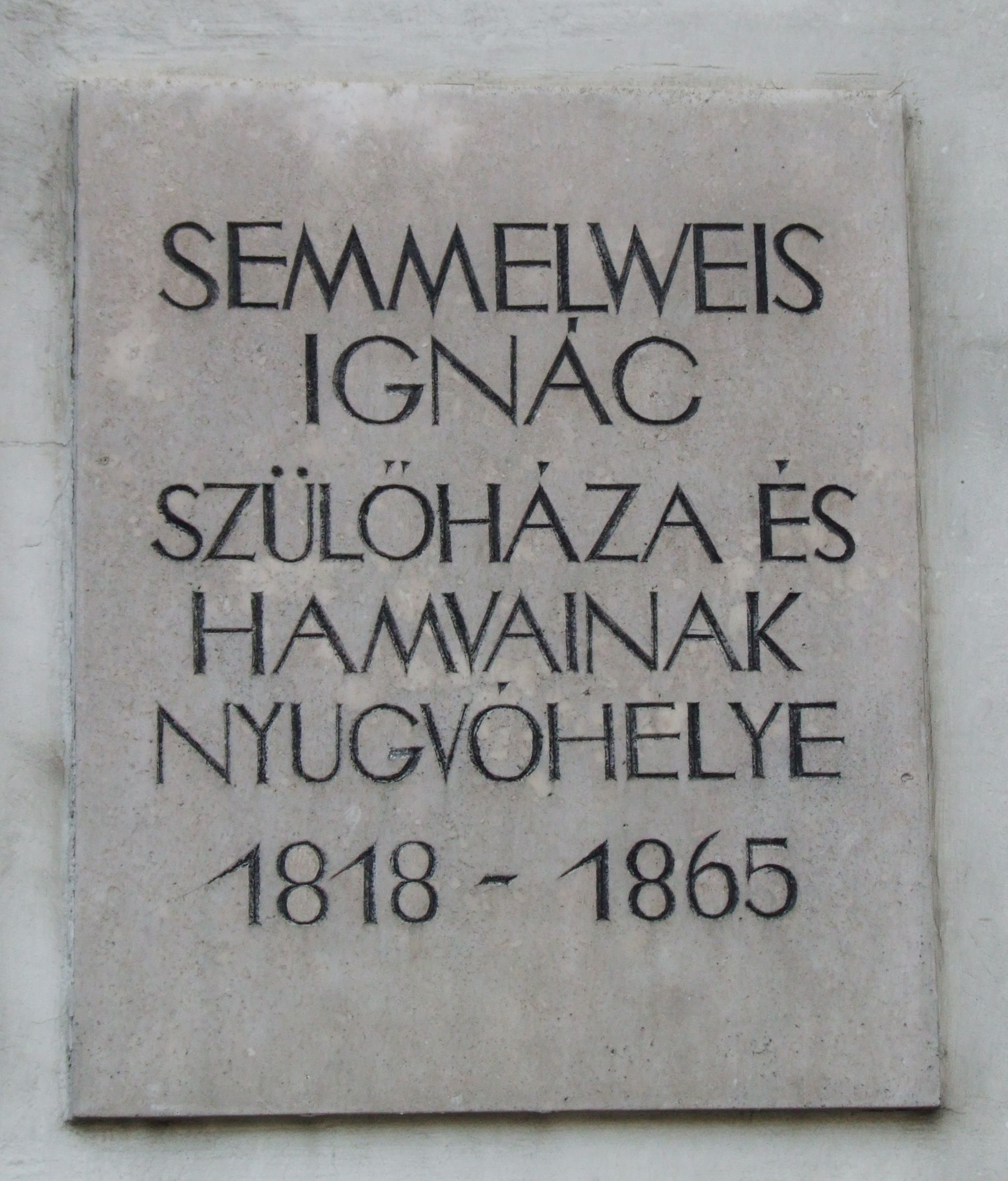
Semmelweis Ignác Apród utca 1-3.
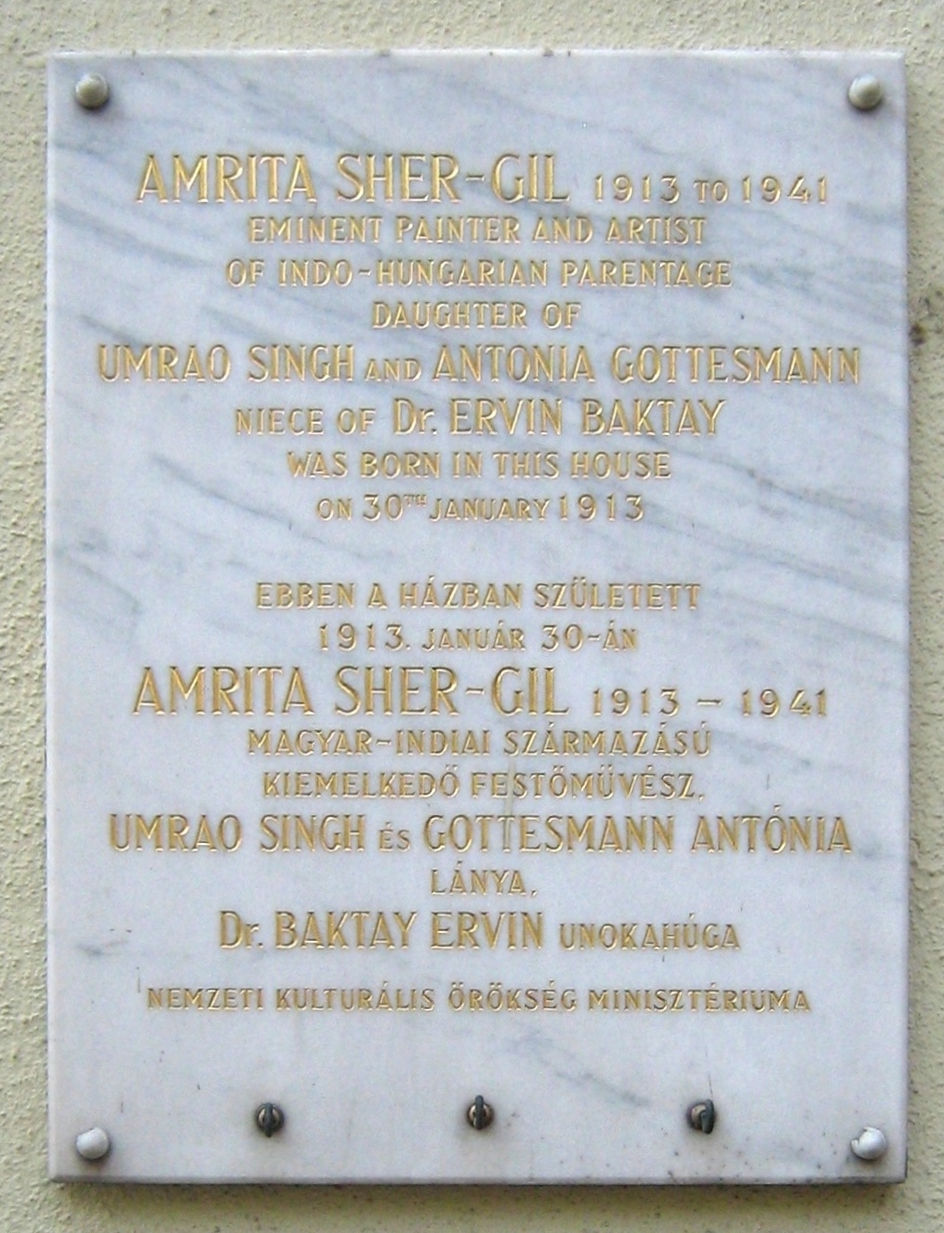
Amrita Sérgil Szilágyi Dezső tér 4.
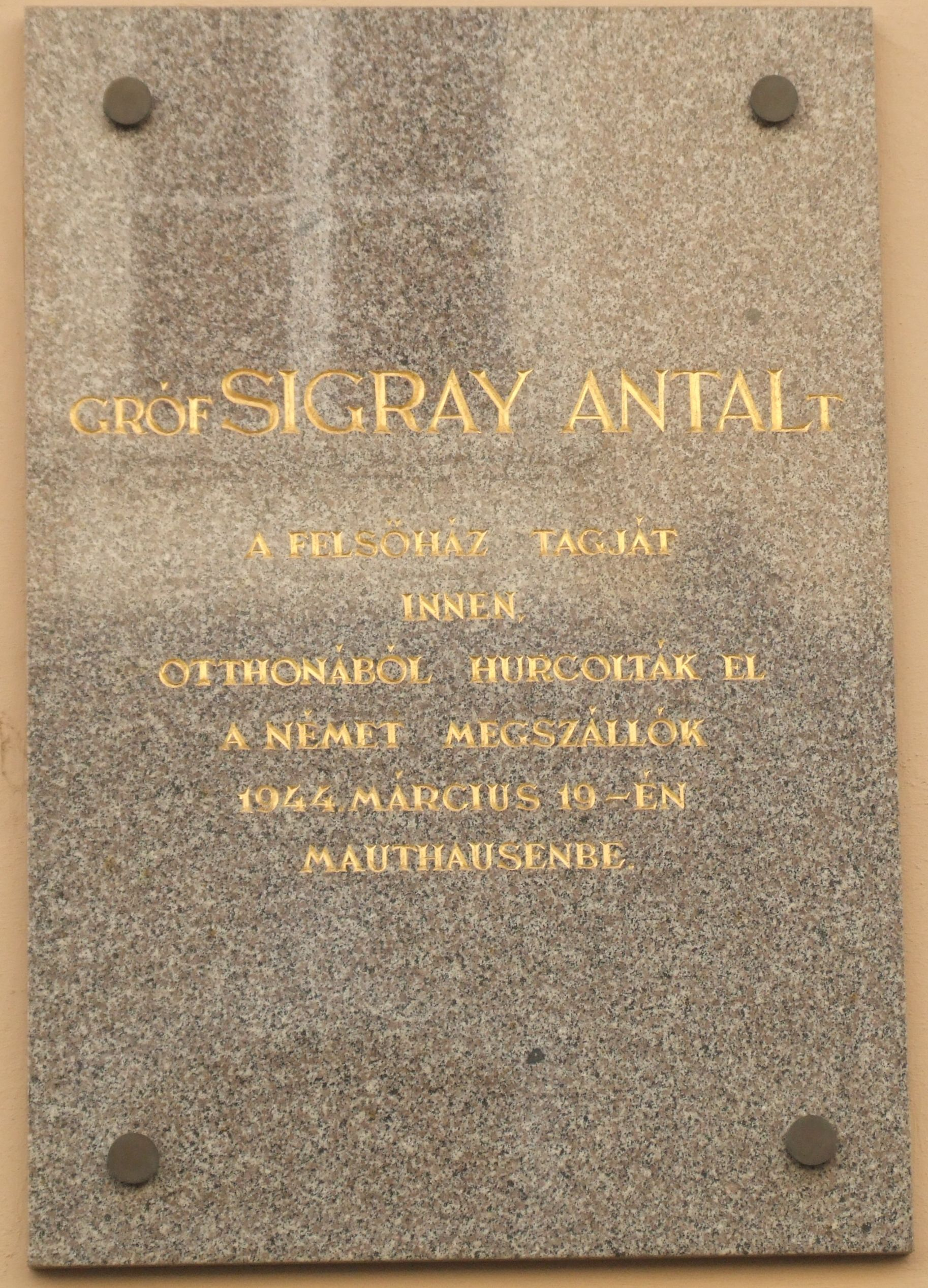
Sigray Antal Úri utca 60.
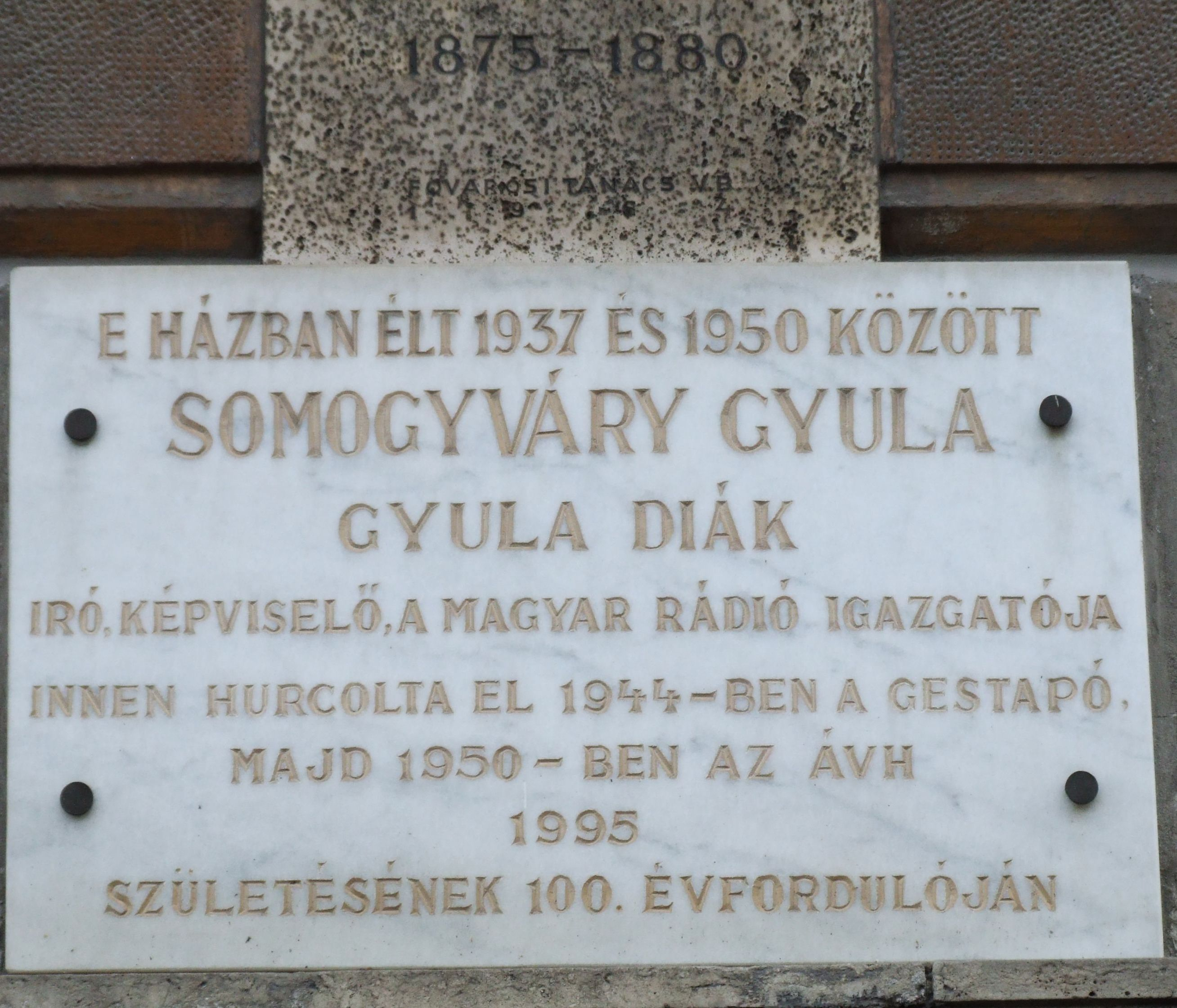
Somogyváry Gyula Ybl Miklós tér 2.
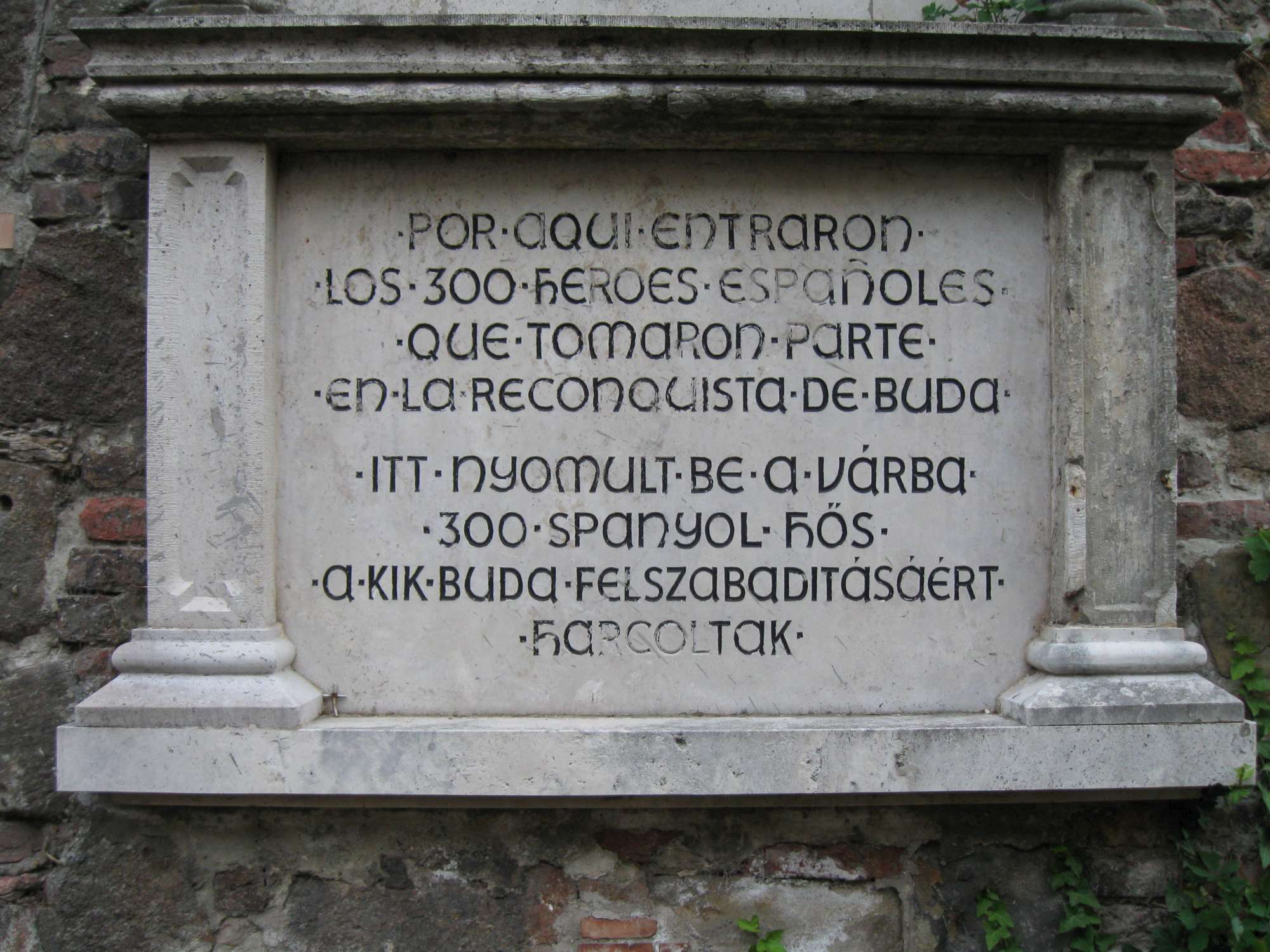
Spanyol katonák Anjou bástya / Lovas út
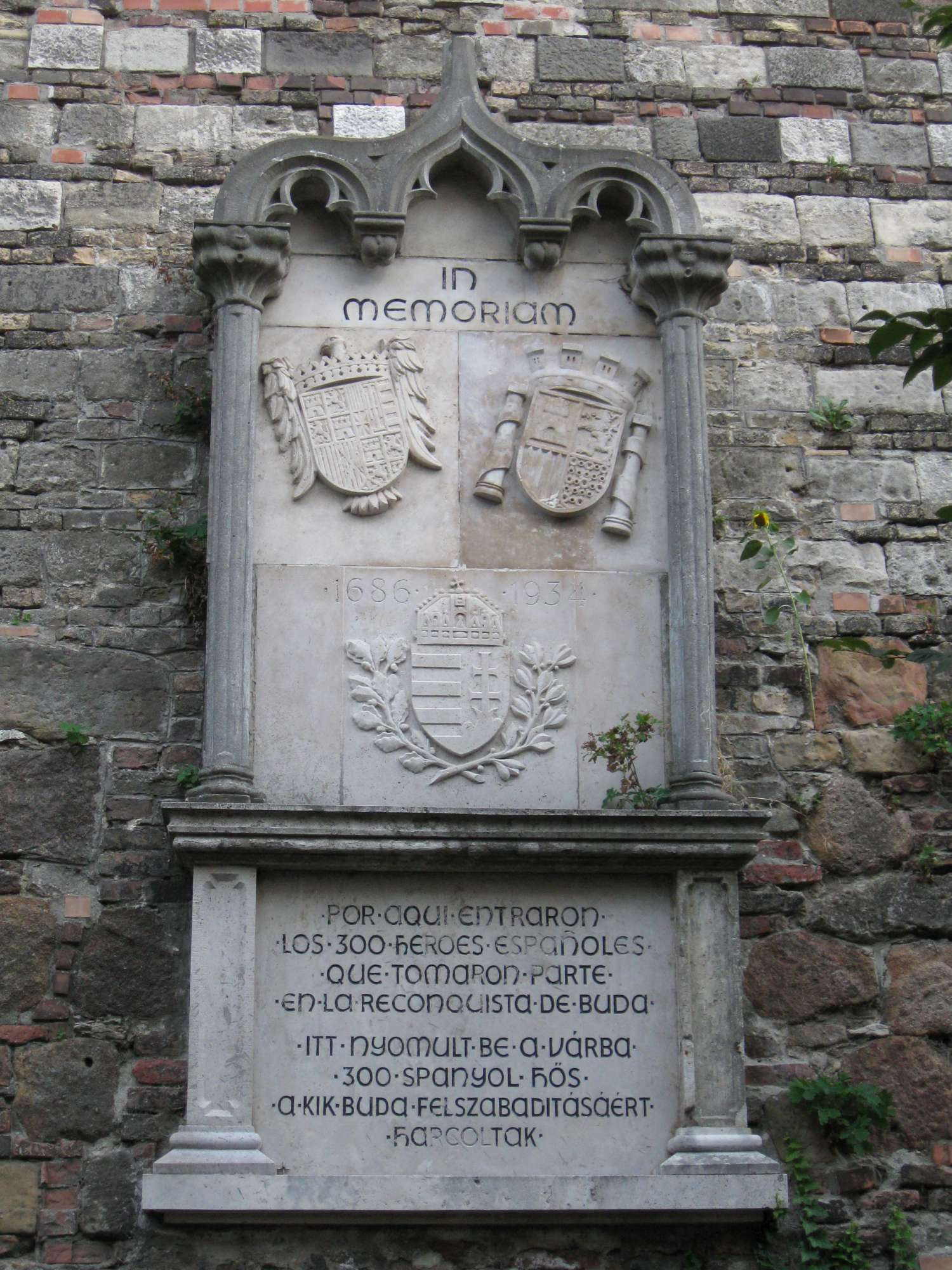
Spanyol katonák (teljes) Anjou bástya / Lovas út Farkas Zoltán alkotása
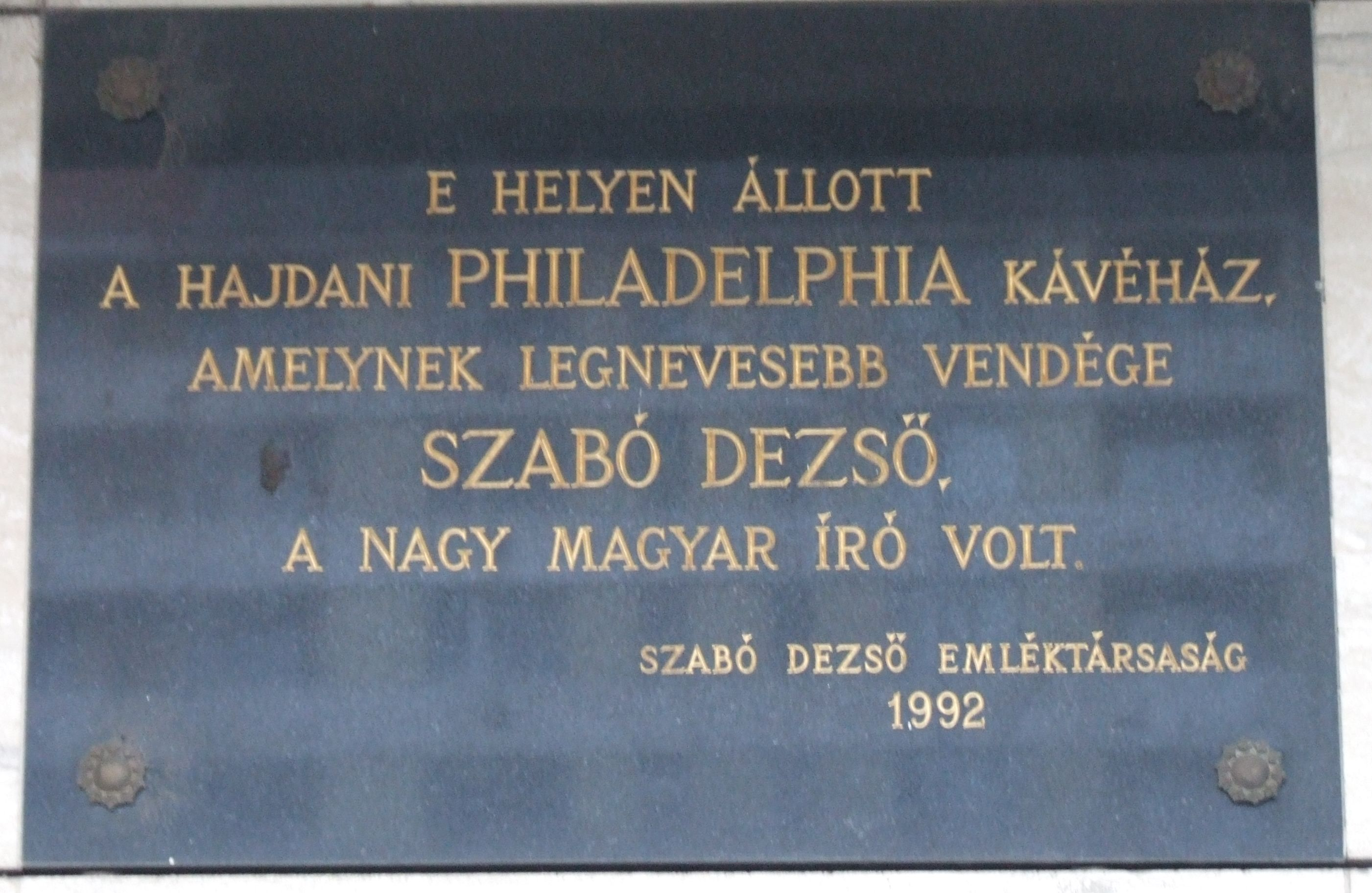
Philadelphia kávéház Szabó Dezső Alagút utca 3.
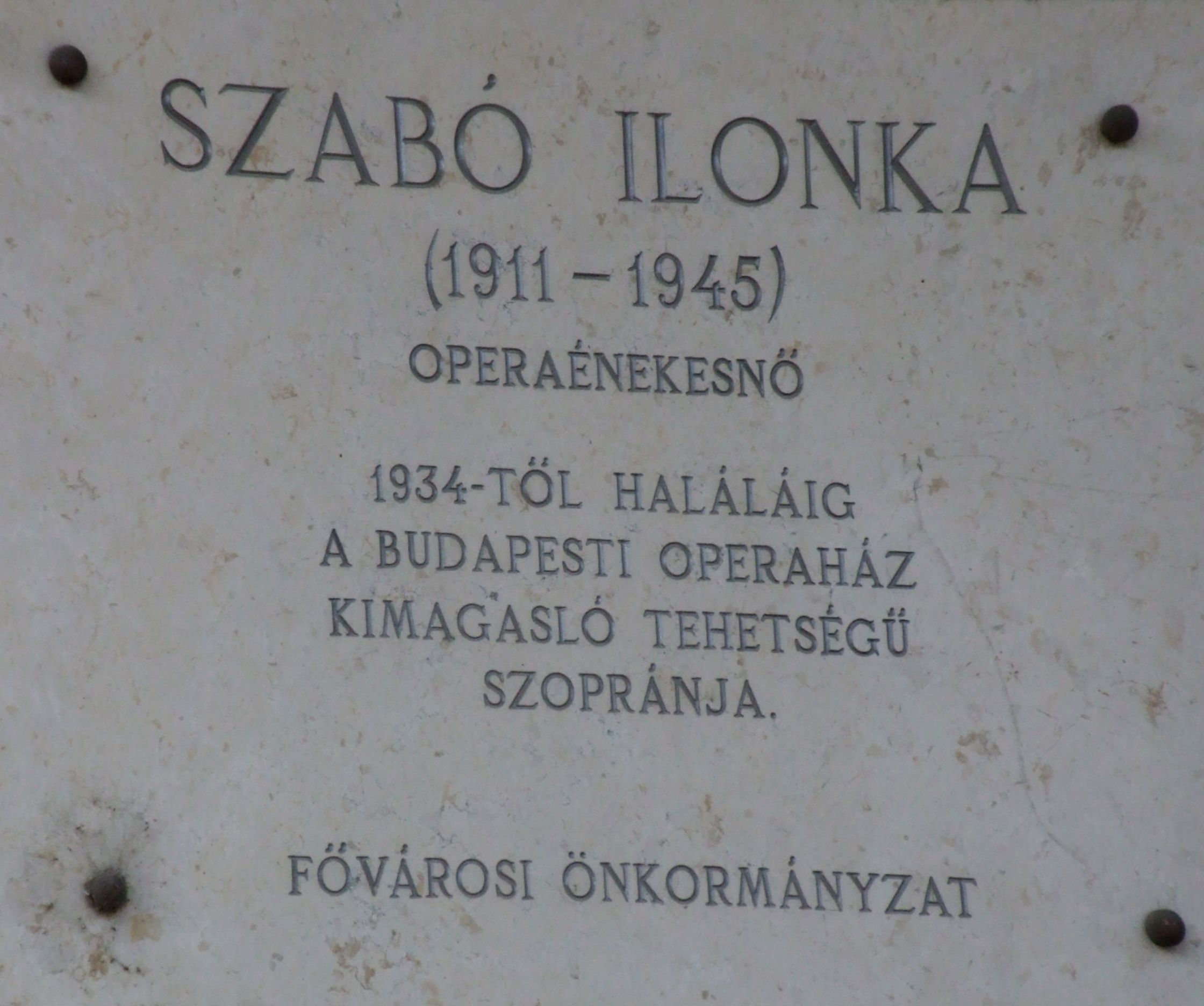
Szabó Ilonka Szabó Ilonka - Ostrom utca sarok
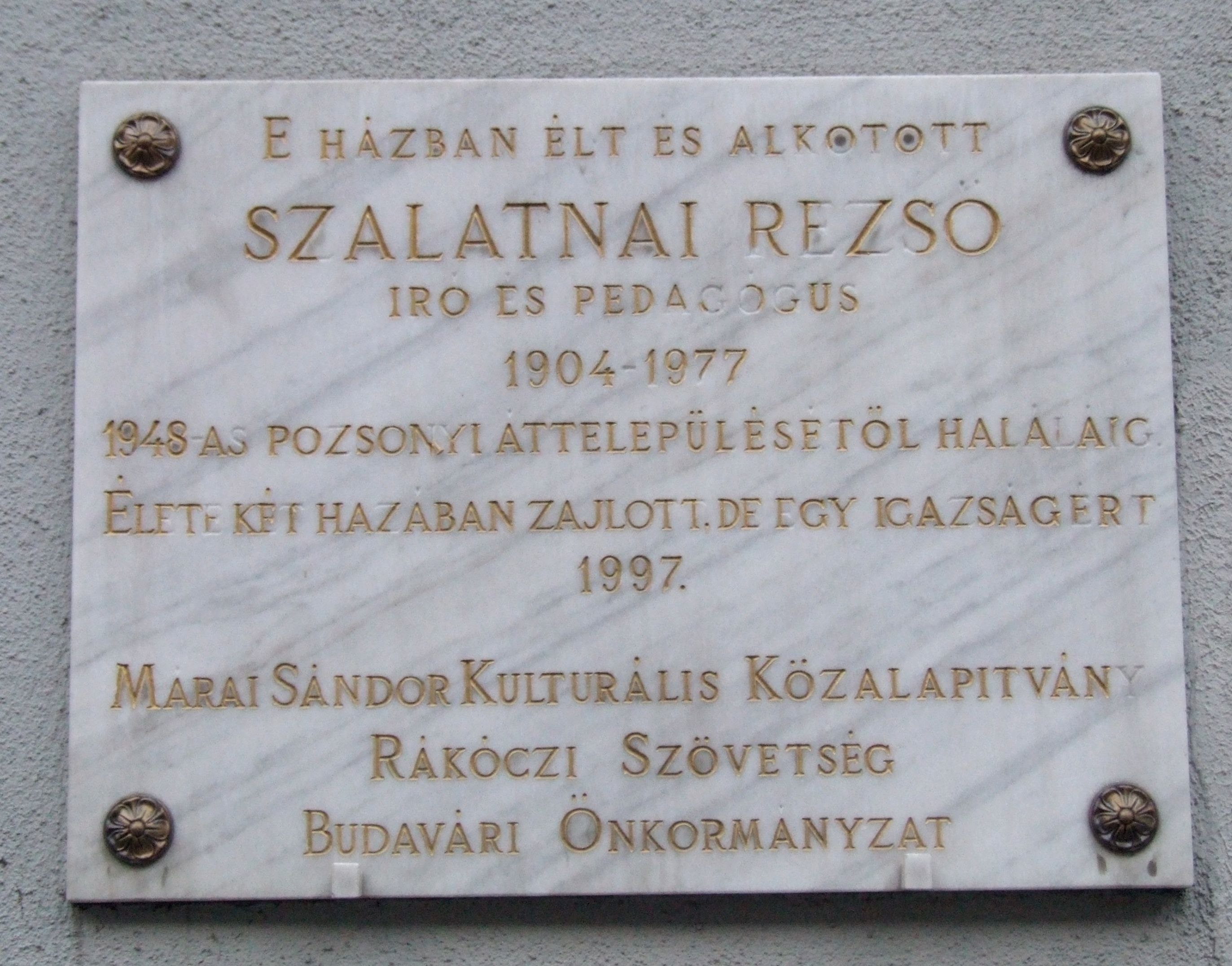
Szalatnai Rezső Attila út 75.
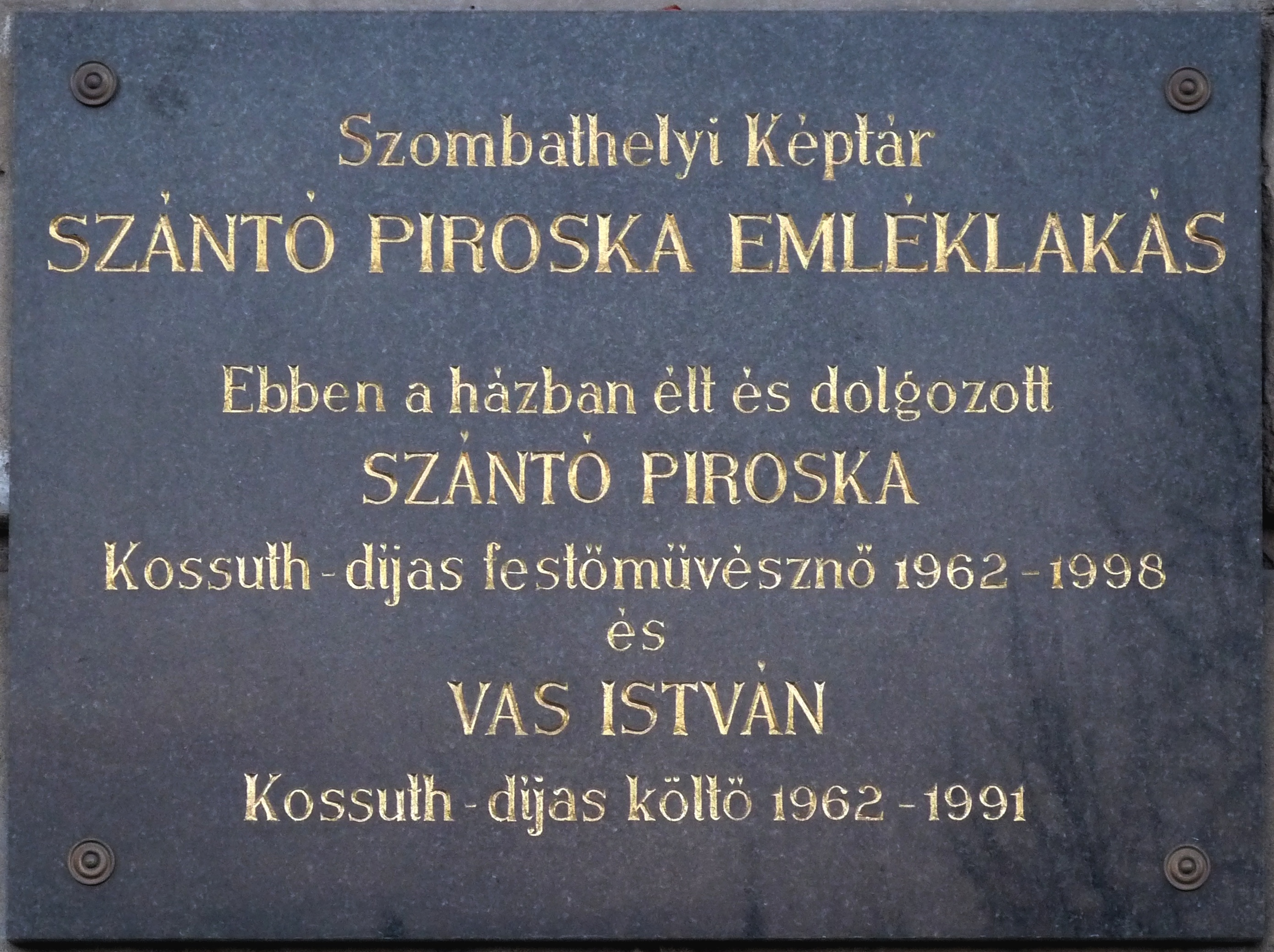
Szántó Piroska és Vas István Várkert rakpart 17.
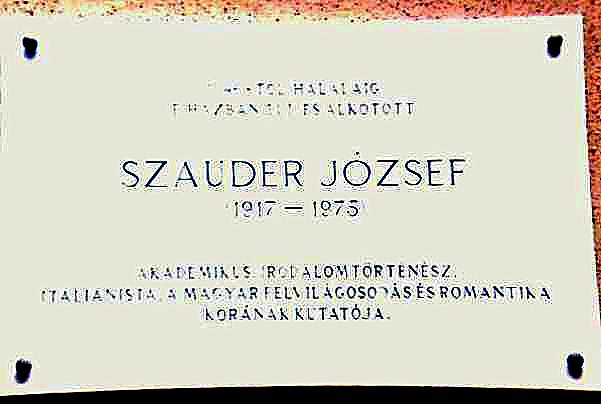
Szauder József Fő utca 37.
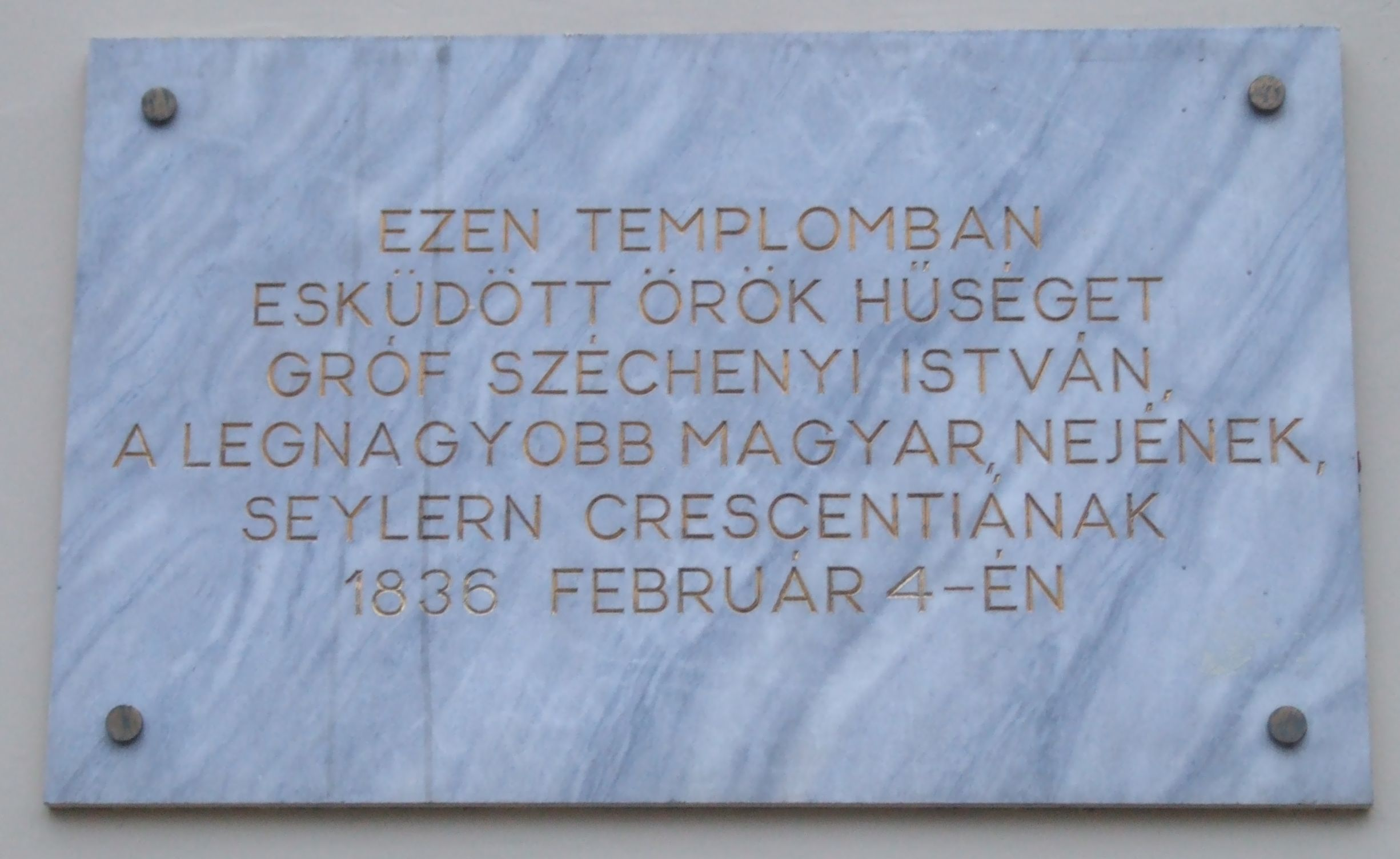
Széchenyi István Krisztinavárosi plébániatemplom Mészáros utca 1.
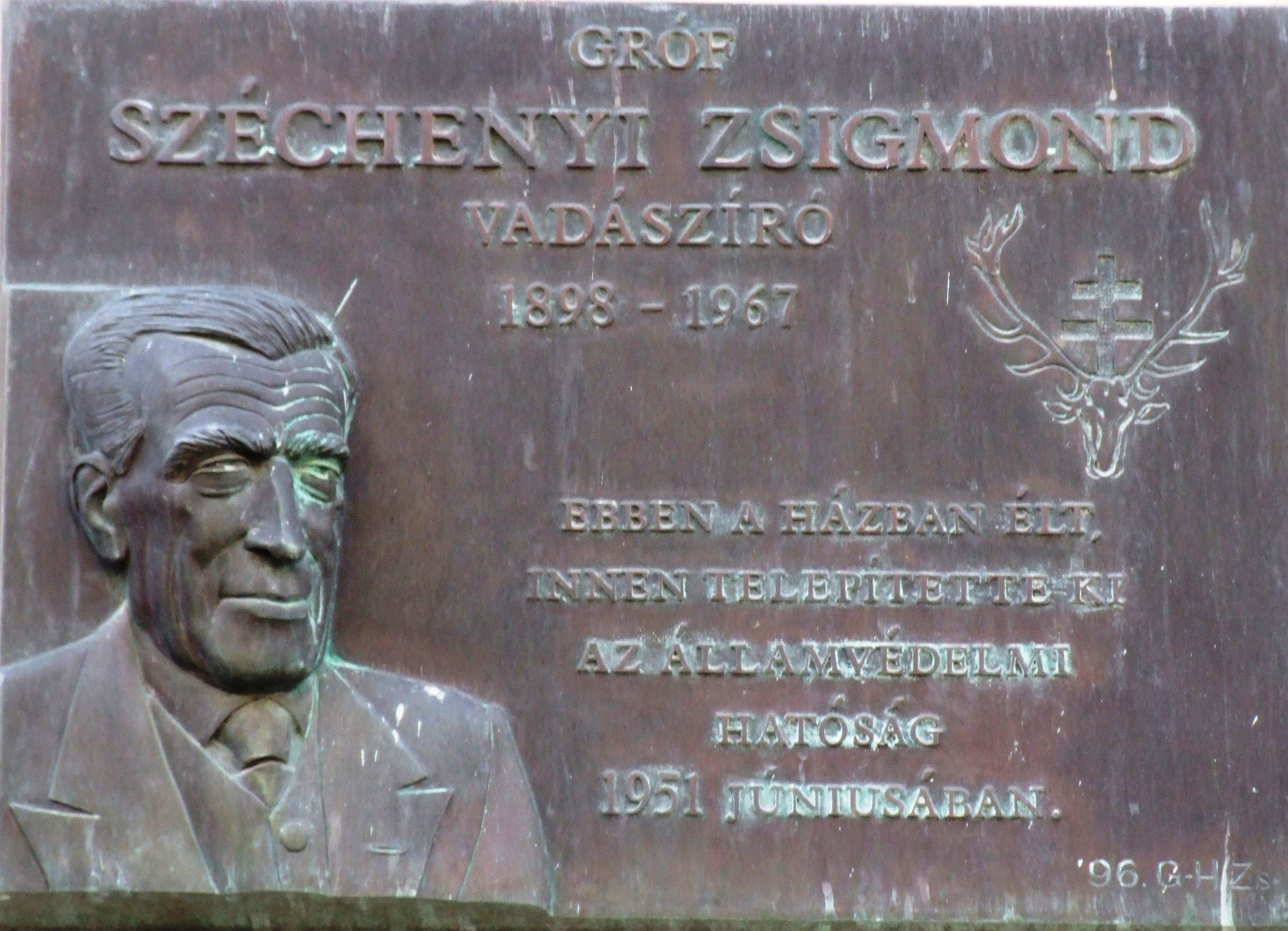
Széchenyi Zsigmond Úri utca 52. alkotó: Gulácsy-Horváth Zsolt
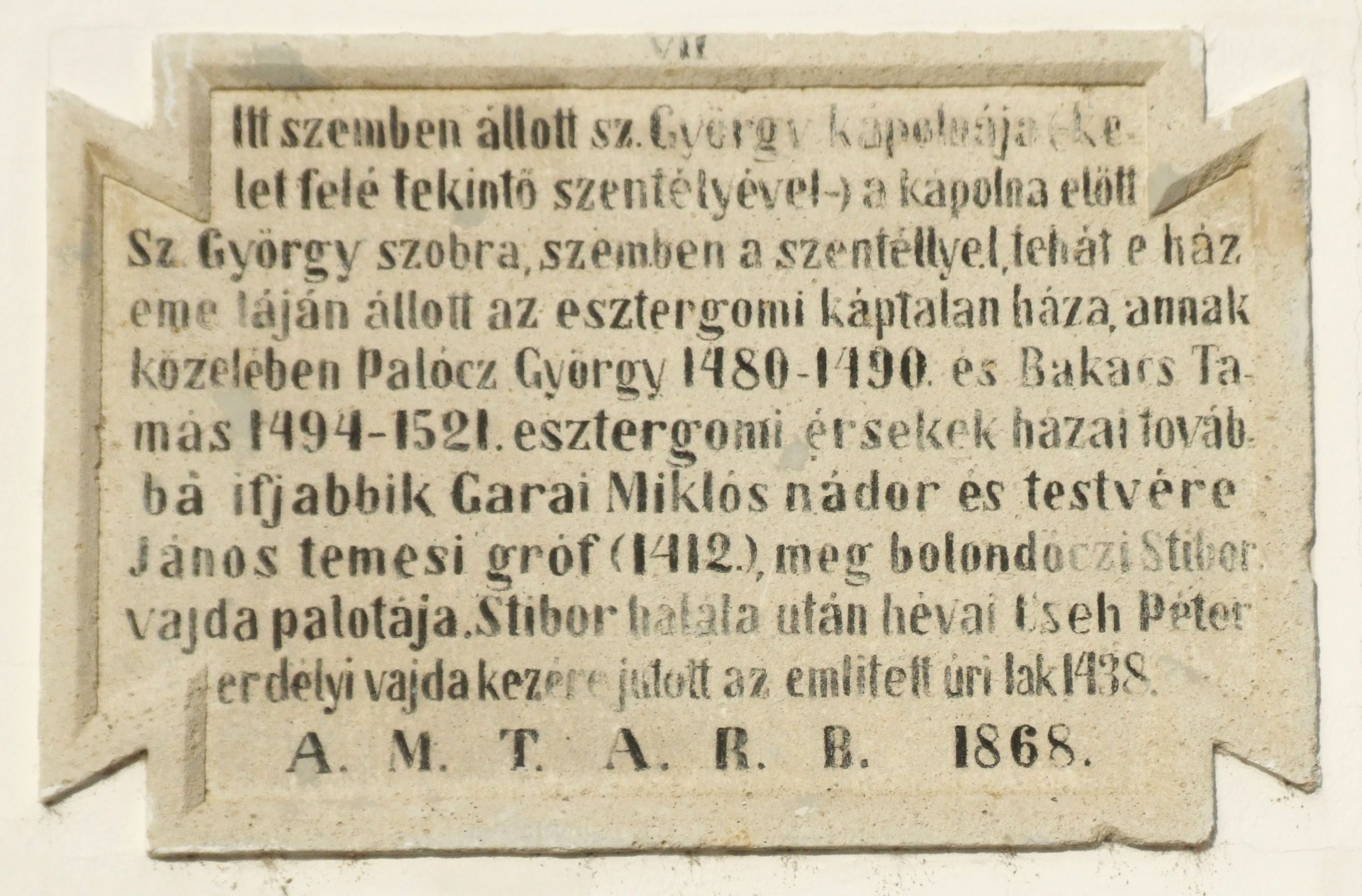
Szent György kápolna Szent György tér
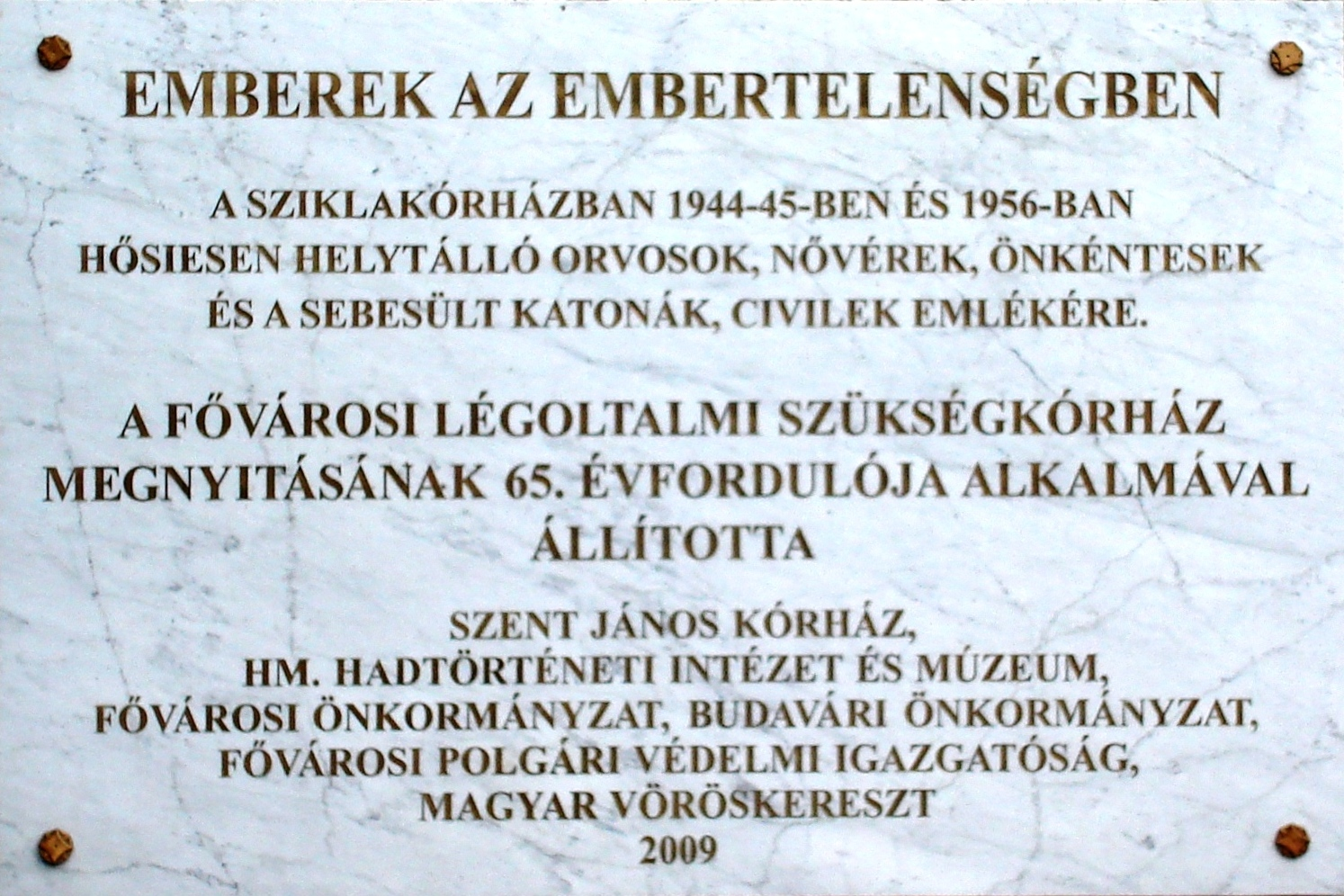
Sziklakórház Lovas út 4/c.
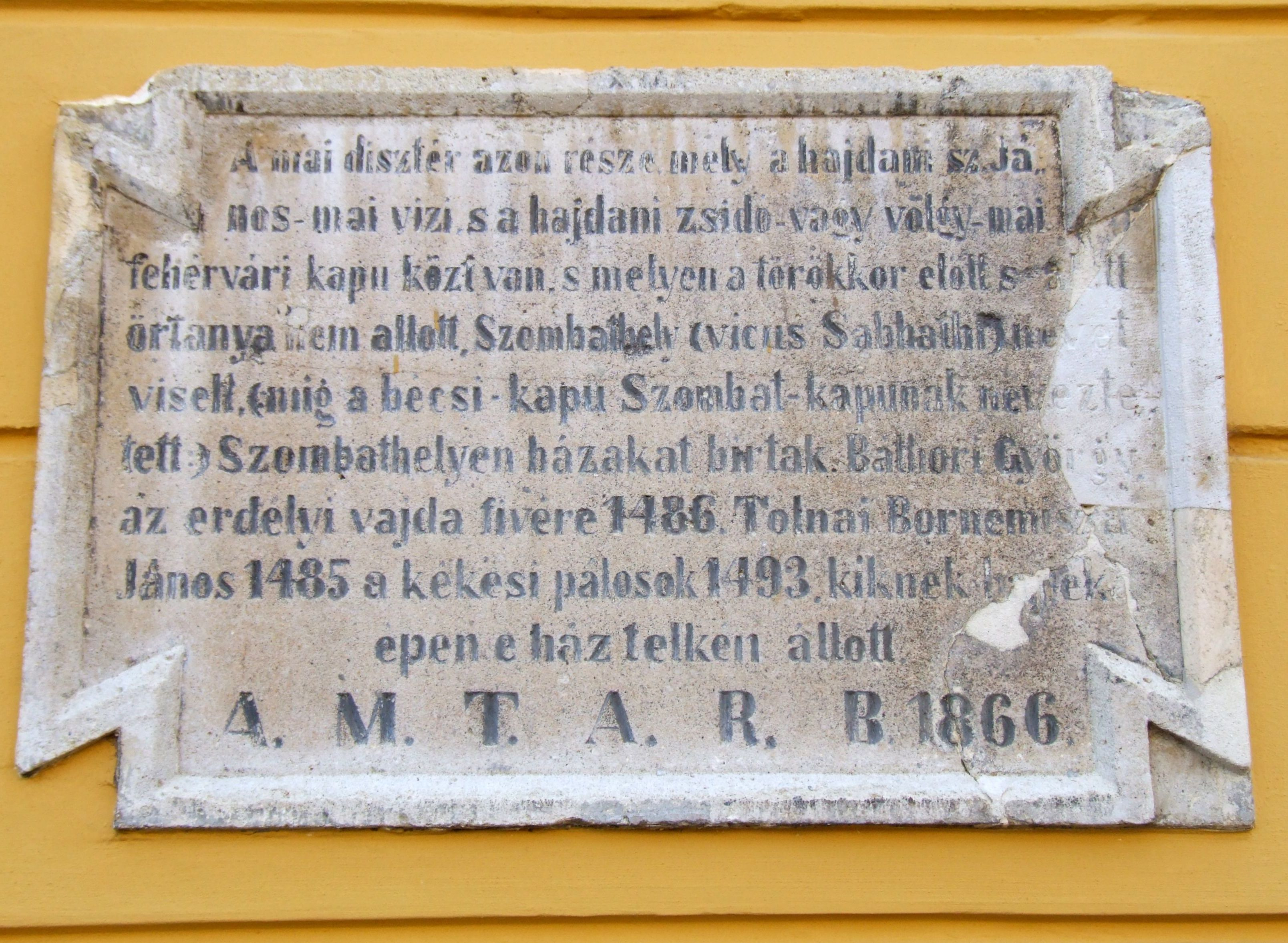
Szombat kapu Dísz tér 15.
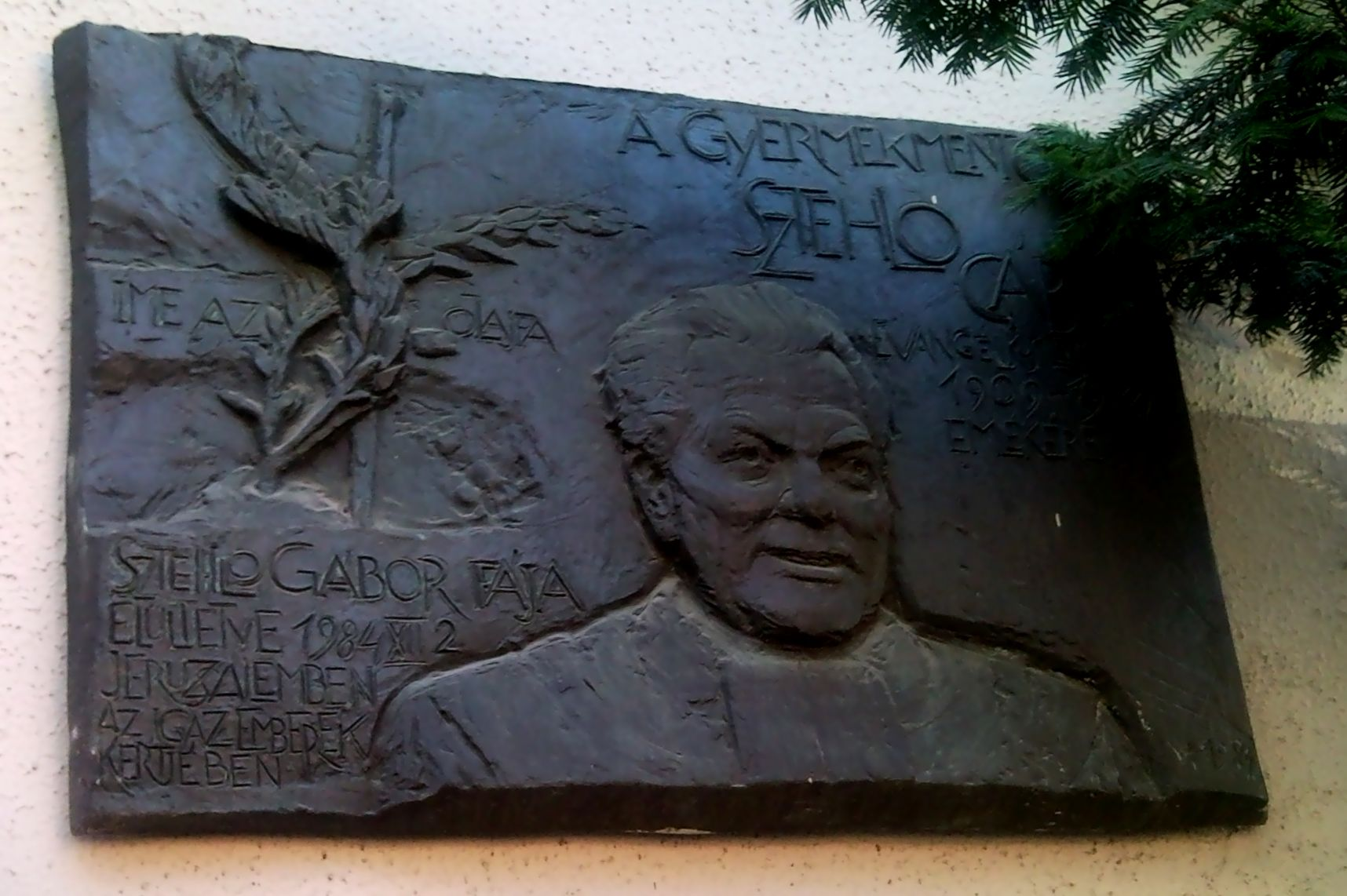
Sztehlo Gábor a Gaudiopolis létrehozója Bécsi kapu tér Evangélikus templom
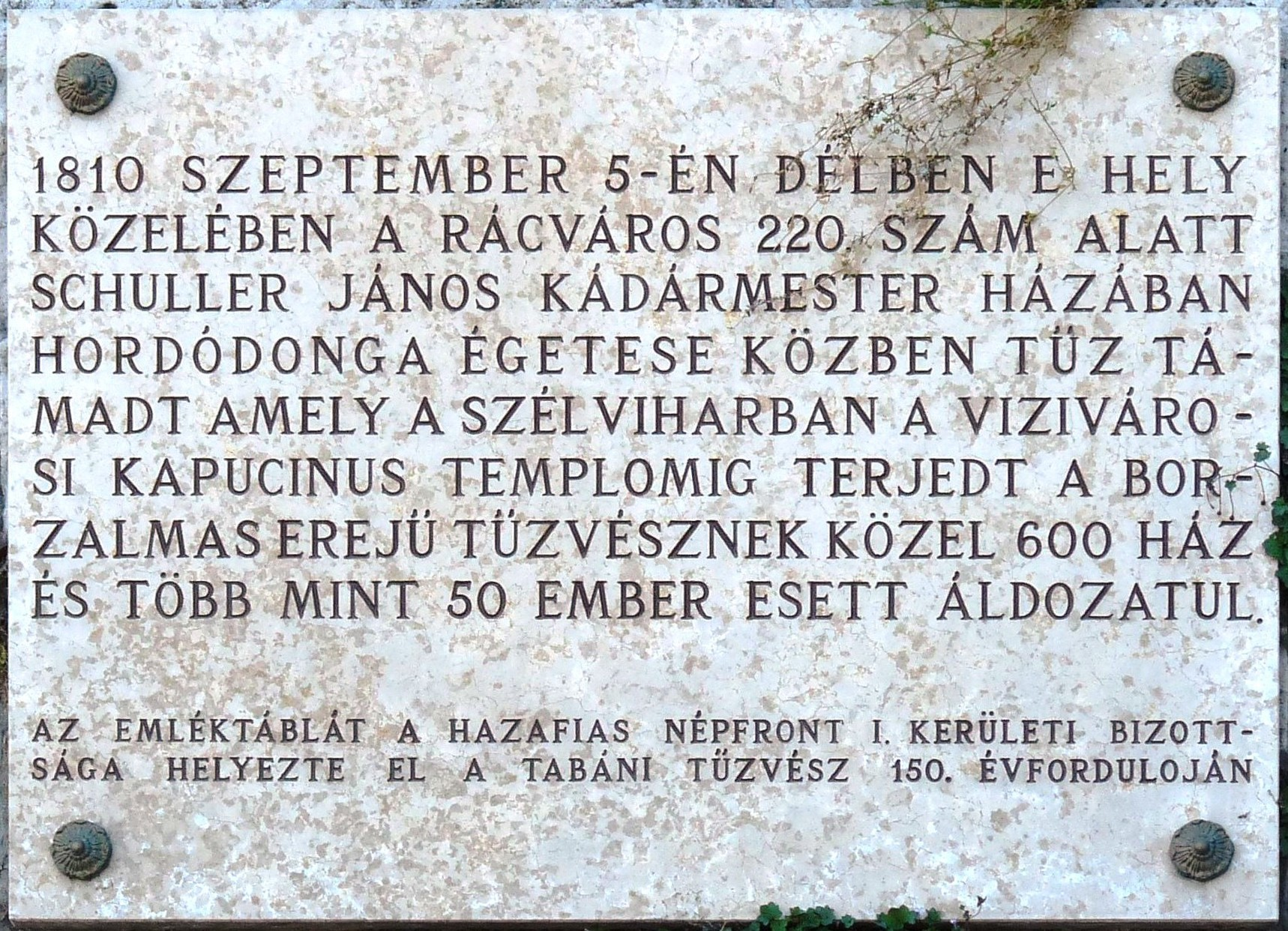
A tabáni tűzvész Hegyalja út
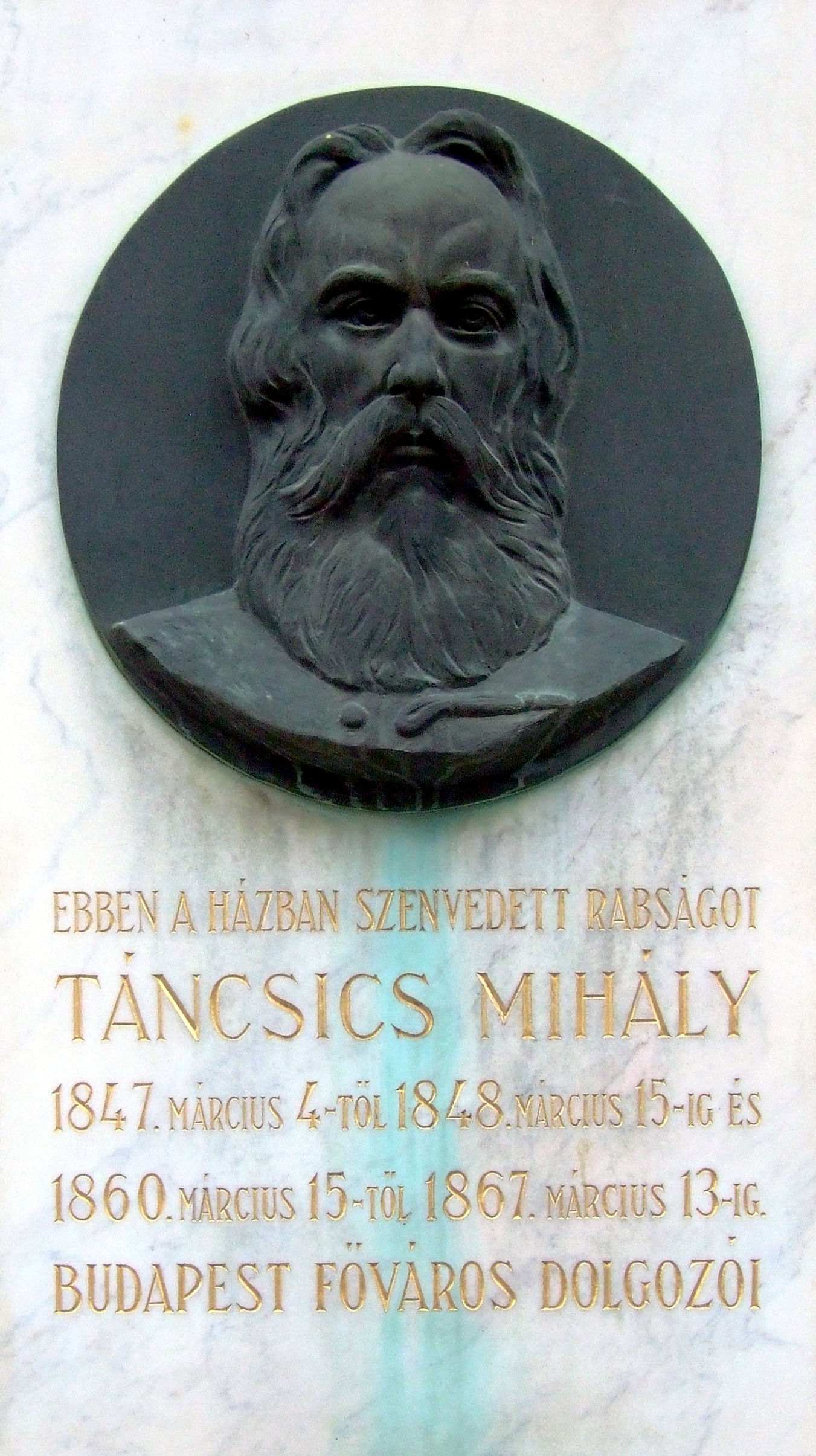
Táncsics Mihály Táncsics utca 9. Istók János alkotása
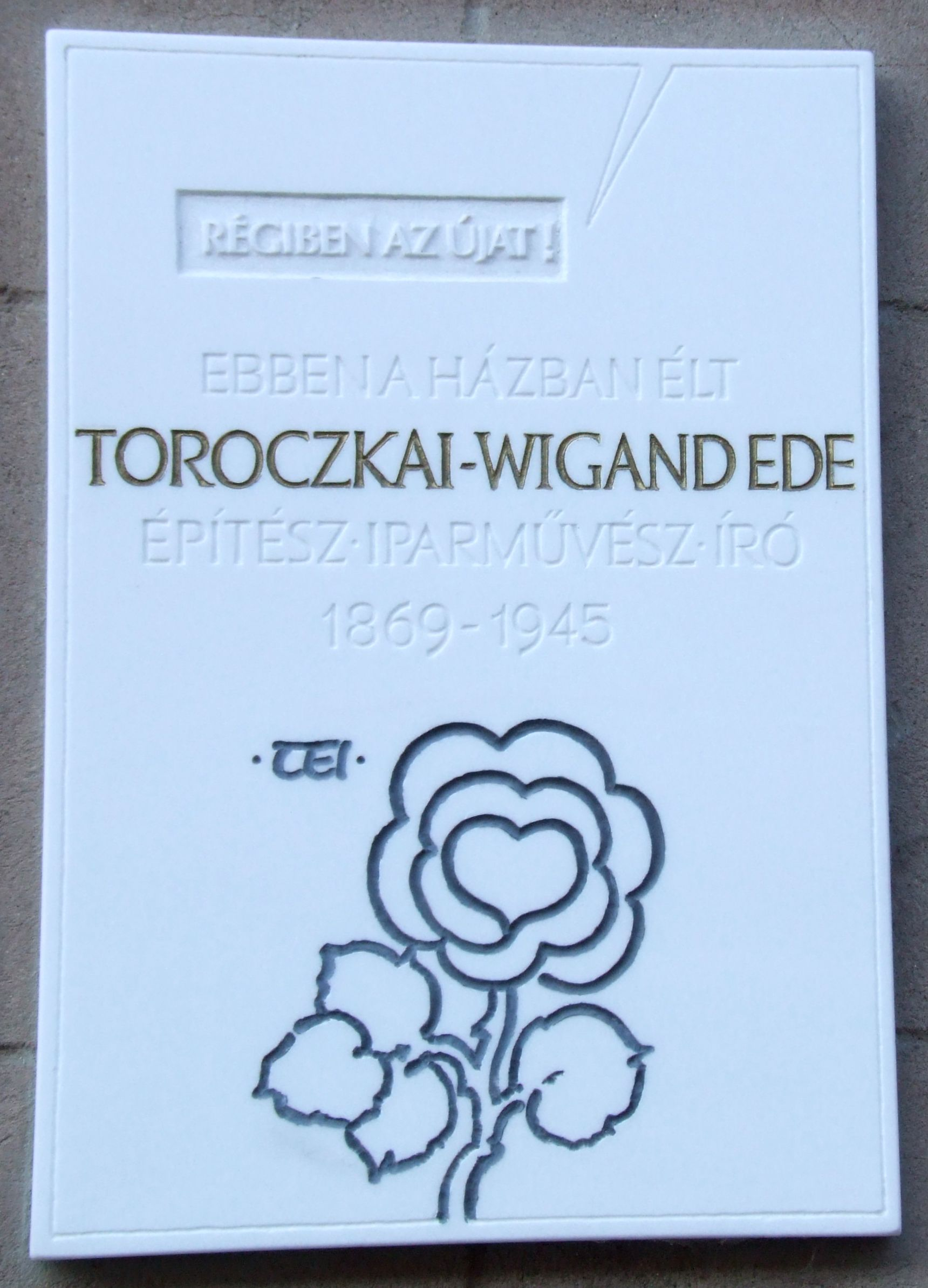
Toroczkai Wigand Ede Úri utca 17.
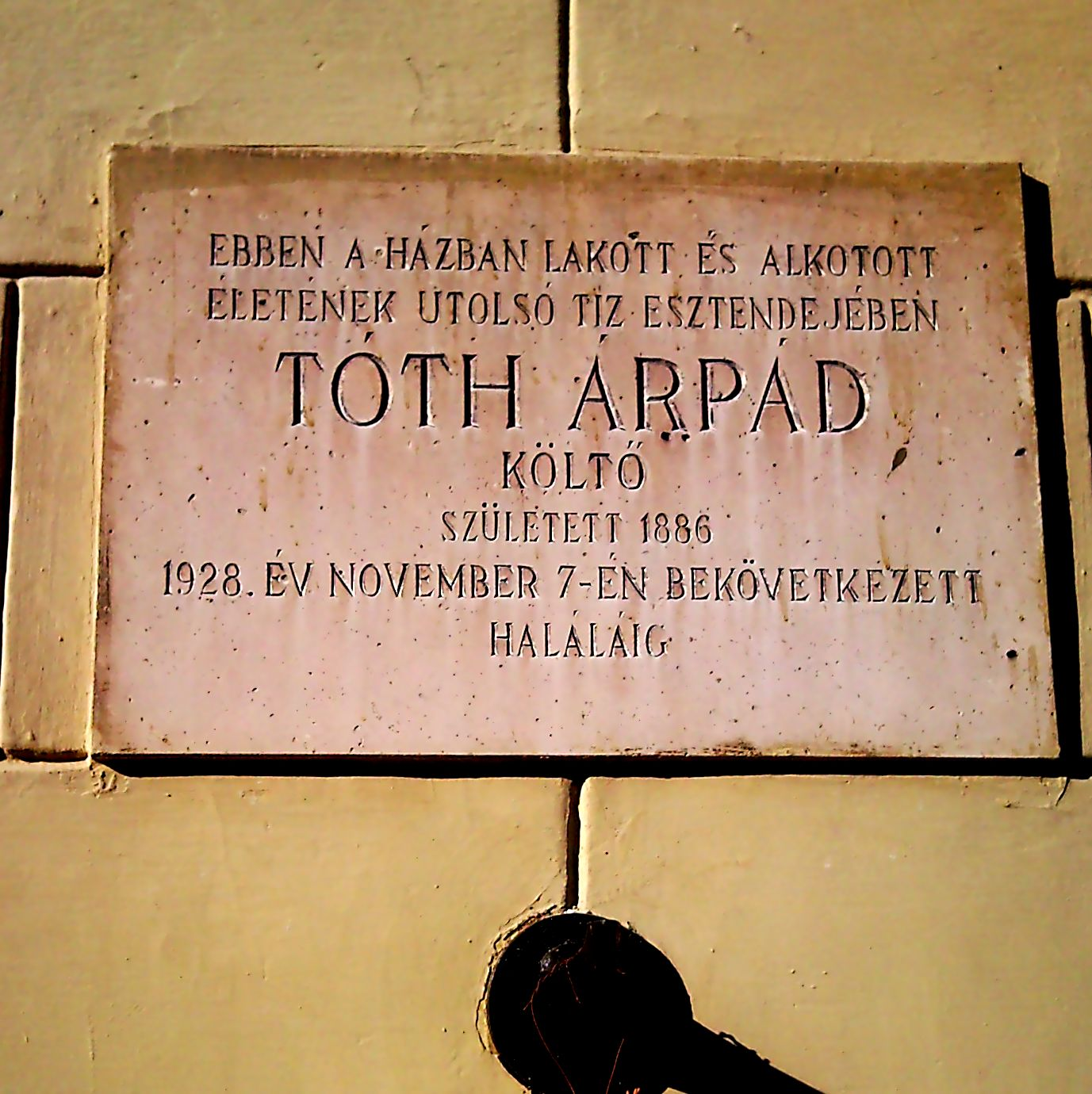
Tóth Árpád Táncsics utca 13.
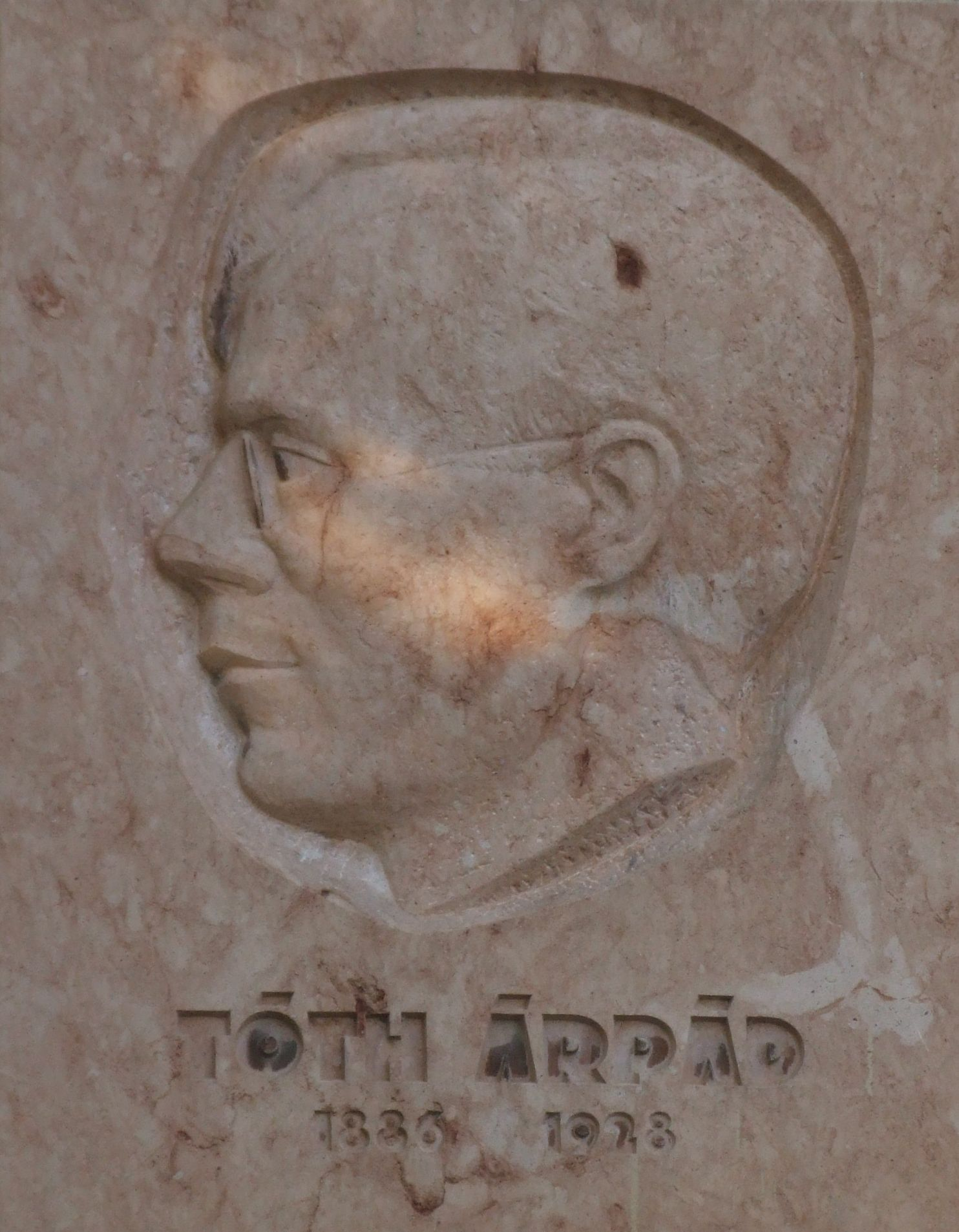
Tóth Árpád Tóth Árpád sétány 23. Kőfalvi Gyula alkotása
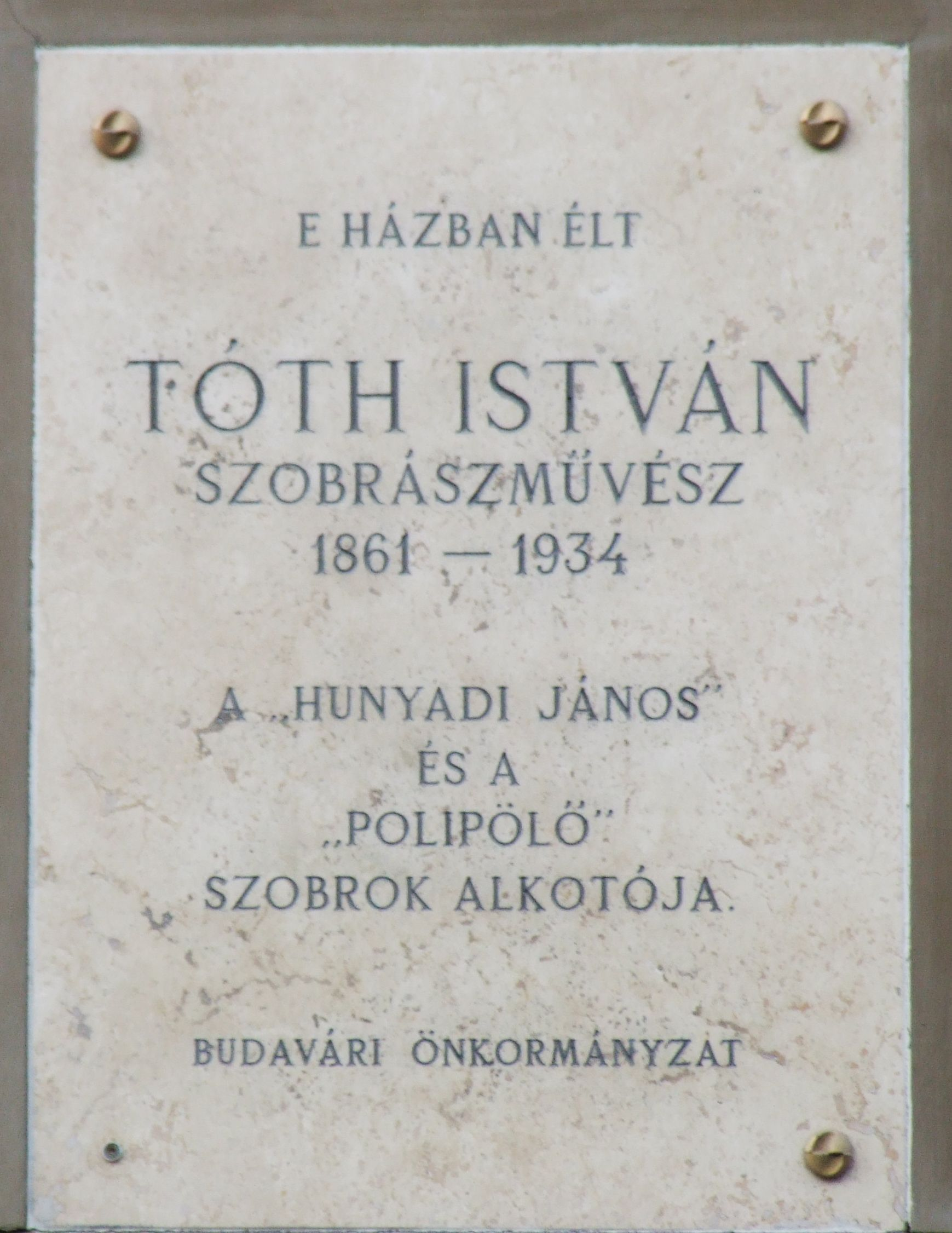
Tóth István Döbrentei utca 6.
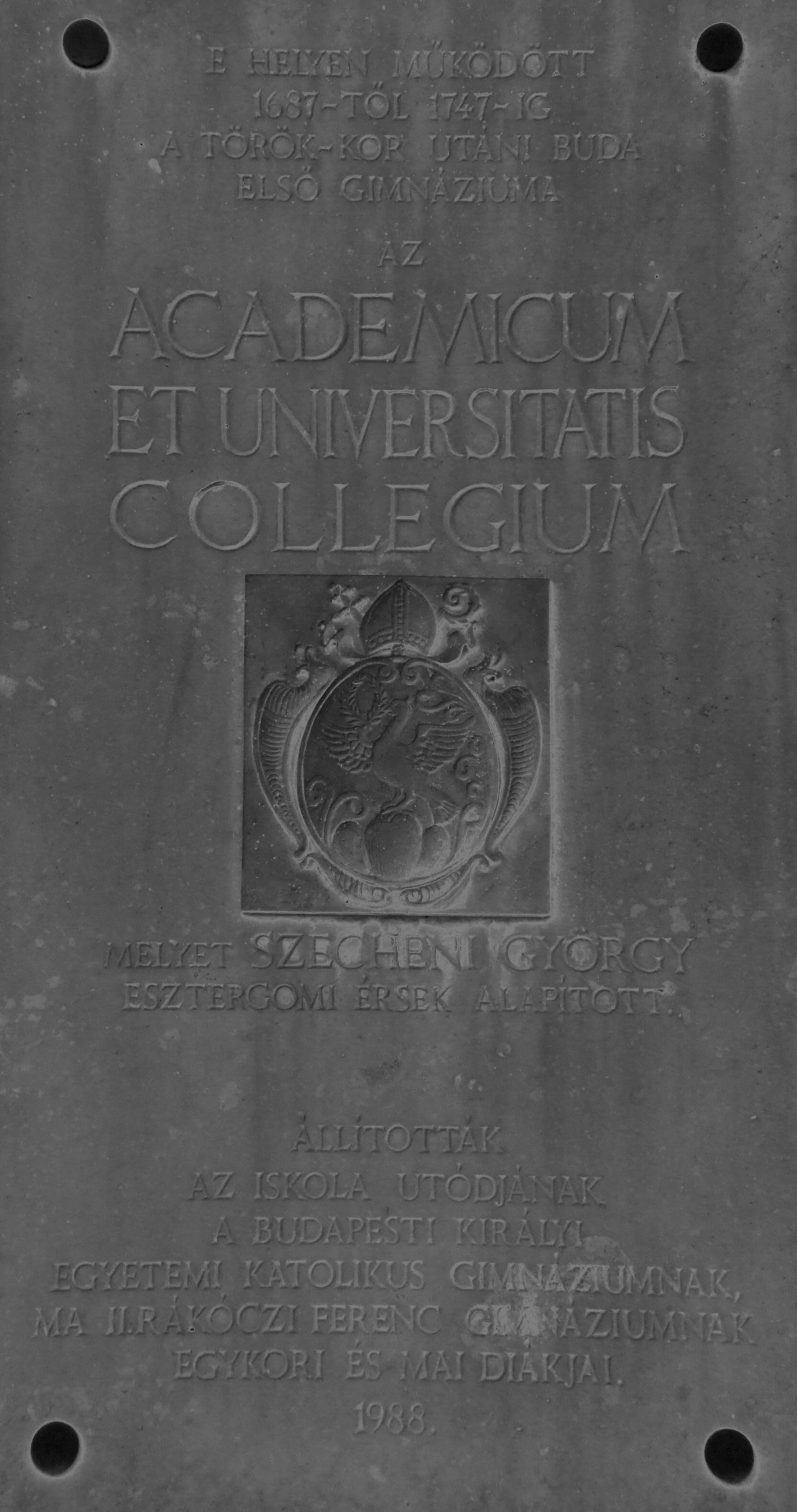
A török kor utáni első gimnázium[5] Hess András tér
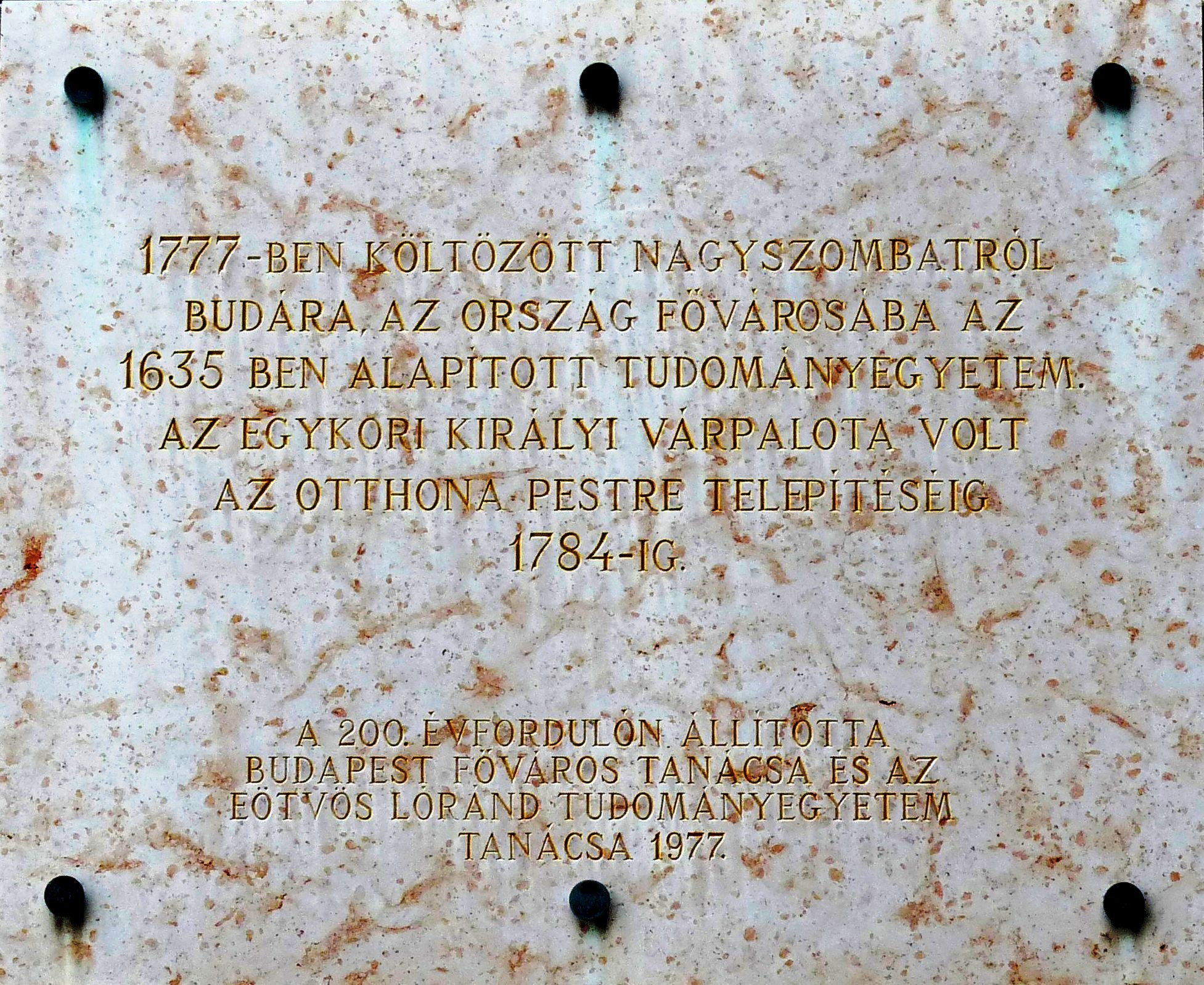
Tudományegyetem Szent György tér 2.
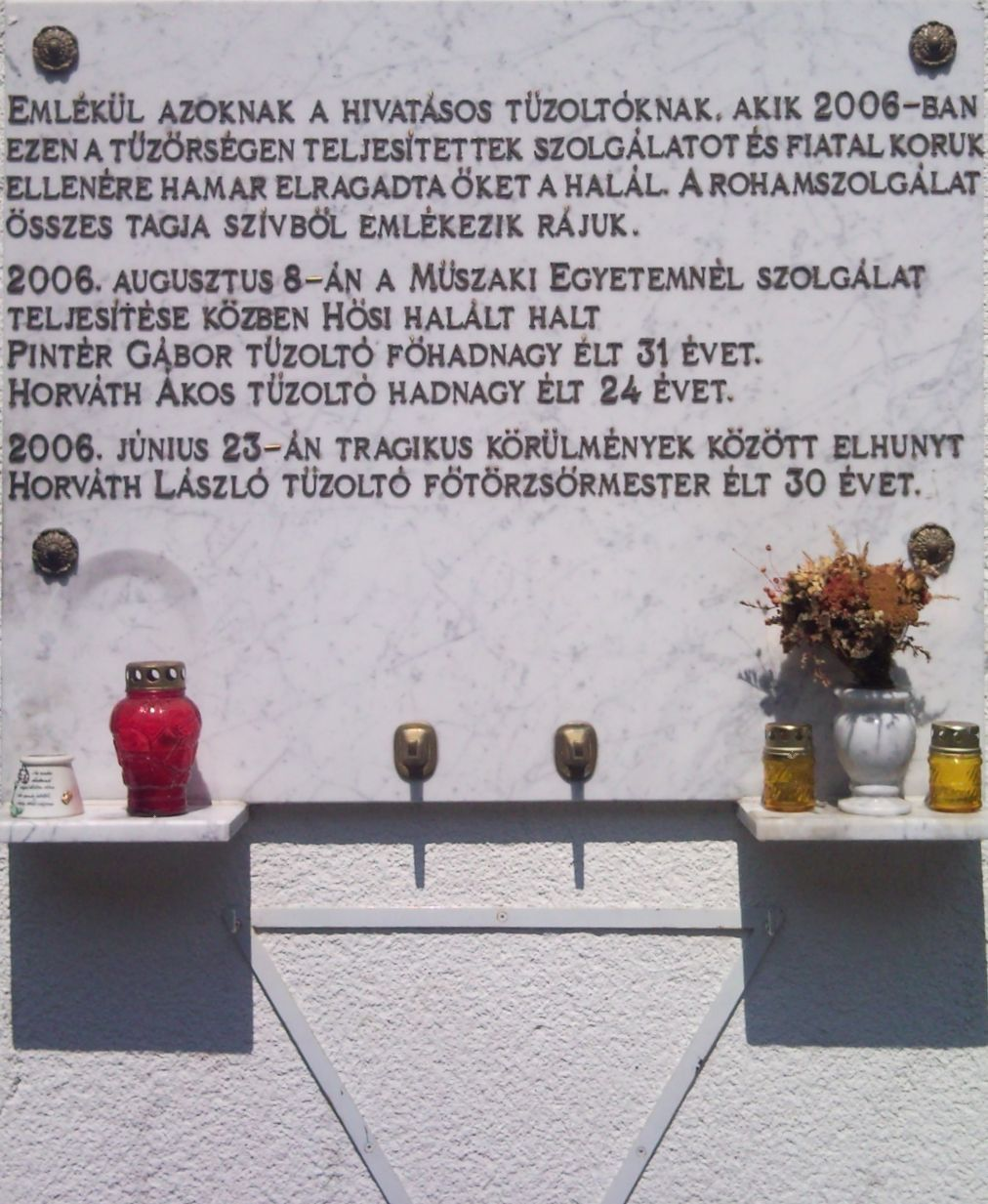
Tűzoltó hősi halottak Kosciuszkó Tádé utca 5.
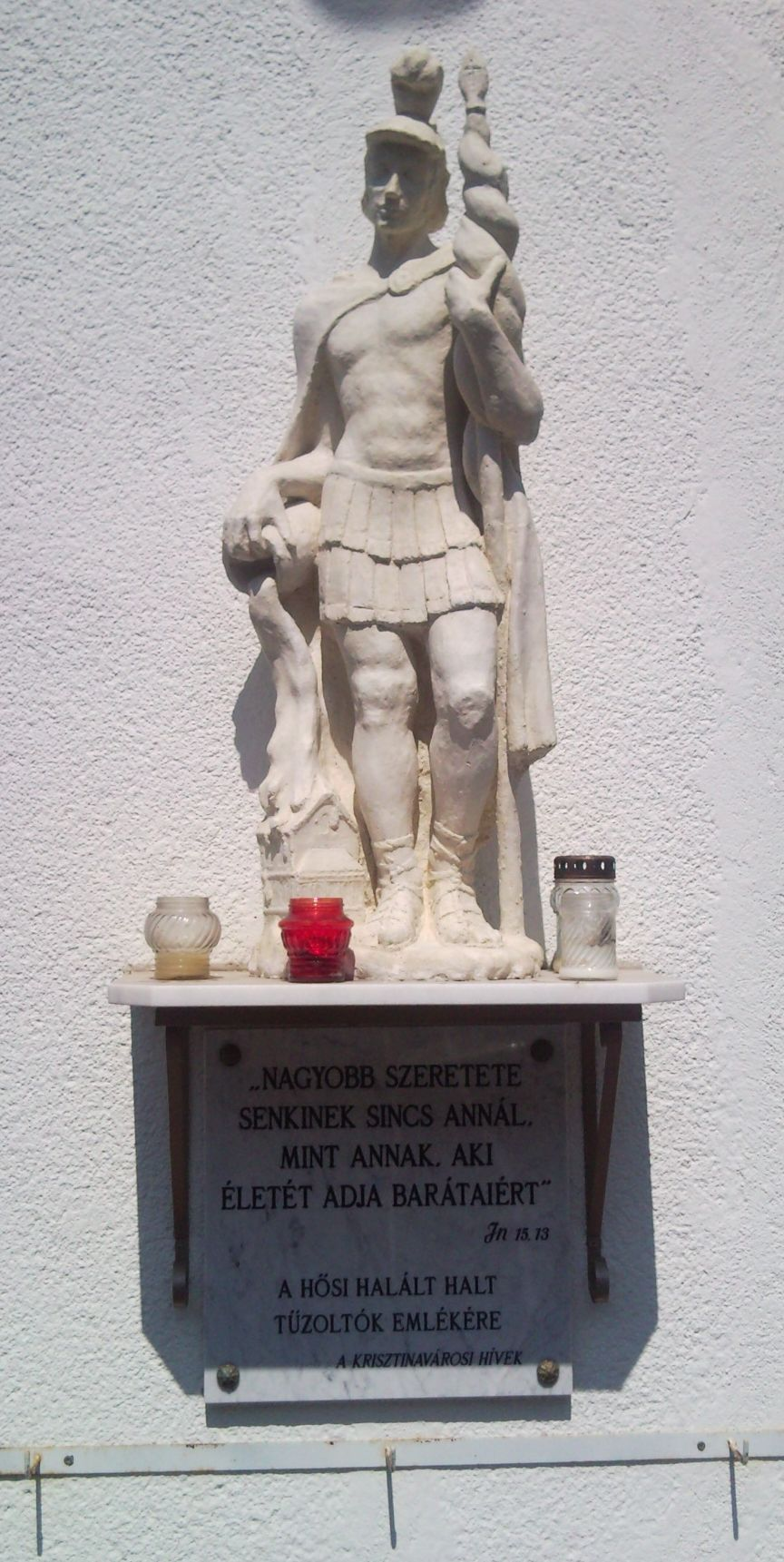
Kosciuszkó Tádé utca 5.
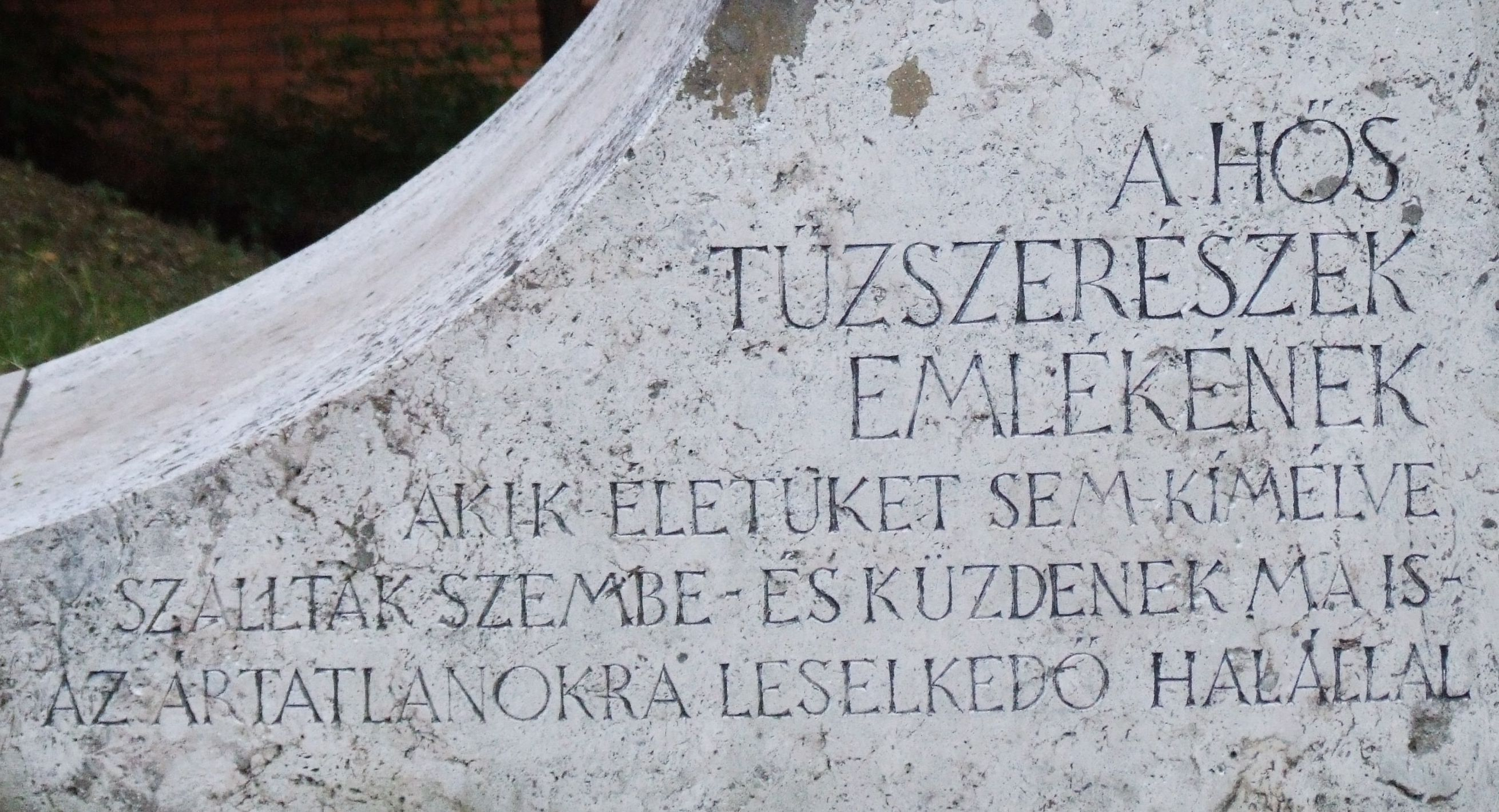
Tűzszerész-emlékmű Logodi utca – Tábor utca találkozása Csíkszentmihályi Róbert alkotása
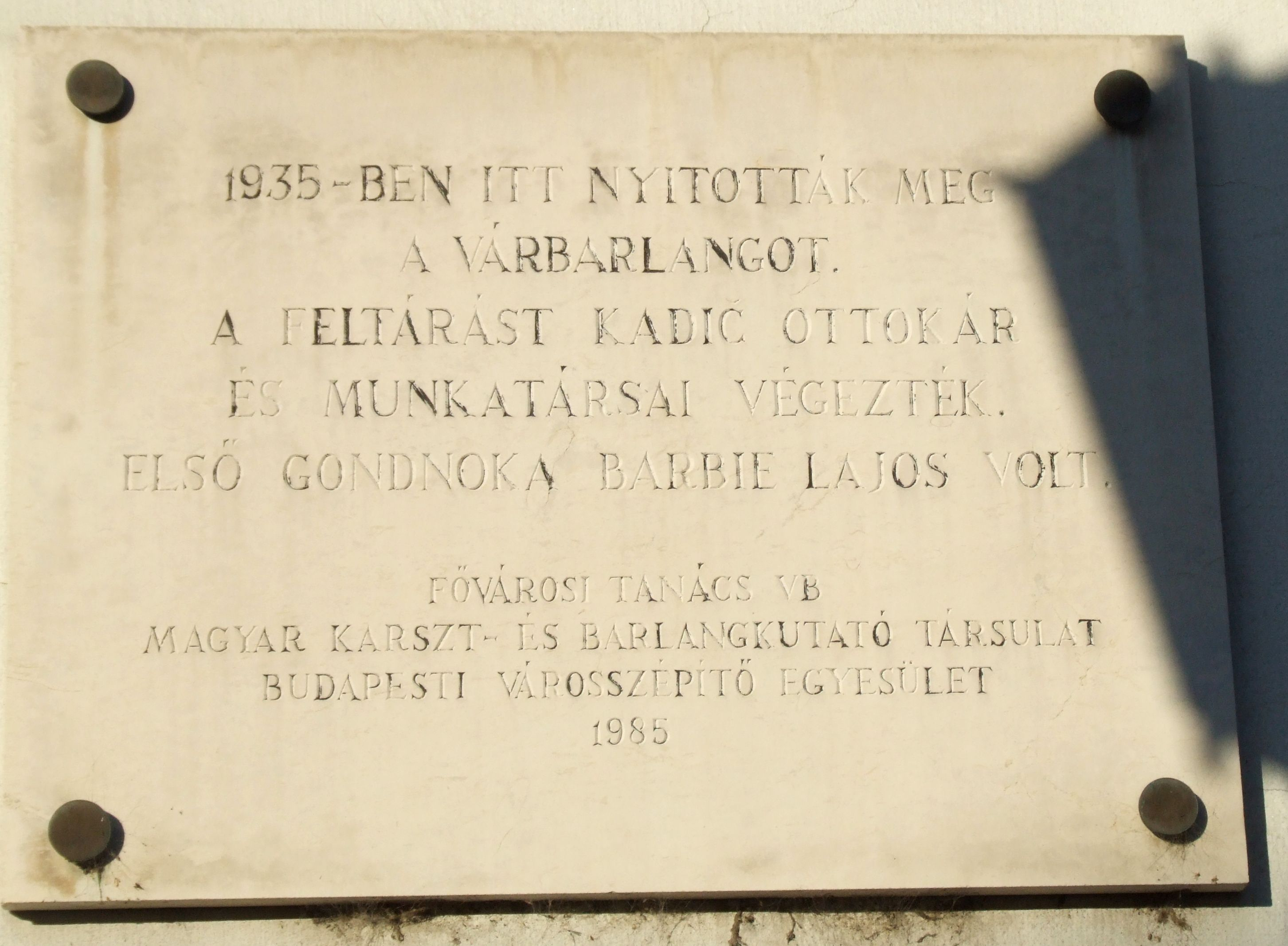
Várbarlang Úri utca 21.
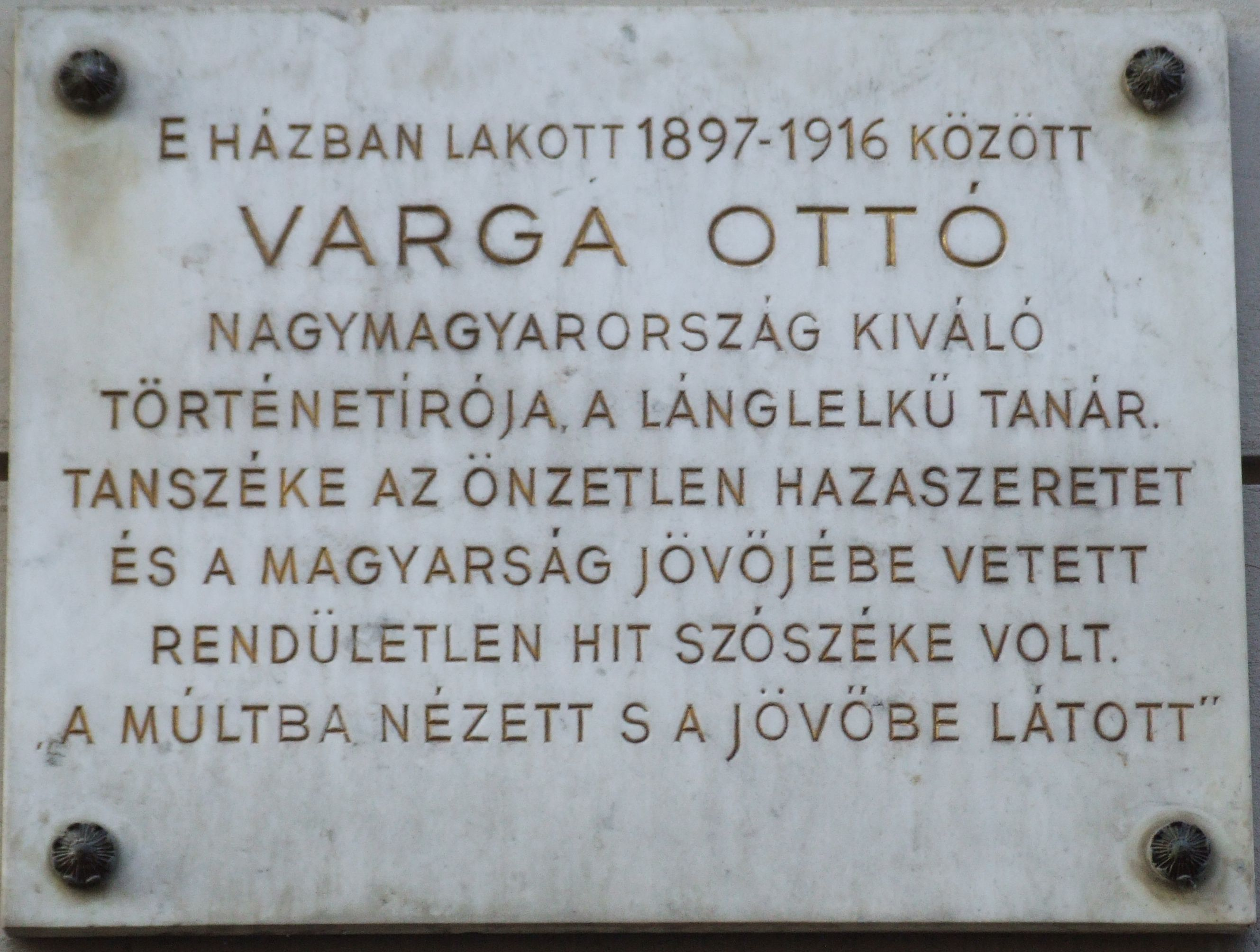
Varga Ottó Logodi utca 25.
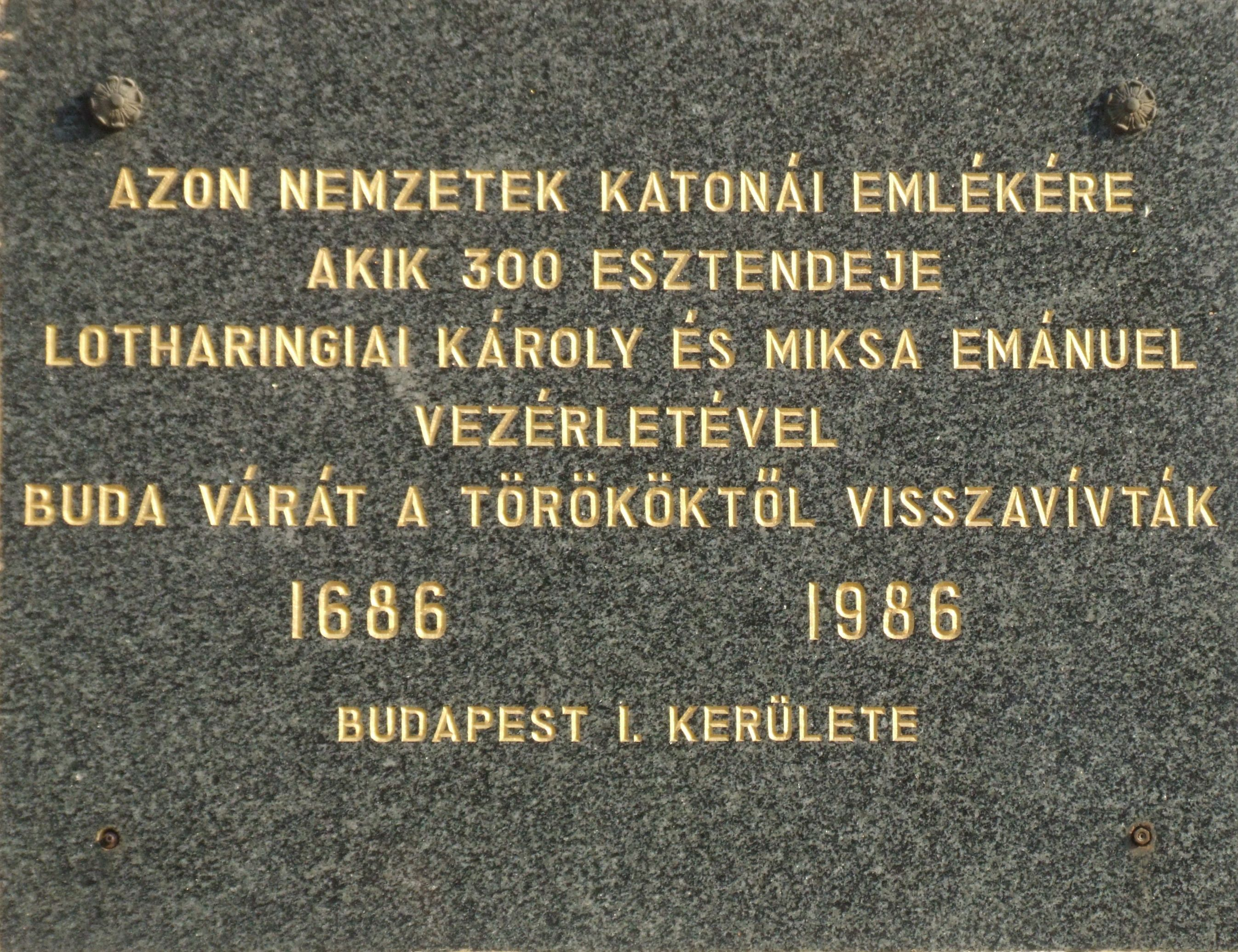
Várvisszafoglalók 1686 Kapisztrán tér
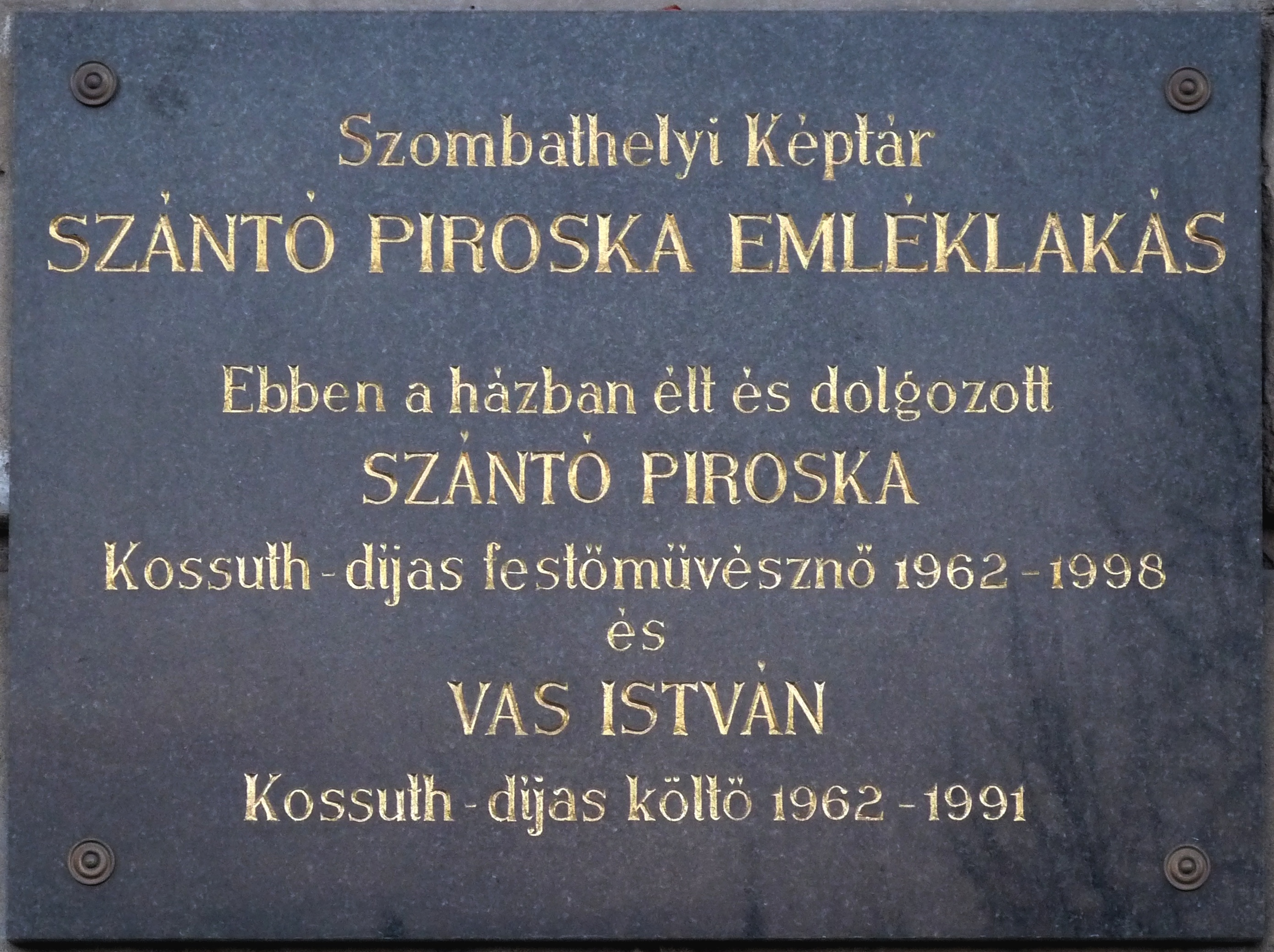
Szántó Piroska és Vas István Várkert rakpart 17.
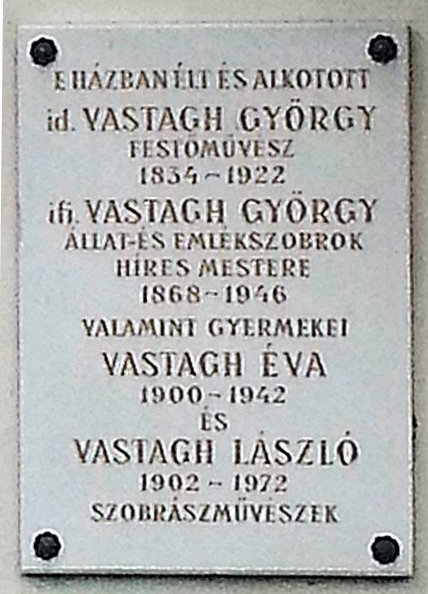
Id. Vastagh György és családja Tigris utca 55.
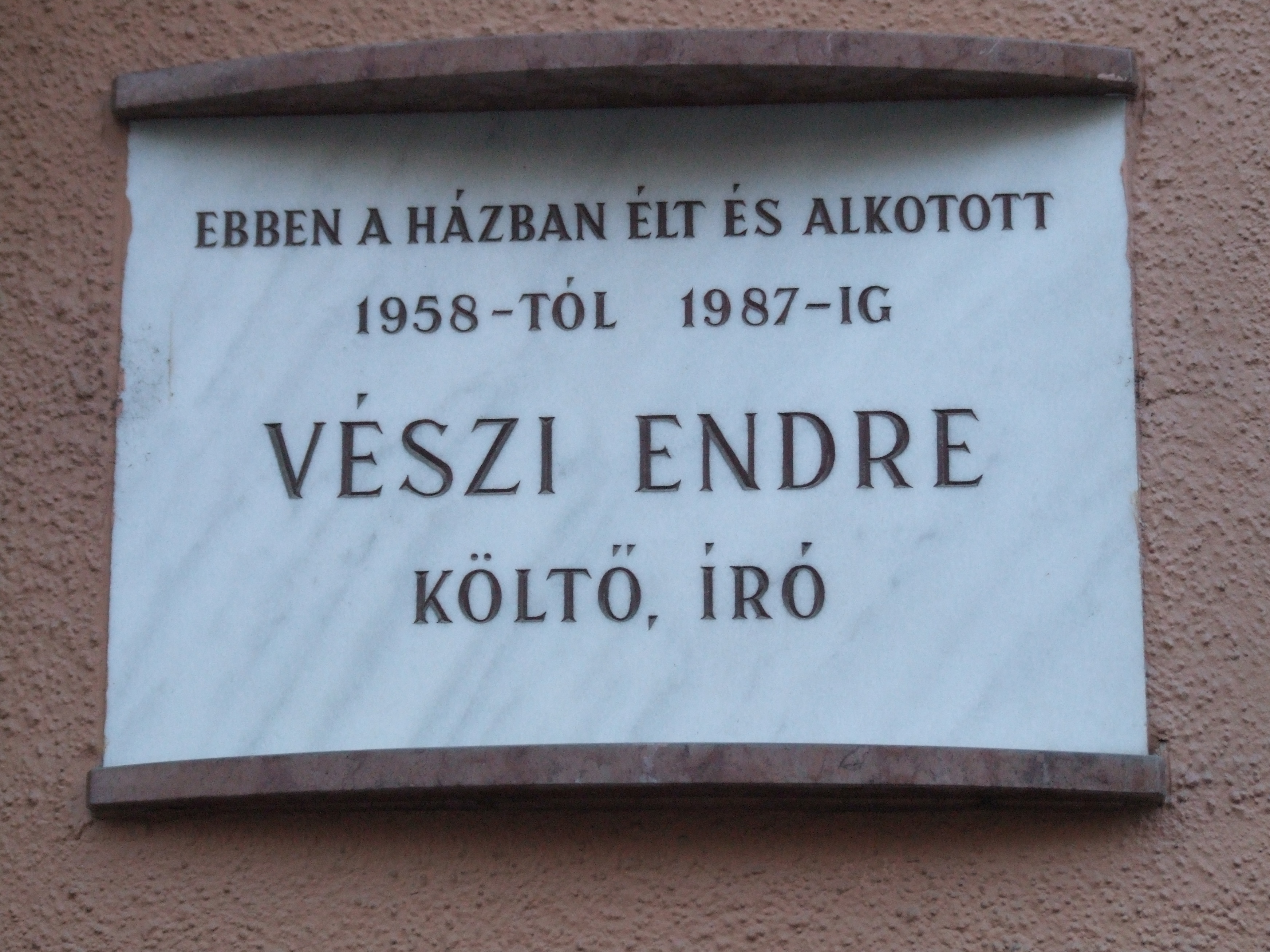
Vészi Endre Attila út 22.
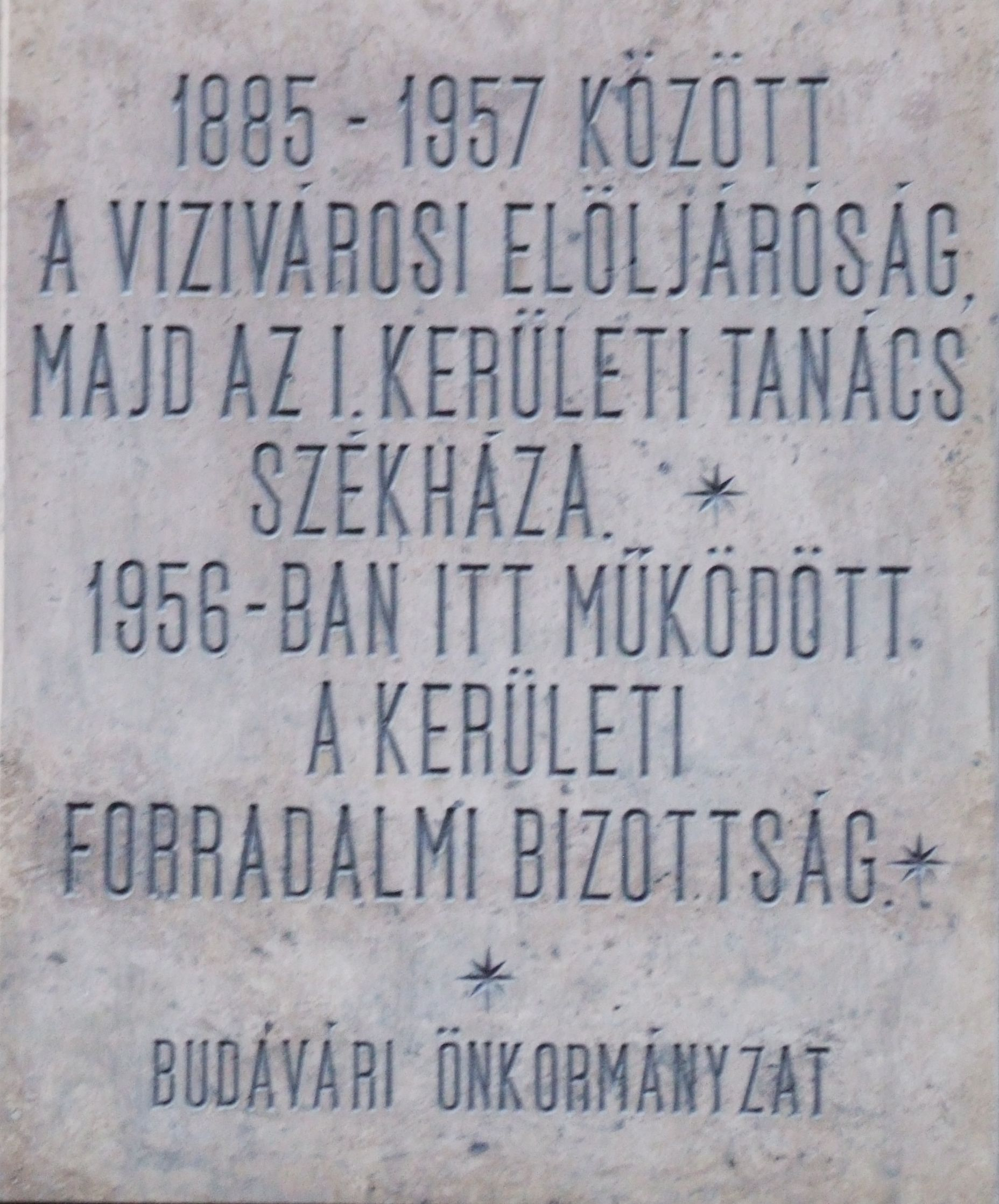
Vízivárosi Elöljáróság
Fő utca 3.

### Botlatókövek

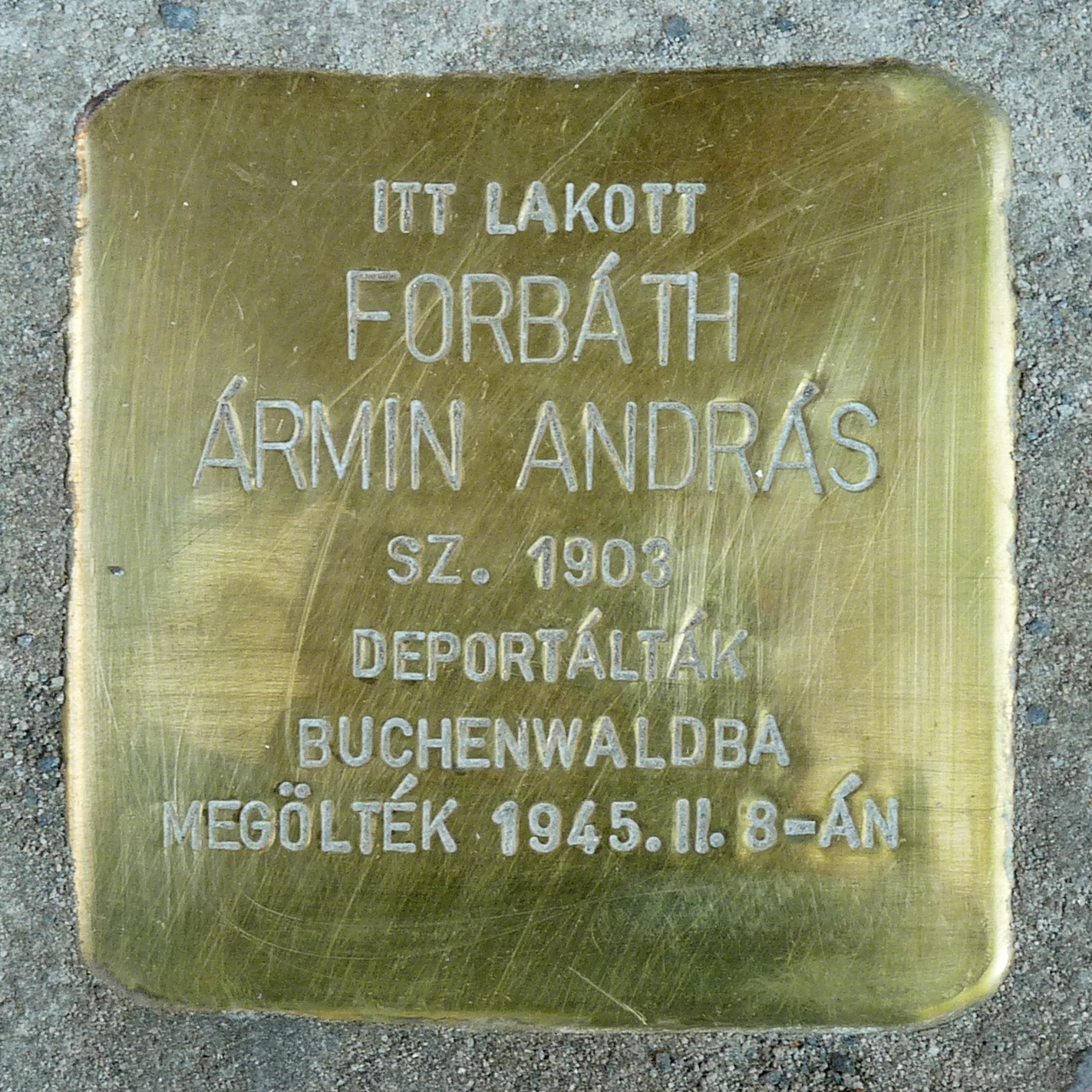
Forbáth Ármin AndrásVárfok u 14.
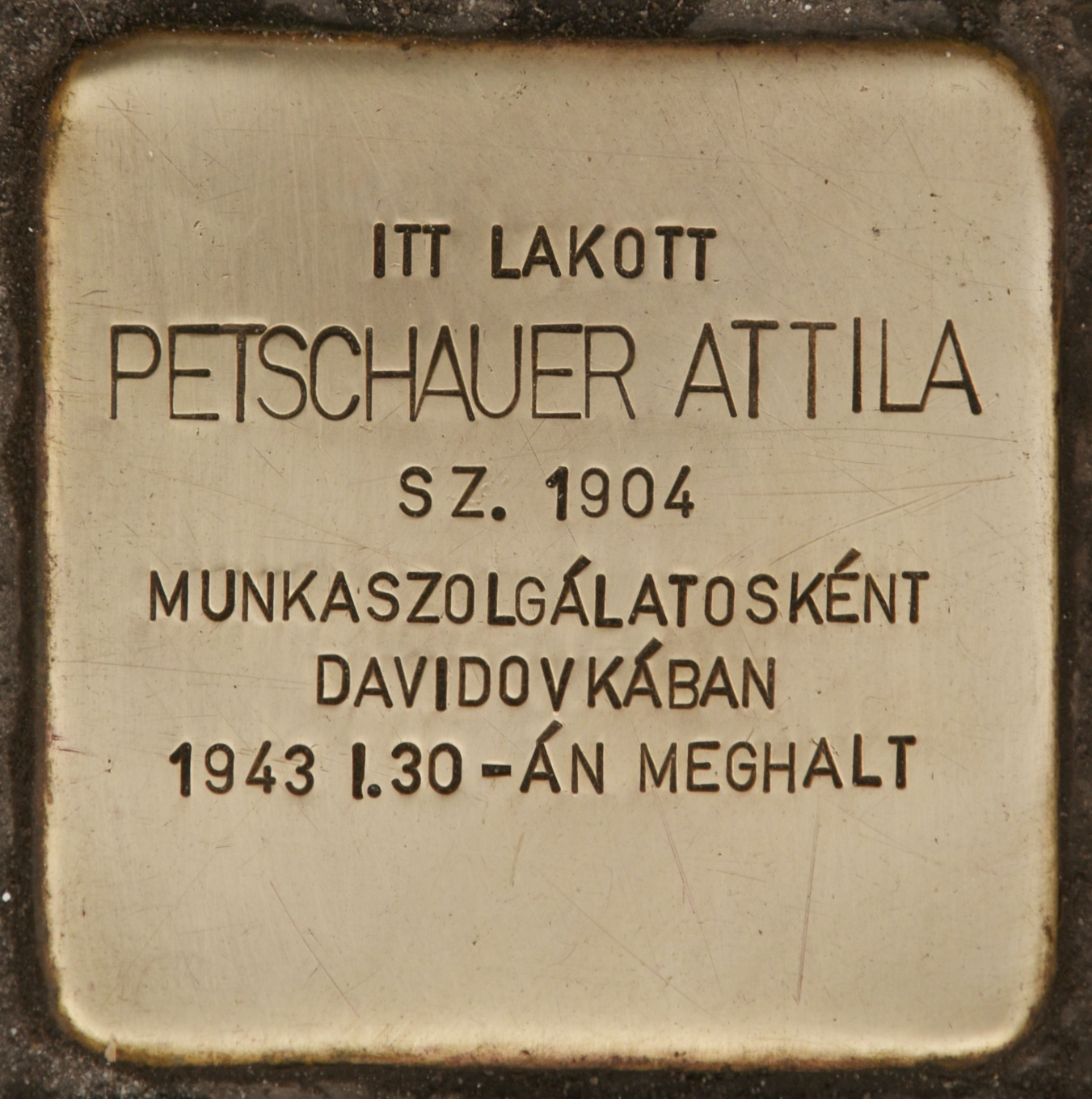
Petschauer AttilaAttila út 65.

- Forbáth Ármin András
Várfok u 14.
- Petschauer Attila
Attila út 65.

## Emléktáblák a Hadtörténeti Múzeumban (Tóth Árpád sétány 40.)
(Az elhelyezés sorrendjében)

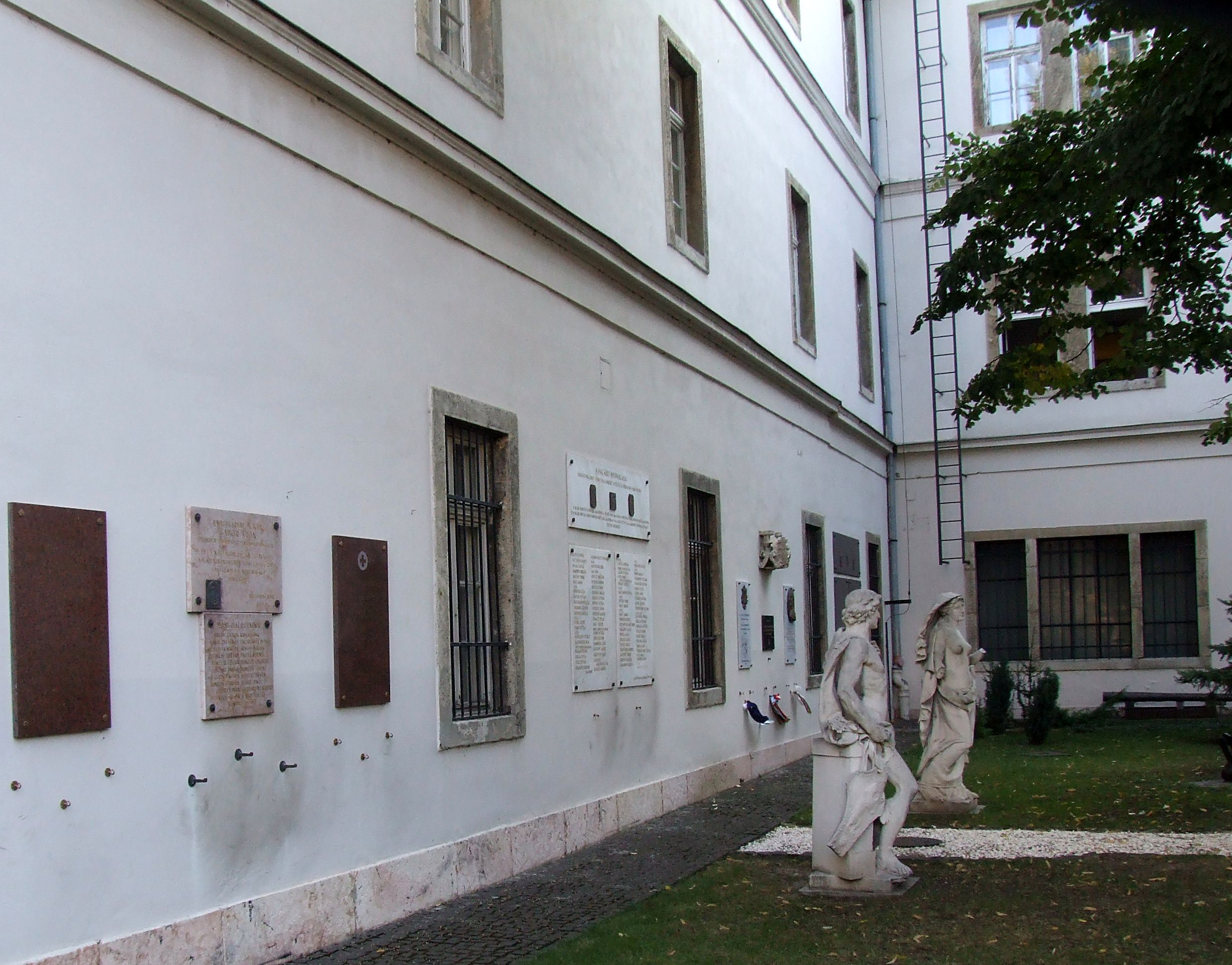
Az emléktábla-fal részlete
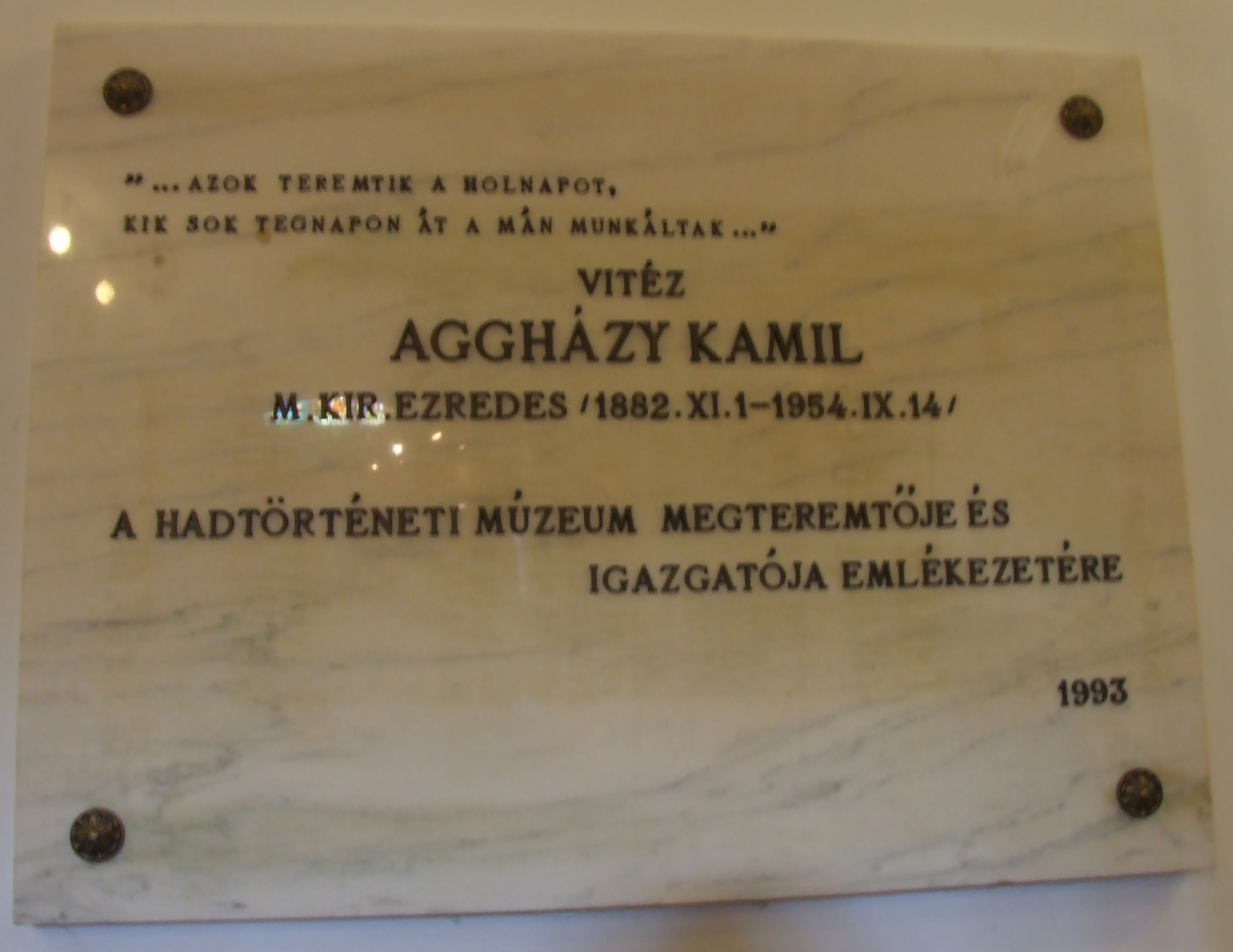
Aggházy Kamil
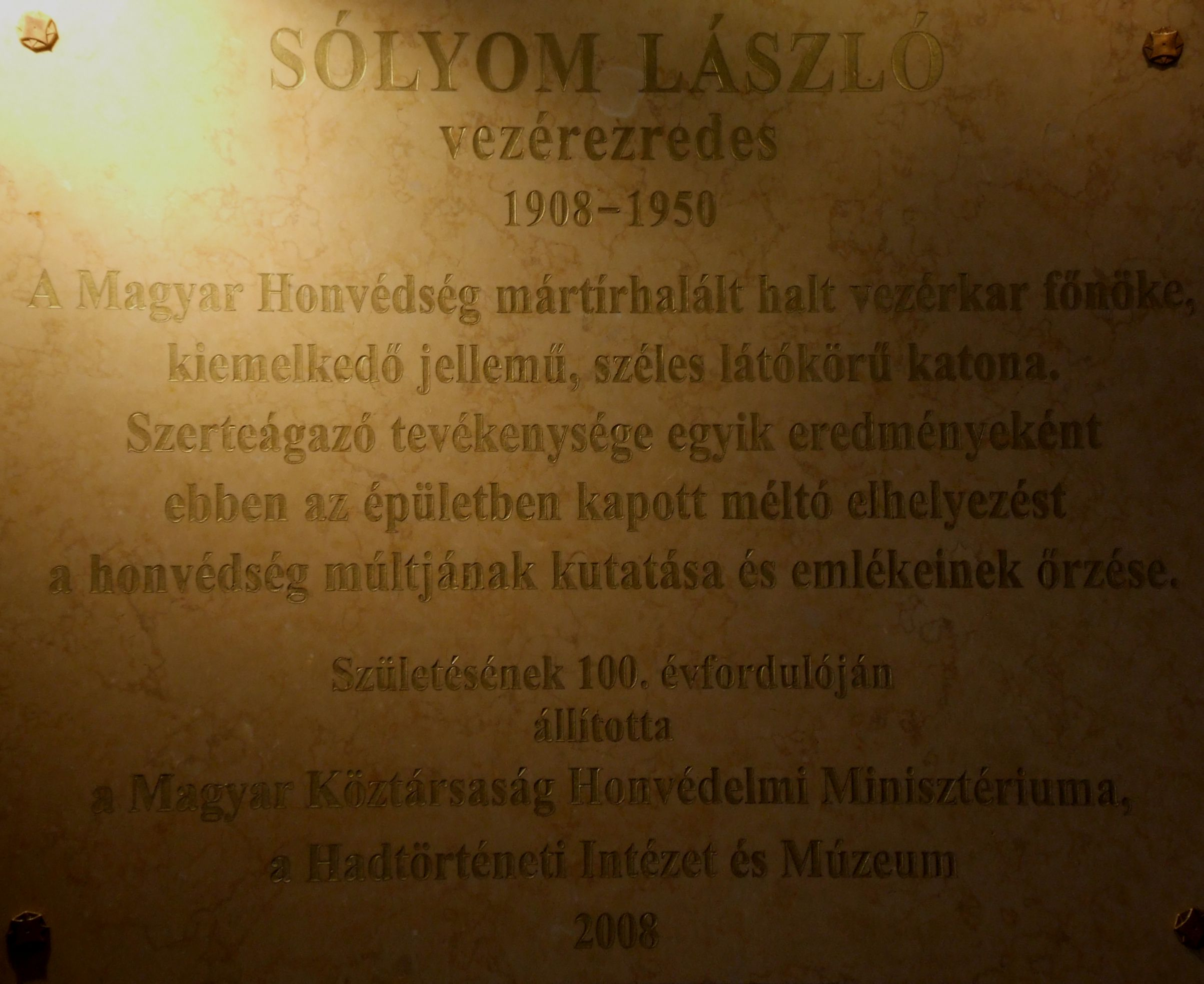
Sólyom László
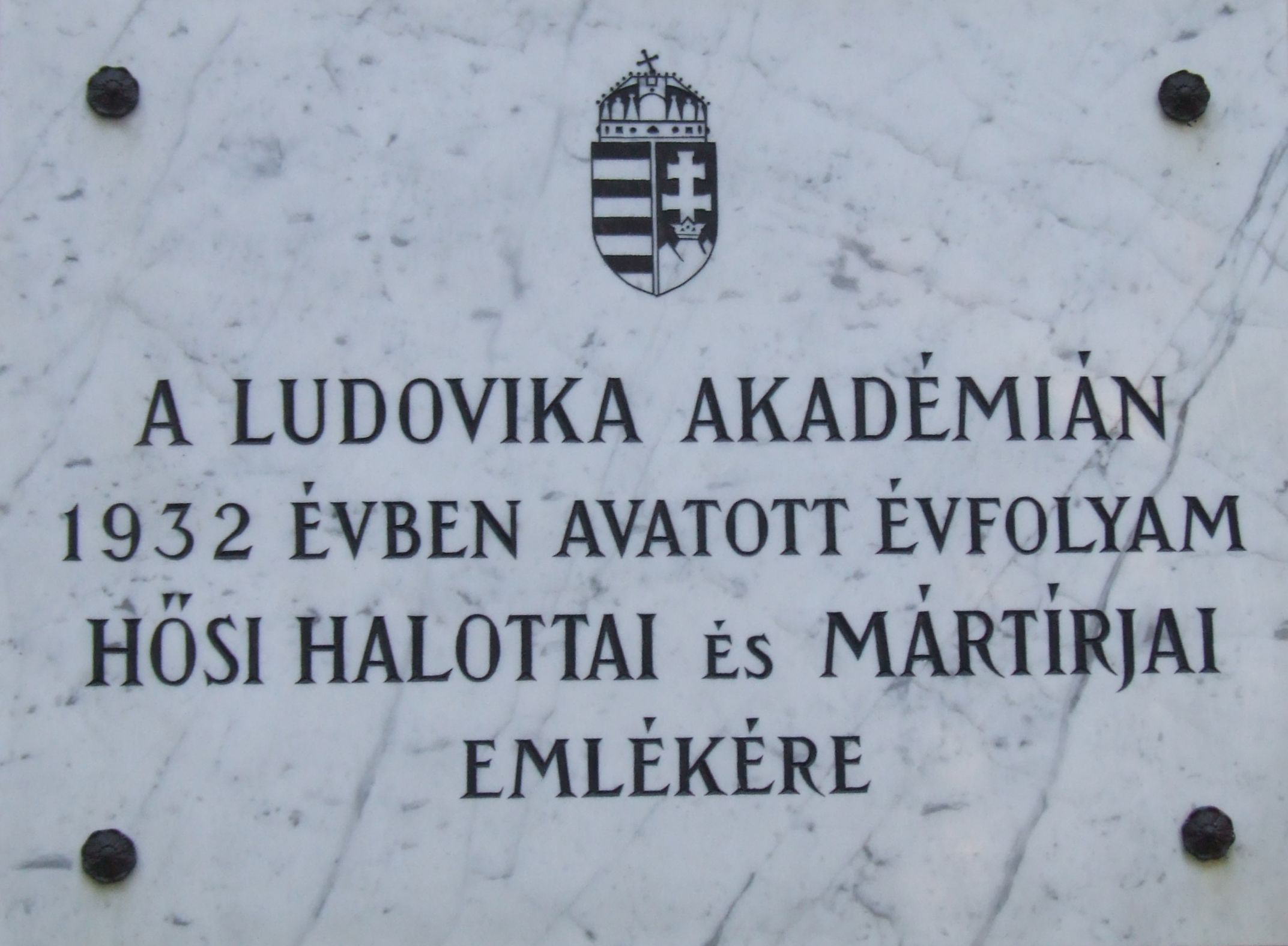
A Ludovika Akadémia hősi halottai 1932-es évfolyam
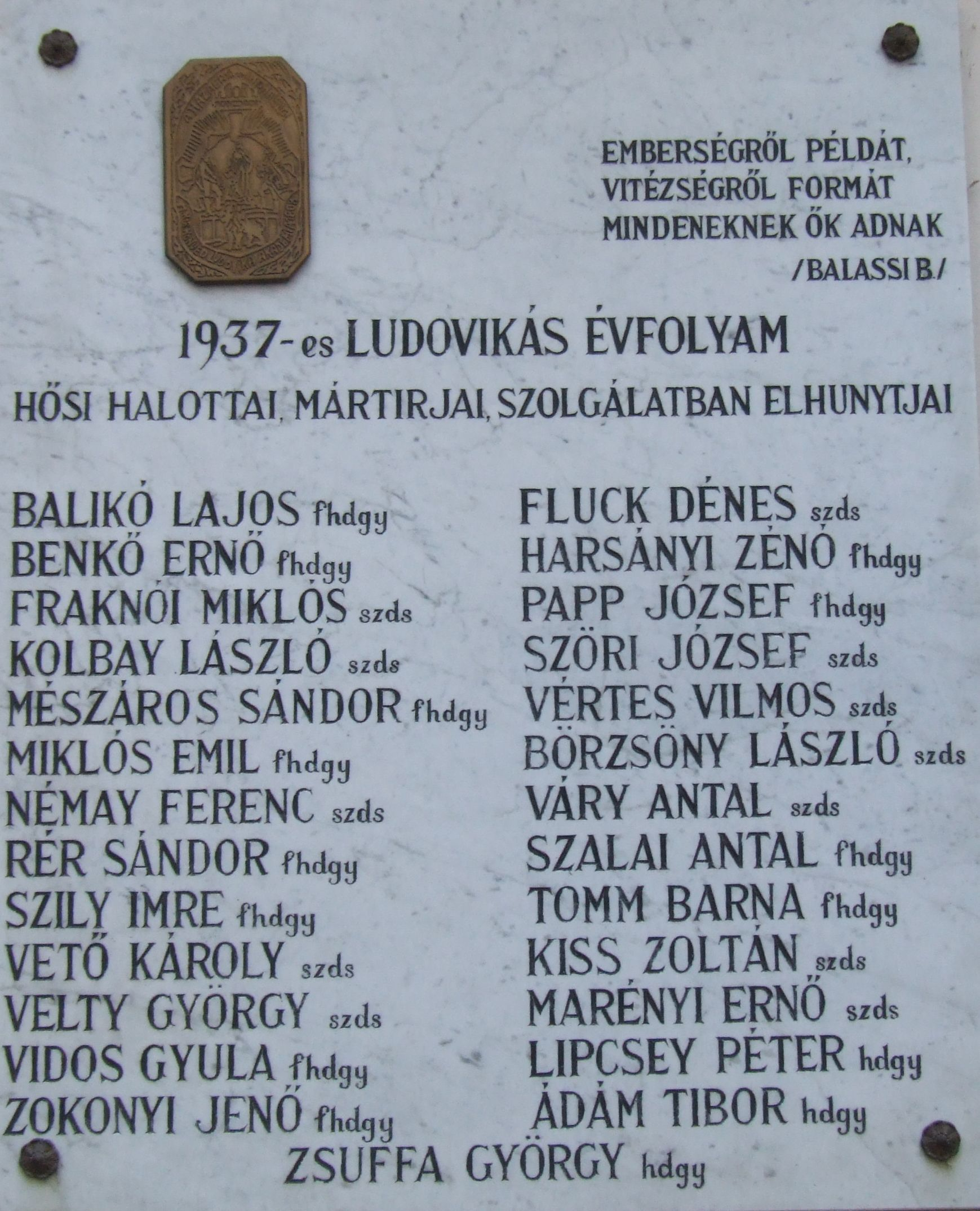
A Ludovika Akadémia hősi halottai 1937-es évfolyam
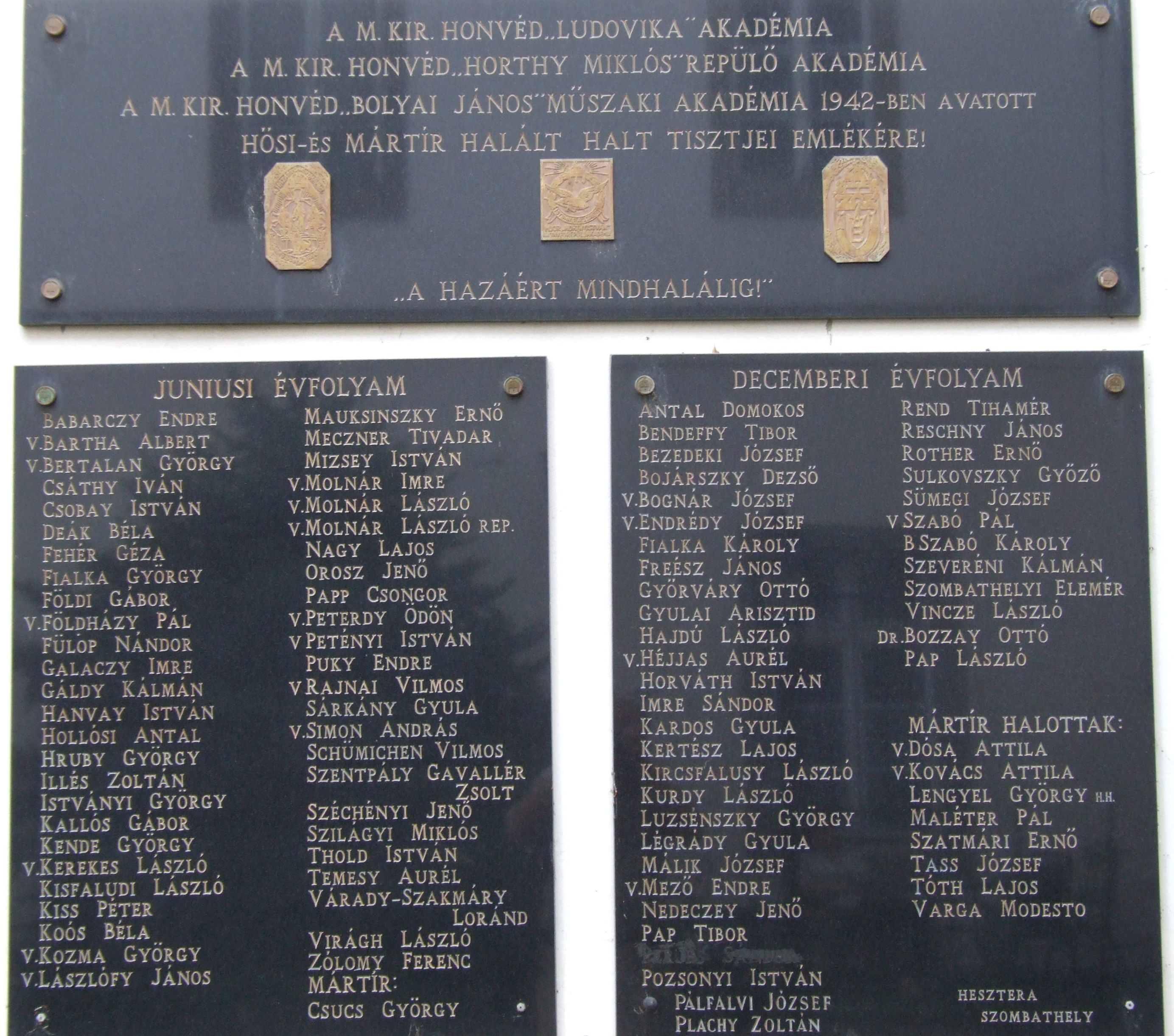
A Ludovika Akadémia hősi halottai 1942-es évfolyam
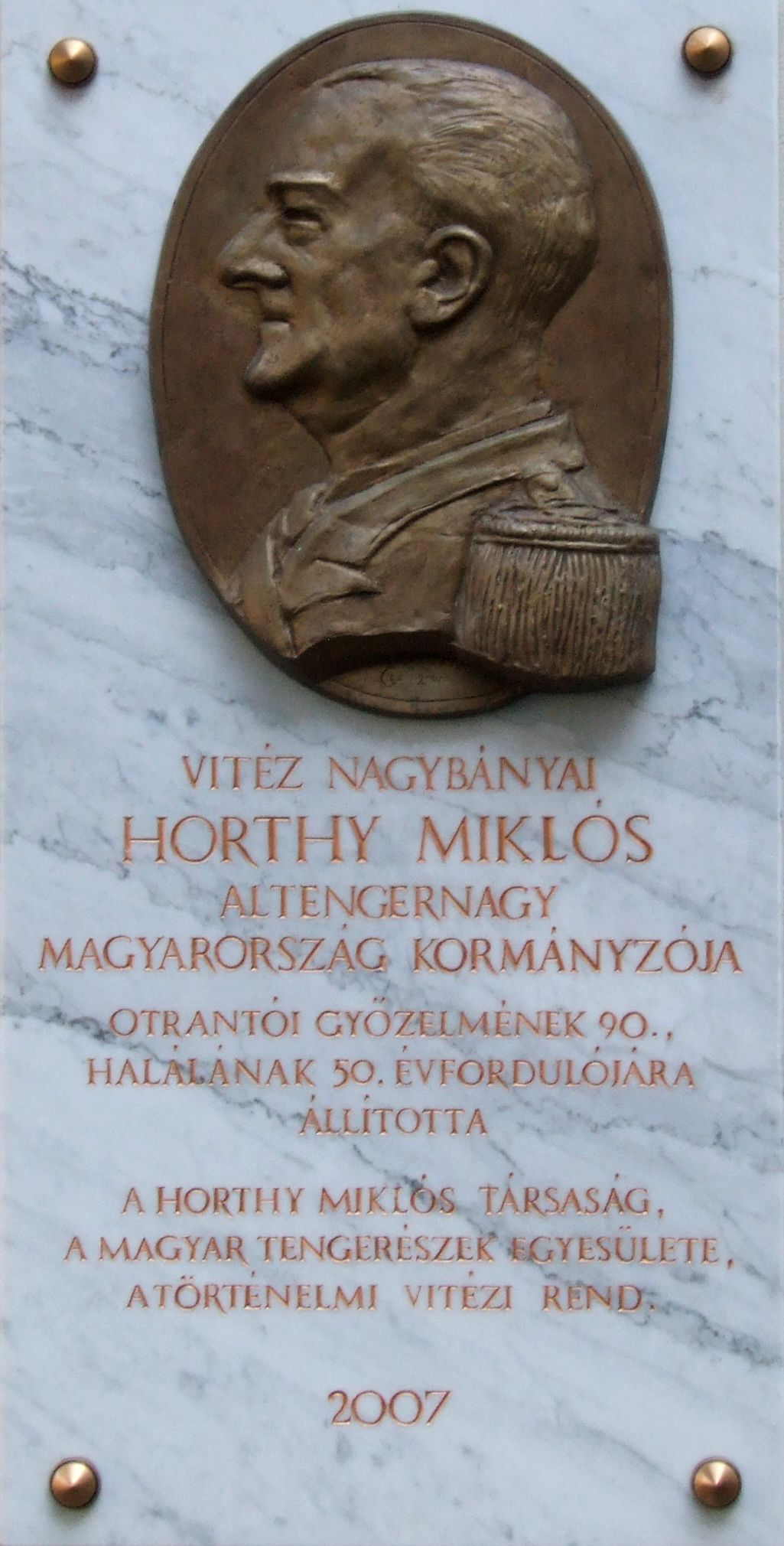
Horthy Miklós
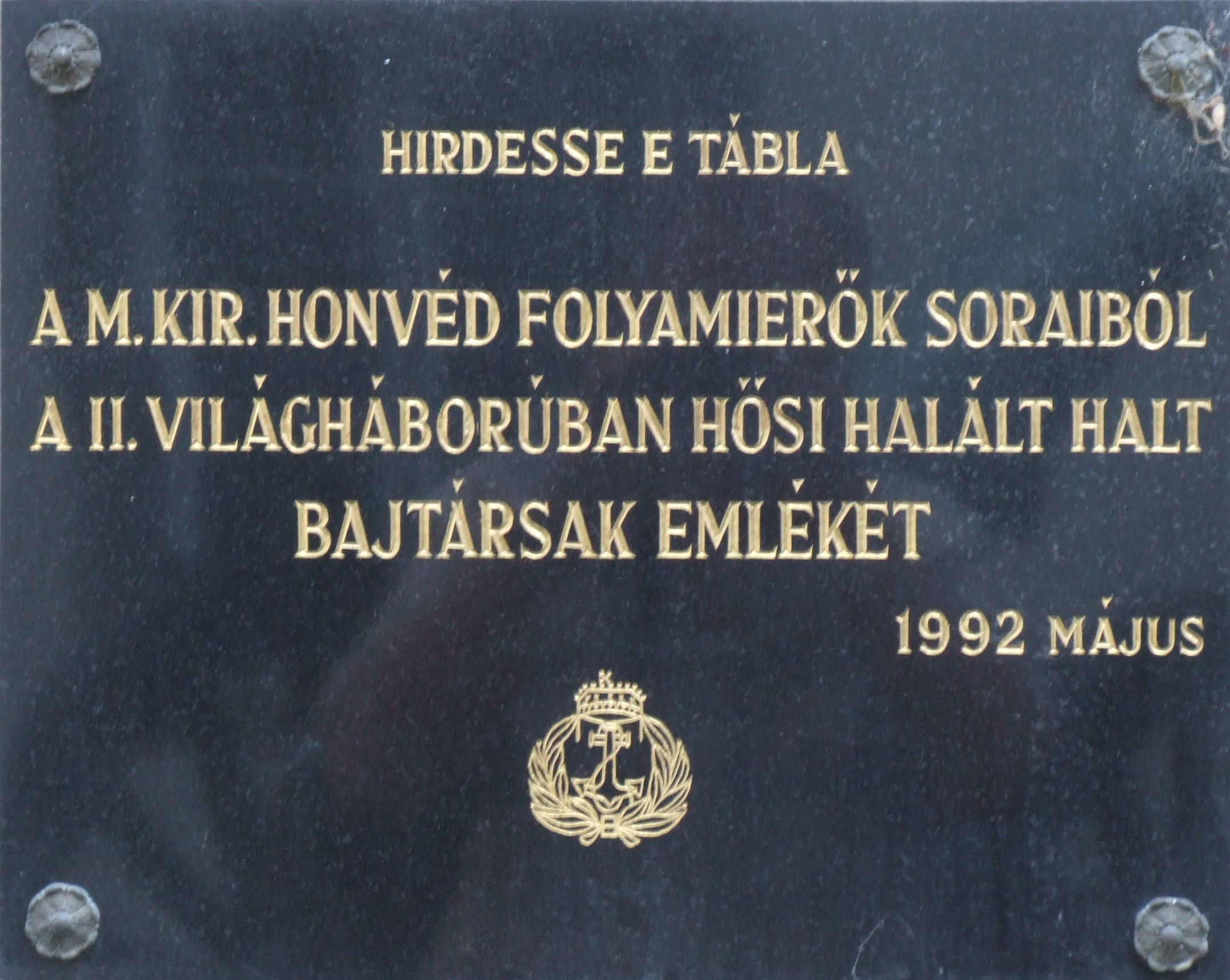
Folyamierők hősi halottai
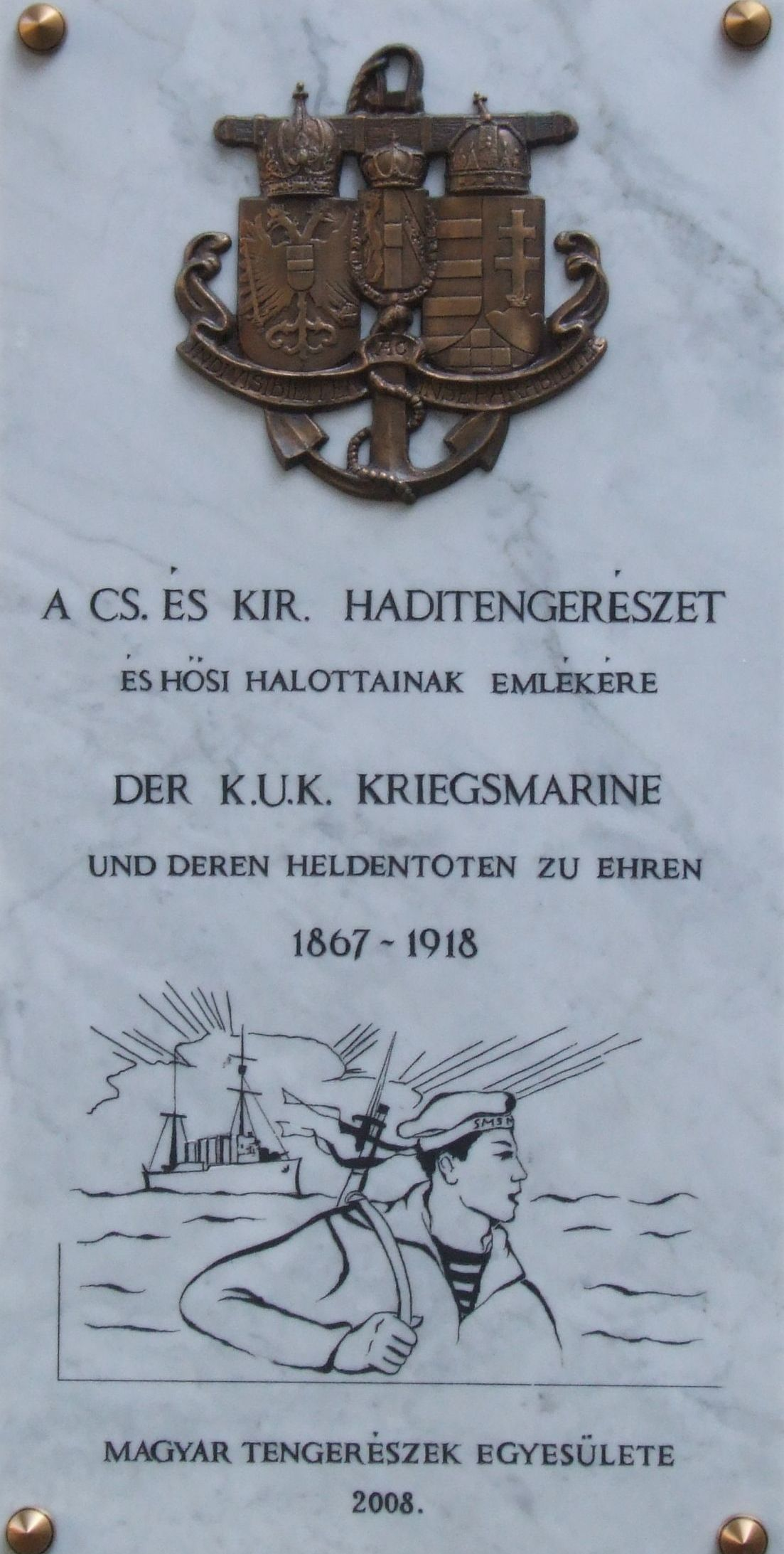
Haditengerészet 1867 - 1918
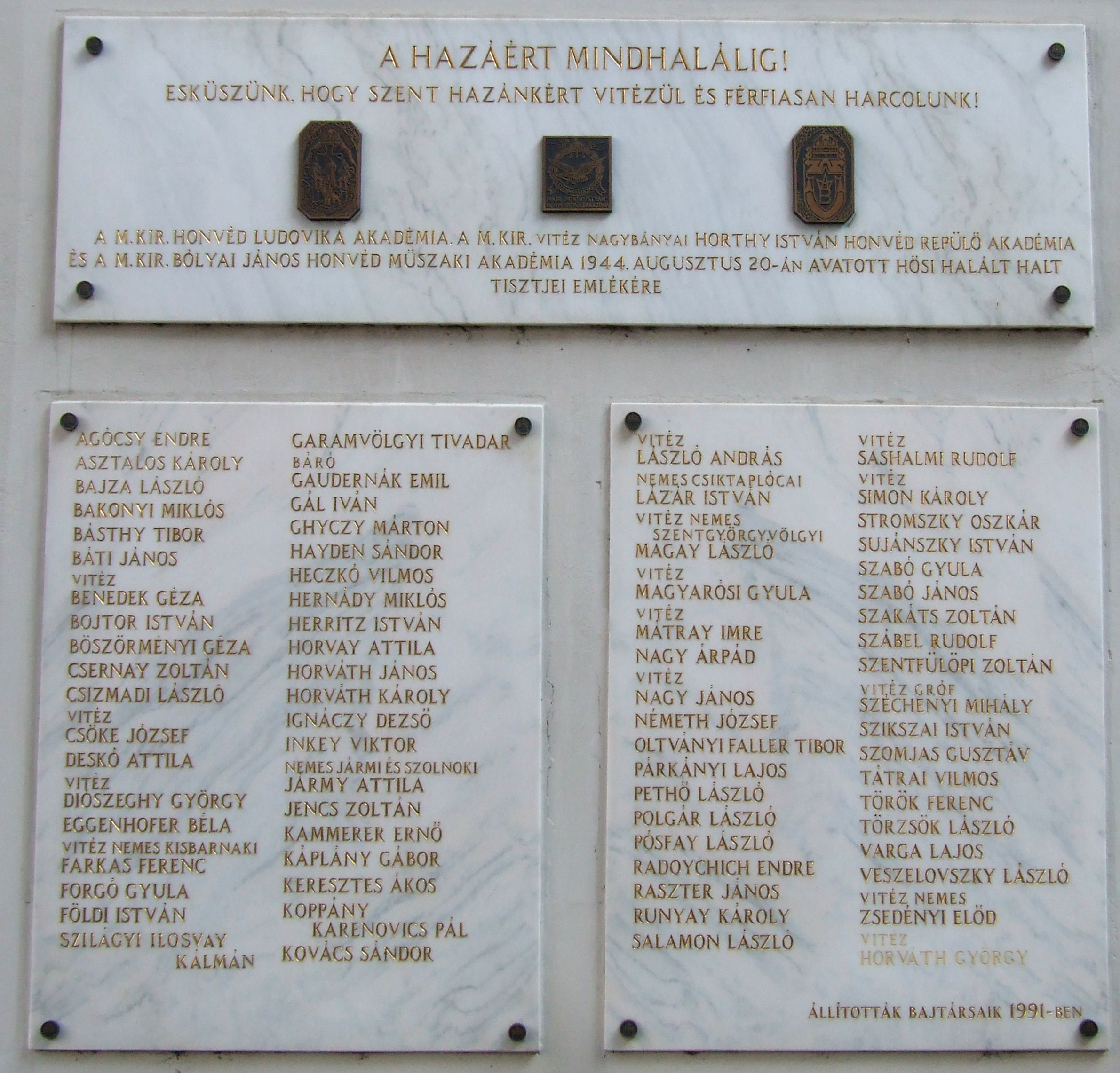
A Ludovika Akadémia hősi halottai 1944-es évfolyam
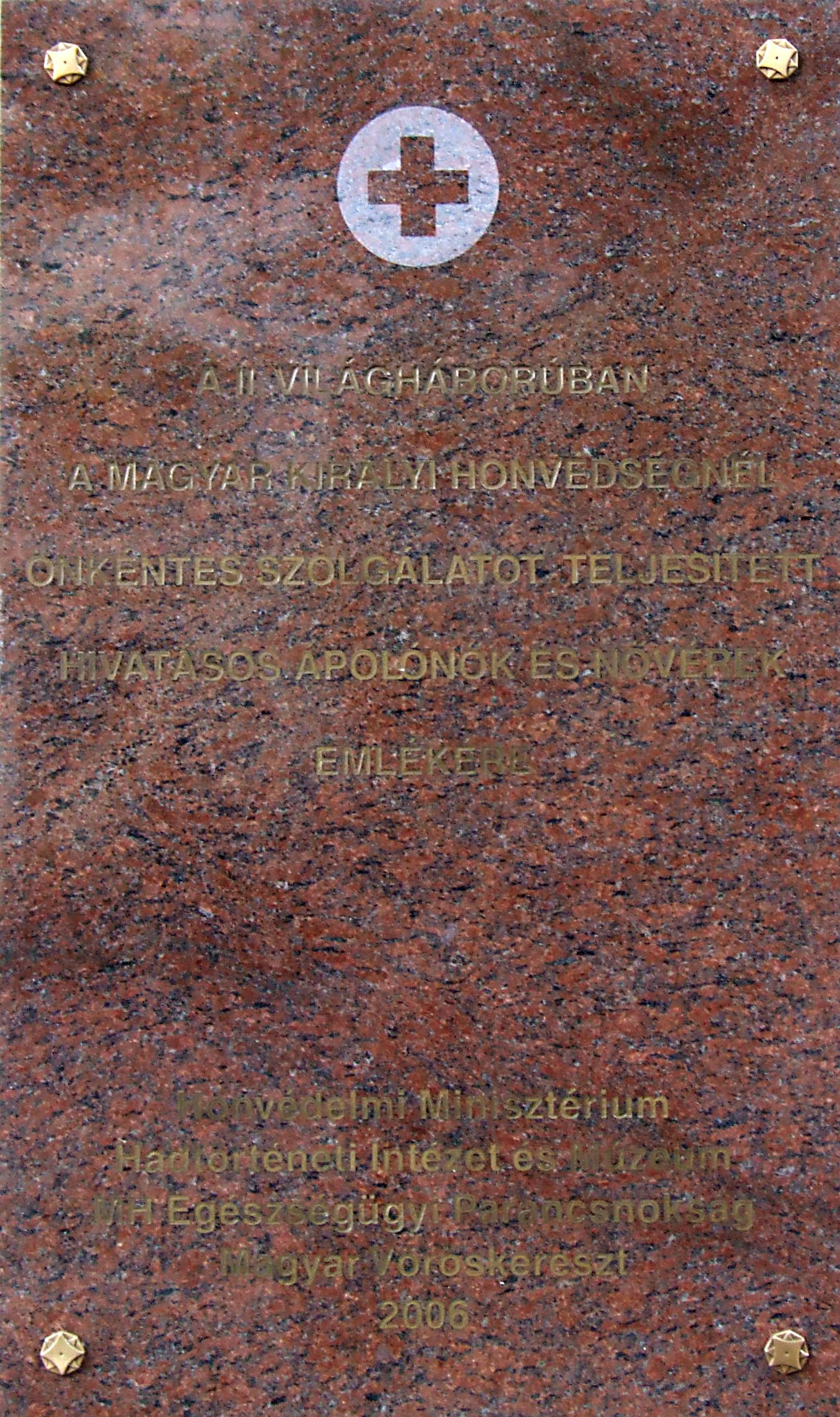
Egészségügyi önkéntesek
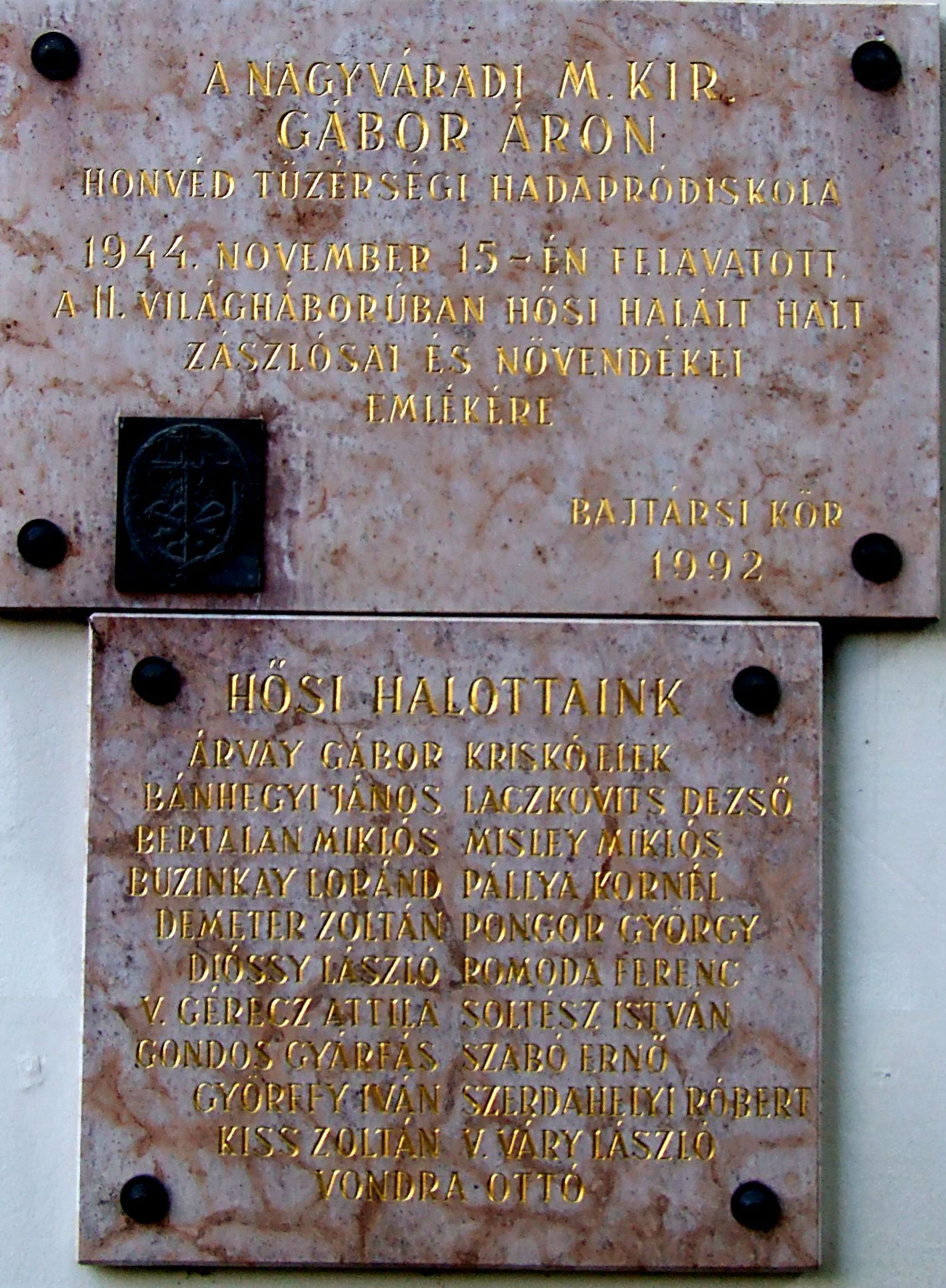
Gábor Áron Honvéd Tüzérségi Hadapródiskola hősi halottai
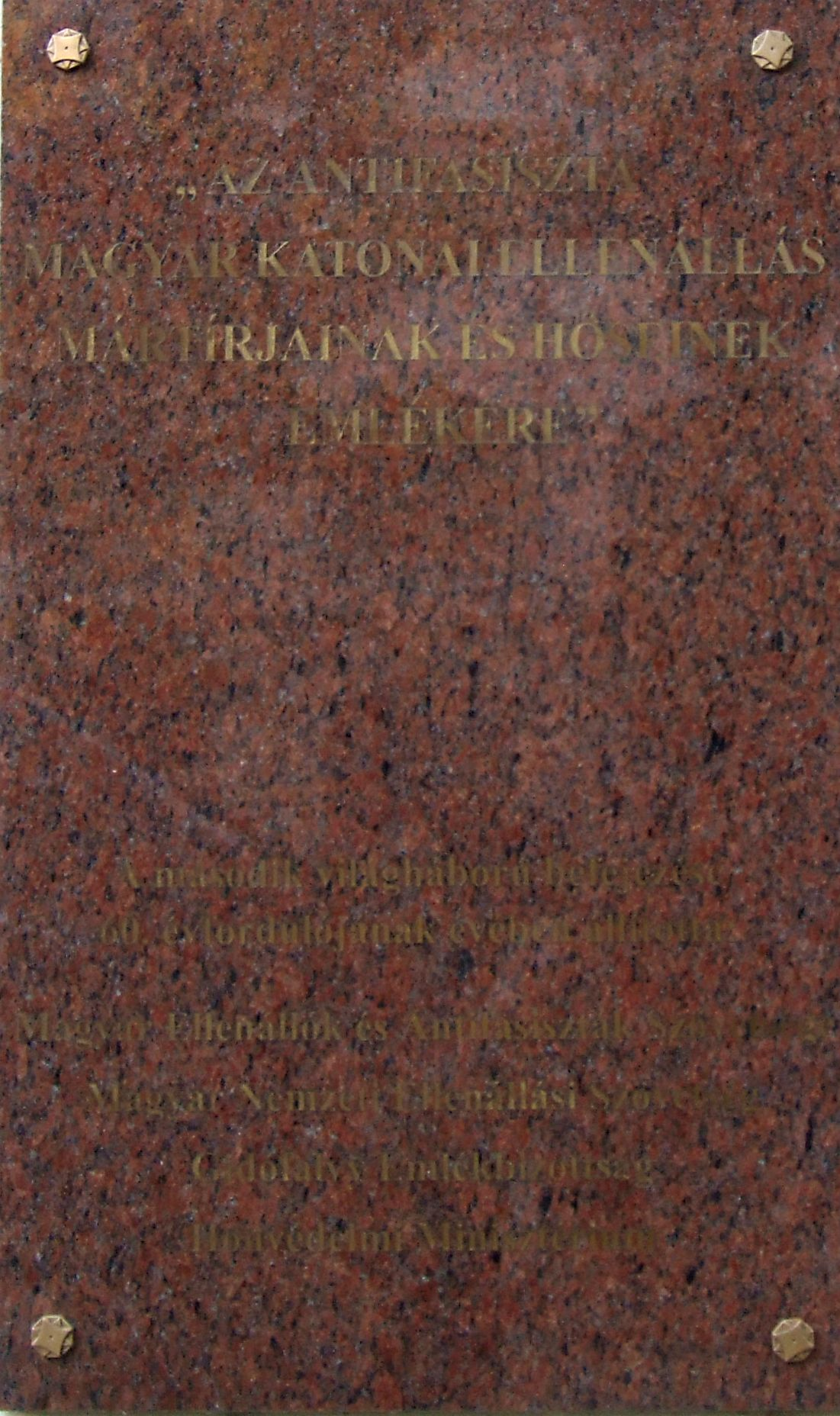
Az antifasiszta magyar katonai ellenállás mártírjai
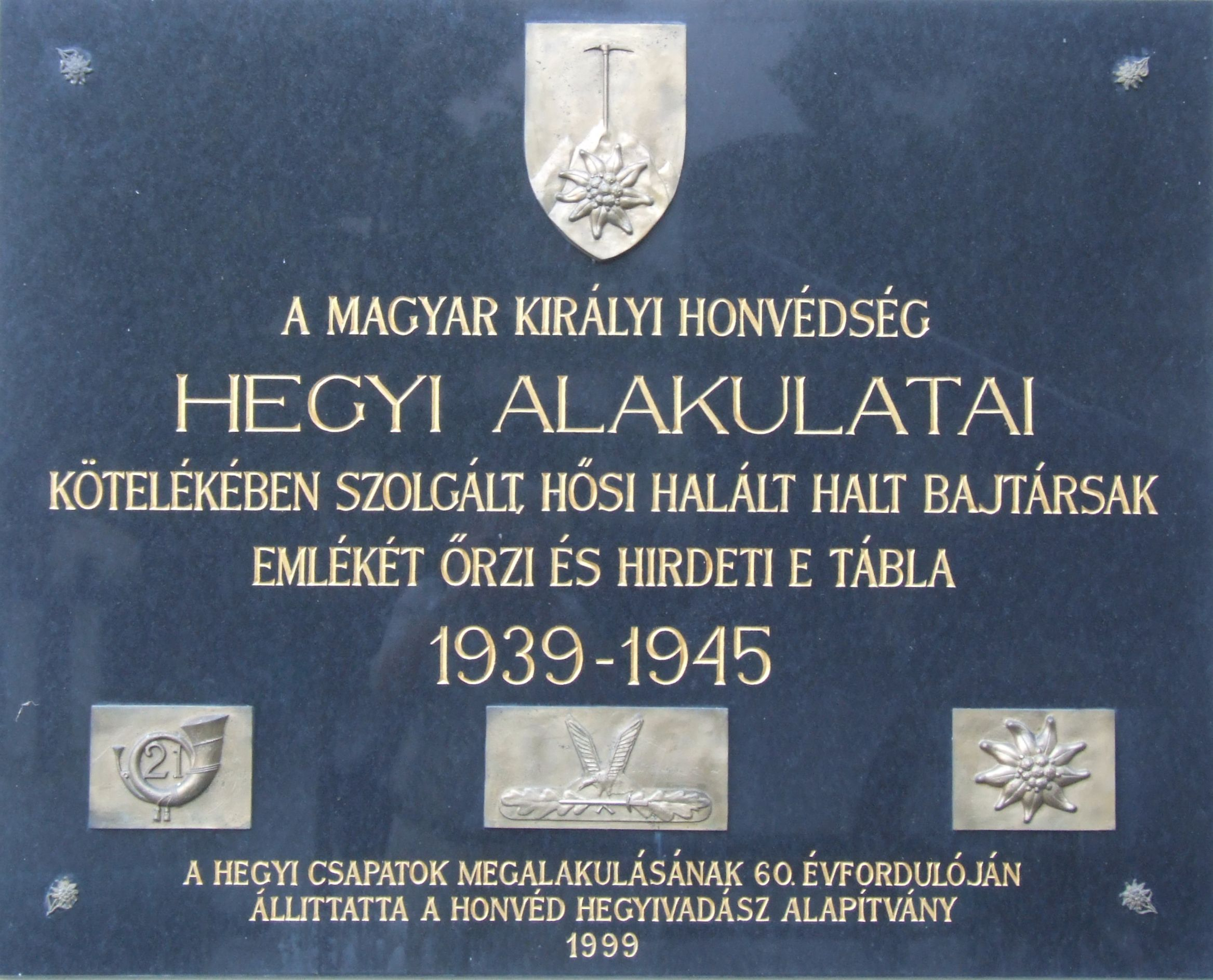
Hegyi alakulatok hősi halottai
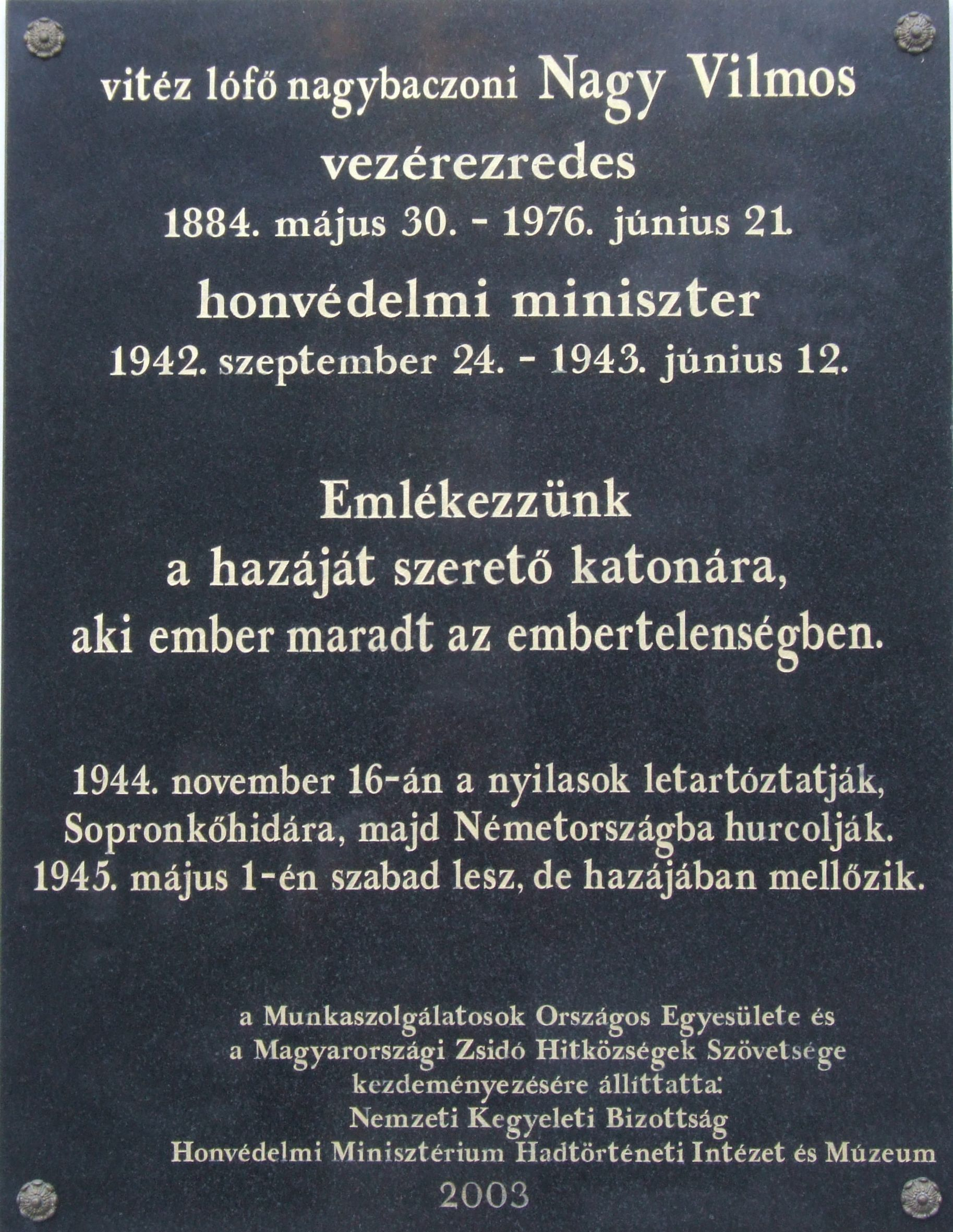
Nagy Vilmos
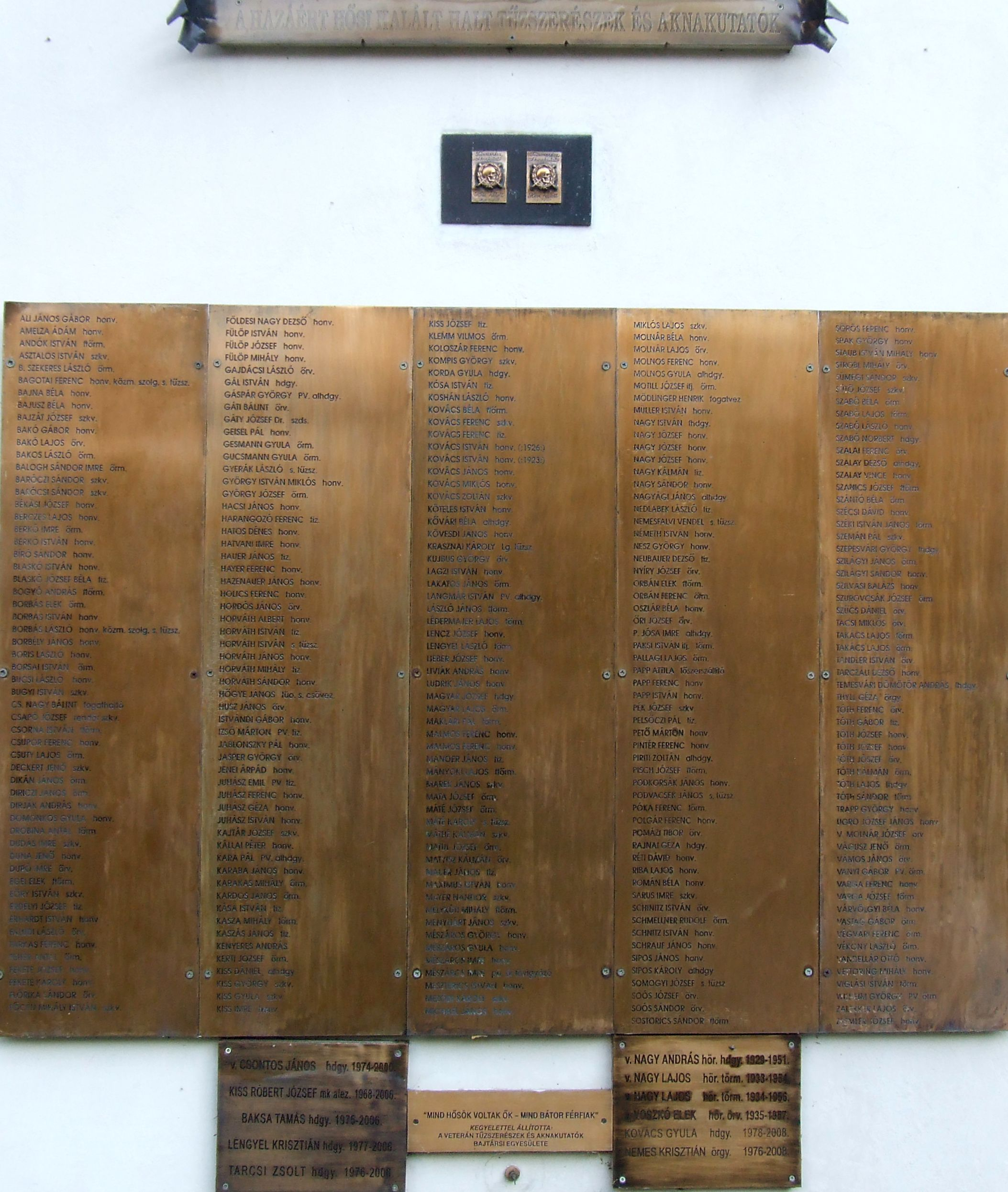
Tűzszerészek, aknakutatók hősi halottai
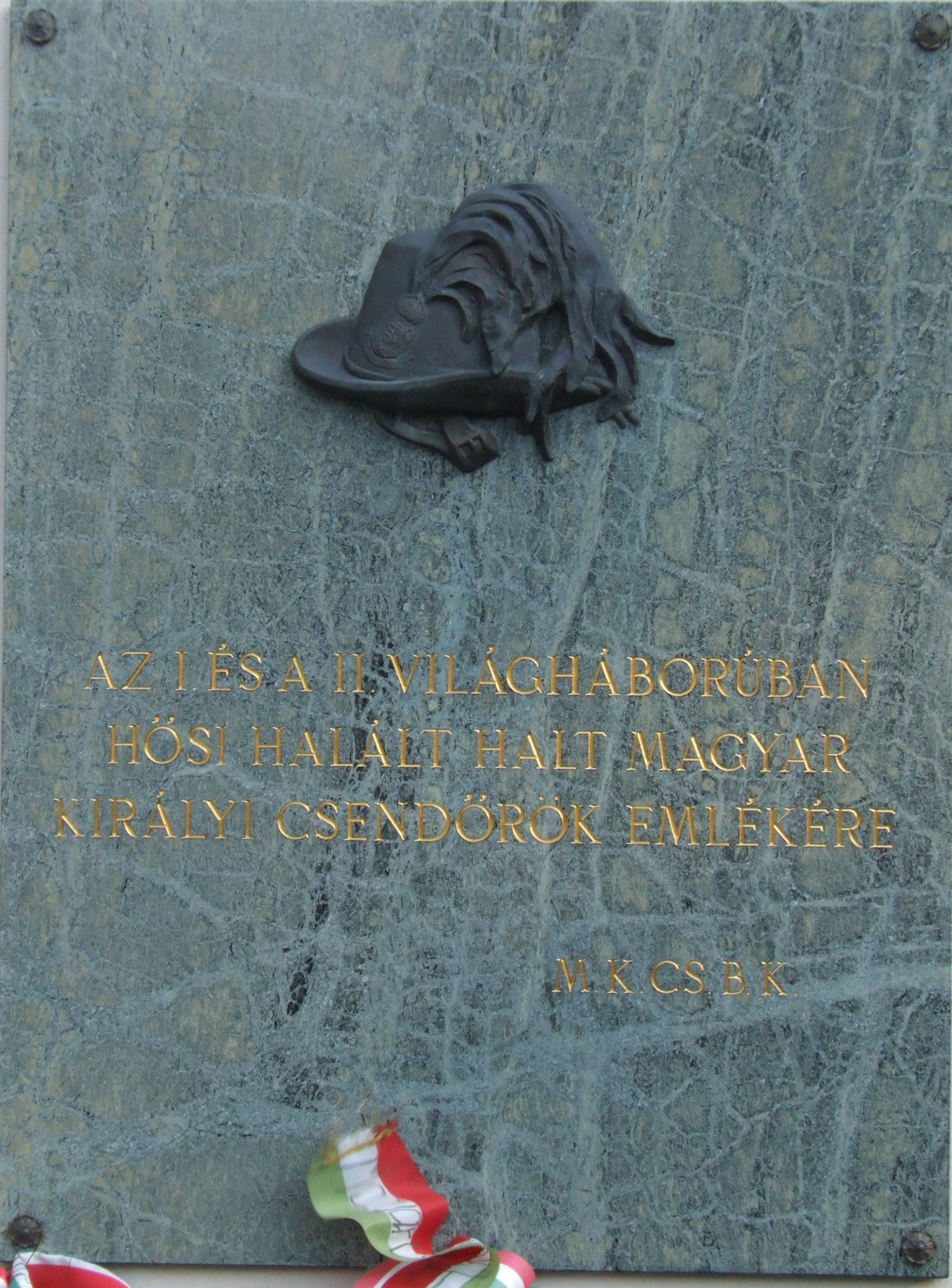
Csendőr hősi halottak
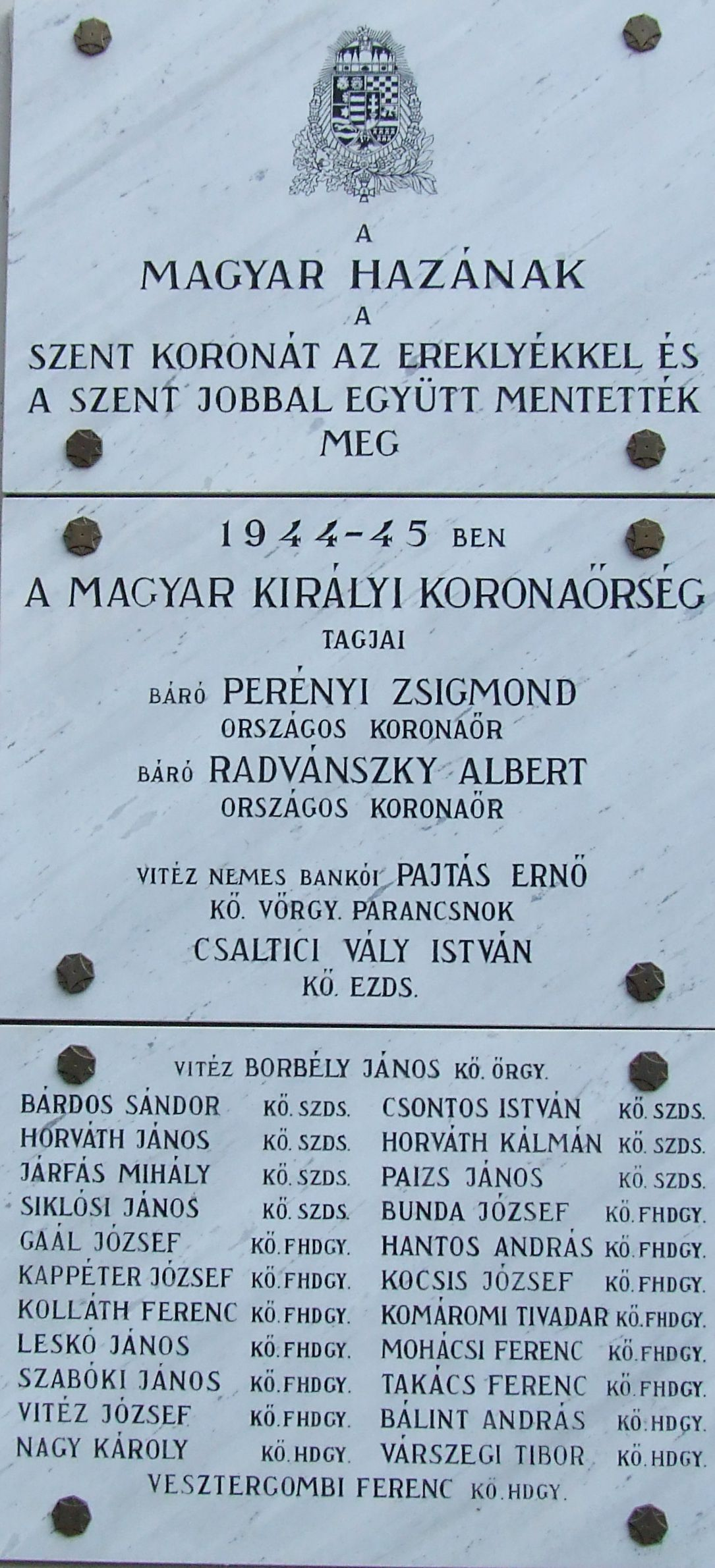
A Koronaőrség tagjai 1944 - 1945
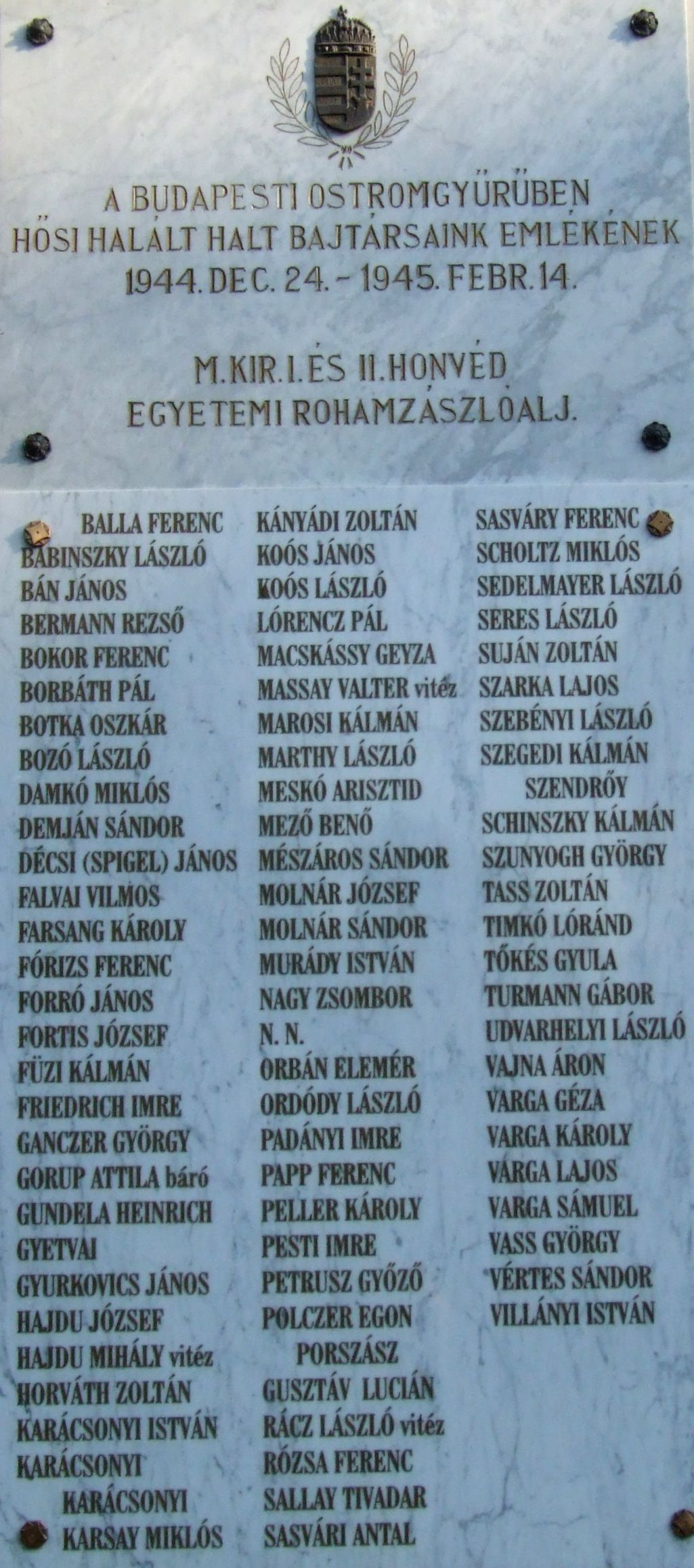
Az Egyetemi Rohamzászlóalj hősi halottai
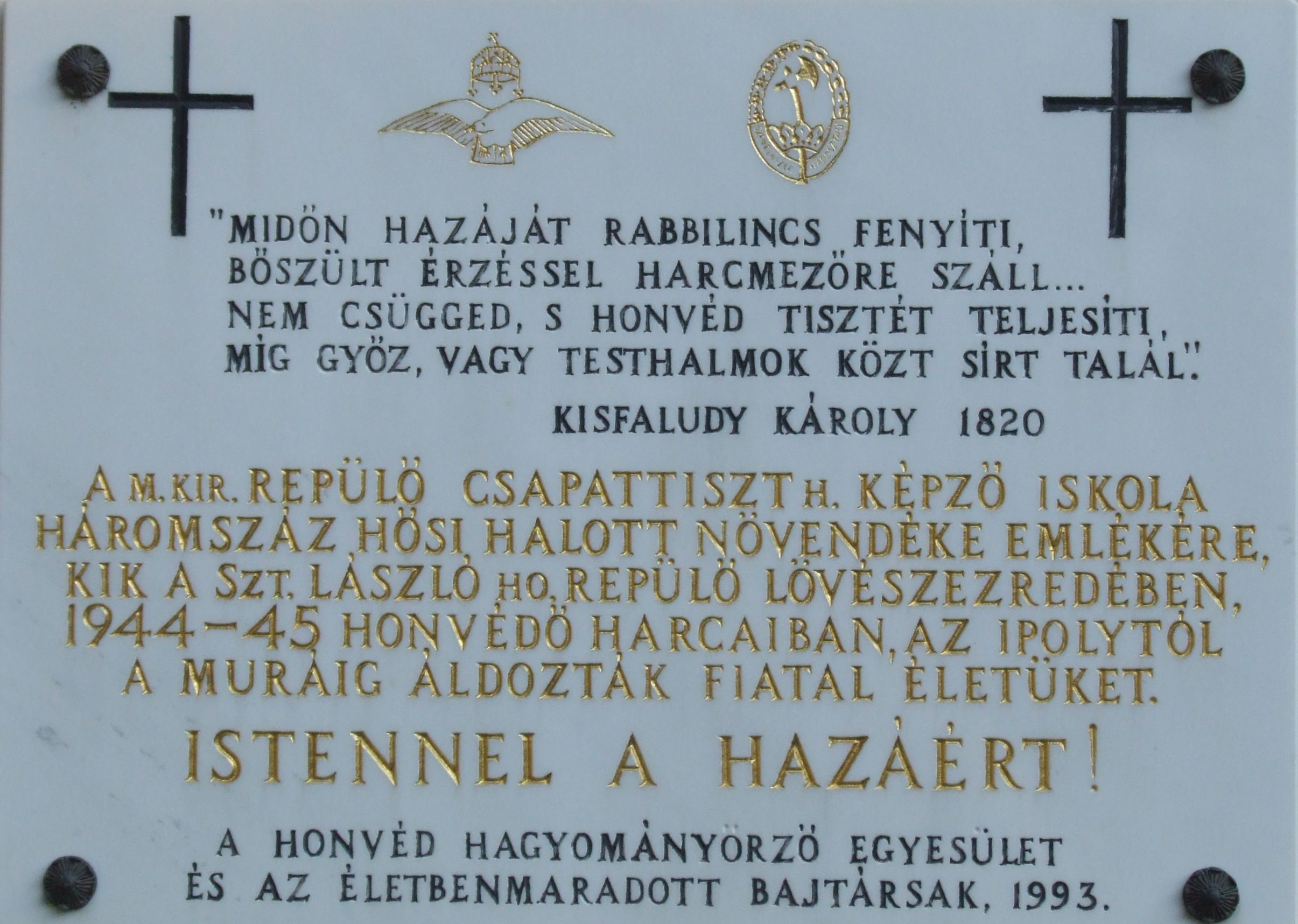
Szent László Repülő Lövészezred hősi halottai
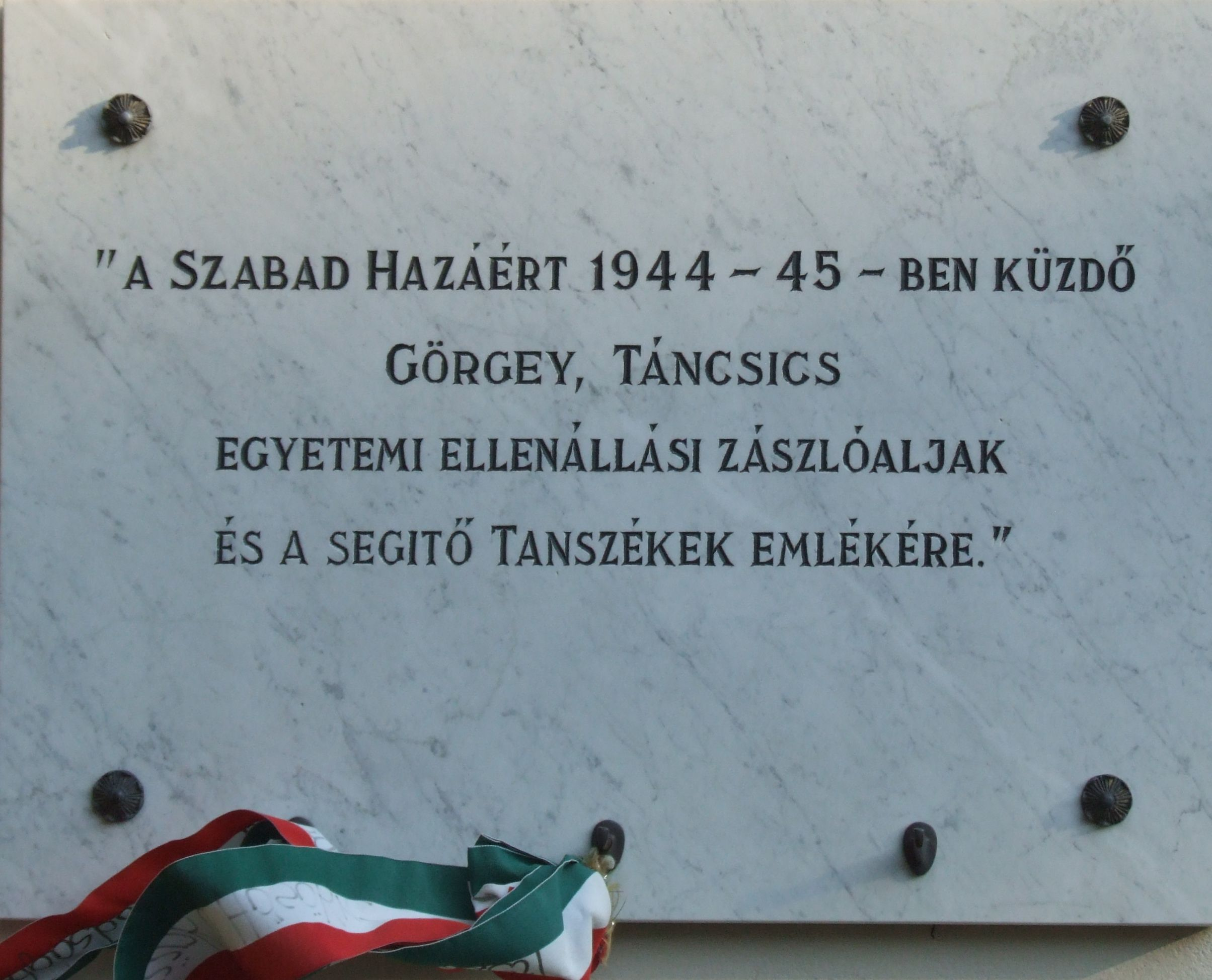
Görgey - Táncsics Egyetemi Ellenállási Zászlóaljak és a segítő tanszékek
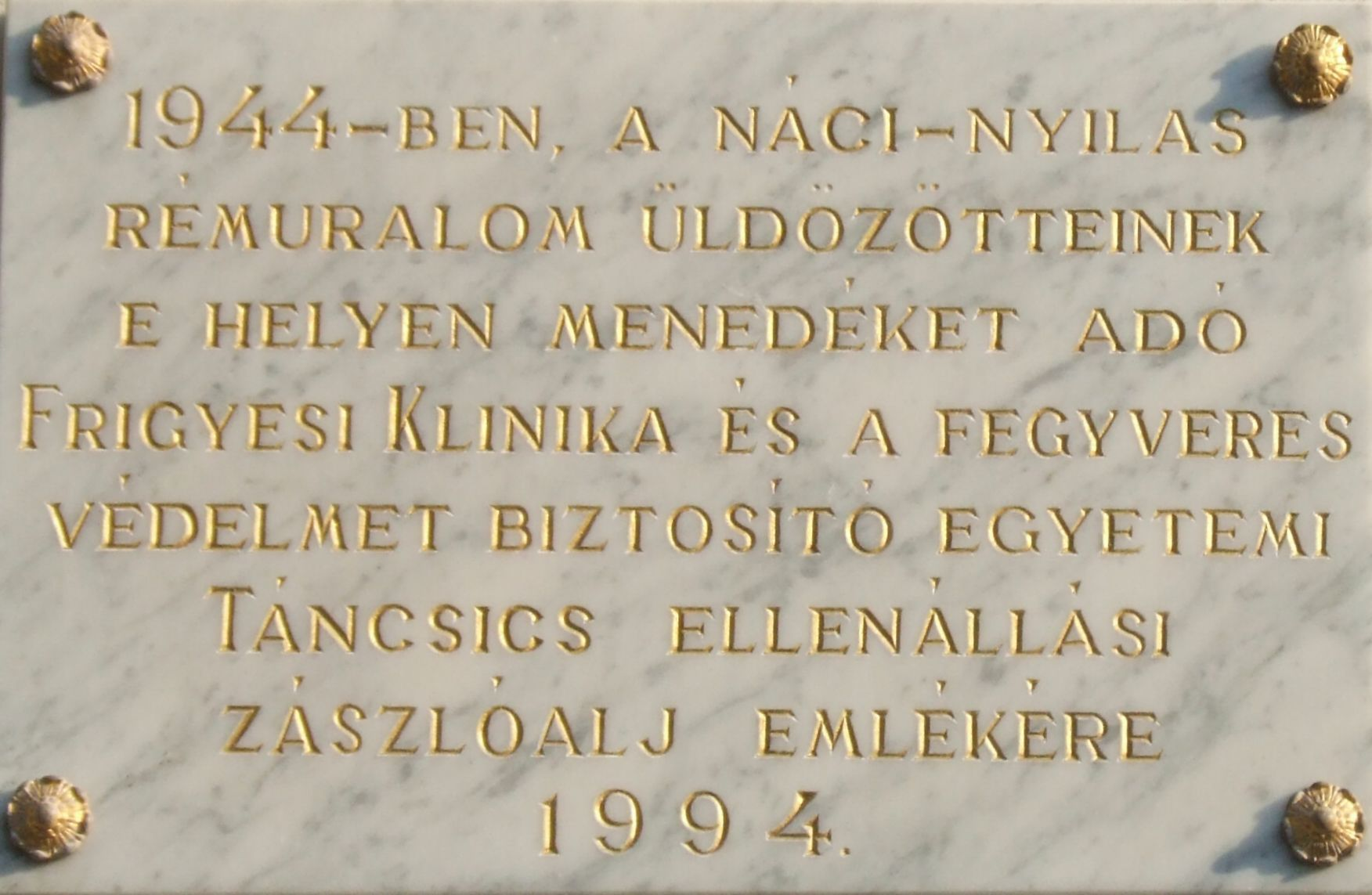
Frigyes Klinika Táncsics Ellenállási Zászlóalj
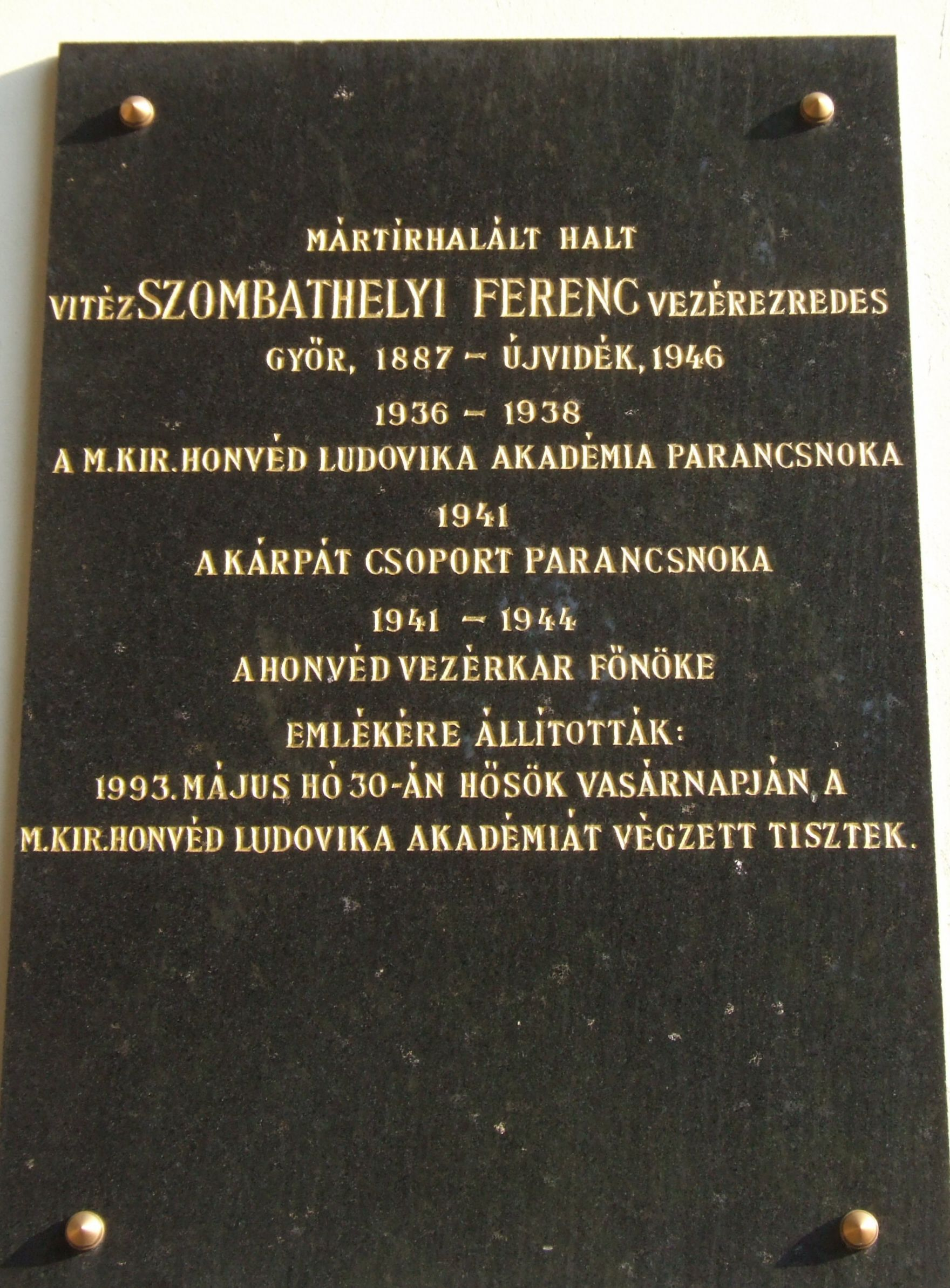
Szombathelyi Ferenc vezérezredes
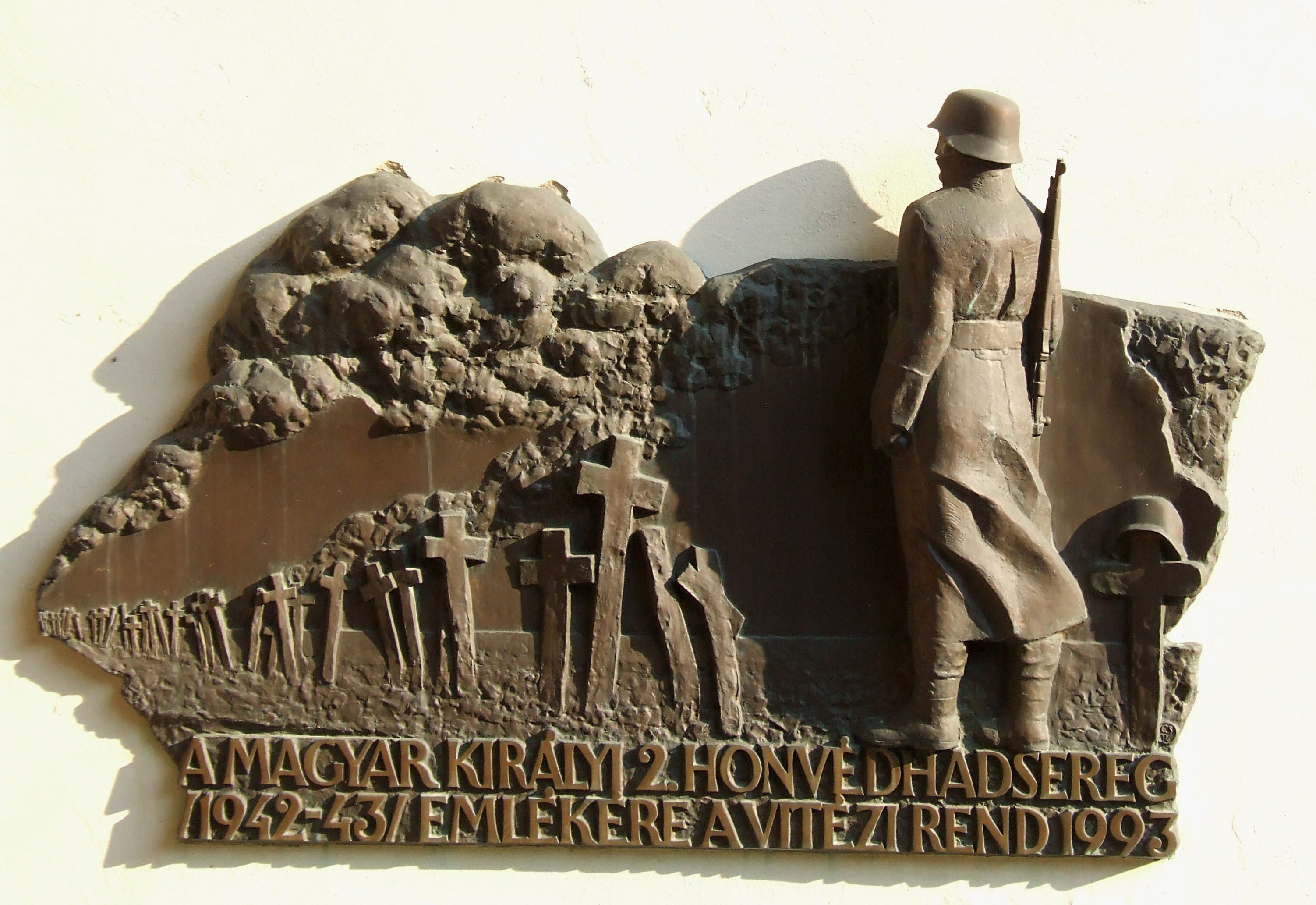
Magyar Királyi Honvédhadsereg 1942/1943
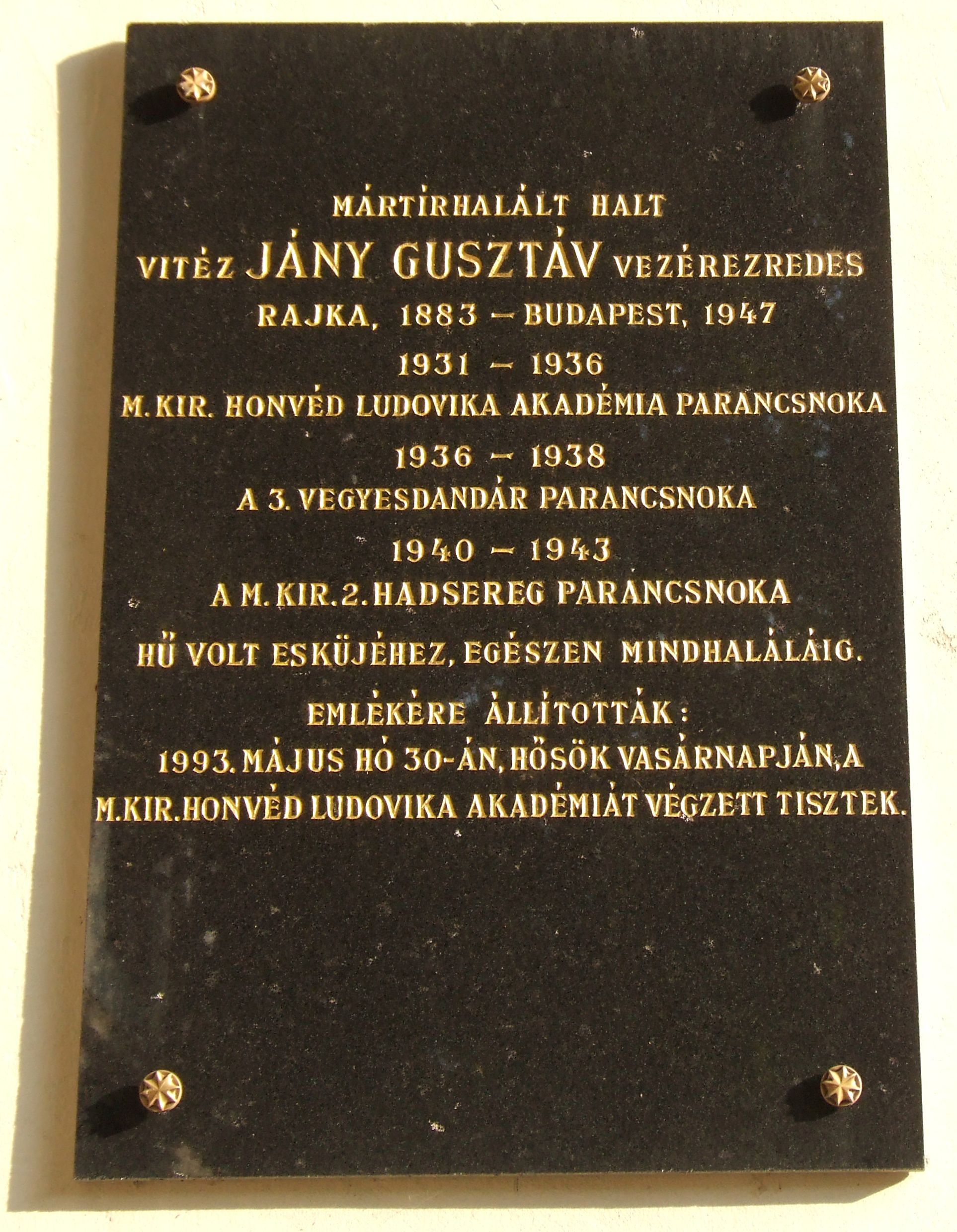
Jány Gusztáv
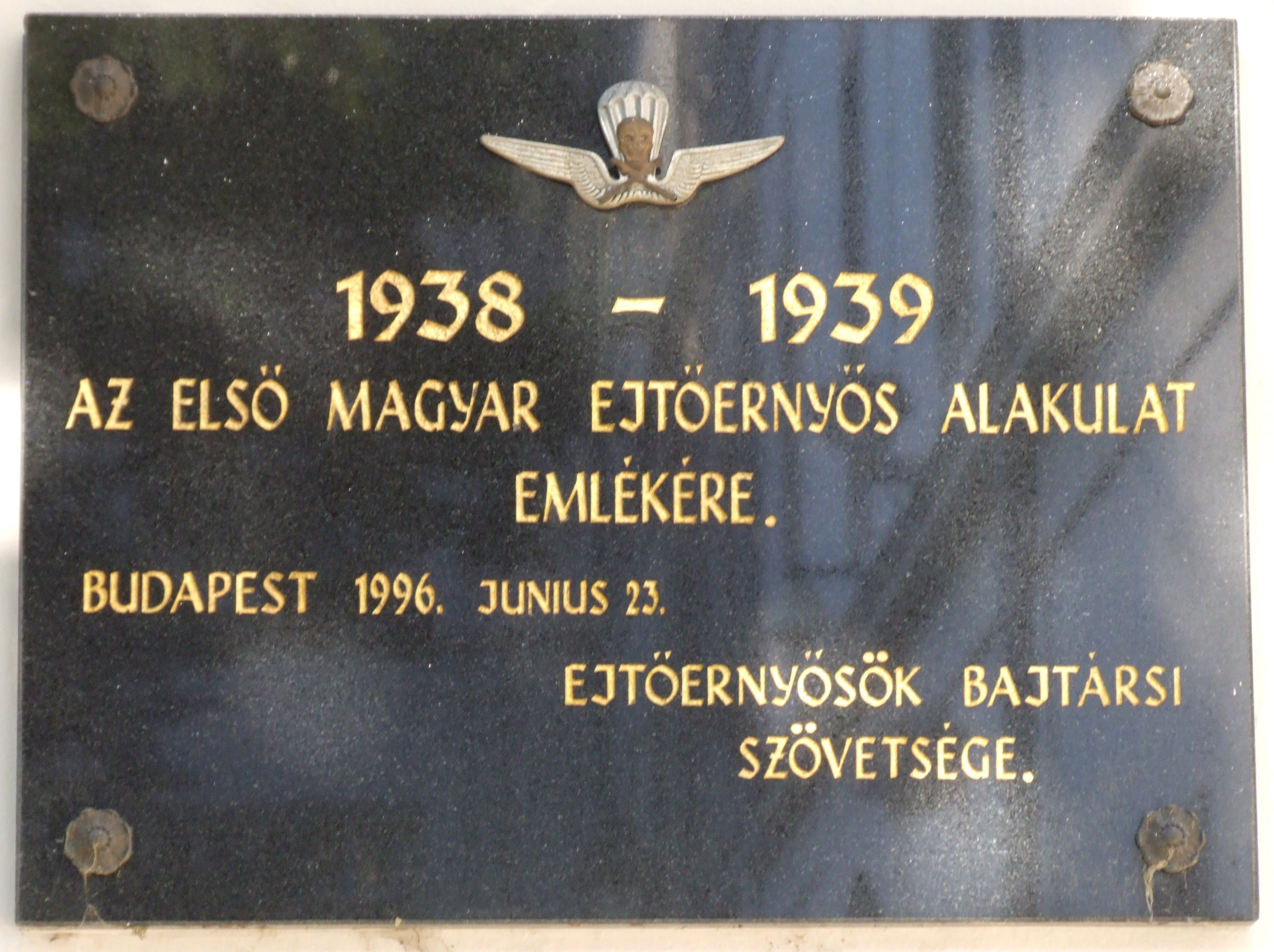
Első Magyar Ejtőernyős Alakulat
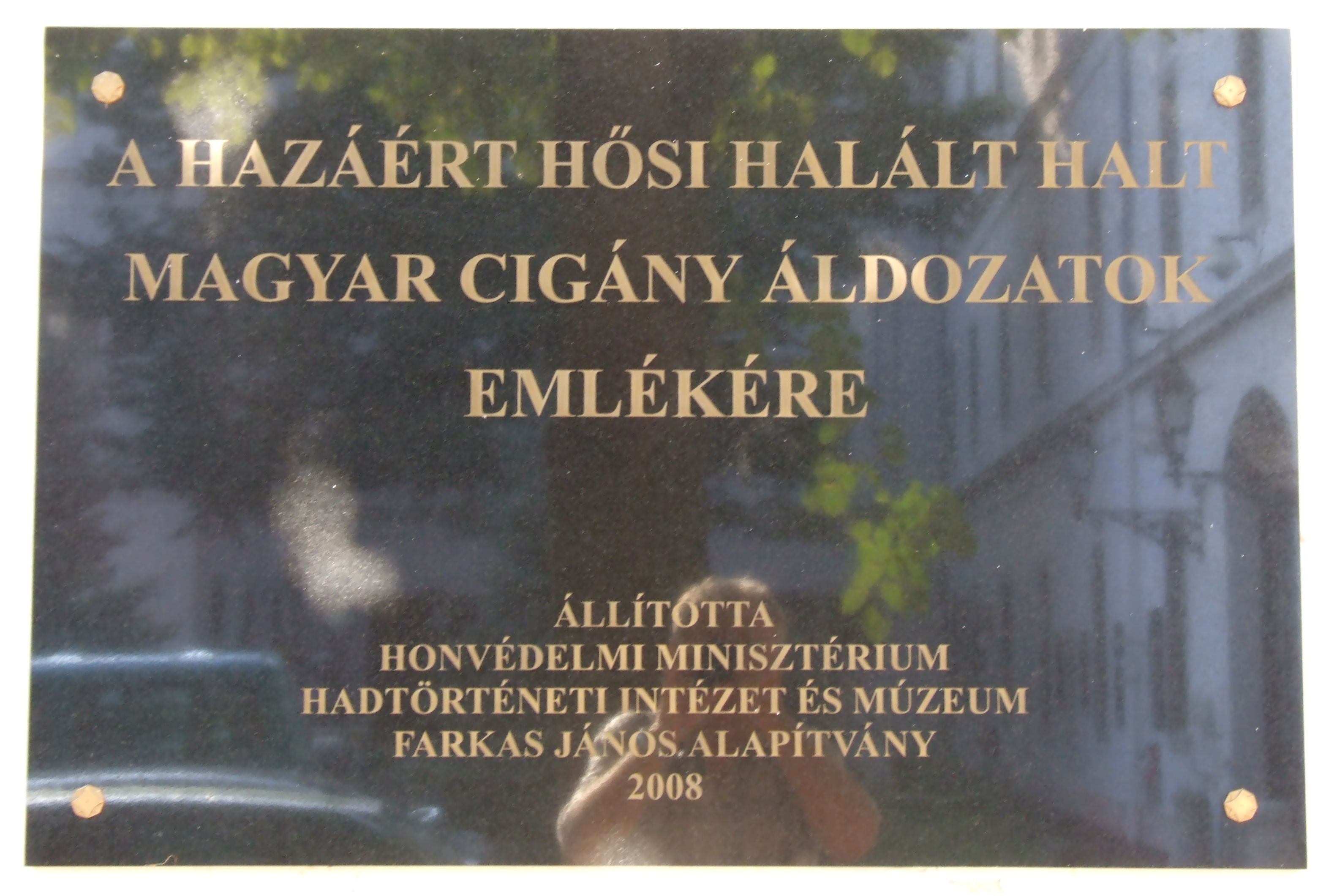
Cigány áldozatok
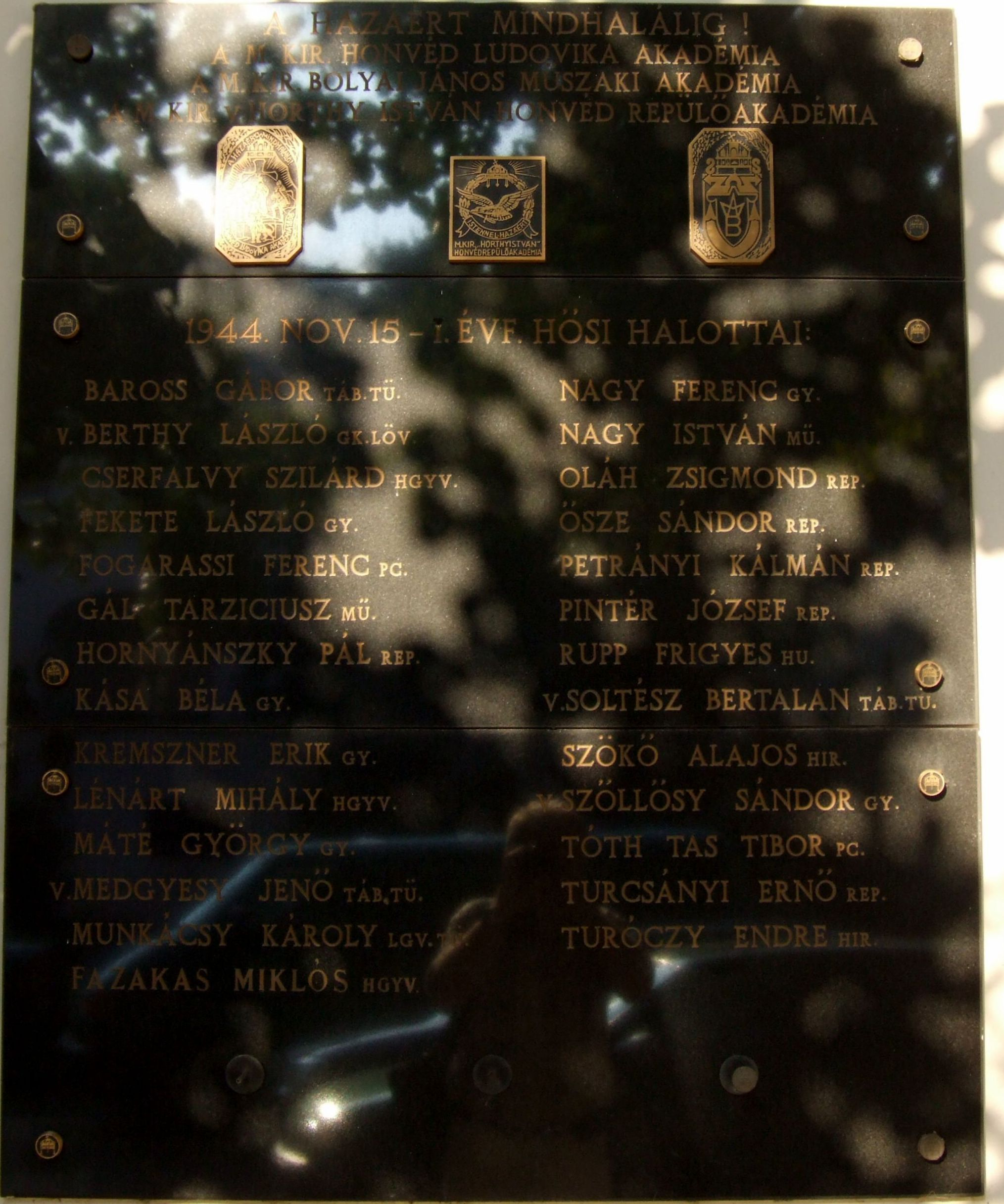
Akadémia növendékek hősi halottai
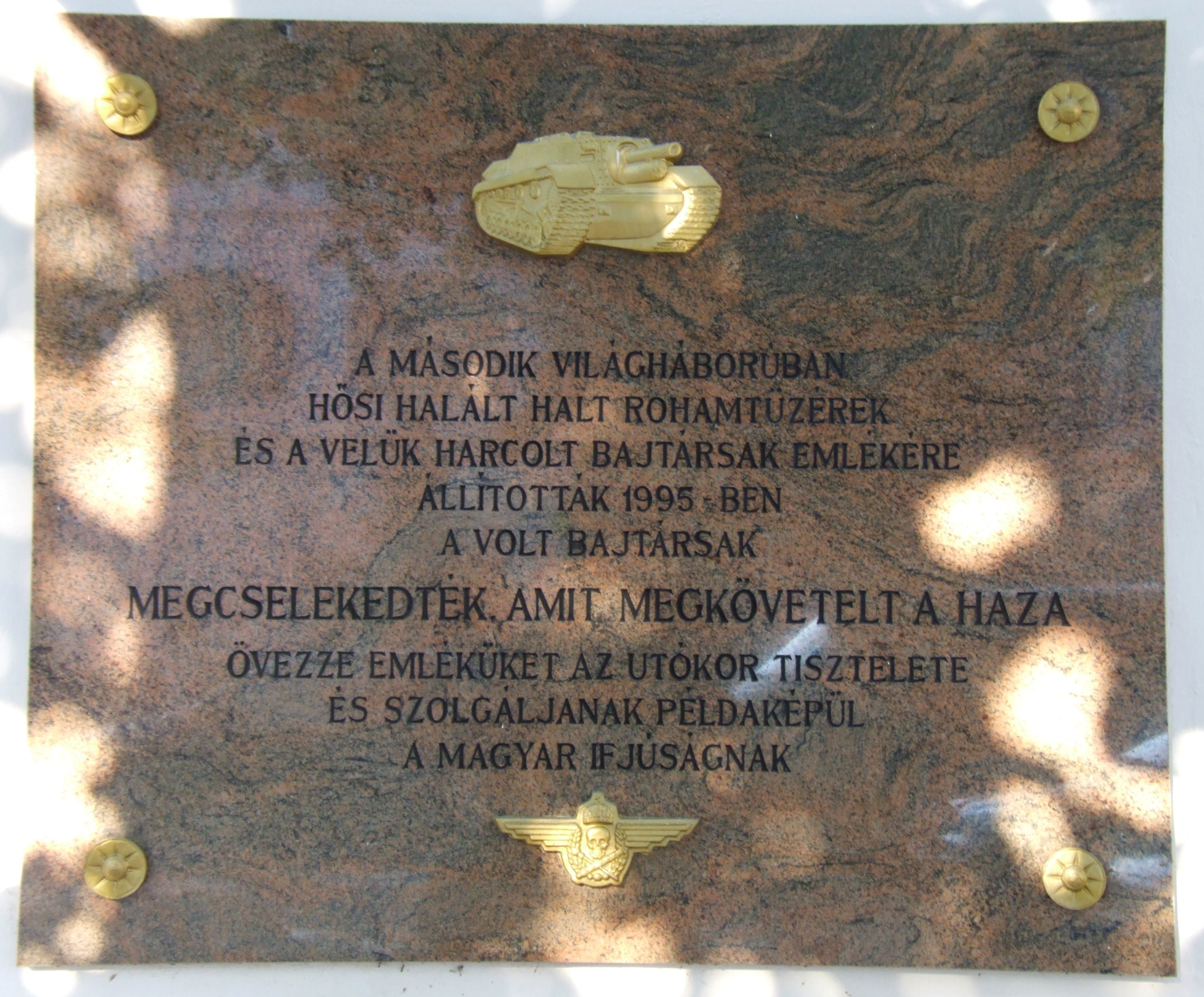
Rohamtüzérek emlékére
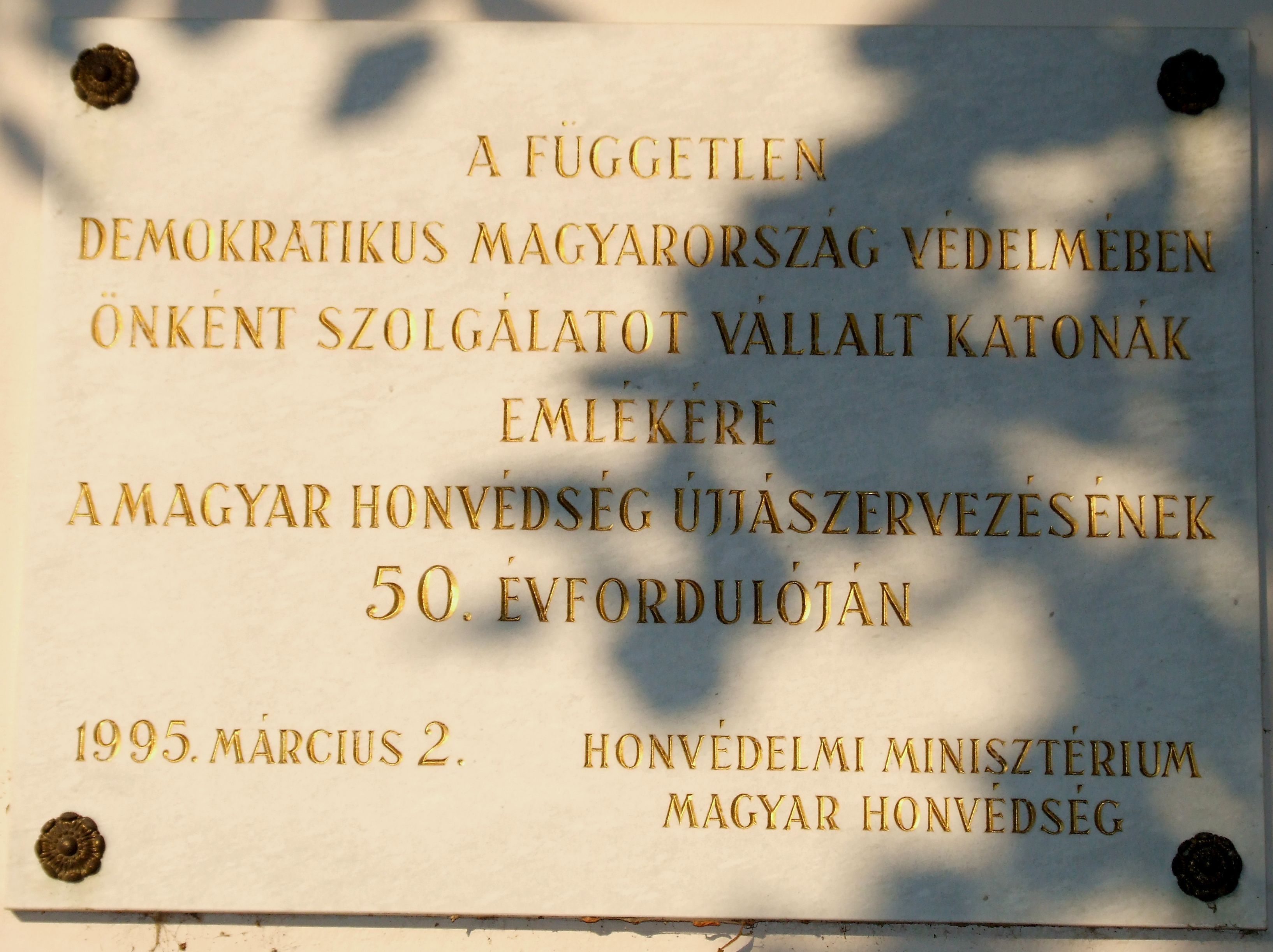
1945 önkéntes katonái emlékére
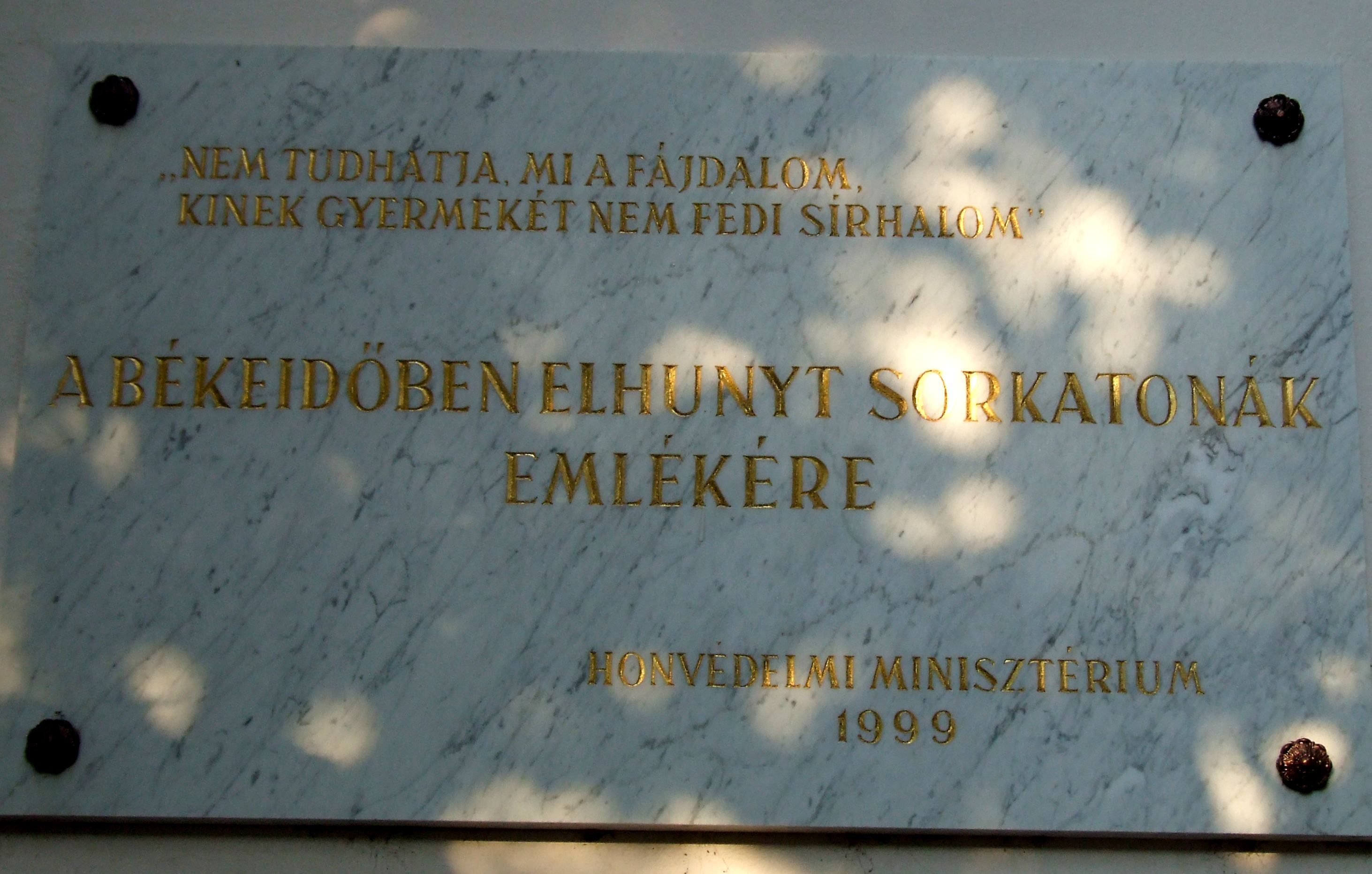
Sorkatonák
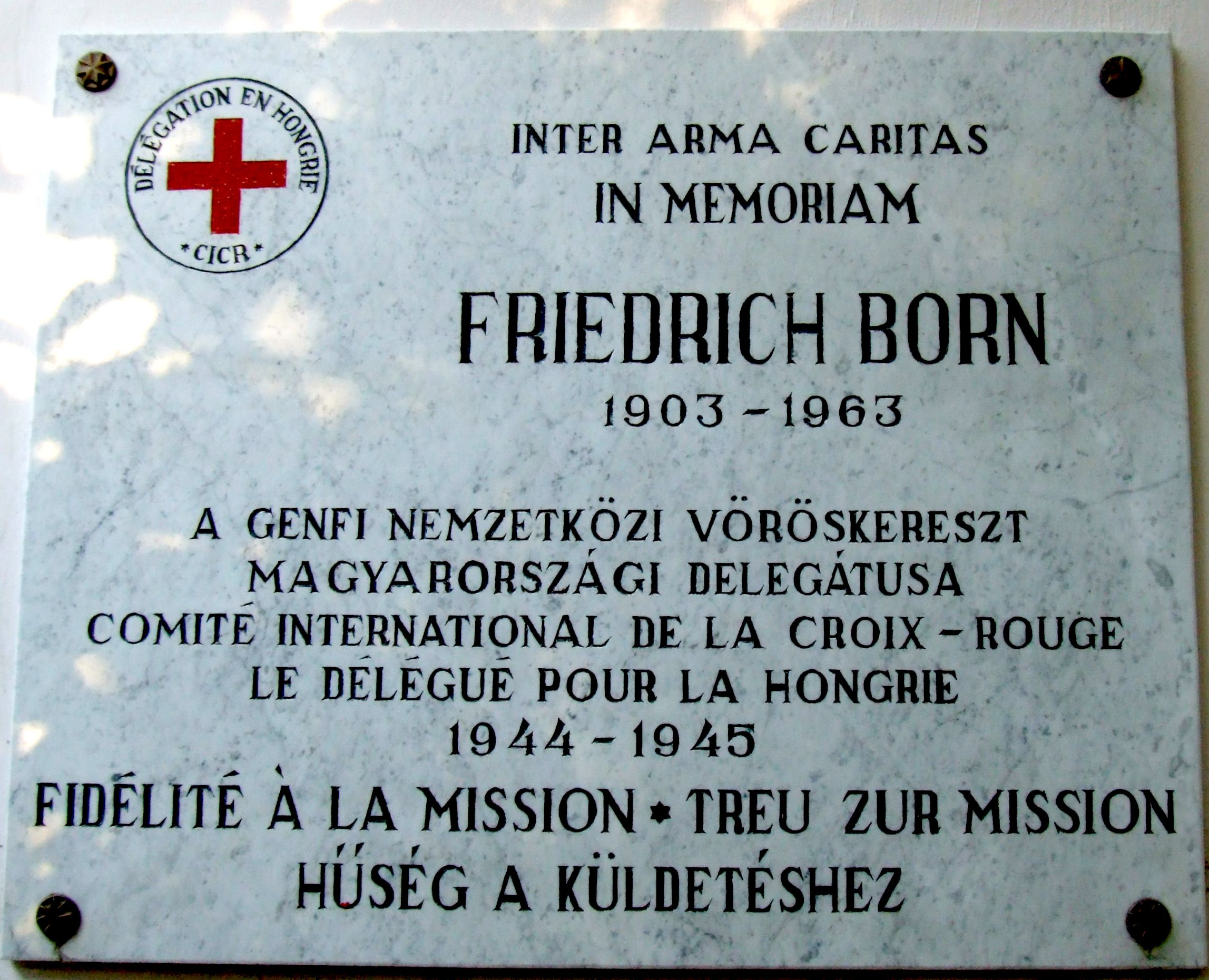
Friedrich Born
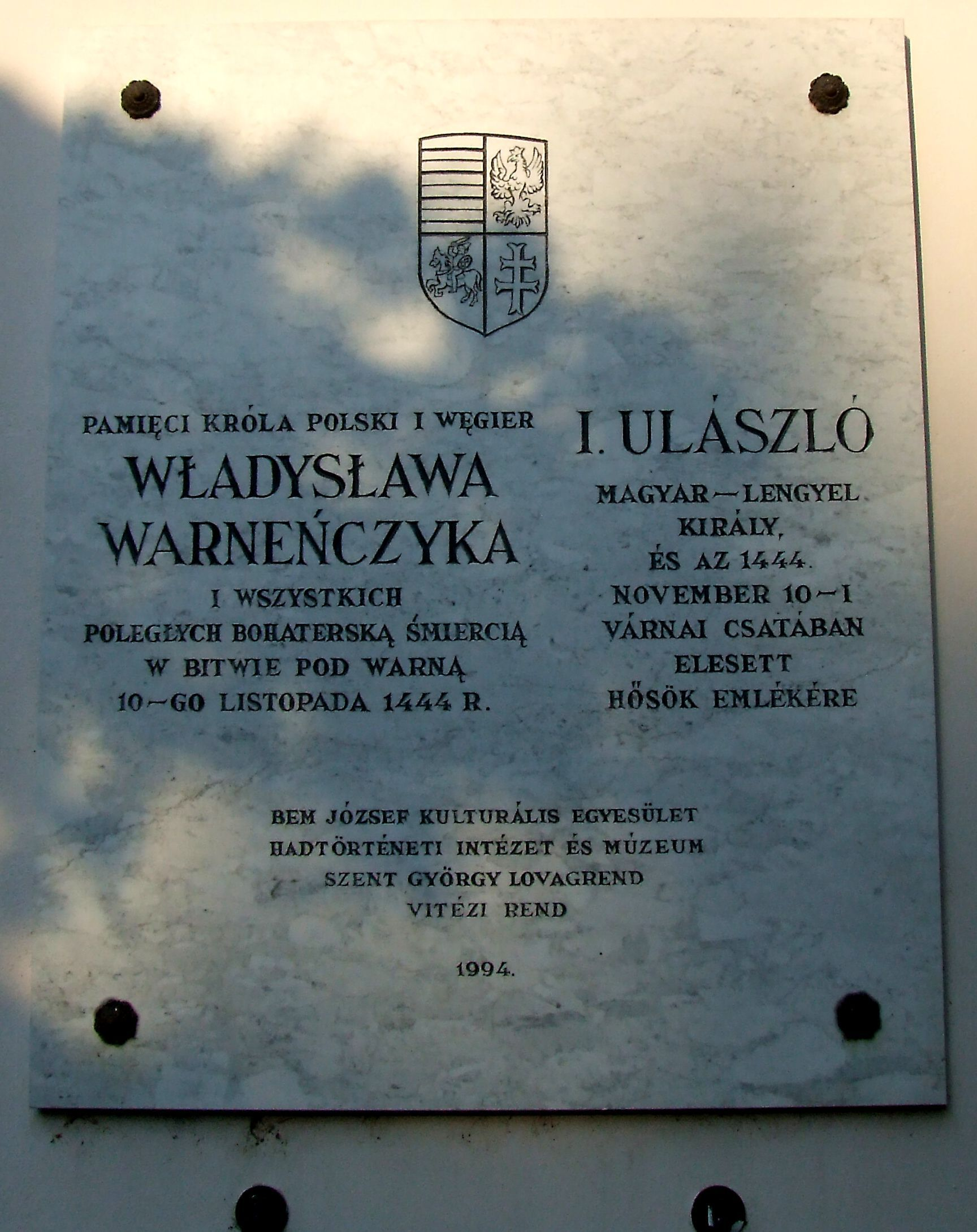
I. Ulászló
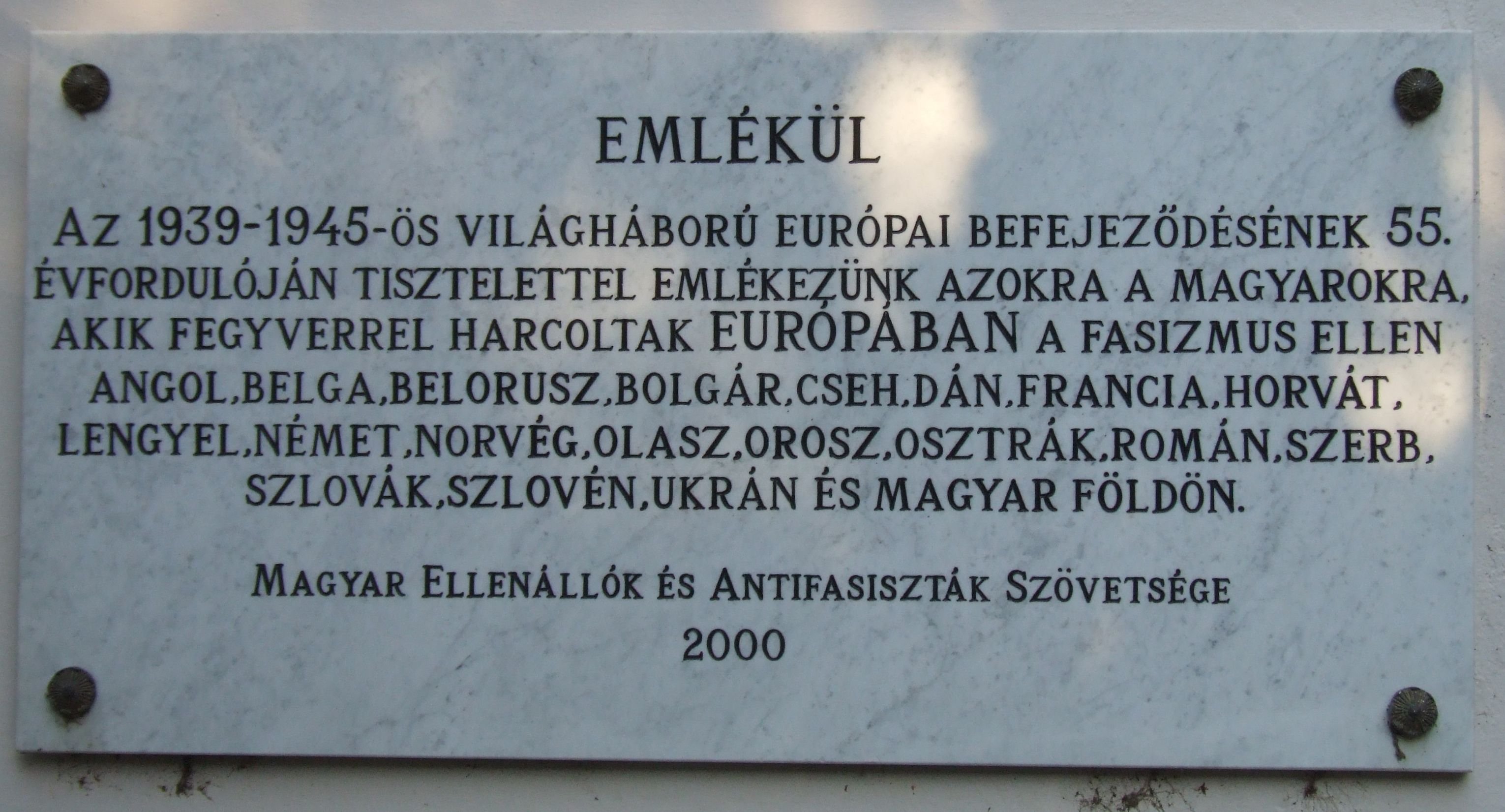
Ellenállók 1939–1944
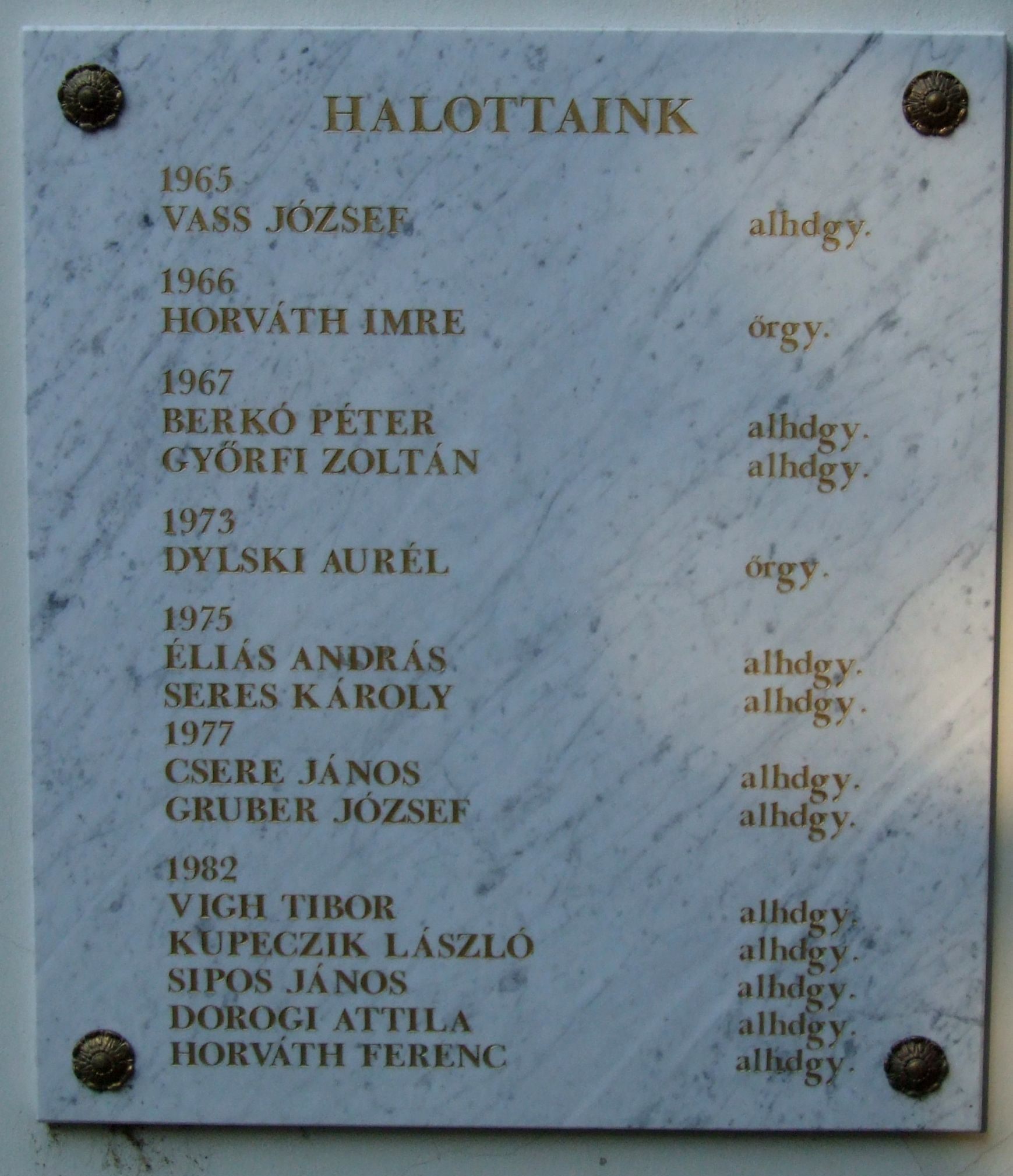
Határőrség - Halottaink 1965–1982
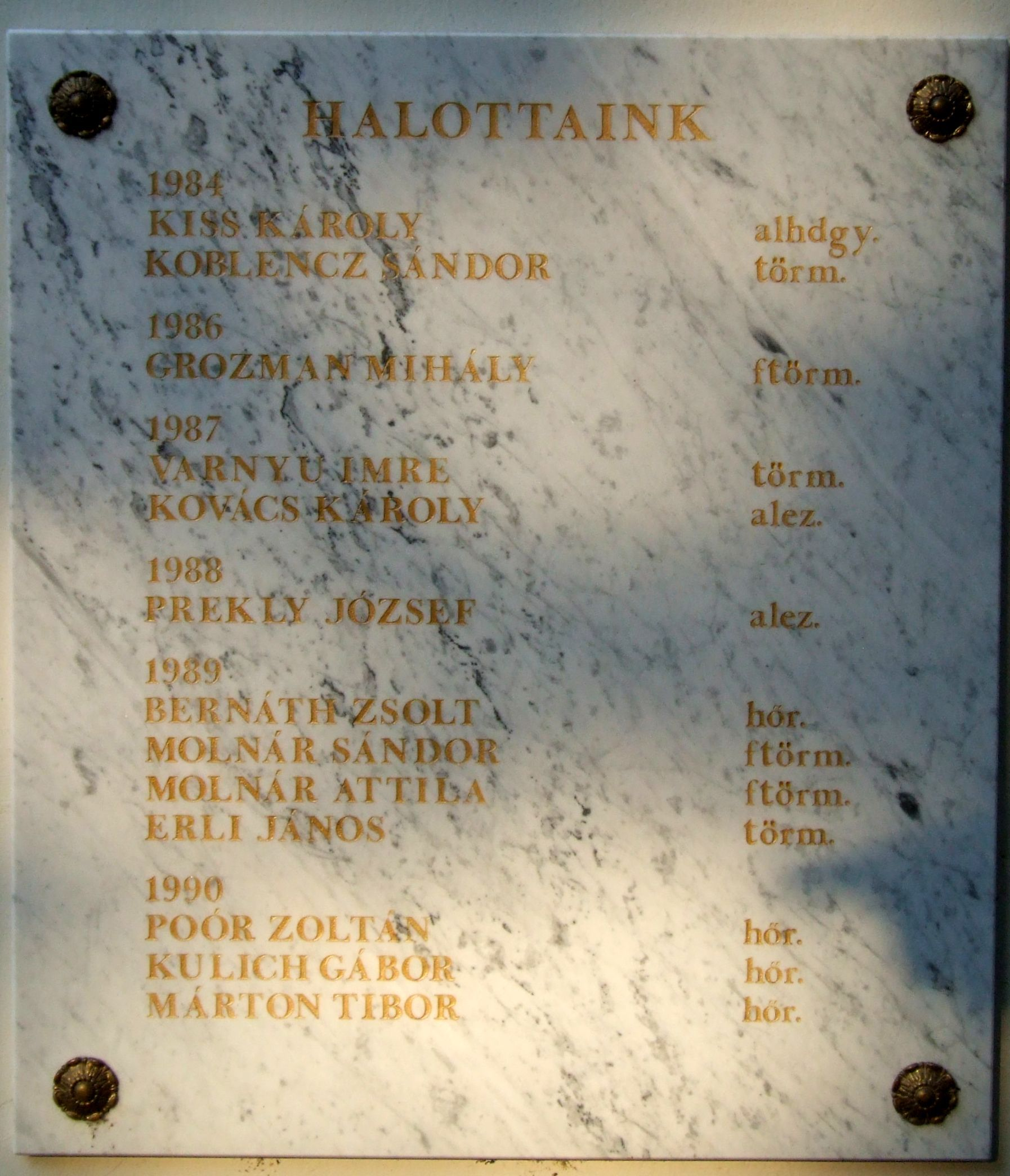
Határőrség - Halottaink 1984-1990
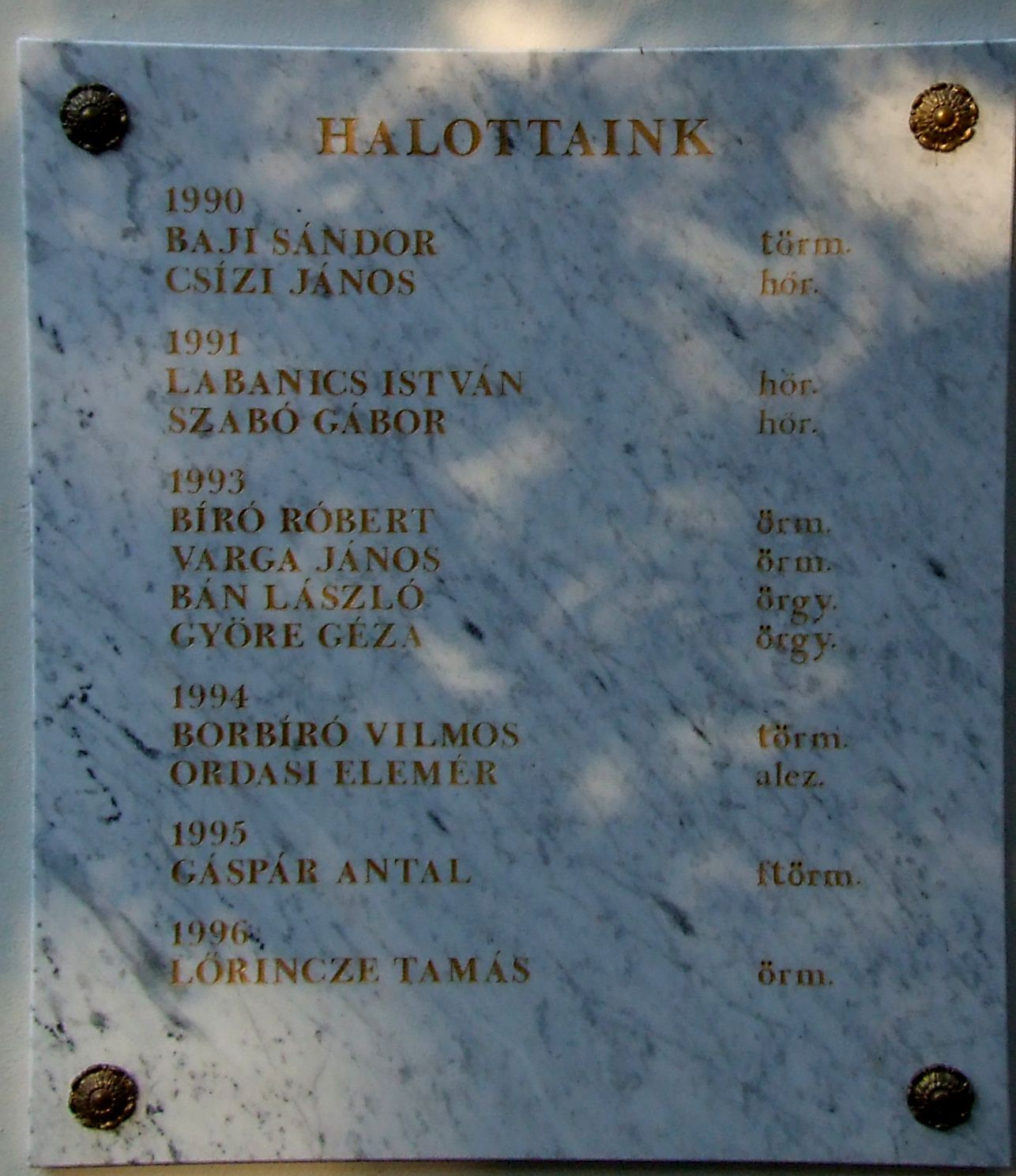
Határőrség - Halottaink 1990–1996
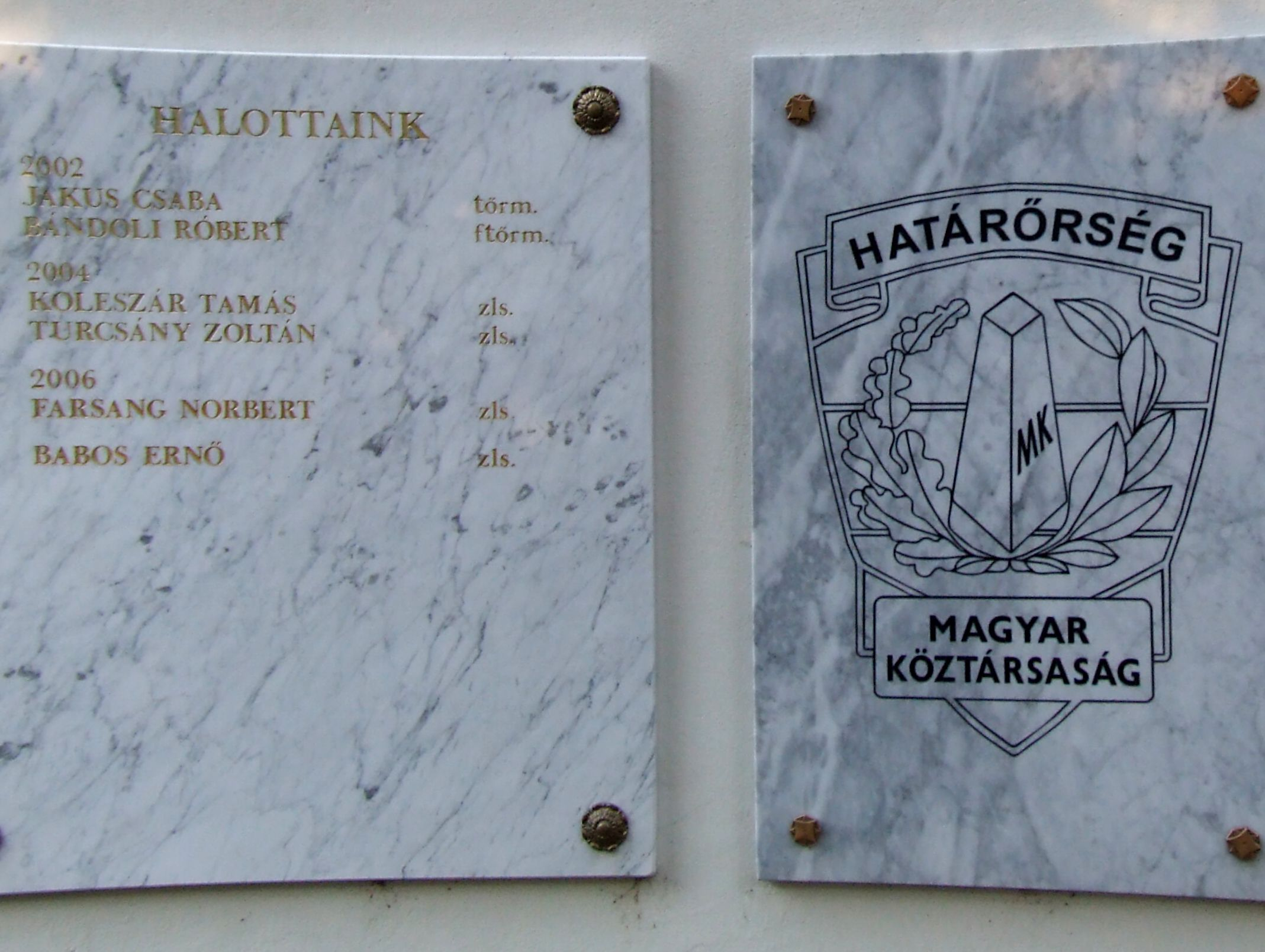
Határőrség - Halottaink 2002–2006
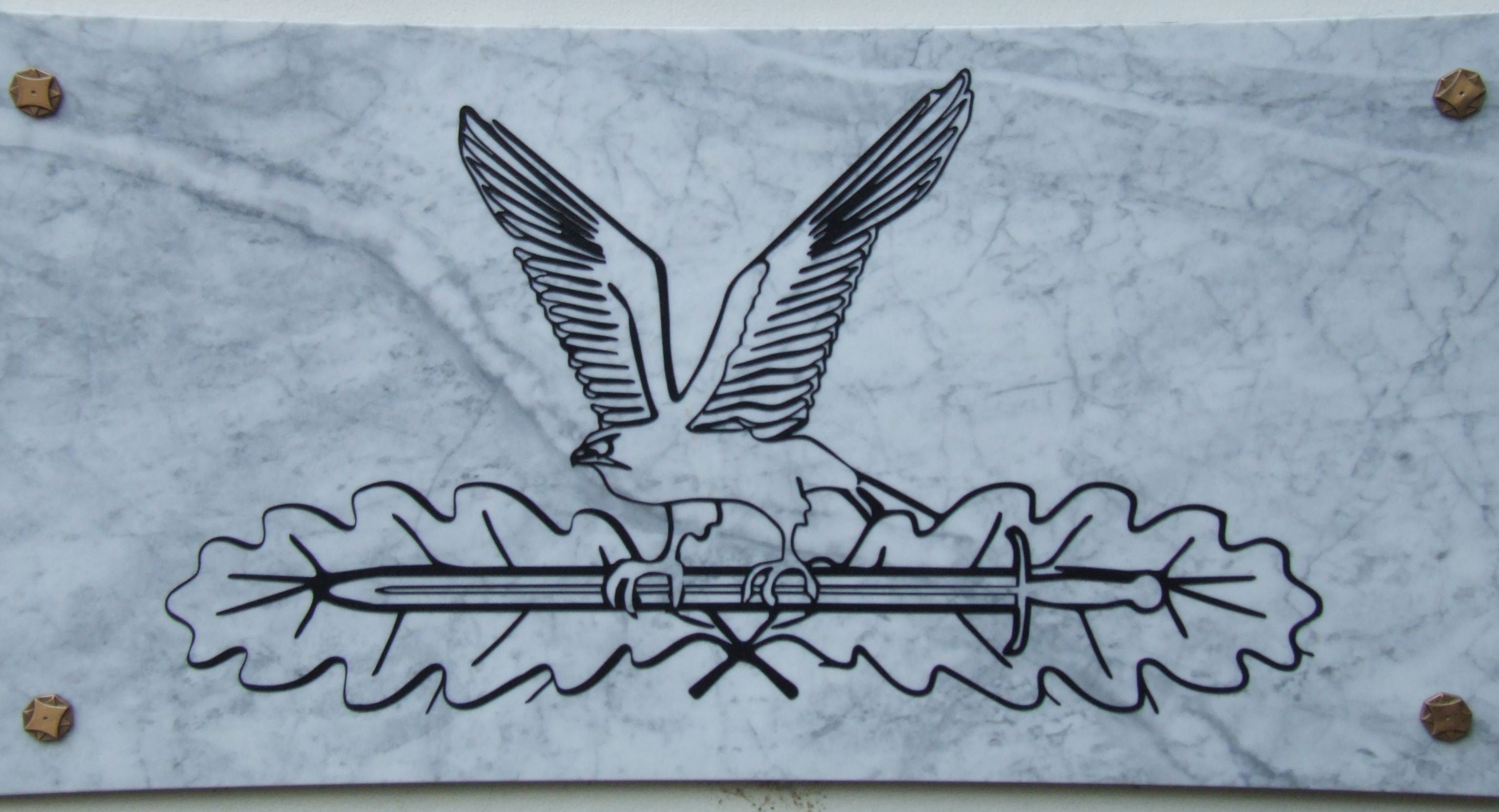
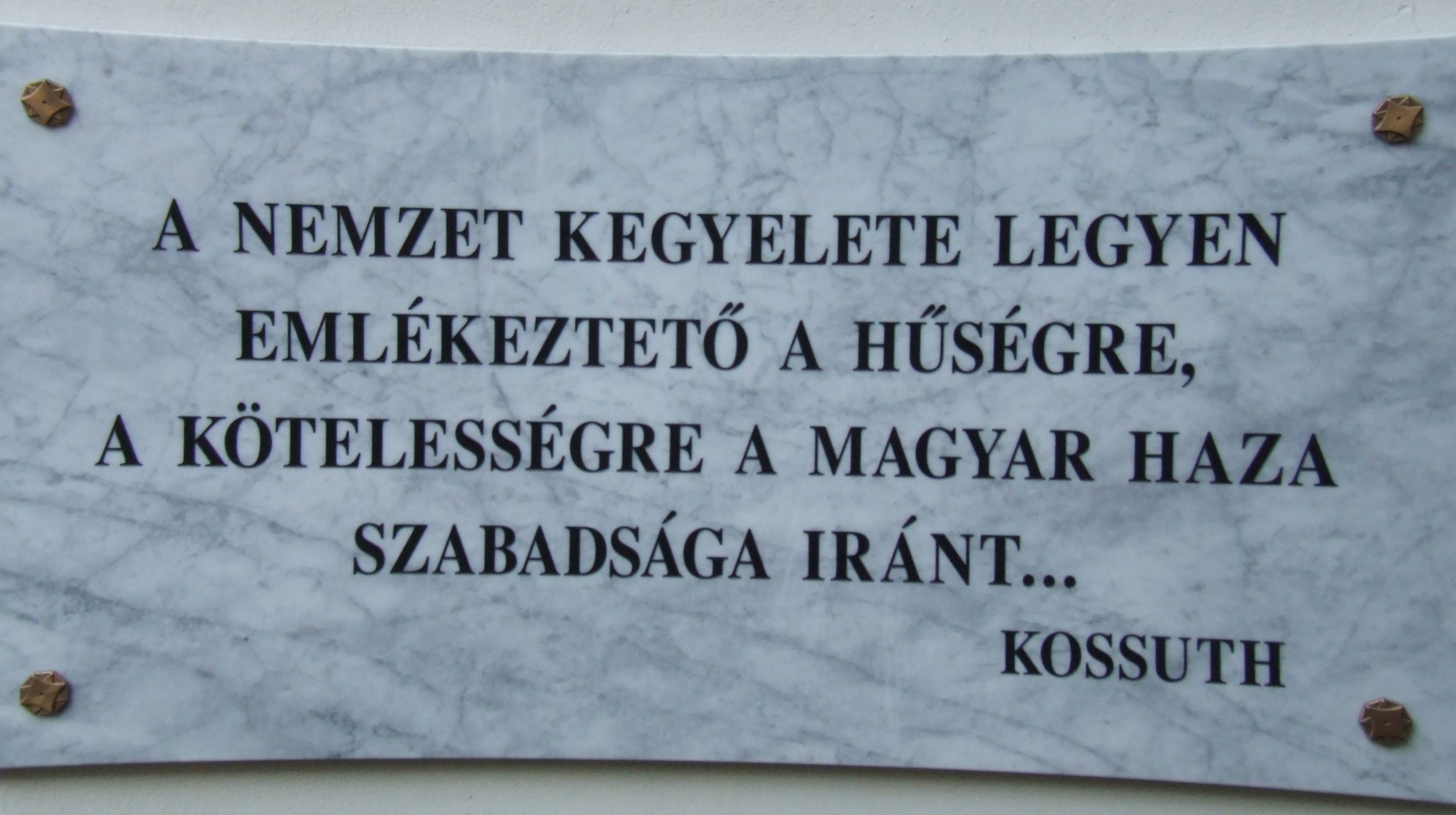
Kossuth idézet
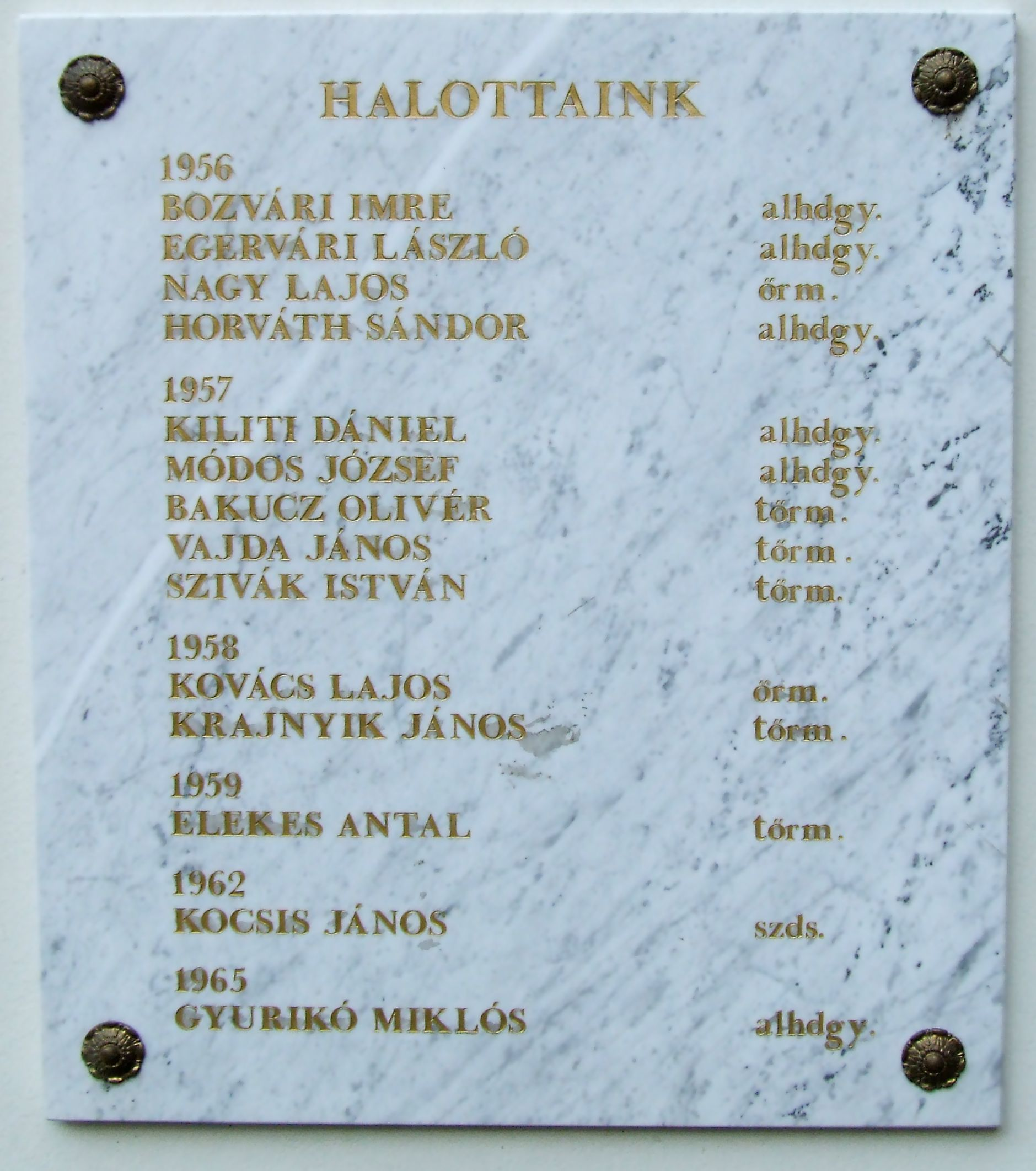
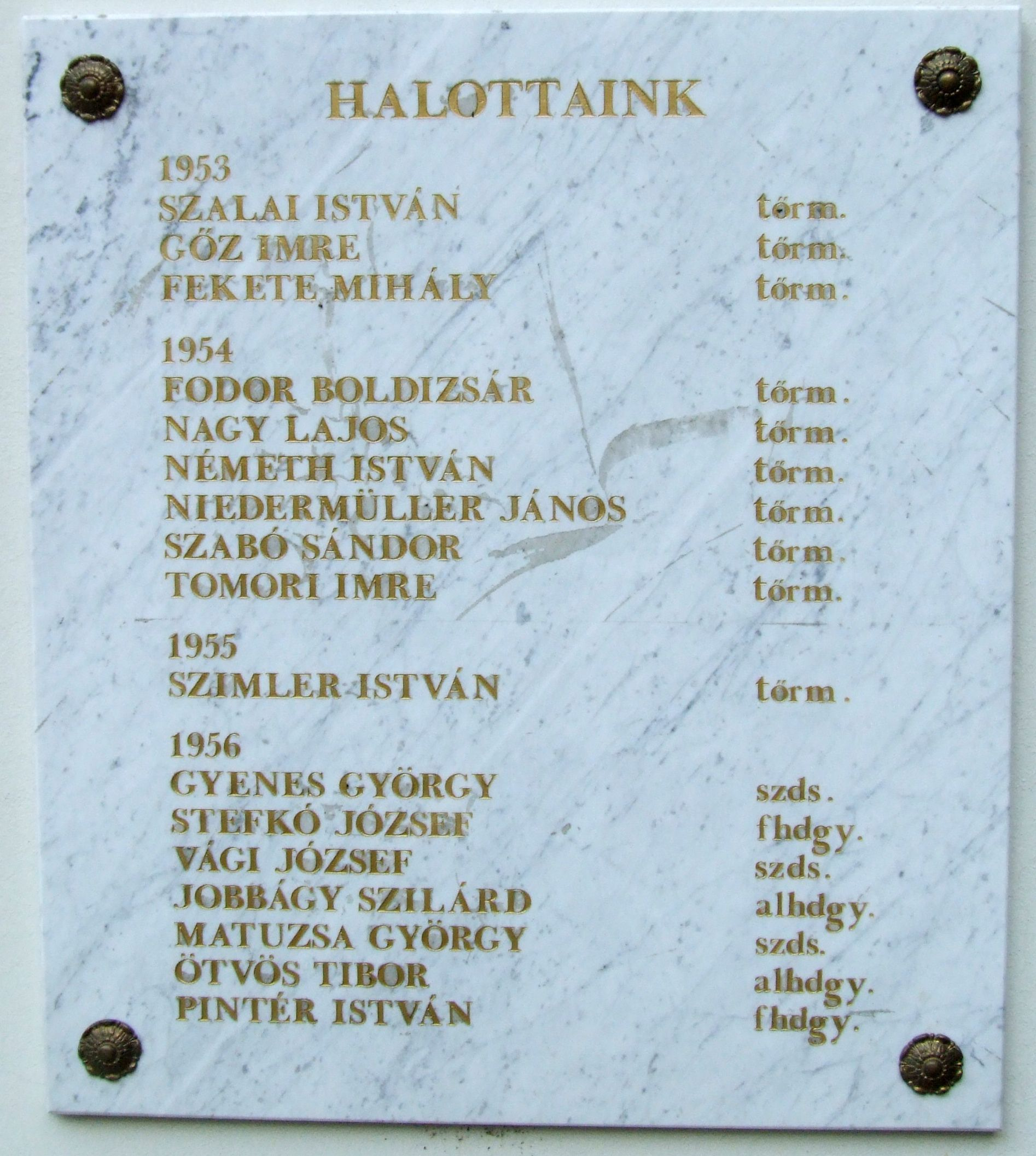
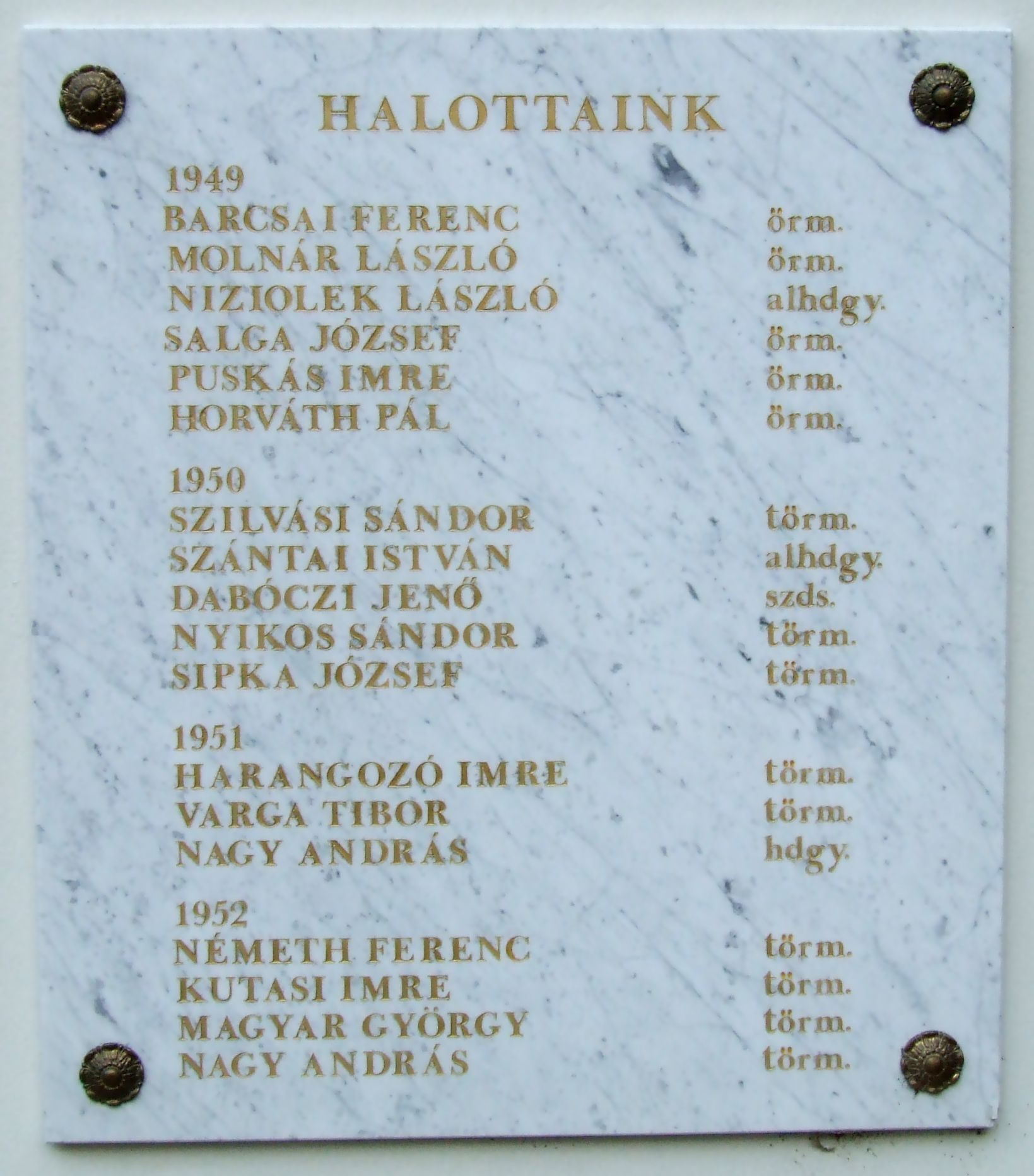
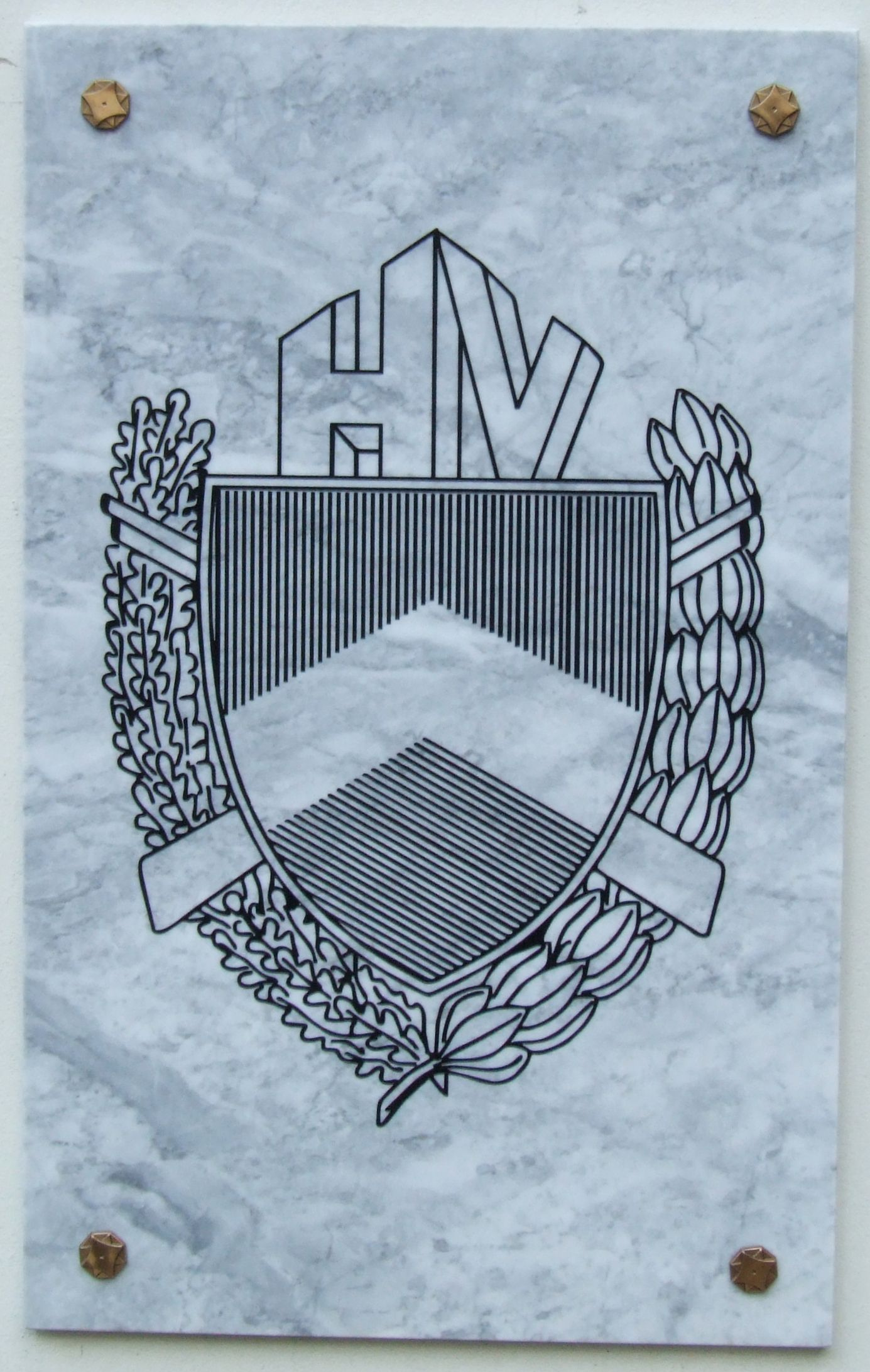
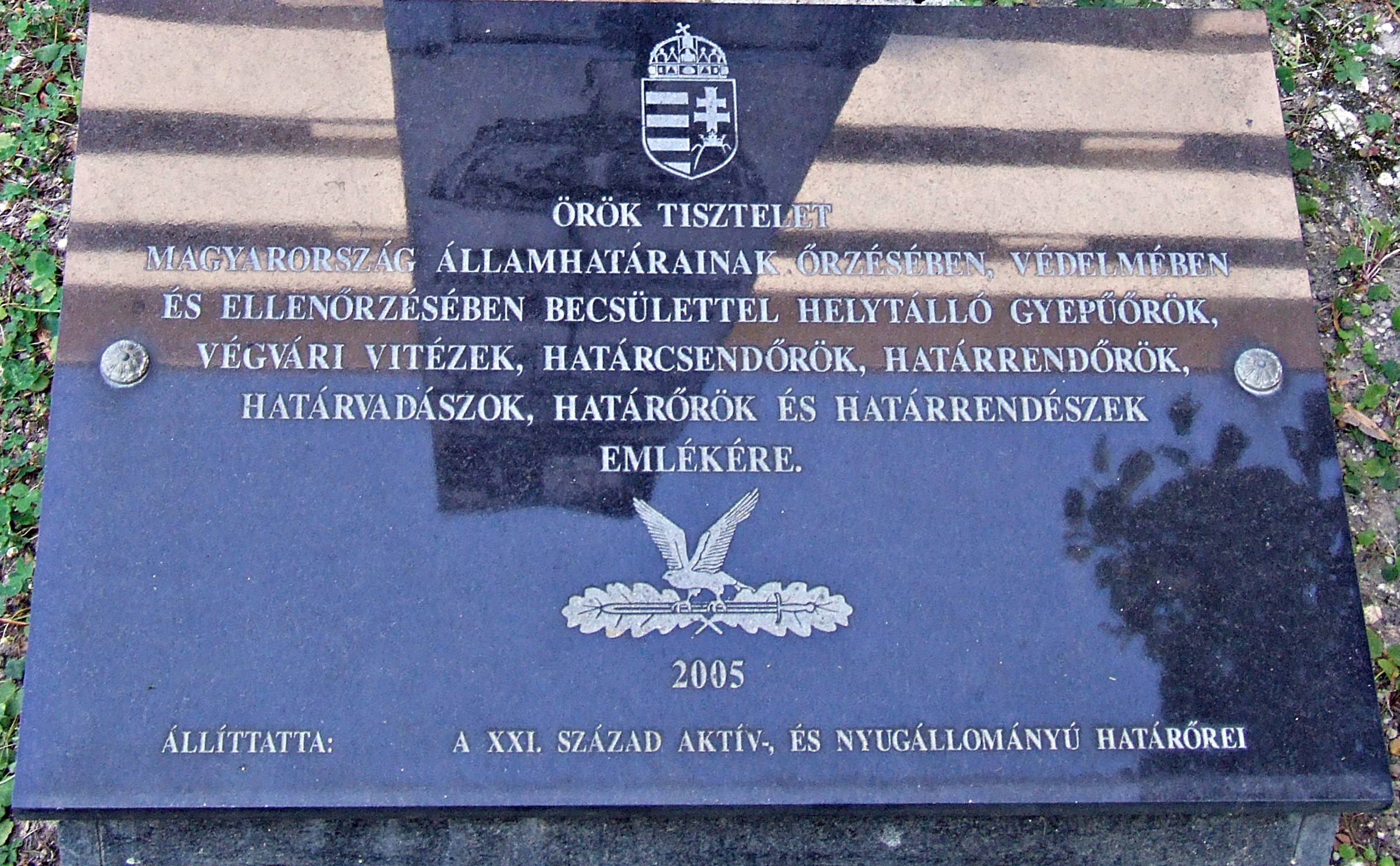
Határőrök...
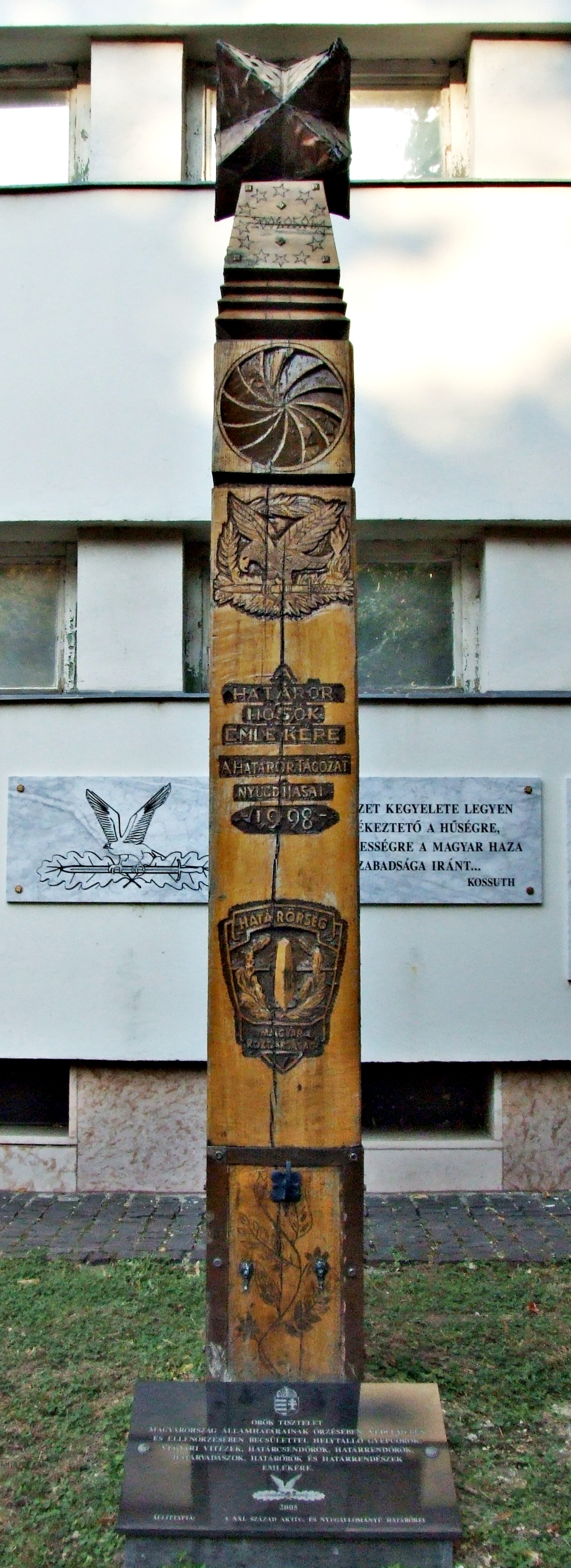
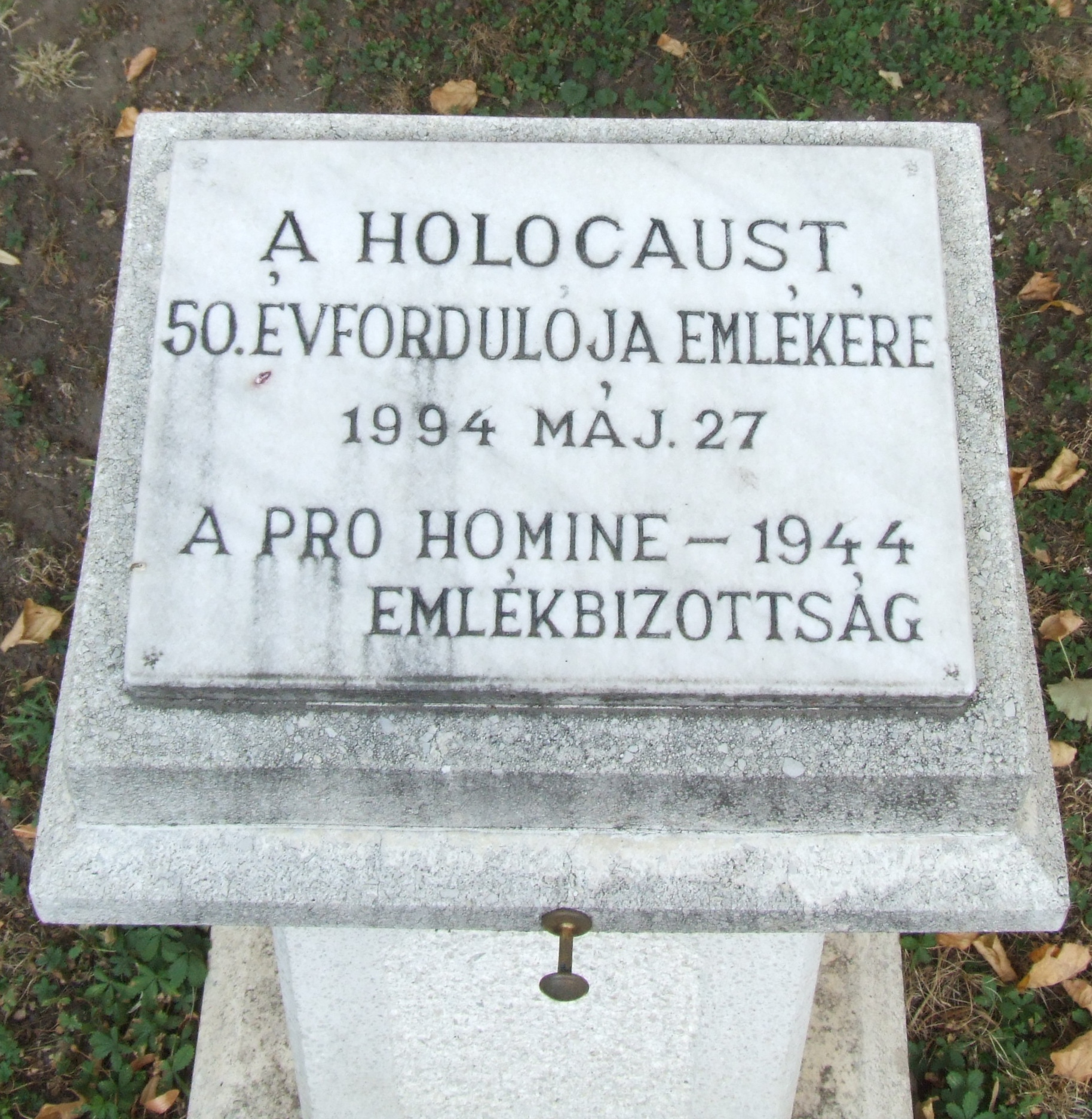
Holocaust 1944-1954
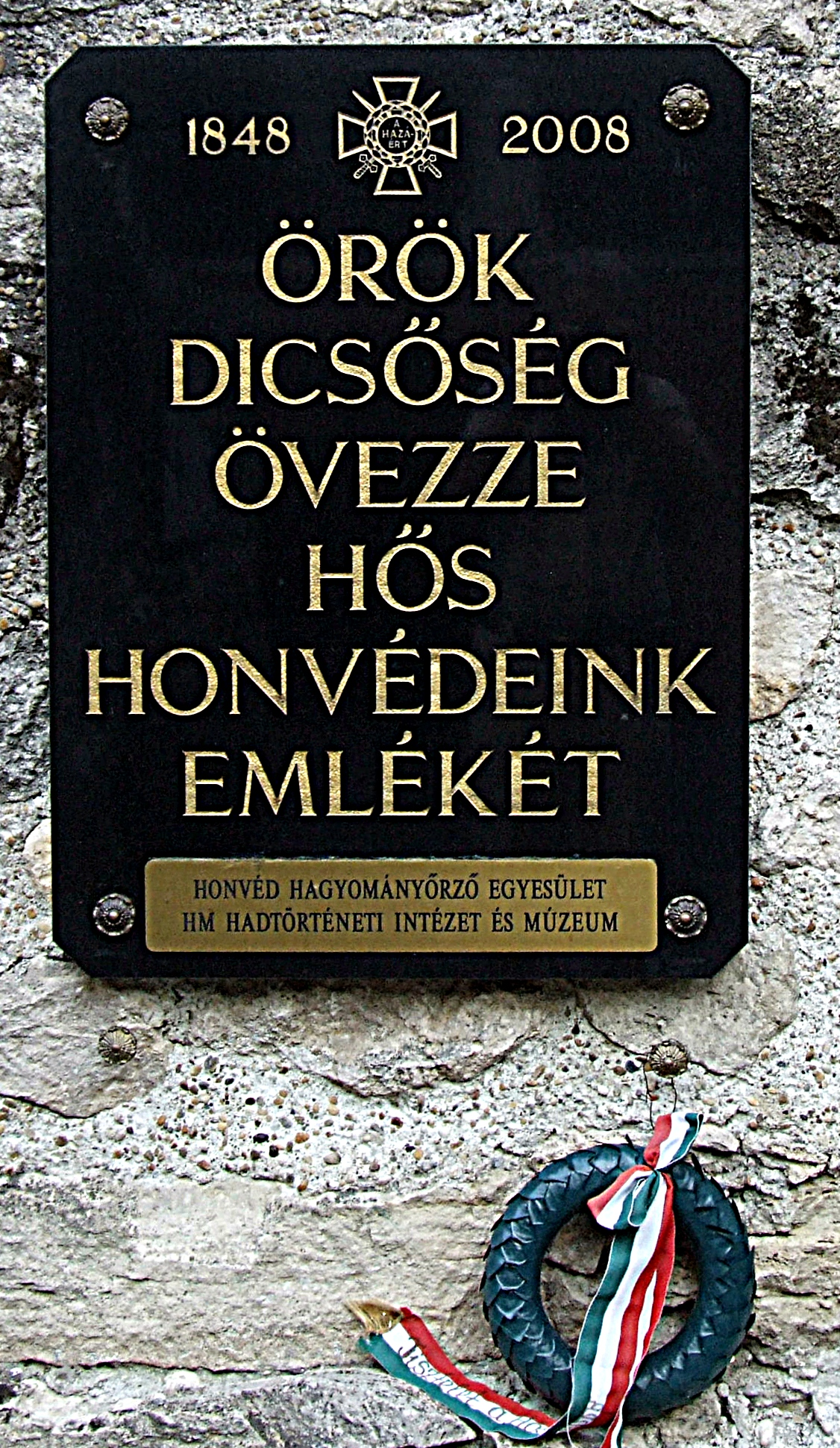
Honvédhősök
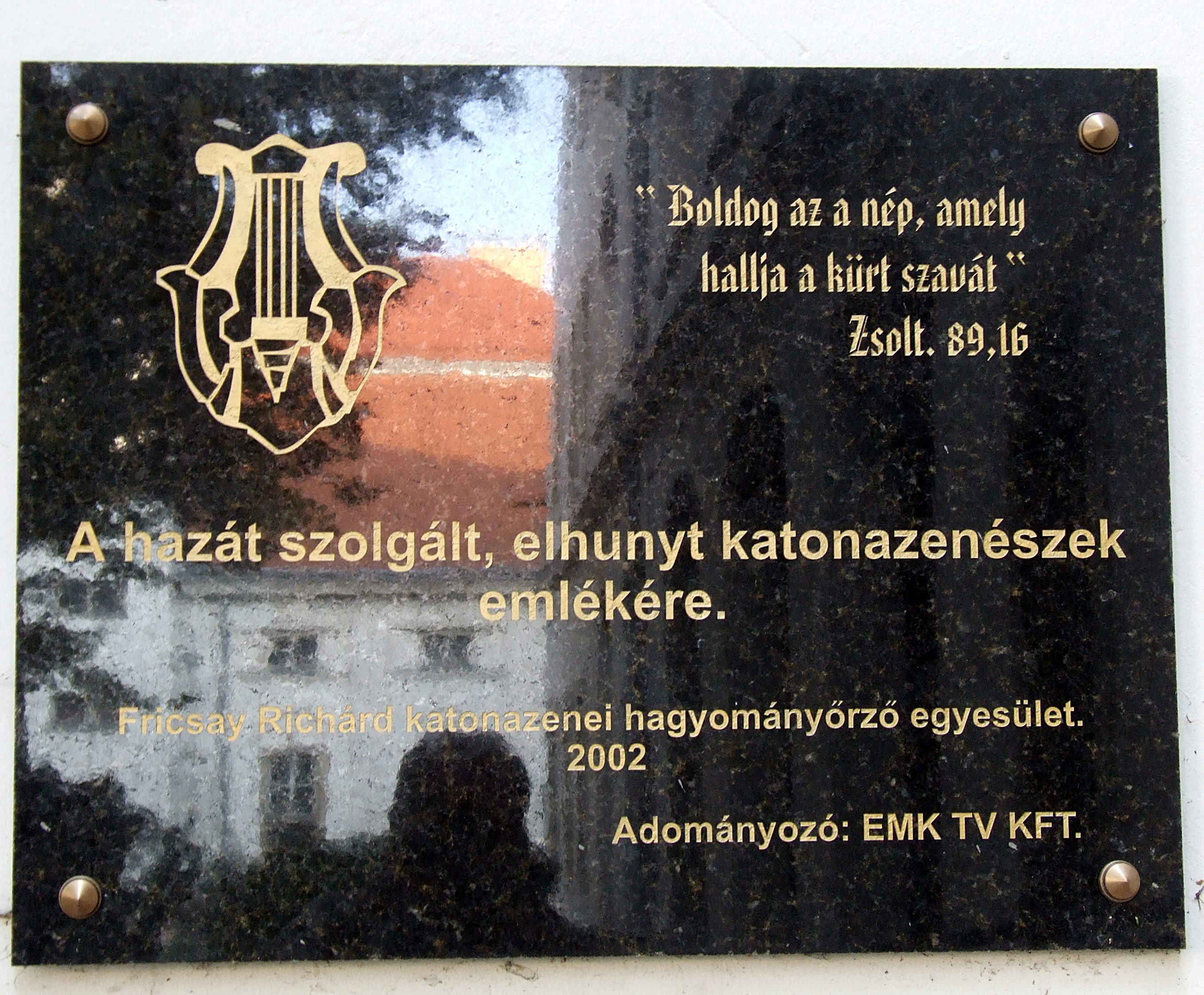
Katonazenészek
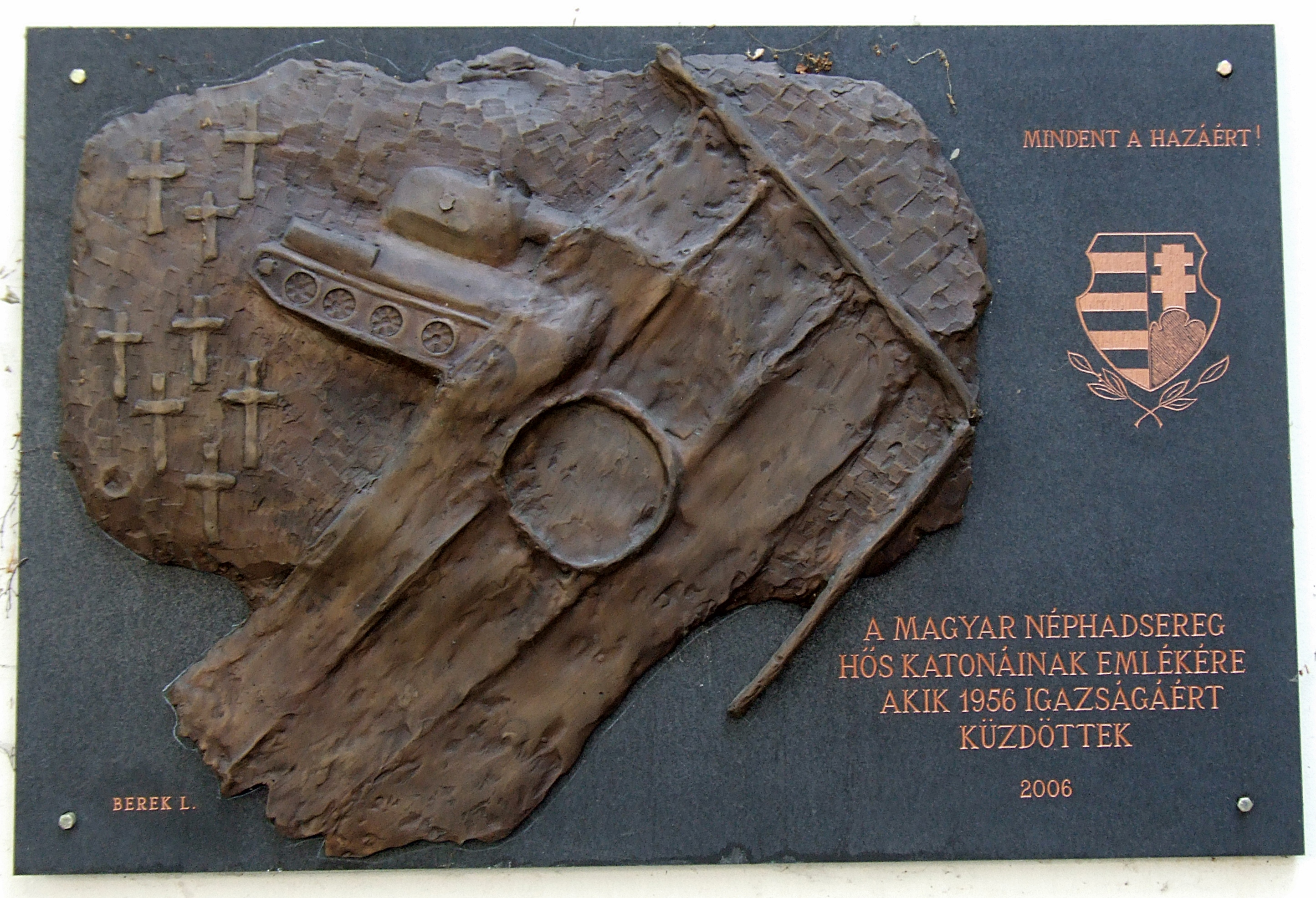
1956 Hős katonái
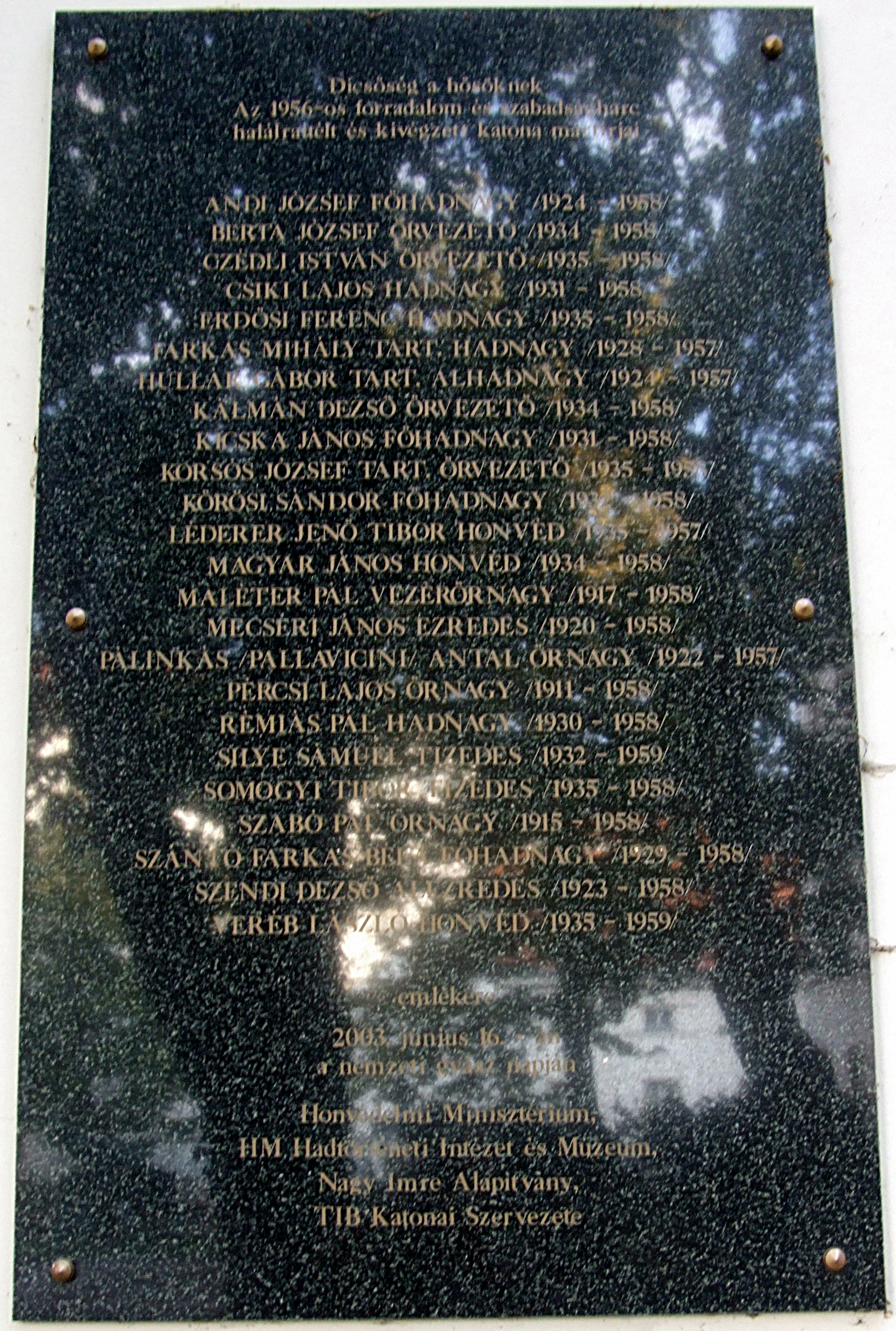
1956 Katona mártírok
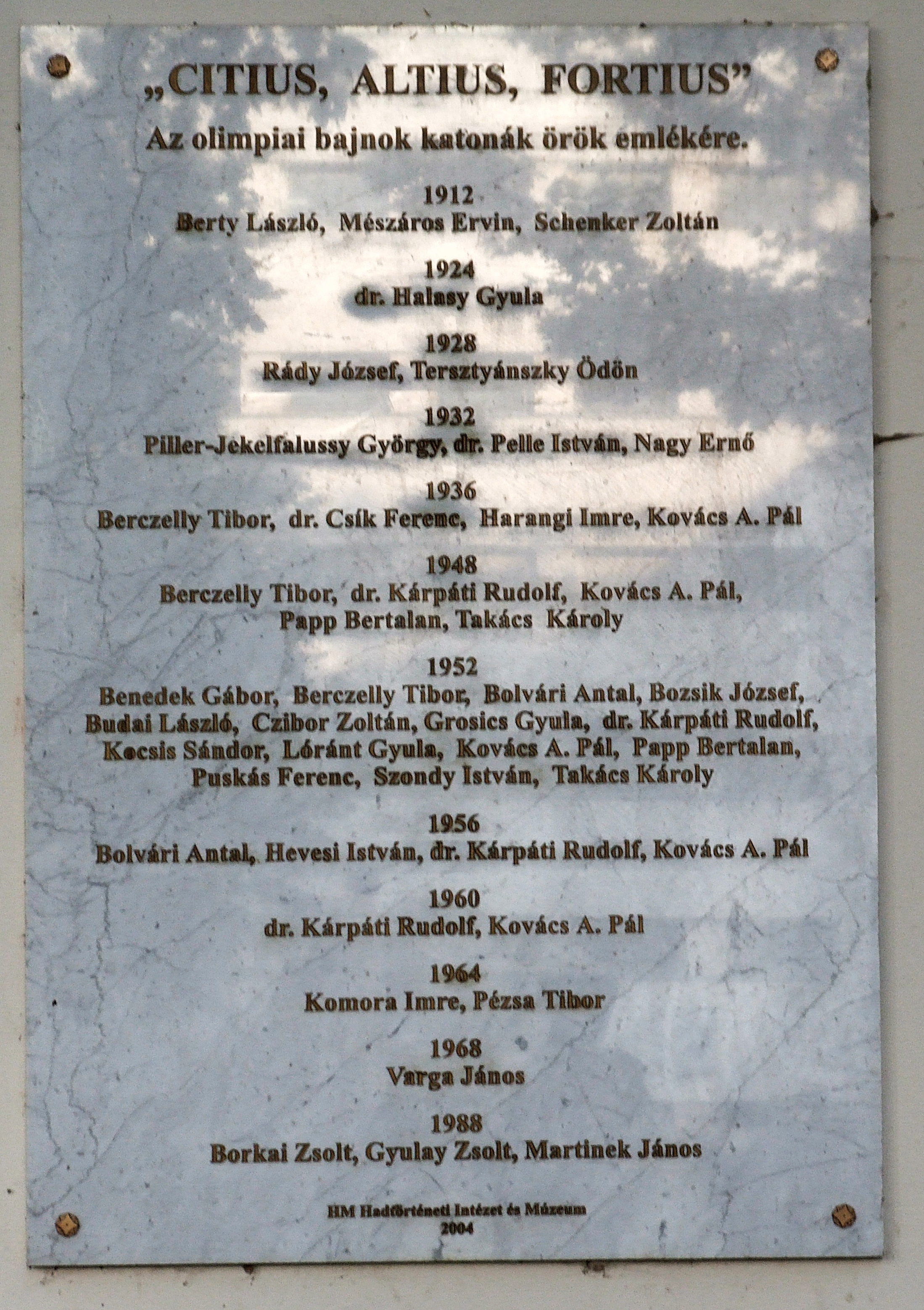
olimpiai bajnok katonák
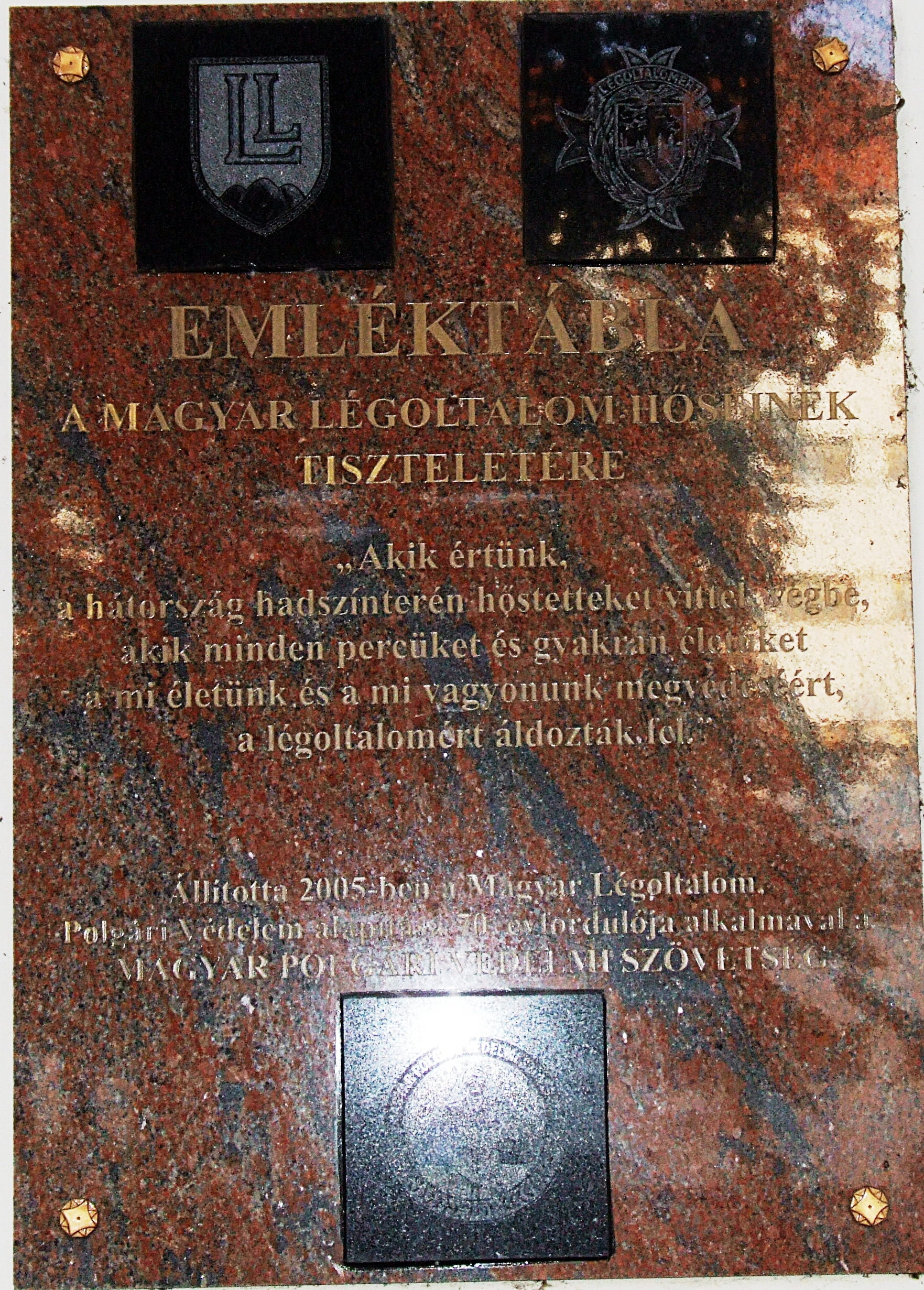
légoltalmi hősök
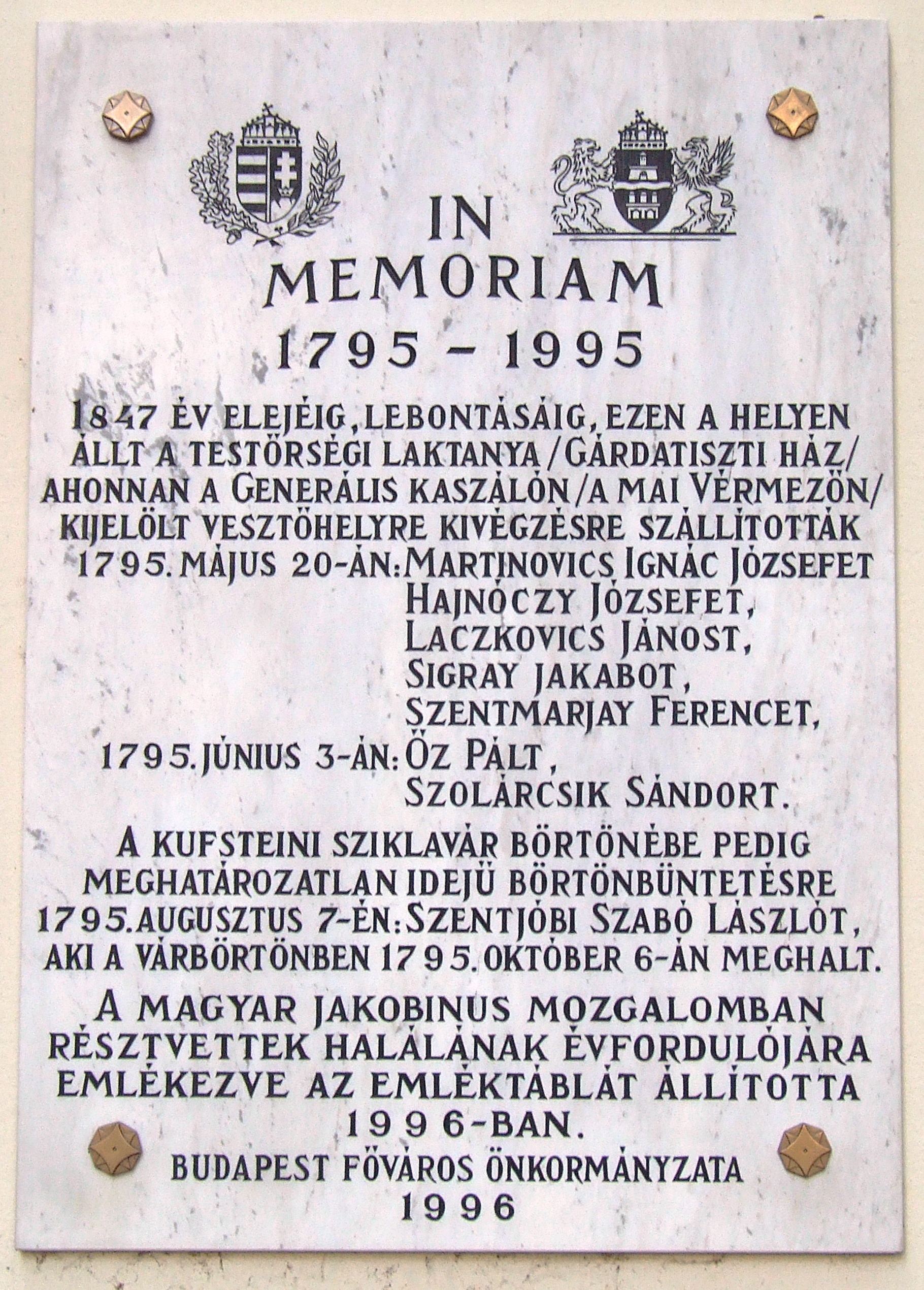
magyar jakobinusok
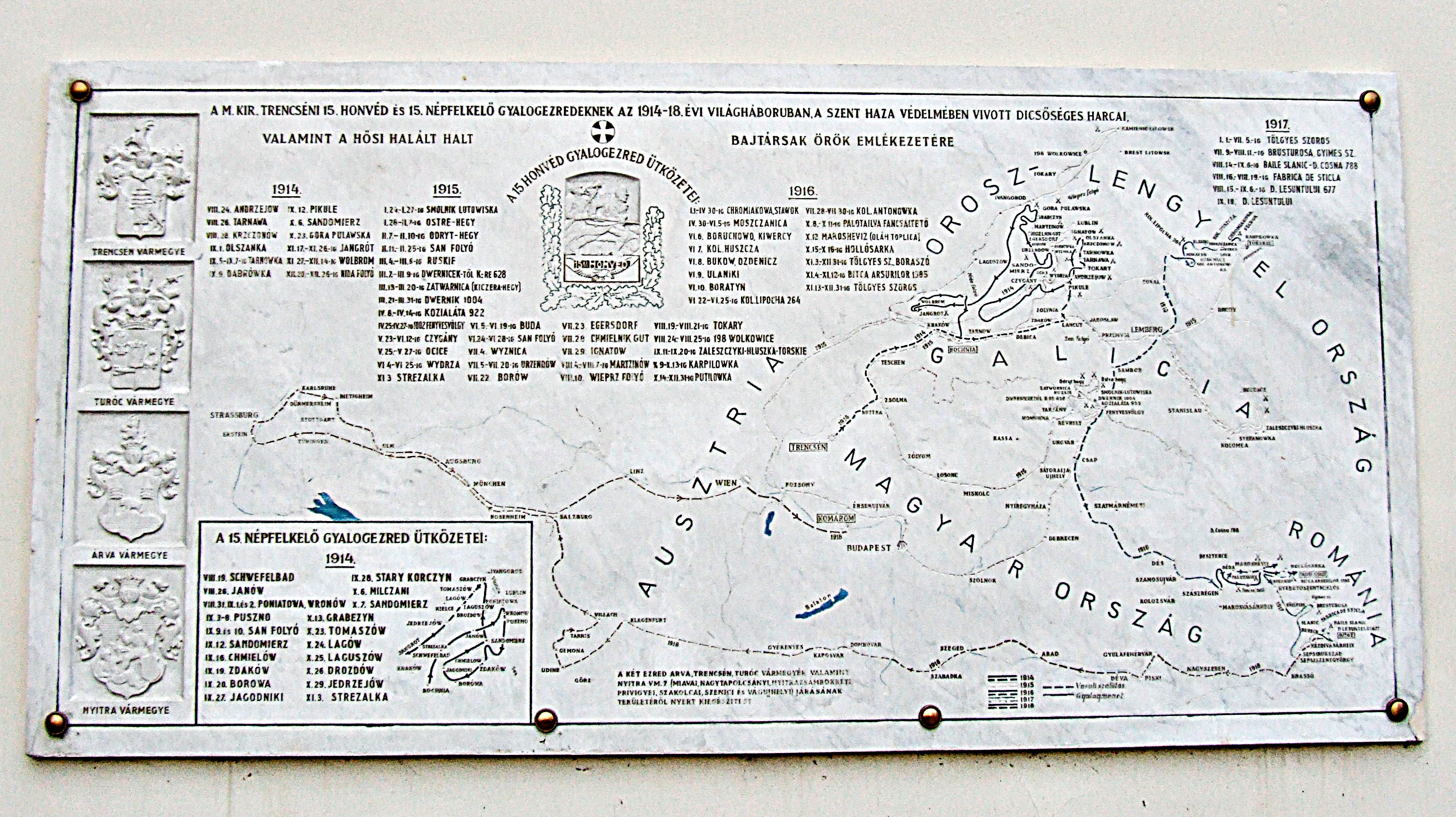
Népfelkelő gyalogezred
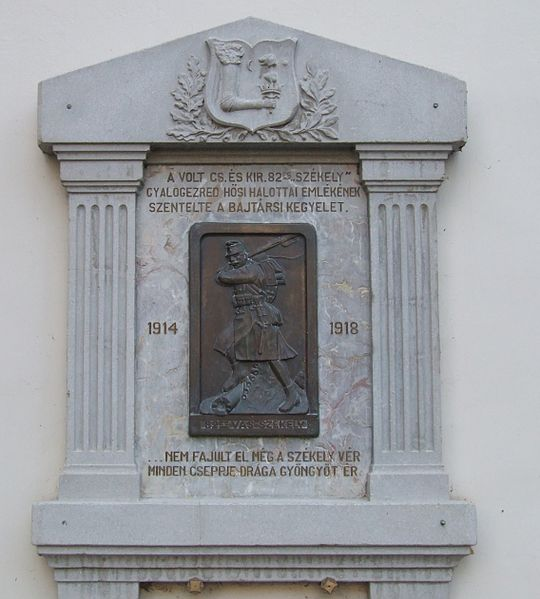
82. Székely gyalogezred
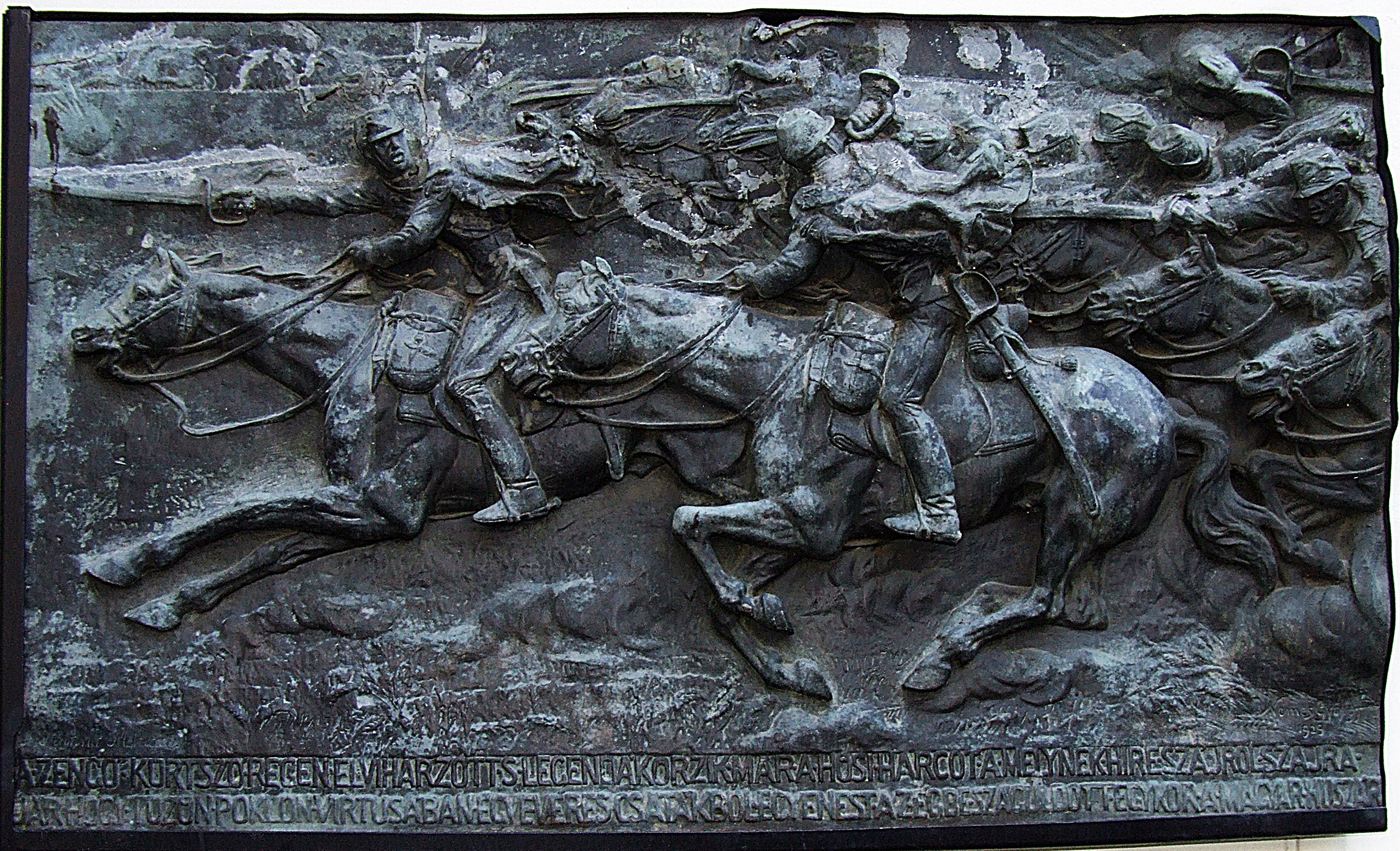
gorodoki lovasroham
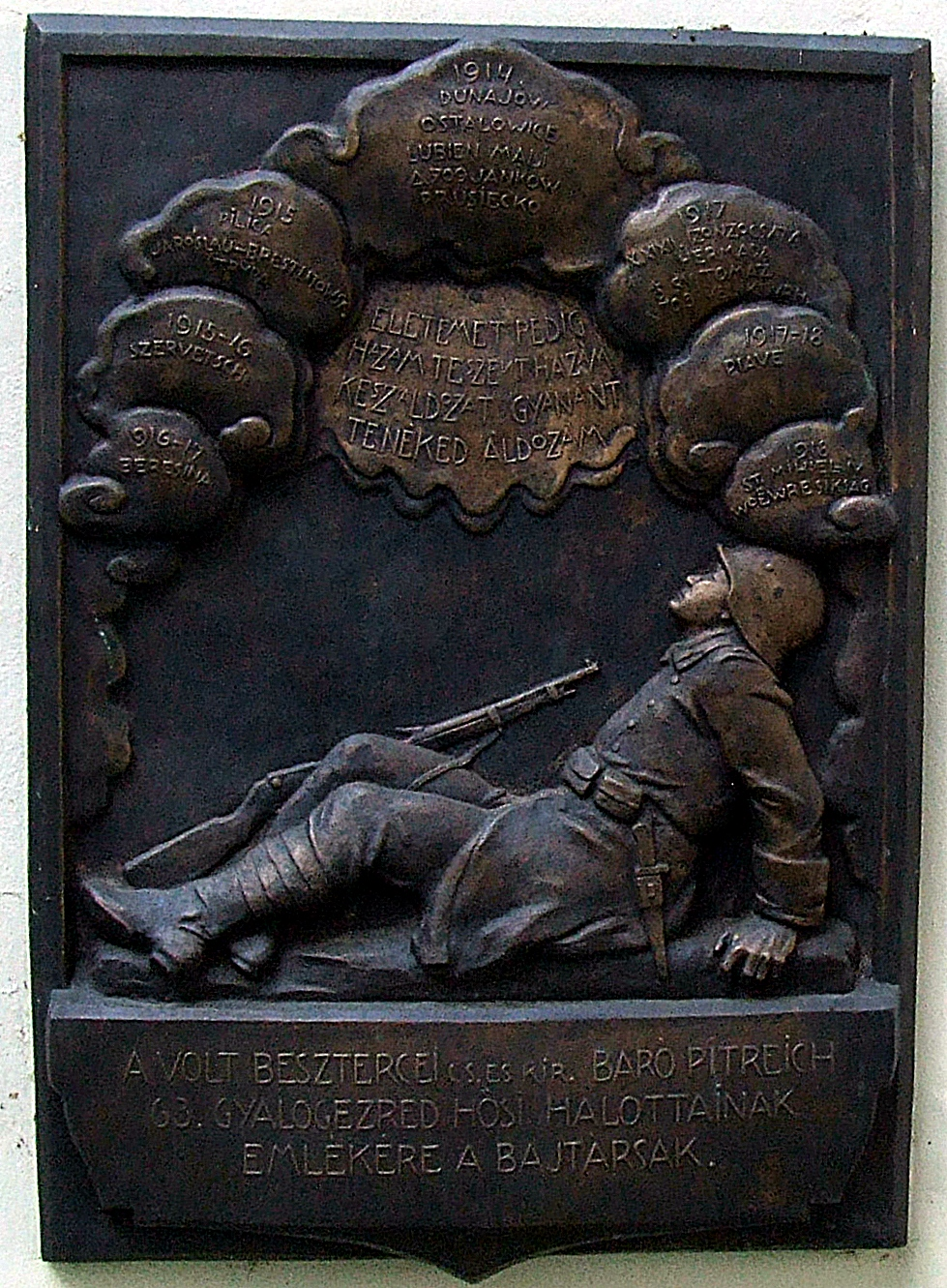
Besztercei gyalogezred

## Utcaindex
Ág  utca
(2/A.) Lásd: Mészáros utca 10; (30.) Bálint Mihály
Alagút  utca
(3.) Philadelphia kávéház és Szabó Dezső
Apród utca
(1-3.) Semmelweis Ignác
Attila út (korábban: Attila körút)

(2.) Mihelics Vid; (22.) (37.) Bajcsy-Zsilinszky Endre; Vészi Endre; (39.) Budai Tornacsarnok, Gerevich Aladár; (45.) Ottlik Géza; (75.) Szalatnai Rezső; (79.) (81.) Brunswick Teréz; (87.) Bartha Dénes; Schöpflin Aladár; (91.) Martinkó András; (103.) Durkó Zsolt; (103., 133.) Babits Mihály; (107.) Ferencsik János; (117.) Csortos Gyula; (133.) Hidas Frigyes
Babits Mihály-sétány
() Az utca és a névadó emléktáblája
Batthyány utca
(2.) A névadó emléktáblája; (8.) Általános Iskola 125. évforduló; (29.) Péch Antal
Batthyány tér
(11.) Faludi Ferenc
Bem rakpart
(-) Kossuth híd

(22.) Kovács Károly Pál
Bécsi kapu tér
(Várfal) In memoriam...; (Budavári evangélikus templom) Sztehlo Gábor; (8.) Kálmán György
Clark Ádám tér
Budai Váralagút; (Fő utca sarok) Podmaniczky Frigyes
Dísz tér
() (3.) Batthyány-Strattmann László; (4-5.) Angelo Rotta; (15.) Szombat kapu
Döbrentei tér
(-) Erzsébet híd
Döbrentei utca
(6.) Tóth István
Feszty Árpád utca
(2.) A névadó emléktáblája
Fortuna utca
(5.) Hajnóczy József
Fő utca
(3.) Vízivárosi Elöljáróság; (6.) Konkoly Thege Miklós és intézete; (11-13.) Lengyel mártírok; (15.) Huszka Jenő; (19.) Békésy György; (21.) Hubay Jenő; (25a.) (37.) Szauder József; Márk Tivadar; (37/b) Krassó György
Gellérthegy utca
(13.) Ripka Ferenc; (31.) Balassa Imre, Balassa Péter, Birkás Endre
Hegyalja út
(-) A tabáni tűzvész
Hess András tér (Korábban: Ince pápa tér)

(3.) Pálffy ház; (4.) Helytörténet; () Csonka torony, Domonkosrendi kolostor, A török kor utáni első gimnázium (Ma: II. Rákóczi Ferenc Gimnázium)
Iskola utca
(18.) Heinrich József; (35b.) Bolberitz Károly; Cseh Tamás
Kapisztrán tér
(? Úri utca sarok) Várvisszafoglalók 1686; (2-4.) Hadtörténeti Levéltár; Pilch Jenő, Gyalókay Jenő, Markó Árpád
Kosciuszkó Tádé utca (Korábban: Koronaőr utca)

(5.) Tűzoltó hősi halottak; (14.) A névadó emléktáblája; (18.) Réti Mátyás
Krisztina körút
(37.) Mihelics Vid; (37/A Déli Pályaudvar) Budai Önkéntes Ezred; (75.): Máté Péter
Kuny Domokos utca (Korábban: Karátson utca)

(1.) A névadó emléktáblája
Lisznyai utca
(11.) Ferenczi Sándor
Logodi utca (Korábban: Lógody utca)

(25.) Varga Ottó; (31.) Babits Mihály; (Tábor utca találkozása) Tűzszerészek emlékoszlopa
Lovas út (Korábban: Sziklai Sándor út)

Magyar hajdúk (Anjou bástya előtt); Budavár visszafoglalása 250. évforduló; Regensburgi katonák (Anjou bástya); Katalán katonák (Anjou bástya); Spanyol katonák (Anjou bástya); Fiáth János (Esztergomi rondella)

(4/c.) Sziklakórház
Mária tér
Hörger Antal
Mátray utca
(9.) Jankovich Ferenc
Mészáros utca
(1.) Széchenyi István; (10.) Balkay Géza, Gyurkovics Tibor; (19.) Magyar Műszaki Múzeum

(18.) Dienes András
Mikó utca
(2.) Márai Sándor; (16.) A névadó emléktáblája
Móra Ferenc utca

(2/a) Meczner Lajos; A névadó emléktáblája; (2/b) Prohászka Lajos, Schenzl Guidó
Naphegy tér
(8.) Gárdos Péter
Naphegy utca
(27.) Réti József
Országház utca
(Petermann bíró utca sarok) Az utca emléktáblája; (19.) Hatvany Lajos; (28.) Osváth László
Palota út
(1.) 1849. május 21.
Pauler utca
(3.) Németh László; (17.) Kerényi György; (19.) Csécsy Imre; Jankovics Marcell
Pálya utca
(1.) Utca-emléktábla
Ponty utca
(14.) Karig Sára
Szabó Ilonka utca
(31.) Czine Mihály; (Ostrom utca sarok) Az utca névadója
Széchenyi lánchíd
(-) Hollán Sándor és fia Hollán Sándor 
Szent Gellért lépcső
(-) Dénes Zsigmond
Szent György tér
(-) Szegedinác Jovánovics Péró, Rozgonyi palota, Sándor palota, Szent György kápolna

(2.) Haydn: A Teremtés, Hunyadi László, Tudományegyetem
Szilágyi Dezső tér
(2.) Éder Gyula; (4.) Amrita Sérgil, Bartók Béla
Színház utca
(1-3.) Beethoven, Az első magyar nyelvű színházi előadás
Tabán lejtő
(Naphegy utca 67) Őze Lajos
Tábor utca
(12.) Kosztolányi Dezső
Táncsics Mihály utca (Korábban: Werbőczy utca, Wienerthorgasse, Bécsi kapu utca)

(1.) Henszlmann Imre; (9.) A névadó emléktáblája, Kossuth Lajos, Apponyi Albert-Apponyi György; (13.) Tóth Árpád; (25.) Martin Lajos
Tárnok utca
(1.) Mindszent utca; (10.) Matyéka Károly
Tigris utca
(55.) Vastagh György, id. és családja
Toldy Ferenc utca
(9.) Anton Kerner von Marilaum
Tóth Árpád sétány
(6.?) Feszty Masa; (23.) A névadó emléktáblája; (40.) Hadtörténelmi Múzeum és a belső terekben elhelyezett emléktáblák
Úri utca
(8.) Lukács Miklós; (17.) Toroczkai Wigand Ede; (21.) Várbarlang; (24.) Erkel Ferenc; (43.) Liszt Ferenc; (44-46.) Mikó András; (51.) Helytartótanács; (52.) Széchenyi Zsigmond; (55.) Minorita kolostor; (60.) Perényi Imre, Perényi Ferenc, Sigray Antal
Várfok utca
(14.) Forbáth Ármin András 
(15/b) Kroó György
Várkert rakpart
(17.) Szántó Piroska és Vas István
Vérmező út
(10-12.) Gabányi János
Ybl Miklós tér
(2.) Somogyváry Gyula; (4.) a régi budai nádori vízmérce felállításának 150. évf.; (6.) Clark Ádám
Zsolt utca
(7.) Aba-Novák Vilmos

## Külső hivatkozás
- Budapesti utcajegyzék. Panoráma Kiadó, (1974)
- Erőss Zoltán: Magyar Irodalmi Helynevek A-tól Z-ig. Kis-Lant Kiadó (1995) ISBN 963-8284-03-X